# Haguenau
Haguenau (prononcé : /a.gə.no/  ; en alsacien : Hawenau /ˈhaːvəˌnaʊ/ ou Hawena /ˈhaːvəˌnaː/), est une commune française située dans la circonscription administrative du Bas-Rhin et, depuis le 1er janvier 2021, dans le territoire de la Collectivité européenne d'Alsace, en région Grand Est.
Elle est la deuxième ville du Bas-Rhin et la quatrième d'Alsace avec une population d'environ 35 000 habitants tandis que son unité urbaine en compte 60 000. La commune de Haguenau possède la particularité d’avoir une très vaste superficie (18 259 hectares, soit la plus vaste d’Alsace). Ce territoire comprend notamment une importante forêt, qui marque une réelle coupure au sein de la plaine d'Alsace. La ville est située dans une vaste clairière au sud de ce massif forestier.
Haguenau a eu plusieurs distinctions pour ses initiatives :
- En 2020, le label « Terre de Jeux 2024 » pour les Jeux olympiques d'été de 2024 par le Comité d'organisation des Jeux olympiques et paralympiques d'été de 2024.
- En 2020, la forêt de Haguenau (13 400 ha) est labellisée Forêt d'Exception, label de l'Office national des forêts détenu par une quinzaine de forêts françaises et première forêt indivise à obtenir ce label[4].
- En 2019, elle est labellisée « Ville active et sportive » avec deux lauriers pour les années 2019-2021[5] et pour son engagement en faveur de la lutte contre les pesticides et la préservation de la biodiversité, elle obtient le label « Commune Nature - 3 libellules », décerné par le Grand Est[6].
- Haguenau est distinguée depuis 1993 par le label « 3 fleurs »[7] avec une 1re fleur obtenue en 1988 et une 2e fleur en 1991[8].
- En 2017, le Festival du Houblon reçoit le Grand Bretzel d'Or par l’Institut des Arts et Traditions Populaires d’Alsace[9].
- La Ville de Haguenau a été régulièrement labellisée Ville Internet pendant 15 ans, passant de une arobase en 2000 et 2007 à deux en 2008 et trois arobases chaque année entre 2010 et 2015[10].

## Géographie
Avec un superficie de 182,59 km2, Haguenau est la 30e commune la plus étendue de France métropolitaine.

### Localisation
Haguenau est située à 140 m d'altitude à vingt-huit kilomètres au nord de Strasbourg. Elle fait partie du pays d'Alsace du Nord.

### Communes limitrophes
Avec vingt-six communes limitrophes, Haguenau fait partie des communes les plus entourées de France en nombre de communes limitrophes.
Les communes limitrophes sont Weitbruch, Batzendorf, Biblisheim, Bischwiller, Bitschhoffen, Dauendorf, Eschbach, Forstheim, Gries, Kaltenhouse, Laubach, Leutenheim, Mertzwiller, Mietesheim, Niedermodern, Niederschaeffolsheim, Betschdorf, Oberhoffen-sur-Moder, Schirrhein, Schirrhoffen, Schweighouse-sur-Moder, Soufflenheim, Surbourg, Walbourg, Rountzenheim-Auenheim et Val-de-Moder.
Uberach est une commune déléguée de Val-de-Moder.
| Mietesheim Kindwiller Bitschhoffen Val-de-Moder Niedermodern Dauendorf | Mertzwiller Forstheim Laubach Eschbach Walbourg Biblisheim Surbourg | Betschdorf                                    |
| Schweighouse-sur-Moder                                                 | Haguenau                                                            | Leutenheim Rountzenheim-Auenheim Soufflenheim |
| Batzendorf Niederschaeffolsheim                                        | Kaltenhouse Bischwiller Gries Weitbruch                             | Schirrhoffen Schirrhein Oberhoffen-sur-Moder  |

### Géologie et relief

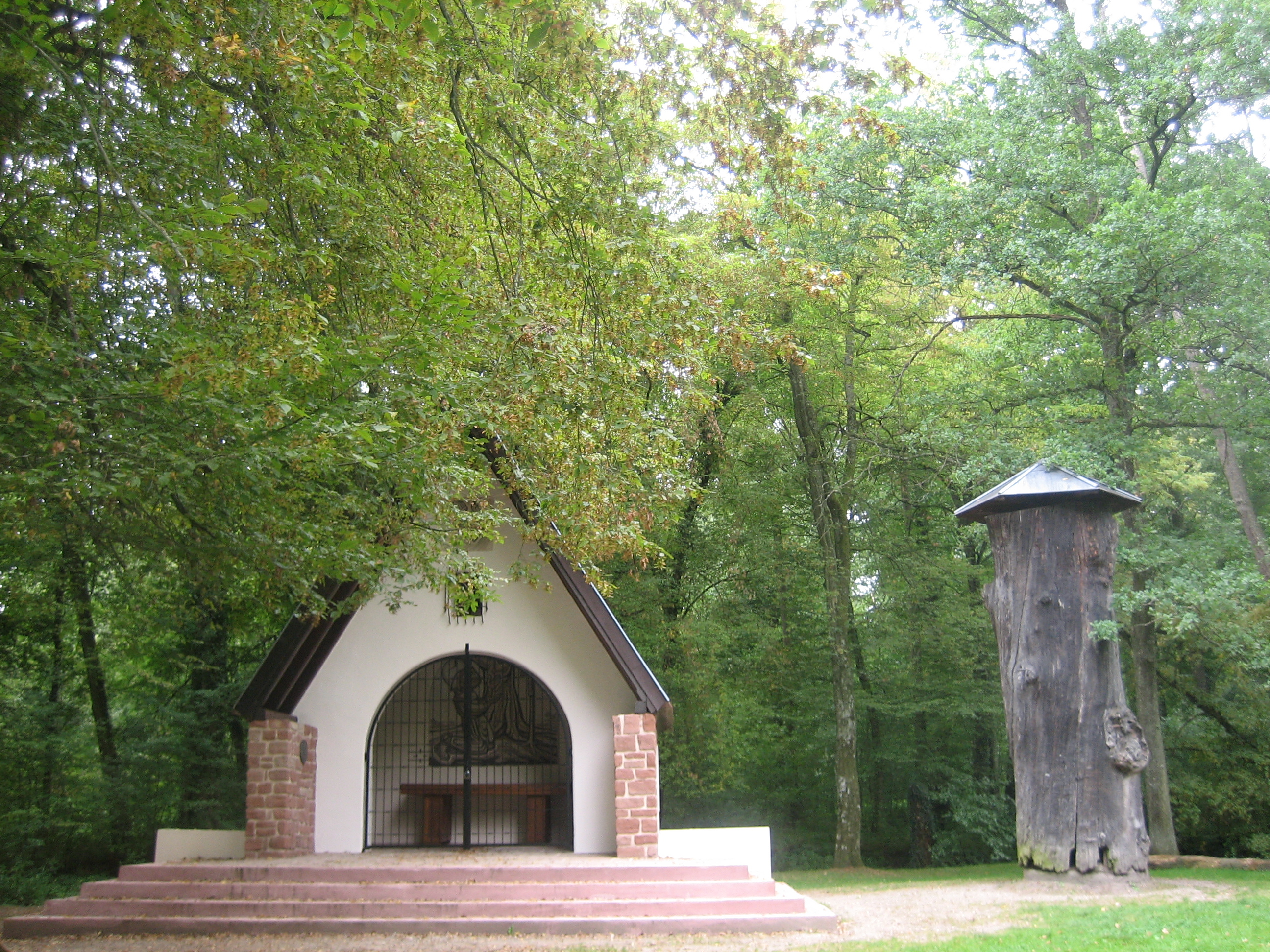
Le Gros chêne et la chapelle, dans la Forêt sainte.

Avec 18 259 hectares, elle possède le territoire le plus vaste d'Alsace. Il comprend la vaste forêt de Haguenau, forêt de 13 800 hectares intégrée dans un massif forestier de 20 000 hectares. Elle marque une réelle césure entre le sud et l'extrême nord de la plaine d'Alsace. De ce fait, la partie alsacienne située au nord de cette forêt est nommée l’Outre-Forêt par les Alsaciens. La forêt de Haguenau joue un rôle important, car elle assure en revanche la transition entre les Vosges du Nord et le Petit Ried. C'est une zone de passage pour la faune.
Haguenau est située dans une clairière au sud de cette forêt. Les collines sous-vosgiennes et le champ de fractures de Saverne s'étendent à l'ouest de la commune.
Hydrogéologie et climatologie : Système d’information pour la gestion de l’Aquifère rhénan, par le Bureau de recherches géologiques et minières :
Territoire communal : Occupation du sol (Corinne Land Cover); Cours d'eau (BD Carthage),
Géologie : Carte géologique; Coupes géologiques et techniques,
 Hydrogéologie : Masses d'eau souterraine; BD Lisa; Cartes piézométriques.

### Hydrographie

#### Réseau hydrographique

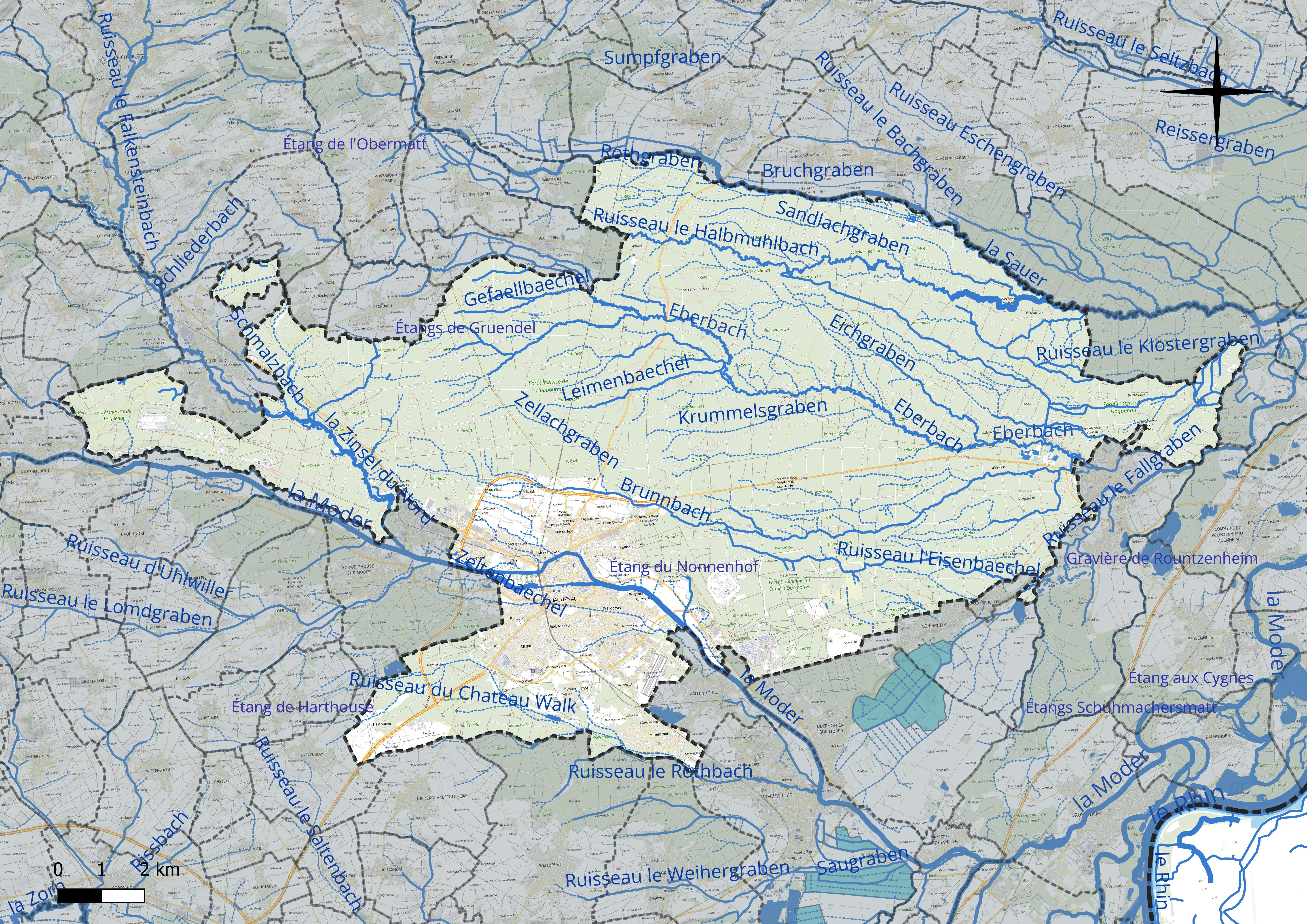
Réseau hydrographique de Haguenau.

La commune est dans le bassin versant du Rhin au sein du bassin Rhin-Meuse. Elle est drainée par la Moder, la Sauer, la Zinsel du Nord, le ruisseau l'Eberbach, le ruisseau le Brumbach, le ruisseau le Fallgraben, le ruisseau le Halbmuhlbach, le ruisseau Grimmelsgraben, le ruisseau le Klostergraben, le ruisseau le Landgraben, le ruisseau le Rothbach, le ruisseau l'Eisenbaechel, le ruisseau l'Eschbach, le ruisseau des Jésuites, le ruisseau du Chateau Walk, le ruisseau le Bruderbaechel, le ruisseau le Gefaelbaechel, le ruisseau le Glaswinkolgraben, le ruisseau le Rumbaechel, le ruisseau le Zellachgraben, le ruisseau le Zeltenbaechel et le ruisseau l'Isselbaechel,.
La Moder, d'une longueur de 82 km, prend sa source dans la commune de Zittersheim et se jette  dans le Rhin en rive gauche à Beinheim, après avoir traversé 29 communes. Les caractéristiques hydrologiques de la Moder sont données par la station hydrologique située à Schweighouse-sur-Moder. Le débit moyen mensuel est de 5,42 m3/s. Le débit moyen journalier maximum est de 77,8 m3/s, atteint lors de la crue du 11 mai 1970. Le débit instantané maximal est quant à lui de 105 m3/s, atteint le même jour.
La Sauer, d'une longueur de 64 km, prend sa source dans la commune de Lembach et se jette  dans le Rhin en rive gauche à Munchhausen, après avoir traversé 19 communes.
La Zinsel du Nord, d'une longueur totale de 43,2 km, prend sa source dans la commune de Mouterhouse et se jette  dans la Moder à Schweighouse-sur-Moder, après avoir traversé douze communes.
L'Eberbach, d'une longueur de 44 km, prend sa source dans la commune de Gundershoffen et se jette  dans la Sauer à Forstfeld, après avoir traversé 14 communes. Les caractéristiques hydrologiques de l'Eberbach sont données par la station hydrologique située à Leutenheim. Le débit moyen mensuel est de 0,868 m3/s. Le débit moyen journalier maximum est de 15,2 m3/s, atteint lors de la crue du 15 février 2005. Le débit instantané maximal est quant à lui de 16,7 m3/s, atteint le 14 février 2005.
Le Brumbach, d'une longueur de 18 km, prend sa source et se jette dans l'ouest de la commune et se jette  dans l'Eberbach à l'est du territoire communal, aux abords du bourg de Soufflenheim.
Le Fallgraben, d'une longueur de 14 km, prend sa source dans la commune de Oberhoffen-sur-Moder et se jette  dans l'Eberbach à Soufflenheim, après avoir traversé cinq communes.
Le Halbmuhlbach, d'une longueur de 23 km, prend sa source dans la commune de Durrenbach et se jette  dans la Sauer dans la commune, après avoir traversé quatre communes.
La Sauer, d'une longueur de 64 km, prend sa source dans la commune de Lembach et se jette  dans le Rhin en rive gauche à Munchhausen, après avoir traversé 19 communes.
L'Eberbach, d'une longueur de 44 km, prend sa source dans la commune de Gundershoffen et se jette  dans la Sauer à Forstfeld, après avoir traversé 14 communes. Les caractéristiques hydrologiques de l'Eberbach sont données par la station hydrologique située à Leutenheim. Le débit moyen mensuel est de 0,868 m3/s. Le débit moyen journalier maximum est de 15,2 m3/s, atteint lors de la crue du 15 février 2005. Le débit instantané maximal est quant à lui de 16,7 m3/s, atteint le 14 février 2005.
Le Fallgraben, d'une longueur de 14 km, prend sa source dans la commune de Oberhoffen-sur-Moder et se jette  dans l'Eberbach à Soufflenheim, après avoir traversé cinq communes.
Trois plans d'eau complètent le réseau hydrographique : les étangs de Gruendel (0,4 ha), l'étang de Harthouse (0,2 ha) et l'étang du Nonnenhof (0,6 ha),.

#### Gestion et qualité des eaux
Le territoire communal est couvert par le schéma d'aménagement et de gestion des eaux (SAGE) « Ill Nappe Rhin ». Ce document de planification concerne la nappe phréatique rhénane, les cours d'eau de la plaine d'Alsace et du piémont oriental du Sundgau, les canaux situés entre l'Ill et le Rhin et les zones humides de la plaine d'Alsace. Le périmètre s’étend sur 3 596 km2. Il a été approuvé le 17 janvier 2005. La structure porteuse de l'élaboration et de la mise en œuvre est la région Grand Est.
La qualité des cours d’eau peut être consultée sur un site dédié géré par les agences de l’eau et l’Agence française pour la biodiversité.

### Climat
Pour des articles plus généraux, voir Climat du Grand Est et Climat du Bas-Rhin.
En 2010, le climat de la commune est de type climat des marges montargnardes, selon une étude du Centre national de la recherche scientifique s'appuyant sur une série de données couvrant la période 1971-2000. En 2020, Météo-France publie une typologie des climats de la France métropolitaine dans laquelle la commune est exposée à un climat semi-continental et est dans la région climatique Alsace, caractérisée par une pluviométrie faible, particulièrement en automne et en hiver, un été chaud et bien ensoleillé, une humidité de l’air basse au printemps et en été, des vents faibles et des brouillards fréquents en automne (25 à 30 jours).
Pour la période 1971-2000, la température annuelle moyenne est de 10,6 °C, avec une amplitude thermique annuelle de 17,8 °C. Le cumul annuel moyen de précipitations est de 725 mm, avec 9,6 jours de précipitations en janvier et 10,2 jours en juillet. Pour la période 1991-2020, la température moyenne annuelle observée sur la station météorologique de Météo-France la plus proche, « Preuschdorf », dans la commune de Preuschdorf à 14 km à vol d'oiseau, est de 11,3 °C et le cumul annuel moyen de précipitations est de 834,2 mm. 
La température maximale relevée sur cette station est de 39,8 °C, atteinte le 4 juillet 2015 ; la température minimale est de −19,9 °C, atteinte le 8 janvier 1985,,.
Les paramètres climatiques de la commune ont été estimés pour le milieu du siècle (2041-2070) selon différents scénarios d'émission de gaz à effet de serre à partir des nouvelles projections climatiques de référence DRIAS-2020. Ils sont consultables sur un site dédié publié par Météo-France en novembre 2022.

## Urbanisme

### Typologie
Au 1er janvier 2024, Haguenau est catégorisée centre urbain intermédiaire, selon la nouvelle grille communale de densité à sept niveaux définie par l'Insee en 2022.
Elle appartient à l'unité urbaine de Haguenau, une agglomération intra-départementale regroupant six  communes, dont elle est ville-centre,,. Par ailleurs la commune fait partie de l'aire d'attraction de Haguenau, dont elle est la commune-centre,. Cette aire, qui regroupe 34 communes, est catégorisée dans les aires de 50 000 à moins de 200 000 habitants,.

### Occupation des sols
L'occupation des sols de la commune, telle qu'elle ressort de la base de données européenne d’occupation biophysique des sols Corine Land Cover (CLC), est marquée par l'importance des forêts et milieux semi-naturels (84 % en 2018), une proportion sensiblement équivalente à celle de 1990 (84,5 %). La répartition détaillée en 2018 est la suivante : forêts (71,4 %), milieux à végétation arbustive et/ou herbacée (12,6 %), zones urbanisées (5,2 %), zones industrielles ou commerciales et réseaux de communication (3,5 %), zones agricoles hétérogènes (3,5 %), terres arables (2,2 %), prairies (1,2 %), mines, décharges et chantiers (0,2 %), espaces verts artificialisés, non agricoles (0,1 %). L'évolution de l’occupation des sols de la commune et de ses infrastructures peut être observée sur les différentes représentations cartographiques du territoire : la carte de Cassini (XVIIIe siècle), la carte d'état-major (1820-1866) et les cartes ou photos aériennes de l'IGN pour la période actuelle (1950 à aujourd'hui).

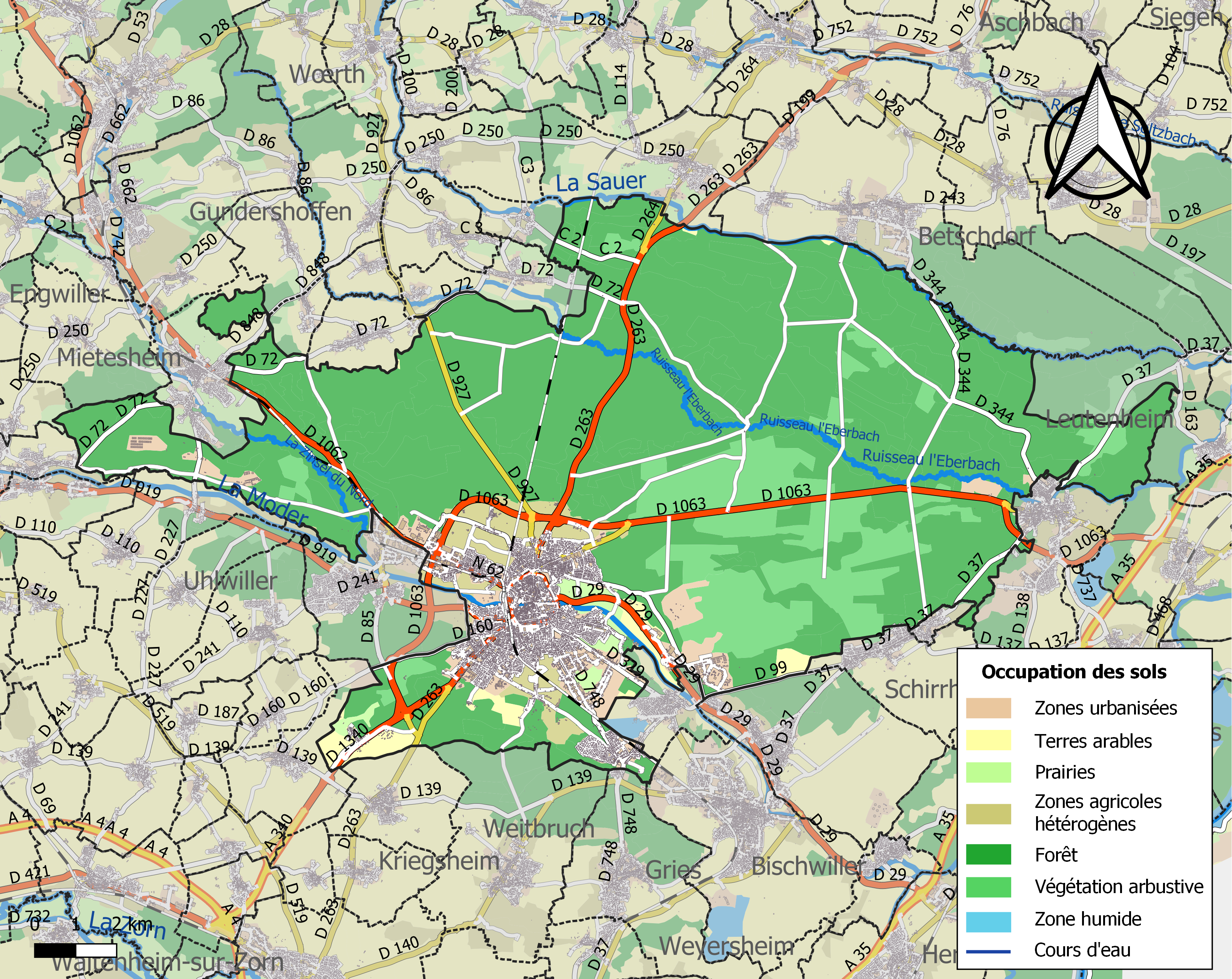
Carte des infrastructures et de l'occupation des sols de la commune en 2018 (CLC).

La base de données européenne d’occupation biophysique des sols Corine Land Cover (CLC) propose une description encore plus détaillée de l'occupation des sols de la commune en 2018.
| Type d’occupation                                              | %    | Superficie (en hectares) |
| -------------------------------------------------------------- | ---- | ------------------------ |
| Tissu urbain continu                                           | 0,3  | 61                       |
| Tissu urbain discontinu                                        | 4,9  | 897                      |
| Zones industrielles ou commerciales et installations publiques | 3,3  | 602                      |
| Aérodrome                                                      | 0,3  | 46                       |
| Extraction de matériaux                                        | 0,2  | 35                       |
| Équipements sportifs et de loisirs                             | 0,1  | 26                       |
| Terres arables hors périmètres d'irrigation                    | 2,2  | 397                      |
| Prairies et autres surfaces toujours en herbe                  | 1,2  | 224                      |
| Systèmes culturaux et parcellaires complexes                   | 3,5  | 640                      |
| Forêts de feuillus                                             | 32,1 | 5897                     |
| Forêts de conifères                                            | 25,8 | 4736                     |
| Forêts mélangées                                               | 13,5 | 2478                     |
| Landes et broussailles                                         | 2,3  | 422                      |
| Forêt et végétation arbustive en mutation                      | 10,3 | 1896                     |
| Source : Corine Land Cover                                     |      |                          |

### Quartiers
La ville est divisée en différents quartiers : Centre-ville, Schloessel, Château Fiat, Musau, Marienthal, Harthouse, Metzgerhof, Munchacker-Matzacker, Les Pins, Saint-Gérard, Saint-Joseph, Saint-Nicolas, Weinumshof, Hundshof, Millioneviertel, Domaine de l'Europe, éco-quartier Thurot, Aimé, Bildstoeckel et Marxenhouse.

### Voies de communication et transports
La communauté d'agglomération est devenue autorité organisatrice de la mobilité (AOM). La ville de Haguenau ne constitue pas un pôle isolé, mais s'inscrit au sein de l'espace métropolitain Strasbourg-Karlsruhe.

#### Voies routières
Deux contournements permettent d'éviter le centre-ville. La ville est ainsi reliée par la D 1340 (voie rapide) à l'autoroute A4 au sud, et par la Route du Rhin (D 29) à l'autoroute A35 à l'est. La rocade en 2x2 voies (D 1063) (voie rapide), permet le contournement ouest-nord de la ville.
Achevée et mise en service le 3 janvier 2022, la Voie de Liaison Sud (VLS) est un boulevard urbain qui permet de desservir les quartiers Sud et Est de la ville, c'est-à-dire de rejoindre directement la route de Strasbourg à la route du Rhin en évitant le centre-ville. La VLS permet de relier la piscine découverte, le château Walk, l'hôpital, le collège des Missions Africaines, la zone artisanale de l'aérodrome, la zone commerciale de la route de Bischwiller, et le centre commercial de l'Arboiseau / Taubenhof.

#### Transports en commun

##### Gare et réseau ferré

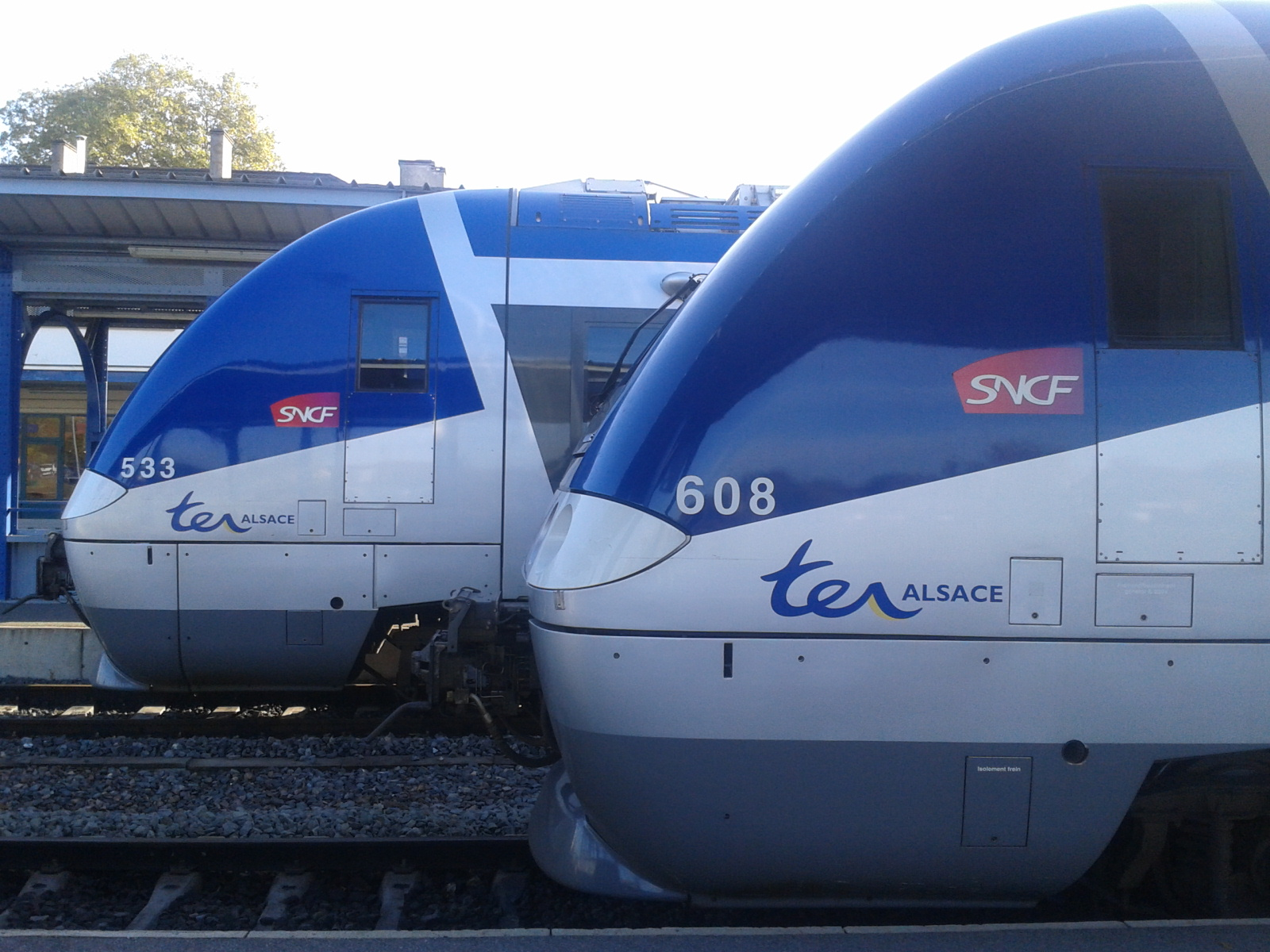
Ter en gare de Haguenau.

Le réseau ferré de Haguenau est créé en 1855, la voie ferrée coupe l'aqueduc qui alimente Haguenau en eau potable.
La gare, construite en 1892, est détruite en 1944 lorsque l'armée allemande évacue une partie de la ville. Une gare est reconstruite rapidement en 1964. Une nouvelle gare par le cabinet d'architecture l'atelier Schall plus fonctionnelle, plus claire et plus grande a été achevée en 2021.
Après la mise en place d'un service express régional métropolitain (SERM), la gare devient un pôle d'échanges multimodal. Haguenau est desservie par des trains express régionaux (TER) à destination et en provenance de :
- Strasbourg, un train toutes les 15 minutes environ.
- Niederbronn, toutes les heures en heures creuses et toutes les 15 minutes en heure de pointe environ.
- Wissembourg, toutes les 45 minutes environ. Tous ces trains circulent à des horaires réguliers.
- Un bus TER dessert Bitche en 1 heure 10 minutes sept fois par jour.

Depuis 2018, il existe un projet de réouverture de la voie ferrée Haguenau - Rastatt qui permettrait de rejoindre Karlsruhe à Sarrebruck, soutenu par la communauté d'agglomération de Haguenau et l'Eurodistrict Pamina. La voie ferrée, fermée en plusieurs étapes entre 1939 et 1991, existe toujours ainsi que l'ancien pont de chemin de fer à Beinheim. Son ouverture permettrait aux travailleurs transfrontaliers et aux touristes français et allemands de rejoindre Sarrebruck, Haguenau, Rastatt et Karlsruhe sans utiliser leur voiture et sans passer par les gares de Strasbourg et de Wissembourg,.

##### Réseau de bus

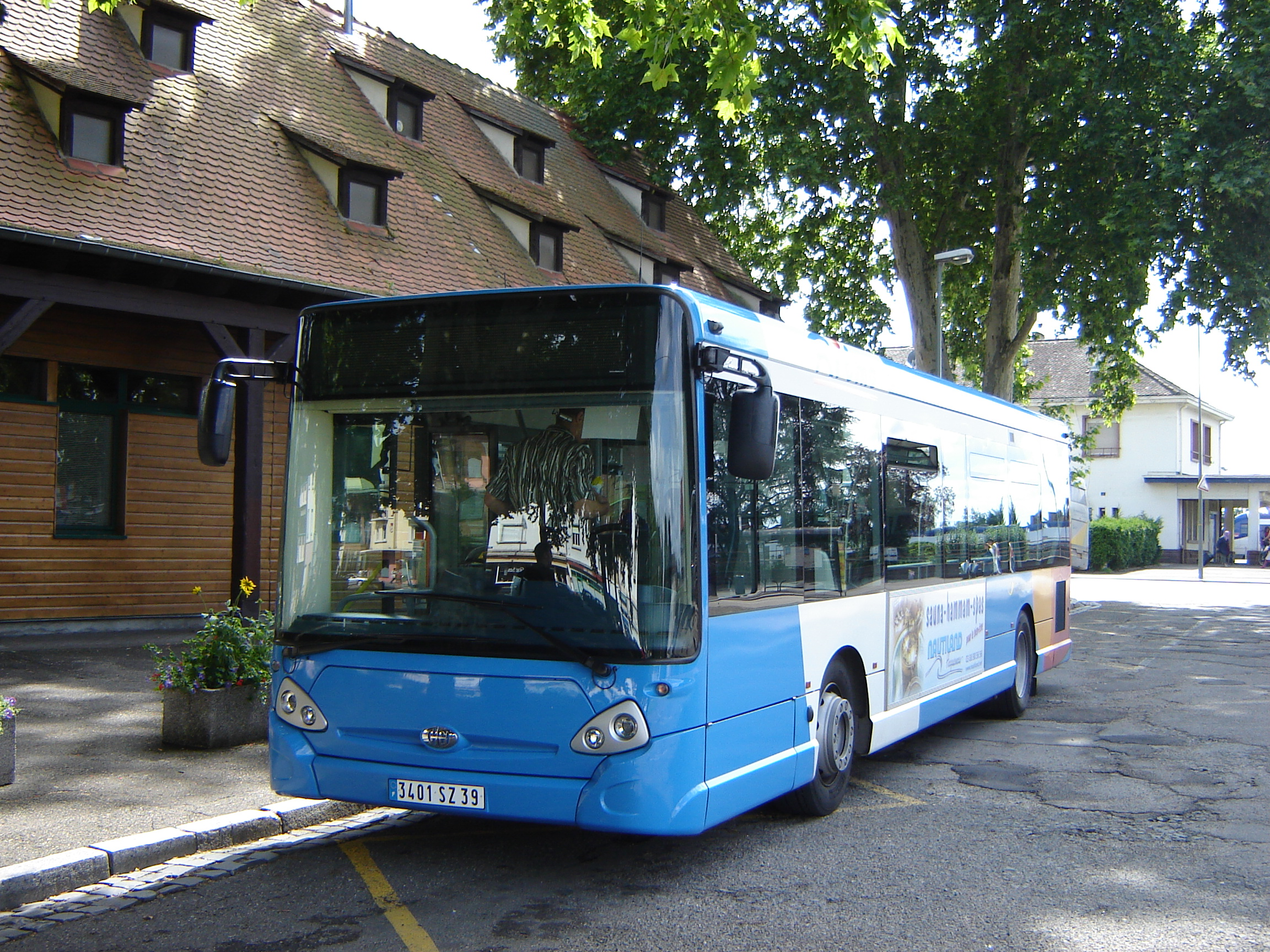
Bus GX 127 L Haguenau RITMO.

Depuis le 1er août 2006, les communes de Haguenau et de Schweighouse-sur-Moder sont desservies par le réseau Ritmo par le biais de :
- 5 lignes régulières urbaines (1, 2, 3, 4, 5) et 4 lignes périurbaines (10, 11, 12, 13) qui desservent tous les quartiers de la ville de Haguenau ainsi que les grands pôles de la CAH : Aérodrome de Haguenau/Bischwiller-Schweighouse-sur-Moder via Oberhoffen-sur-Moder, les Pins-Centre équestre , Chemin du Parcage-Hôpital, gare de Haguenau-Bischwiller via Marienthal, Brumath (sud)-Mommenheim, gare de Haguenau-Brumath, gare de Haguenau-Pfaffenhoffen, gare de Haguenau-Mommenheim
- 17 lignes scolaires (lignes A à O, N 1 et N 2), qui assurent la desserte des principaux établissements scolaires ;
- 2 lignes de service de transport à la demande (pour les salariés travaillant tôt ou tard et pour les personnes éloignées des arrêts de bus)[42].

Le réseau a atteint 1,6 million de voyages en 2016. Une vingtaine de bus circulent sur le réseau, en majorité des Heuliez GX 127 L. En période de pointe, des bus possédant une troisième porte circule sur le réseau. Ailleurs, le réseau TER Alsace dessert la gare de Haguenau, avec des trains à destination de Niederbronn-les-Bains, Wissembourg et Strasbourg-Ville, et qui offre en outre une intermodalité avec les autocars du Réseau 67, qui assurent une desserte du département du Bas-Rhin.
À partir du 30 août 2021 le réseau Ritmo évolue, avec des nouvelles dessertes sur l’ensemble de la communauté d’agglomération de Haguenau, l’extension du réseau sera mise en place en janvier 2022.

#### Vélo

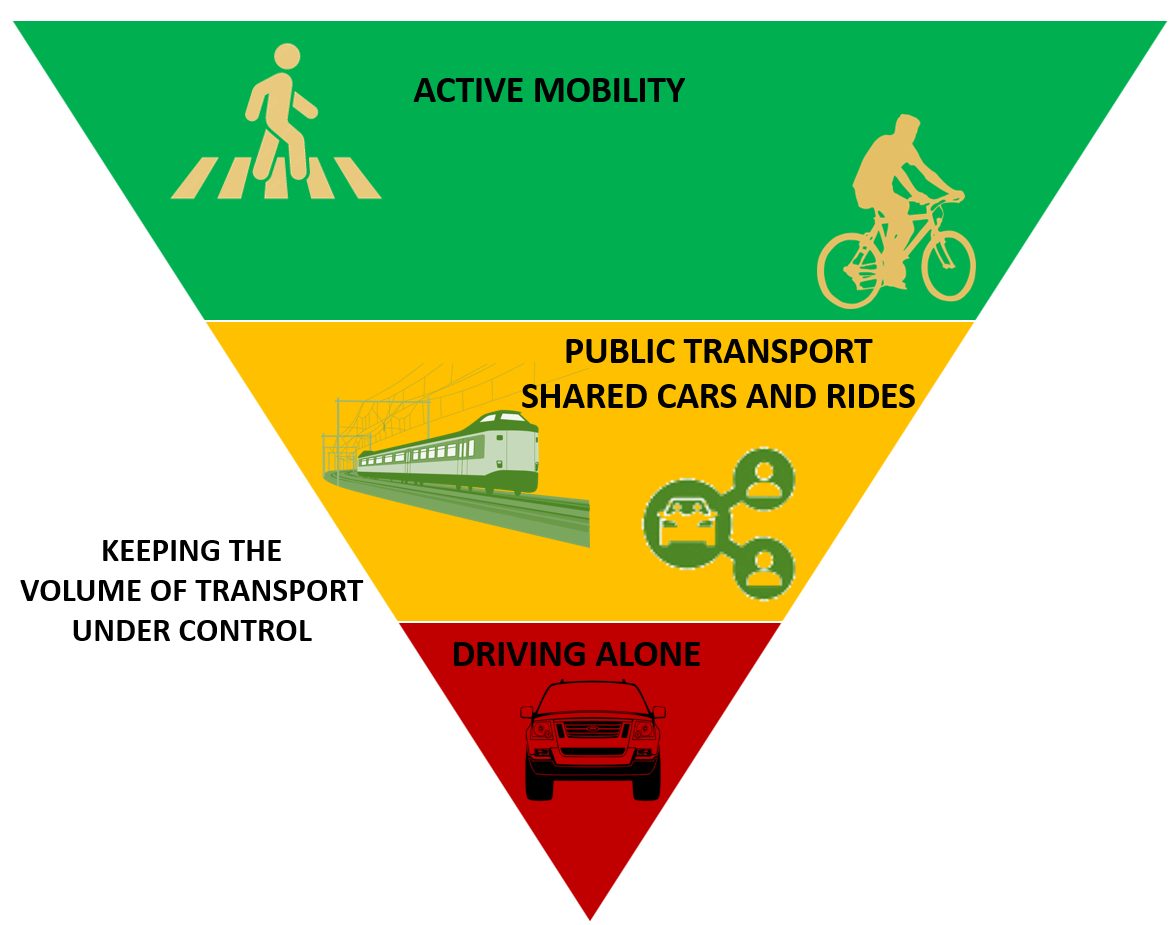
Pyramide de la mobilité, proposée par le projet européen Share North.

La véloroute franco-allemande relie Haguenau à Drusenheim.
La ville a développé un important réseau d'itinéraires cyclables, plus de 60 km (en 2021), intra-urbains et extra-urbains (hors itinéraires en forêt), dont des pistes cyclables en site propre qui relient les villes alentour : Bischwiller, Kaltenhouse et Oberhoffen-sur-Moder (le long de la Moder, vers l'est), Schweighouse-sur-Moder (le long de la Moder, vers l'ouest), Niederschaeffholsheim (en site propre le long de la route), sont ainsi joignables en vélo sana avoir besoin de rouler un seul instant sur une voie motorisée (sauf aux croisements). Les autres communes alentour sont joignables par des bandes cyclables partagées sur la route, ou par une circulation mixte (site propre alterné avec route). La VLS, longue de 5,5 km, mise en service début 2022, succession en continu de cinq boulevards urbains contournant la ville par le sud-est, comporte une piste cyclable en site propre tout le long, permettant de relier la route de Strasbourg au Taubenhof 2/L'Arboiseau.
Le réseau est en constante évolution. Son développement en site propre vers les autres communes se poursuit au fil des ans.

## Toponymie
Le vieux haut allemand Hag, aujourd’hui limité à un emploi régional (aussi sous la forme Haag dans les dialectes alémaniques), désigne différentes choses : une clôture, une barrière, un enclos, un bosquet ou un bois comme celui près de Haguenau.
Le second élément -au est un appellatif signifiant « pré (ou prairie) humide, prairie inondable », identique à l'allemand Aue de même sens. Il remonte au germanique commun *awa à rapprocher du latin aqua, tous deux de l'indo-européen *akʷā- « eau » (dont un dérivé a donné le nom germanique de l'« île » : *awja, *awgjo, élément que l'on retrouve dans l'anglais island, l'allemand Eiland et les noms d'îles comme Yeu ou se terminant par -ey comme Chausey, Jersey, Guernesey ou encore Aurigny (anglais Alderney) ainsi que l'élément Oye dans Oye-Plage).
L'orthographe initiale était Hagenau (orthographe toujours en vigueur en allemand), la lettre « u » a été intercalée pour s'adapter à la phonétique française.

## Histoire

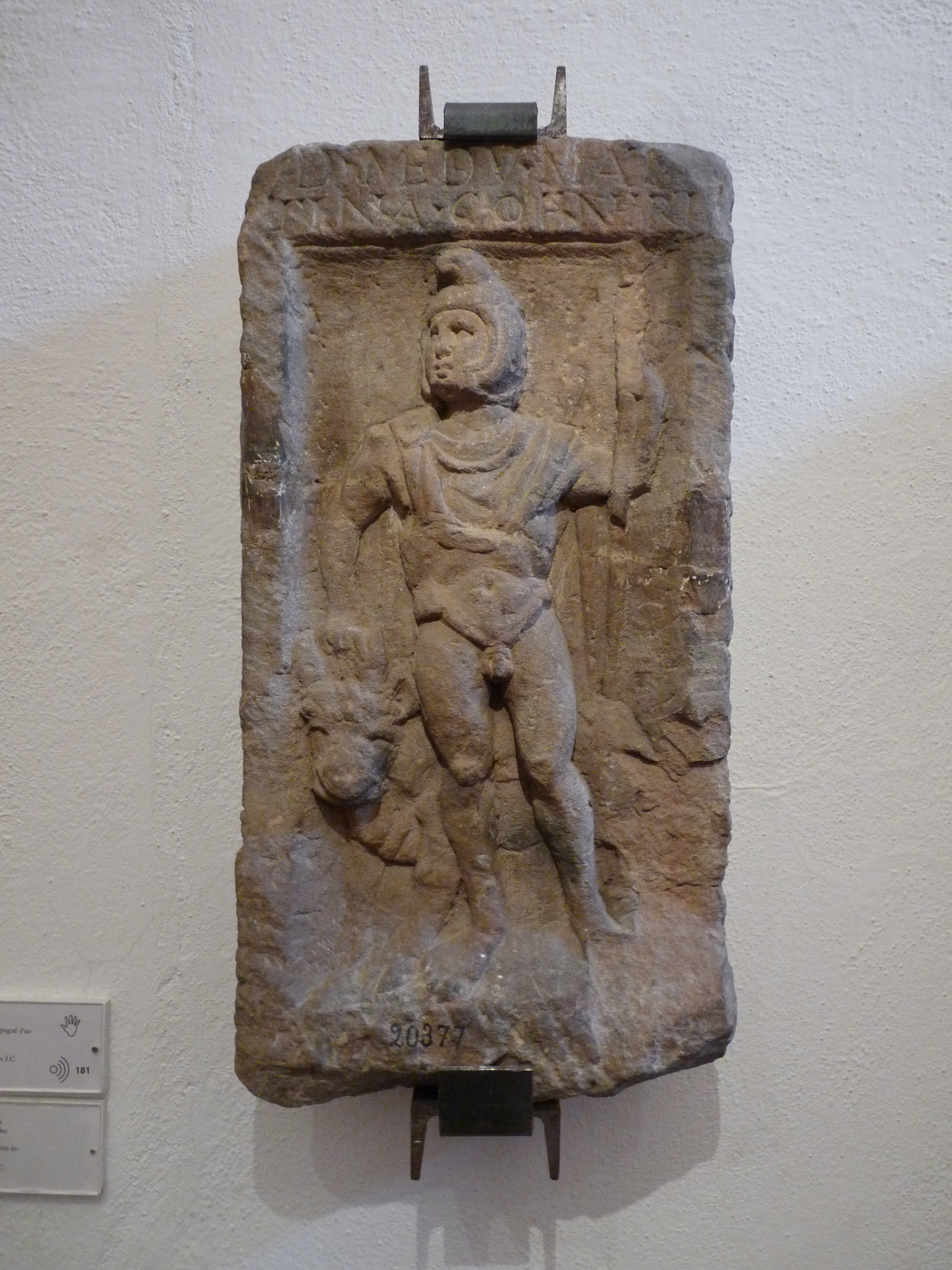
Mithra Mider accompagné d'un taureau (IIIe siècle) trouvé dans la forêt de Haguenau, Musée archéologique de Strasbourg.

### Antiquité
Il n'y a pas eu de présence romaine sur le site de Haguenau qui était à l'époque une vaste forêt. Une ville, chef-lieu des Celtes de la tribu des Triboques était installée à Brumath appelé Brocomagus. Des camps romains sont installés en 15 avant J.-C. pour sécuriser le Rhin en Alsace du nord à Strasbourg (appelé Argentoratum), Drusenheim (Castellum Drusi), Seltz (Saletio : voir l'Histoire de Seltz) et Lauterbourg (Concordia). Au IIe siècle après J.-C., le panthéon traditionnel romain est remis en cause par les cultes à mystères séduisant légionnaires, artisans et esclaves. C'est à ce contexte que renvoie la découverte d'une sculpture bas relief du dieu Mithra qui a été retrouvée dans la forêt près de Haguenau, avec l'inscription suivante : « Deo Medru Matutina Cobnerta », que l'on peut traduire par : « au dieu Mithra Matutina Cobnerta ». (La lettre R du mot Medru est renfermée dans le D). Le dieu, coiffé d'un bonnet de forme particulière, tient dans la main gauche une pique, sa main droite repose entre les cornes d'un taureau qui se trouve à côté de lui, alors que d'habitude Mithra est représenté au moment où il tire le taureau,. S'agit-il de Mars, dieu romain de la guerre, qu'on voit rarement avec un taureau, de Mithra, culte oriental, ou de Medru, un dieu celte local, ou tout simplement d'un syncrétisme religieux mélangeant les trois ? Les spécialistes sont divisés sur la question.

### Moyen Âge

#### Haguenau au temps des Hohenstaufen

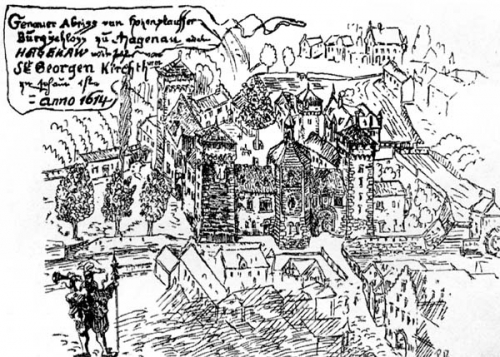
Dessin à la main du palais impérial avant sa destruction de 1687 (tracé d'un original de 1614 en 1904).

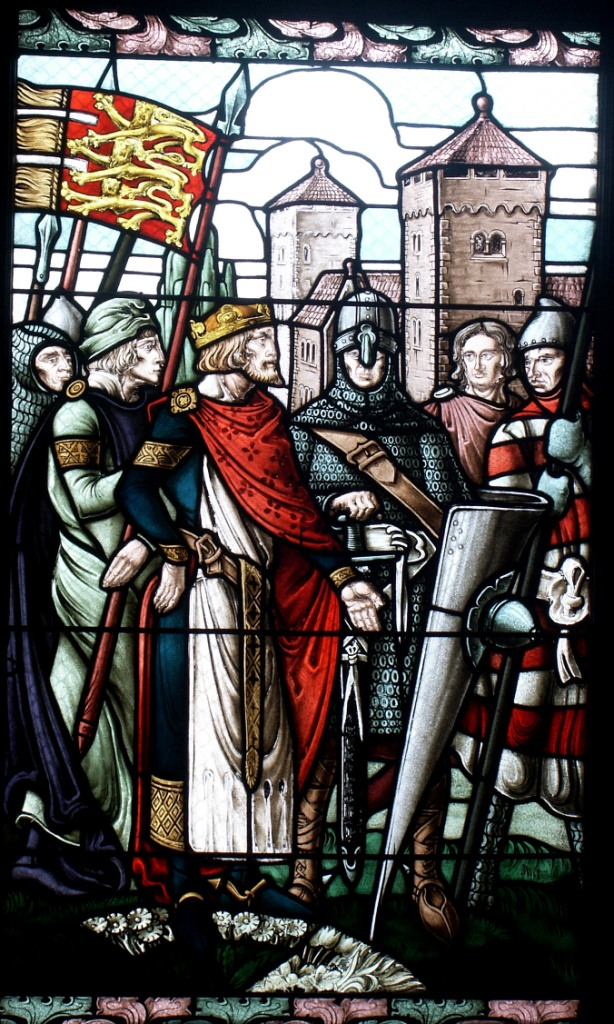
Comparution de Richard Cœur de Lion devant l'empereur à Haguenau en 1193, vitrail de Léo Schnug, au Musée historique de Haguenau.

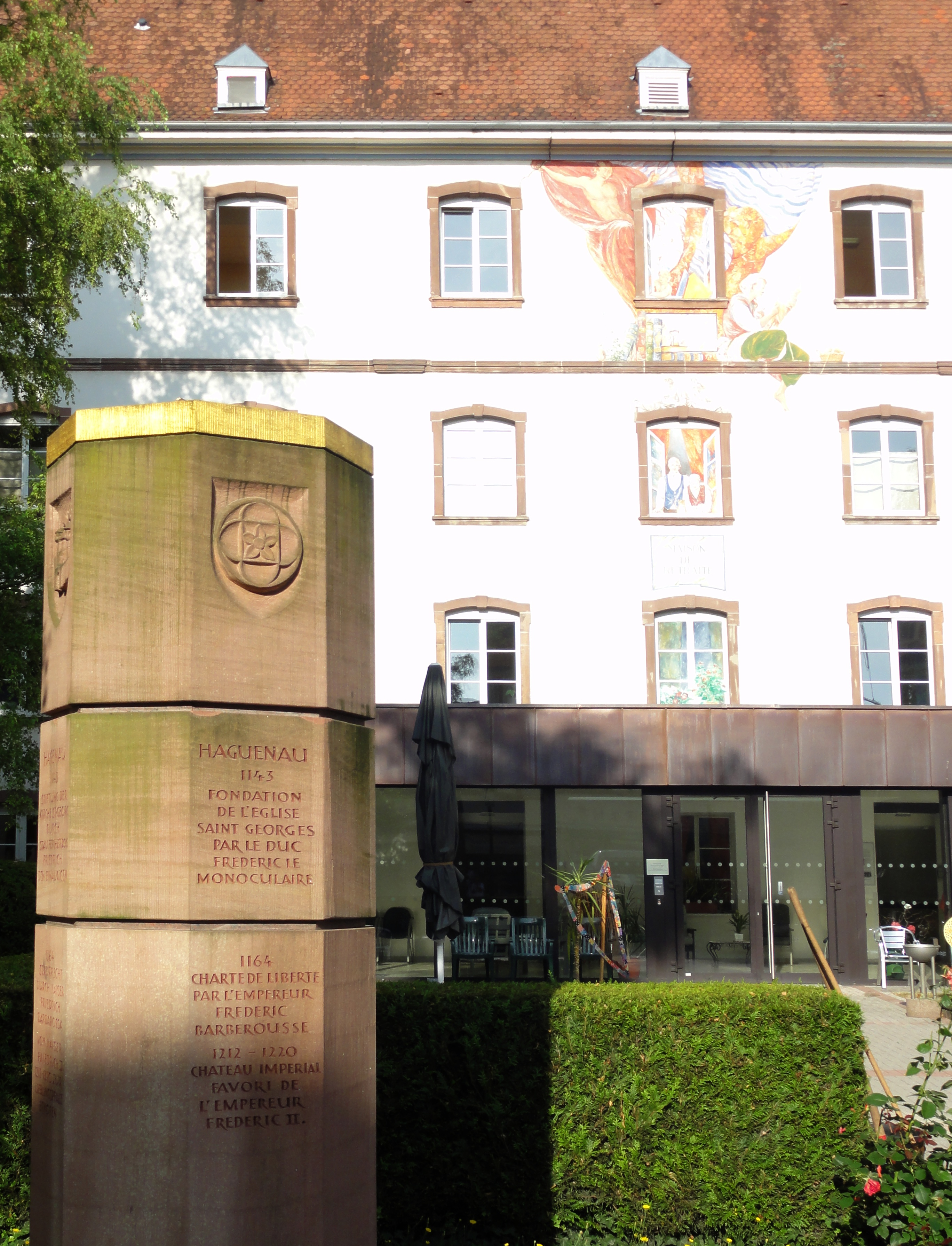
Stèle rappelant l'emplacement de la Burg (château) des Hohenstaufen (jardin de la maison de retraite).

Au début du XIIe siècle, les ducs de Souabe de la maison de Hohenstaufen avaient acquis de grandes parties de la forêt de Haguenau grâce à plusieurs héritages. Le duc Frédéric II le Borgne,, fait construire vers 1115-1118 un château sur une île de la Moder comme un pavillon de chasse.
Le lieu se développe et devient une ville au Moyen Âge. L'église Saint-Georges de Haguenau est construite à partir de 1143. Le duc accorde également à la cité des franchises à une date inconnue. Il meurt en 1147 et se trouve enterré à l'église Sainte-Walburge de Walbourg, au nord de Haguenau, auprès de sa première épouse Judith de Bavière (1103-1130).
Leur fils Frédéric Barberousse, duc de Souabe, est élu empereur du Saint-Empire romain germanique. Il rédige en 1164 la charte de la ville de « Hagenau »,. Le texte octroie des droits et des privilèges à la cité qui s'est développée autour du château de Haguenau, qui devient, en 1170, un palais impérial. Celui-ci, aujourd'hui disparu, a été reconstitué en 3D par le 28e groupe géographique en 2015 pour montrer son aspect tel qu'il était au temps des Hohenstaufen. Il existe aujourd’hui encore une place portant son nom et une stèle marque l'emplacement de la résidence.
En 1189, Frédéric Barberousse part de Haguenau pour la troisième croisade, non sans avoir auparavant fondé un hospice confié à l'ordre des prémontrés pour accueillir les pèlerins à l'église Saint-Nicolas de Haguenau. Il se noie en passant à gué une rivière d'Asie Mineure. Ses successeurs Henri VI et Frédéric II firent de nombreux séjours dans le palais. Selon l'historien allemand Ernst Kantorowicz, « Frédéric II aimait à séjourner en Alsace et sur le Rhin, à Worms et à Spire […] Mais de tous les palais allemands, Frédéric II préféra celui de Haguenau, où les vastes forêts convenaient sans doute à sa passion de la chasse et la riche collection d'écrits d'antiques à sa soif de savoir. ». Ville d’Empire, elle profite du grand interrègne (1250-1273) pour obtenir de l'empereur de plus en plus de droits. Elle devient, en 1354, la capitale d'une ligue urbaine réunissant les dix villes impériales d'Alsace : la Décapole,.
En 1193, Richard Cœur de Lion fut jugé devant le tribunal impérial présidé par Henri VI (qui fait treize séjours à Haguenau) pour avoir abandonné le combat de la troisième croisade. Le roi anglais fut libéré contre une rançon de vingt-quatre millions de deniers d’argent (l’équivalent d’un camion de 36 tonnes rempli d’argent). Après la disparition de la dynastie des Hohenstaufen, la résidence fut délaissée.

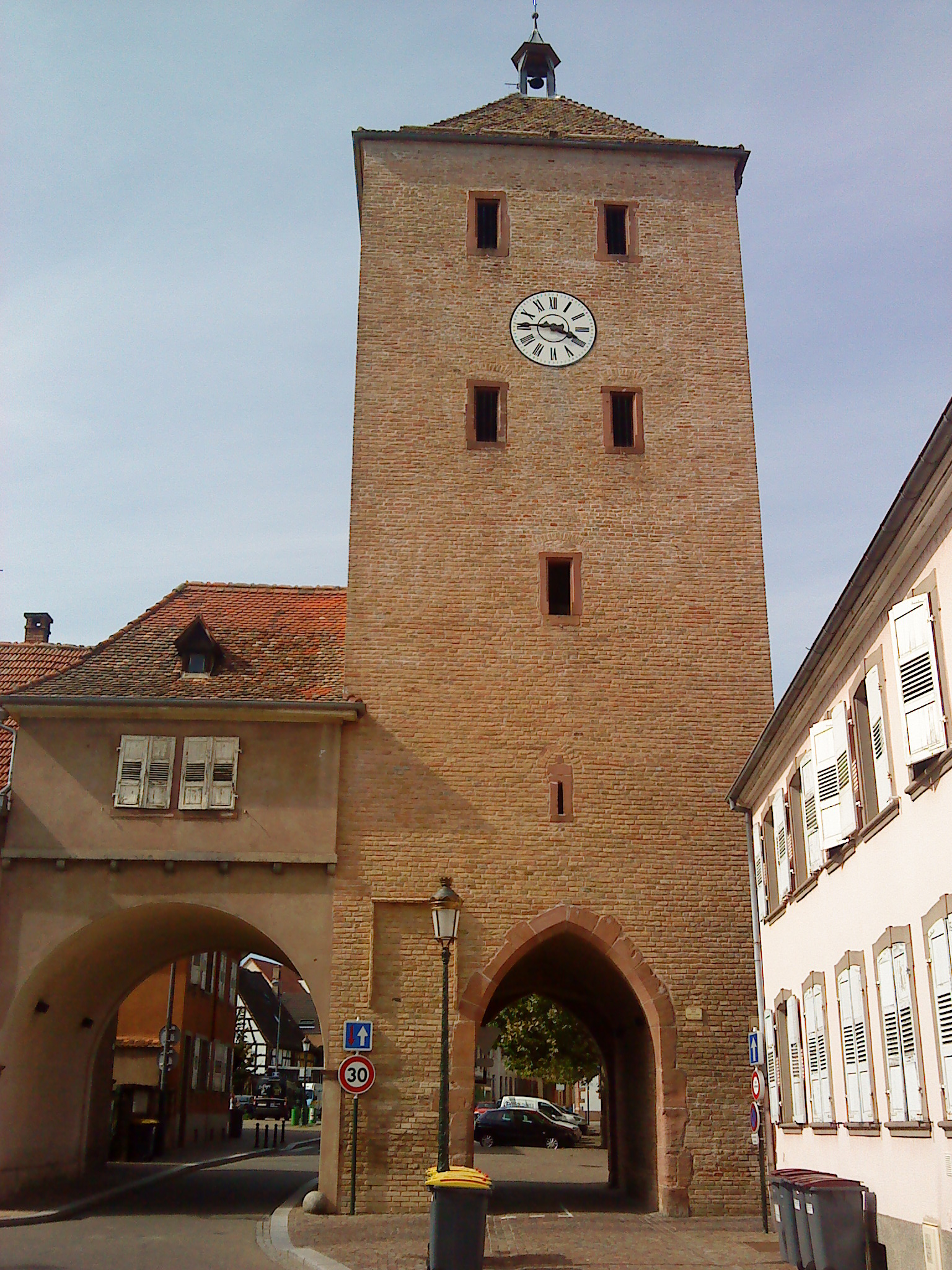
Tour des Chevaliers à Haguenau de la deuxième enceinte (1230).

Durant le grand interrègne (1250-1273), les bourgeois de la ville obtiennent de nombreux droits. Petit à petit, ils se gouvernent eux-mêmes et obtiennent la moitié de la propriété de la forêt. C'est l'origine du statut juridique de la forêt actuelle : l'indivision.
En 1268,,, deux cloches sont installées à l'église Saint-Georges de Haguenau, il s'agit des deux plus anciennes cloches « datées et signées » d'Europe qui sont toujours en activité.

#### Haguenau au temps des Habsbourg
Élu au trône impérial en 1273, Rodolphe Ier du Saint-Empire, comte de Habsbourg et landgrave de Haute-Alsace, veut récupérer les biens impériaux de l'ancienne famille des Hohenstaufen qui suscitent la convoitises des seigneurs et du prince-évêque de Strasbourg. Il déclara que l'héritage de la famille Hohenstaufen appartiendrait désormais au domaine impérial et ainsi la forêt de Haguenau devenait une forêt impériale. L'empereur Rodolphe accorde à Haguenau une charte de franchises le 8 décembre 1275. Le statut de « ville d'Empire » est reconnu à la cité. Le souverain fait de la ville la capitale du Grand-Bailliage d'Alsace qui regroupe quarante-cinq villages autour de Haguenau et les villes impériales situées dans la plaine d'Alsace. Il fait plusieurs séjours à Haguenau de 1273 à 1283. La ville impériale de Haguenau est devenue dès 1275 un état du Saint-Empire à part entière comme le confirme à nouveau Albert Ier en 1299.
Le grand-bailli (Reichslandvogt) est le représentant de l'empereur : il perçoit l'impôt et lève l'armée tout en assurant la protection des territoires. L'administration se loge dans un ensemble de bâtiments à côté de l'ancienne résidence impériale. Seule subsiste la chapelle impériale où les Hohenstaufen mettaient en sûreté les insignes impériaux et les grandes reliques lorsqu'ils résidaient au château.

#### La capitale de la Décapole
En 1354, son rang de chef-lieu fait d'elle la capitale d'une ligue urbaine appelée la Décapole qui réunit les dix villes impériales d'Alsace. Cette association avait pour but de défendre les droits des villes face aux grands seigneurs à qui l'empereur, toujours en manque d'argent, était obligé de mettre les villes en gage.
Haguenau est une ville de 5 000 habitants et fait 81 ha. En 1328, le prévôt impérial Ottelin Truttmann donne à la ville une maison sur la place d'Armes pour y soigner les malades ; ce sera le lieu du futur hôpital de la ville. La ville construit une deuxième muraille achevée en 1330. C'est une ville importante comme le montrent l'organisation des deux foires annuelles, l'une au printemps, l'autre à l'automne d'une durée de quinze jours et le fait que depuis le XIIIe siècle, elle bat sa propre monnaie. La ville est gouvernée par douze échevins issus des familles de marchands et de nobles qui se cooptent. Une bourgeoisie des métiers émerge et demande de pouvoir participer à la gestion de la ville. Louis III de Bavière, devenu empereur sous le nom de Louis IV, accorde, en 1332, la mise en place officielle de 24 représentants élus par les corps de métiers de la ville. L'empereur Wenceslas décide, en 1379, que les échevins seront élus par l'ensemble du Conseil. Haguenau est dirigée par un conseil composé de 36 membres, 12 échevins et 24 bourgeois qui élisent chaque année 4 stettmeister qui dirigent la ville pendant un trimestre.

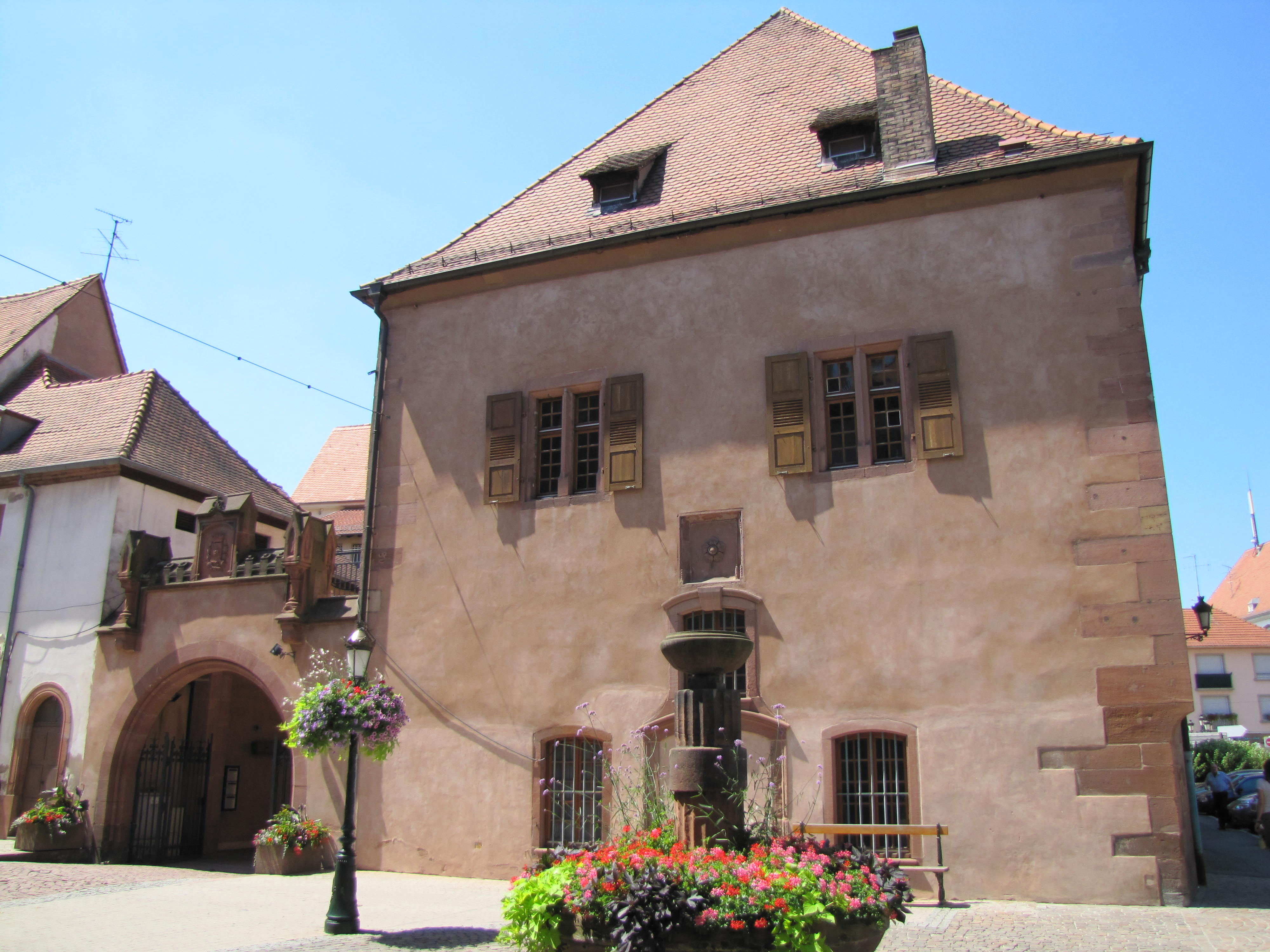
L'Ancienne Douane de Haguenau (1518).

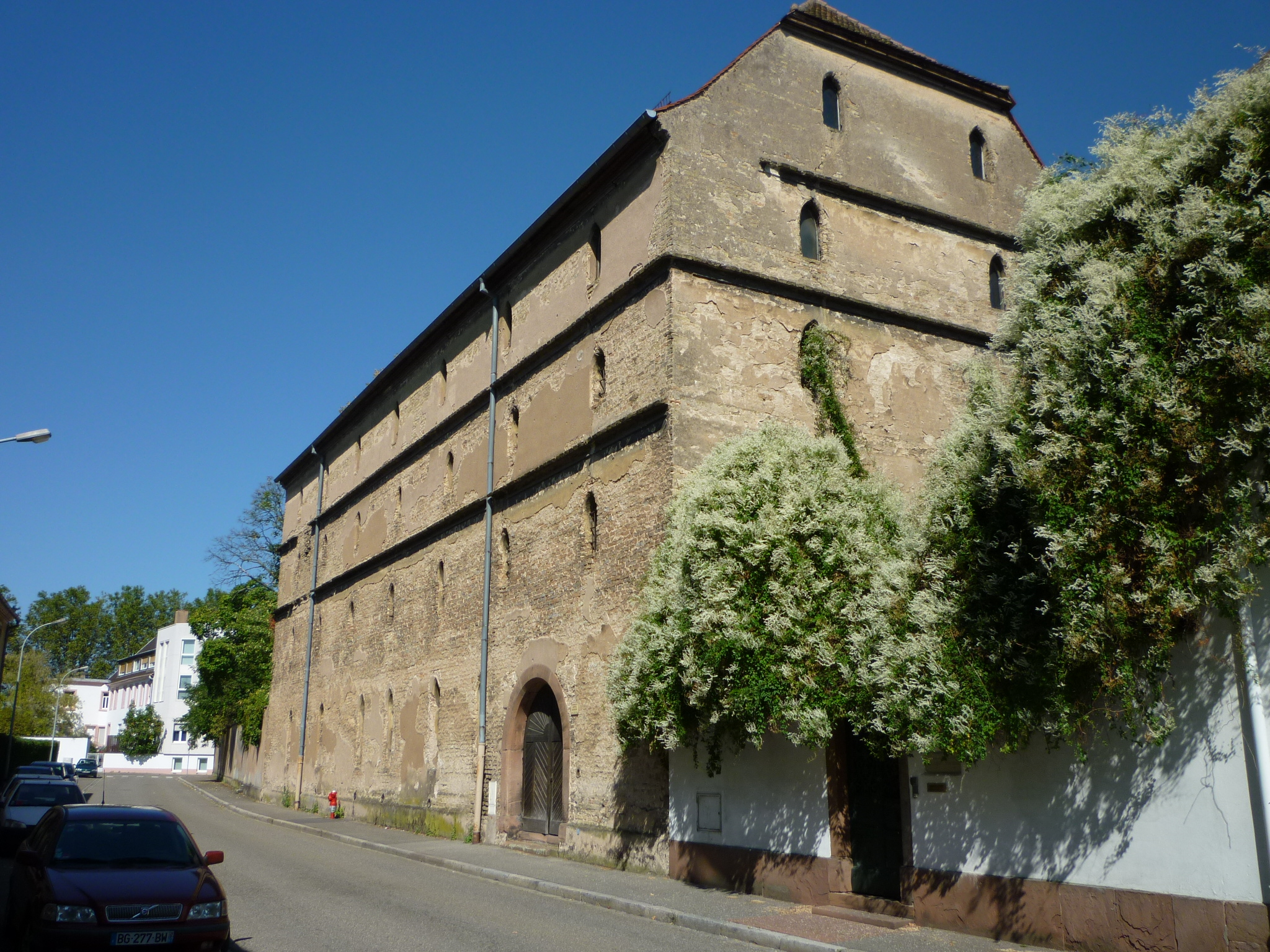
Grenier de l'Hôpital, rue de la Filature à Haguenau.

La cité-État est prospère : elle perçoit les taxes des paysans dont les terres appartiennent aux propriétaires, aux bourgeois, à l'église Saint-Georges, à l'hôpital bourgeois ou aux monastères des environs. De vastes greniers sont construits pour entreposer les récoltes, comme le grenier de l'Hôpital, rue de la Filature ; ou la grange dîmière de la paroisse Saint-Georges, rue du Grenier. La gestion de la forêt est une source importante de revenus. C'est un moyen d'engraisser les 2 000 à 8 000 porcs achetés à bas-prix et revendus le double du prix. En 1350, une douane est construite pour percevoir les taxes sur les marchandises vendues ou transitant par la ville.
Il y a la première mention, en 1420, dans les archives municipales d'une crèche sur les murs extérieurs de l'église Saint-Georges de Haguenau.
En 1518, une salle de la Douane est construite à côté de la Moder au rez-de-chaussée on entrepose le vin et au premier étage les tissus. Elle prélève les taxes des produits de passage et sert de lieu d'application des règlements des corporations de métiers et de bourse des produits de l'Alsace du Nord.

#### Les Hospitaliers
L'Empereur Richard donne aux Hospitaliers de l'ordre de Saint-Jean de Jérusalem qui provenaient de la commanderie de Dorlisheim,, le droit de patronage et les revenus de l'église Saint-George par un diplôme de Strasbourg daté de 1262 (copie authentique de 1273). En 1288, ils acquirent des biens dont une maison appelée « Cornelinshof » située près de Saint-Gorge à côté de la Moder à Haguenau par un traité de vente fait à Strasbourg avec l’archiprêtre Geminiponte. En 1306 et 1311, Les Hospitaliers agrandirent leurs possessions. C'est en 1354 qu'ils prirent possession de la paroisse de Saint-George. En 1417, ils construisent sur les murs de la ville, derrière la maison paroissiale ce qui deviendra le cloître des Hospitaliers.
Le 8 mars et le 28 avril 1535, sous la responsabilité du prieur d'Allemagne, Jean de Hatstein, le commandeur George de Hohenheim, représenté par Jean Dystlin, passa un traité avec le magistrat de la ville qui laisse l'ensemble des biens hospitaliers (la commanderie de Haguenau avec tous les bâtiments et dépendances, tous les droits, revenus et dimes et tous les biens immeubles) au mains du magistrat qui s'arrogea tous les biens à son profit pour la petite somme de douze-cent-cinquante-deux florins.

### Temps modernes

#### Diebold Lauber, l'atelier de manuscrits les plus diffusés en Europe et les débuts de l'imprimerie à Haguenau

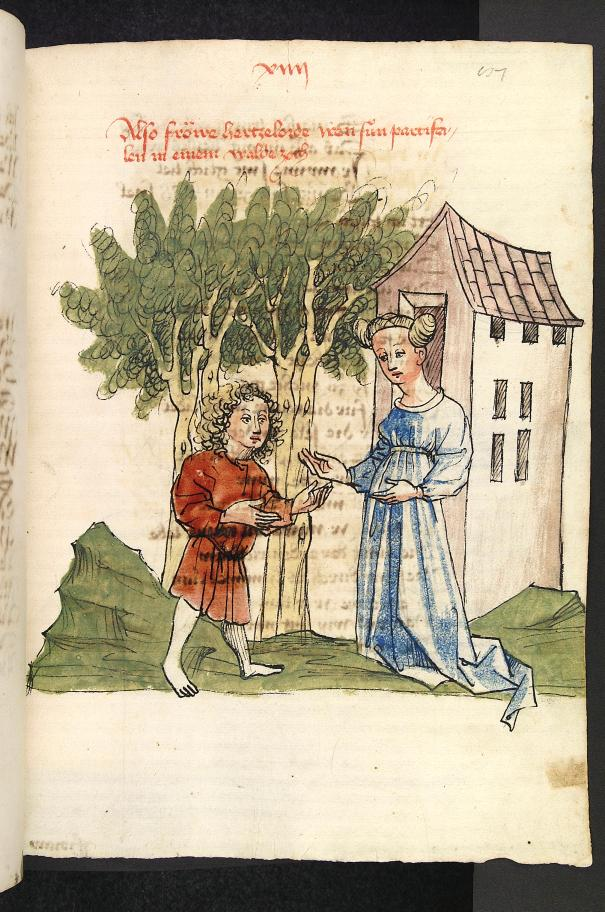
W. von Eschenbach, Parzival, atelier de copistes de Diebold Lauber, Universitätsbibliothek Heidelberg.

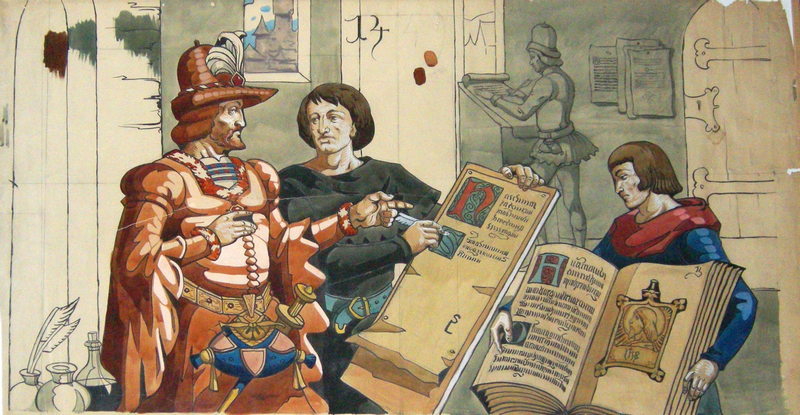
Léo Schnug, L'Atelier de Diebold Lauber, dessin (aquarelle) pour la mosaïque à l'entrée du Musée historique de Haguenau.

Haguenau avait un atelier de copie de manuscrit au fonctionnement très efficace. Diebold Lauber développe cet atelier à Haguenau de 1420 à 1467. Il s'appuie sur un atelier comprenant 4 copistes et 5 illustrateurs. C'est un des copistes les plus diffusés au XVe siècle : on conserve 56 manuscrits de lui dans les bibliothèques européennes. Il diffuse des récits de chevalerie, comme le « Tristan » de Gottfried von Straßburg et le « Parzival » de Wolfram von Eschenbach, des romans, comme La Guerre de Troie de Konrad von Würzburg, des œuvres religieuses, comme la Bible en langue allemande en cinq tomes (1441-1449), des vies de saints et des encyclopédies. Depuis 2013, l'université de Leipzig, avec le soutien de l'Union européenne, a lancé un projet de numérisation des ouvrages de Diebold Lauber, le « Diebold Lauber digital », détenus dans les bibliothèques européennes. À l'entrée du Musée historique de Haguenau, une céramique murale extérieure de Charles Bastian, créée à partir du carton de Leo Schnug, rappelle le souvenir de l'imprimeur Diebold Lauber. Une rue porte le nom de Diebold Lauber dans le quartier du Château Fiat.
Diebold Lauber n'a pas vu émerger l'imprimerie qui rend obsolète la copie de manuscrits, son atelier disparaît avec cette invention qui se diffuse dans toute la vallée du Rhin. Deux imprimeurs s'imposent à Haguenau. Henri Gran (1489-1527) et Thomas Anshelm (1470-1523).
Henri Gran, bourgeois de Haguenau en 1489, est actif de 1489 à 1527. Il introduit l'imprimerie à Haguenau et travaille pour les imprimeurs-libraires de Strasbourg (Johann I Knobloch), de Cologne (Franz Birckmann), d'Augsbourg (John Rynmann) et de Spire (Konrad Hist). Wilhelm Seltz dirige par la suite son imprimerie. On lui doit l'impression de 213 ouvrages de 1501 à 1527, des ouvrages surtout théologiques.

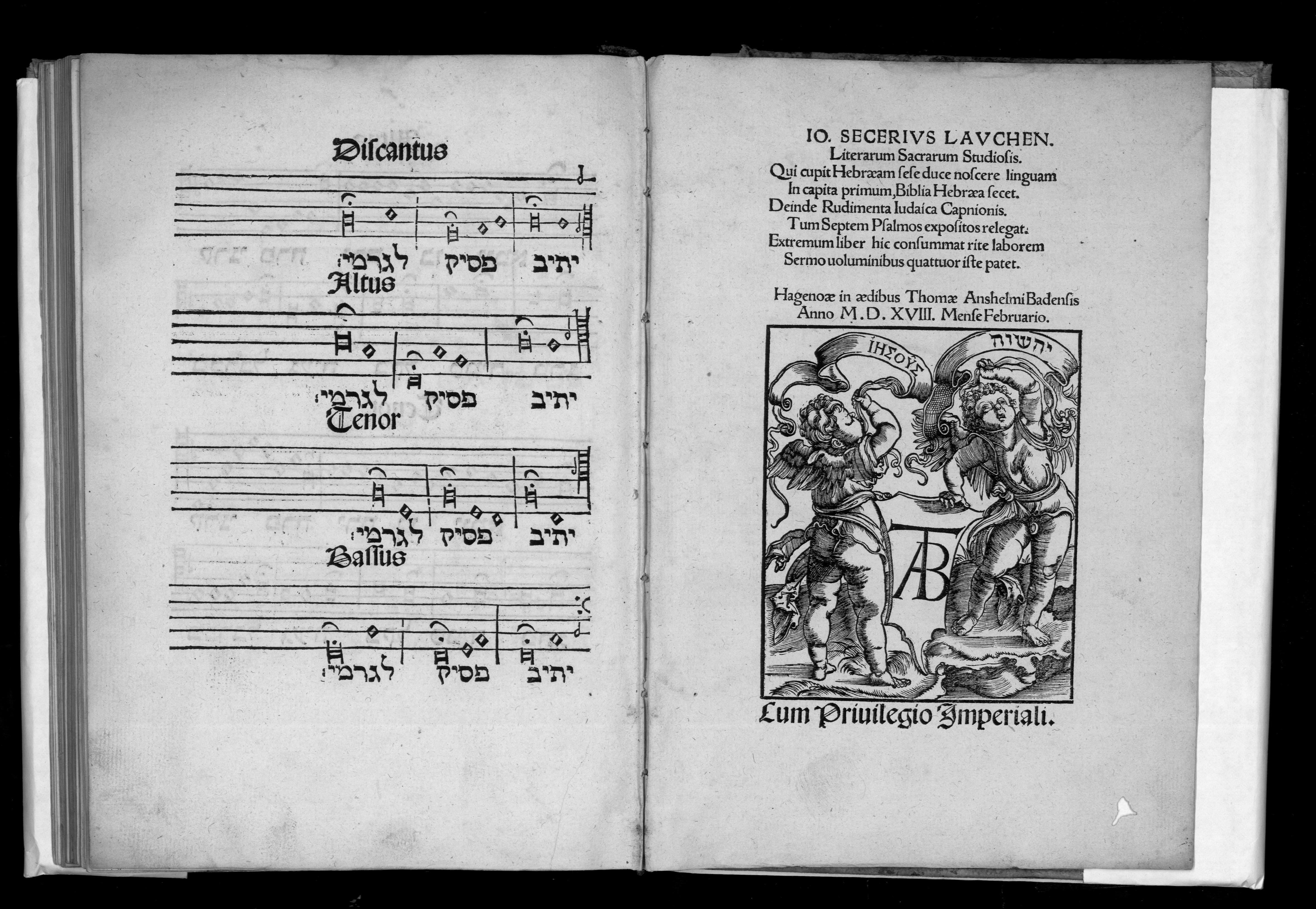
Johannes Reuchlin, De accentibus, et orthographia, linguae Hebraicae, imprimé par l'atelier de Thomas Anshelm, Haguenau, 1518.

Thomas Ansehlm, imprimeur à Pforzheim et Tübingen, était l'imprimeur du réformateur protestant Philippe Mélanchthon. Il s'installe en 1516 à Haguenau et travaille avec l'imprimeur Hans Albrecht et des graveurs comme Hans Baldung Grien et J.F. Schaeufelin. II imprime 114 ouvrages dans son atelier d'imprimerie de Haguenau de 1516 à 1522,.
Johann Setzer prend la succession de l'atelier (216 ouvrages de 1523 à 1534) et imprime des ouvrages des réformateurs protestants que sont Luther, Johan Brentius (connu également sous les noms de Jean Brentz ou Johannes Brenz) et Philippe Mélanchthon.
Entre 1550 et 1560, l'imprimerie disparaît à Haguenau, probablement en raison de la concurrence de Strasbourg ou de la fin des contrats d'édition avec les imprimeurs libraires d'autres villes.

#### Les réalisations de l'Œuvre Saint-Georges: une transition entre l'art gothique et la Renaissance

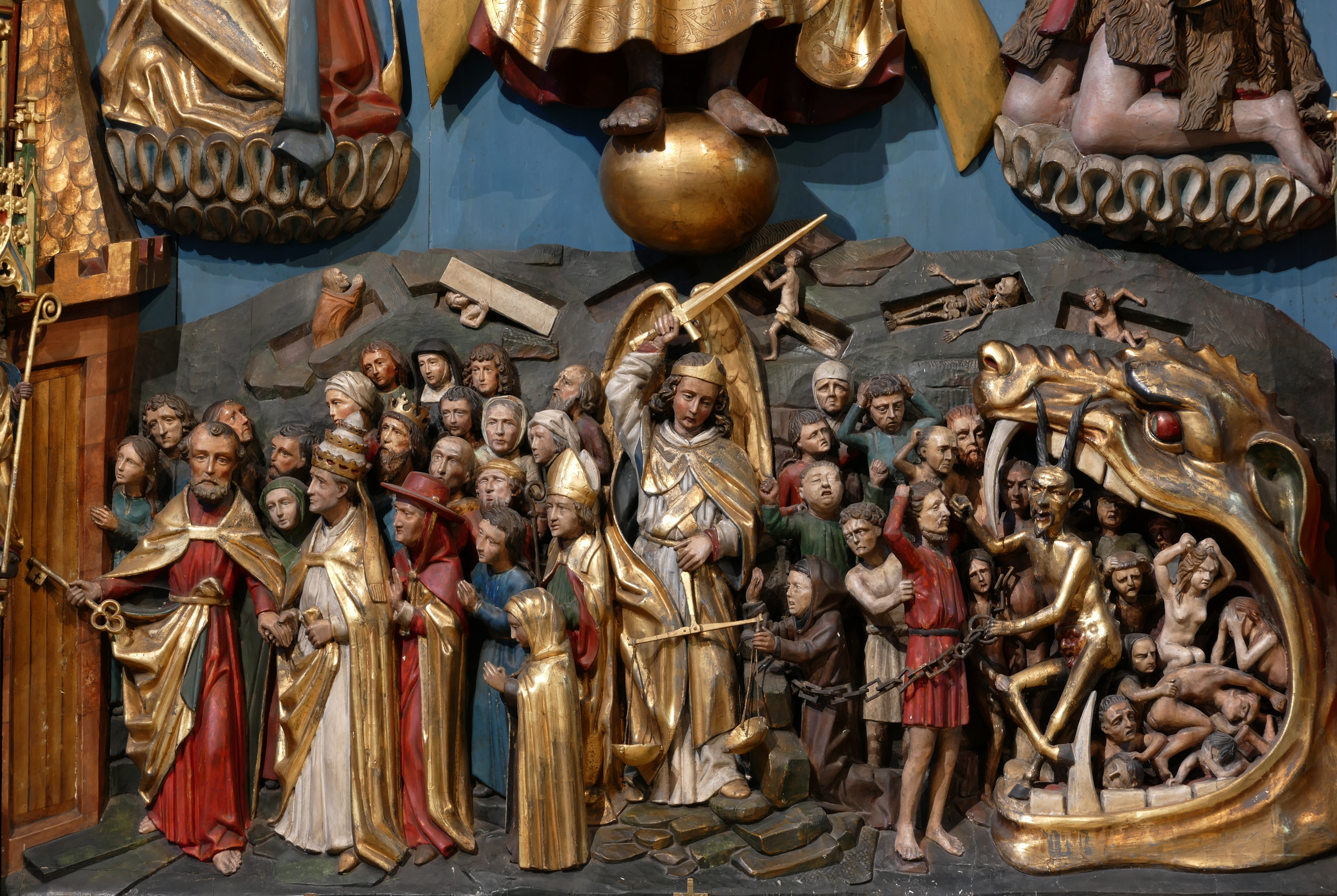
Le retable du Jugement dernier de Veit Wagner (église Saint-Georges).

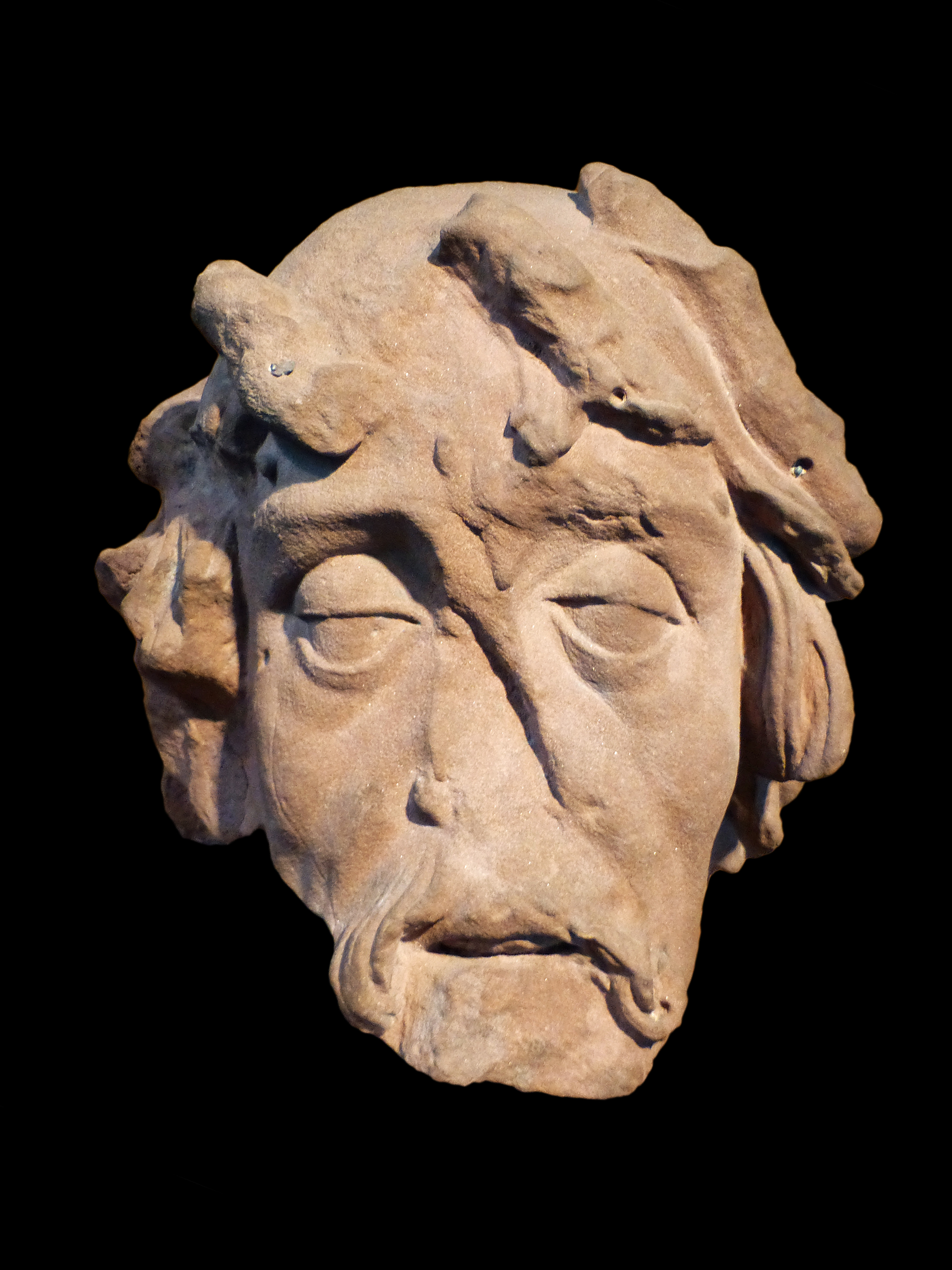
Tête du Christ de Lux Kotter (Musée historique).

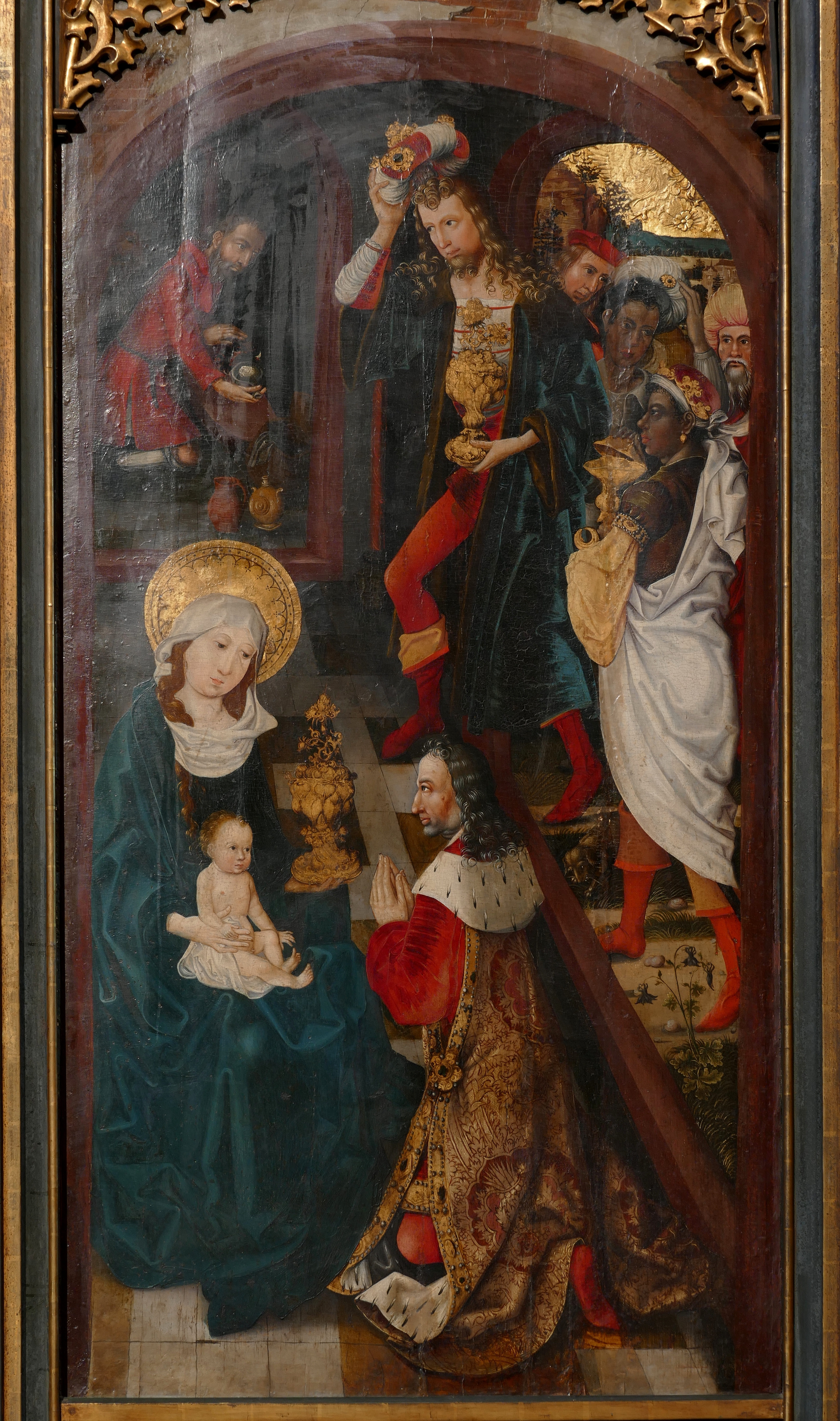
Diebold Martin, La Nativité (retable église Saint-Georges).

Pendant une quarantaine d'années (1490 à 1529), Haguenau connaît une période artistique flamboyante avec des artistes qui vont faire de nombreuses réalisations, encore visibles à l'église Saint-Georges de Haguenau ou au Musée historique de Haguenau. Ces artistes haguenoviens vont avoir une influence jusqu'à Strasbourg et Colmar.
L'Œuvre Saint-Georges est riche en raison des donations des Hohenstaufen, des testaments de personnes sans descendance, des rentes des immeubles, des redevances des terres et de la dîme. La gestion des biens est confiée pendant deux cents ans (1354 à 1535) à l'Ordre de Saint-Jean de Jérusalem relevant de la commanderie de Dorlisheim, d'où le nom de la rue des Johannites.
L'Œuvre Saint-Georges est chargée d'assurer le financement et l'agrandissement de l'église Saint-Georges de Haguenau. À partir de 1490, elle commande pour l'église des sculptures et des meubles liturgiques aux artisans de la ville pour les chapelles Saint-Jacques (1496) et Saint-Jean-Baptiste (1517-1519). Elle fait appel au sculpteur Lux Kotter pour ériger le calvaire du cimetière Saint-Georges (1477 détruit à la Révolution) et à Veit Wagner (1420-1517) pour réaliser le buffet d'orgue en 1492, la chaire de l'église (un saint Georges tuant un dragon) et le retable du Jugement dernier (les peintures sont de Diebold Martin, auteur des fresques de la chapelle des Annonciades). Ces deux artistes travailleront ensuite pour la Fondation de l'Œuvre Notre-Dame de Strasbourg Veit Wagner sculpte Le Mont des Oliviers (cathédrale de Strasbourg) du transept Nord (1498) et réalise la chaire avec Hans Hammer et Nicolas de Haguenau de la cathédrale de Strasbourg (1485). À Colmar, Nicolas de Haguenau réalise la partie centrale des sculptures du retable d'Issenheim (en 1500-1505), dont les peintures des volets et des panneaux centraux sont de Matthias Grünewald.
L'architecte Fritz Hammer construit la sacristie de l'église, la custode du chœur (1523) et le grenier de la paroisse Saint-Georges, visible au 10, rue du Grenier (1527-1529, restauré en 1683, à la suite d'un incendie).
À la même période, entre 1513 et 1520, Le peintre Hans Baldung Grien réalise, à Strasbourg ou à Fribourg, un retable pour l'église du couvent de franciscains à Haguenau ou à l'église du prieuré de guillelmites à Marienthal. Ce retable est au Musée historique de Francfort.

#### La Réforme protestante

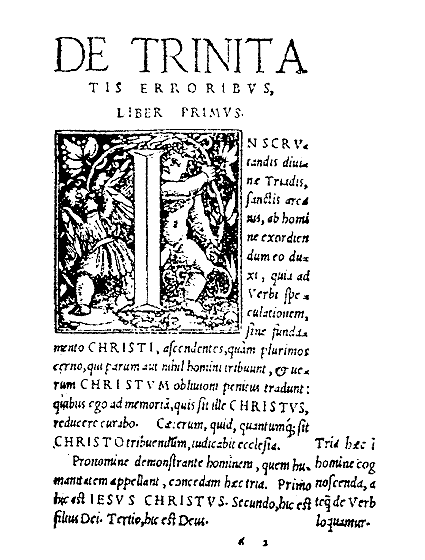
Ouvrage du réformateur Michel Servet sur « les Erreurs de la Trinité », imprimé à Haguenau en 1531.

De 1530 à 1550, la communauté protestante gagne en importance à Haguenau. Soutenu par le chef de l'Église protestante strasbourgeoise Martin Bucer, le prédicateur Wolfgang Capiton ou Capito (une rue et le foyer protestant portent son nom), originaire de Haguenau, introduit la Réforme protestante à Haguenau en 1525 où il prêche à l'église Saint-Georges à la demande de quelques bourgeois. Jean Calvin et Michel Servet séjournent à Haguenau en 1530-1532, Servet y fait imprimer son traité de la Trinité qui lui vaudra une condamnation à mort à Genève à la demande Calvin.
En juin 1540, en raison de la peste qui sévit à Spire, la ville de Haguenau est choisie pour un Colloque religieux de Haguenau destiné à mettre en place un dialogue entre les catholiques et les protestants, qui échoue sur les questions de dogme lié à l'eucharistie et à la confession. Parmi les participants, on trouve Pierre de Ronsard, âgé de 16 ans, qui aurait appris l'allemand à l'occasion de son séjour dans la ville.
En 1565, un prédicateur Jacques Andréa prêche au couvent des Franciscains vide, une paroisse protestante est officiellement créée. Les magistrats de la ville protestants favorisent la diffusion de la réforme luthérienne à Haguenau de 1566 à 1585.
Le musicien Joachim Böddecker, originaire de Goslar, s'occupe de la musique liturgique à Haguenau. Son fils Philipp Friedrich Böddecker, futur maître de chapelle de la cathédrale de Strasbourg (1648-1652) de culte luthérien et rival de Samuel Capricornus, naît en 1607 et vit dans la ville jusqu'en 1618 où sa famille s'installe à Stuttgart.
Pendant la guerre de Trente Ans (1618-1648), la ville subit le siège et les pillages des troupes protestantes de Ernst von Mansfeld de 1621 à 1622 qui mettent un coup d'arrêt à l'influence protestante à Haguenau. La ville est aussi assiégée par les troupes catholiques du chef militaire et évêque de Strasbourg, l'archiduc Léopold V de Habsbourg. En 1624, les pasteurs et les maîtres d'école protestants ne sont plus payés.

#### Le trésor de Preuschdorf, conservé au Musée historique, révélateur de la crise duXVIIesiècle

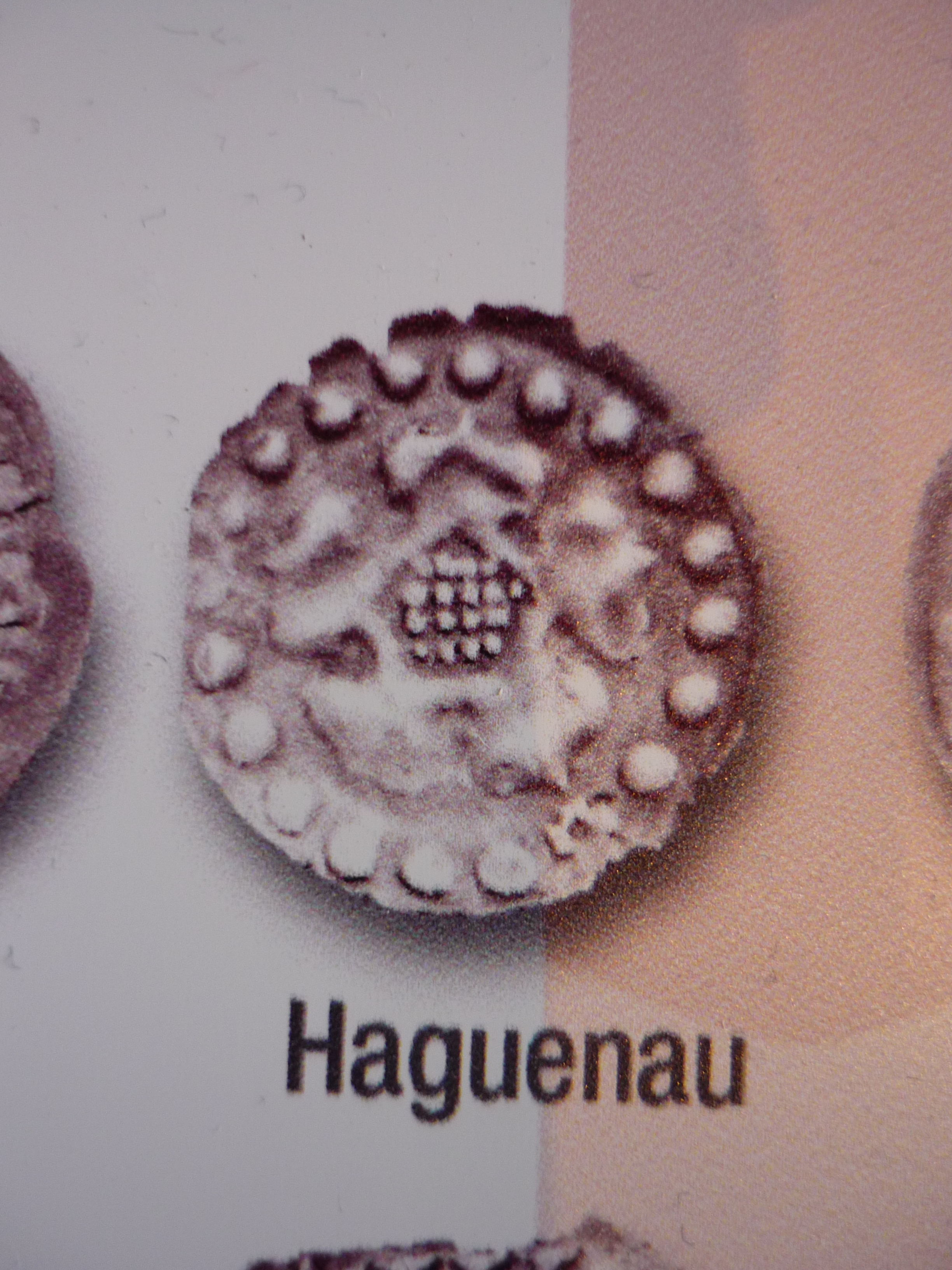
Pièce de monnaie de Haguenau trouvée dans le trésor de Preuschdorf (Musée historique de Haguenau).

Le Musée historique de Haguenau a inauguré, en juin 2018, une salle sur le XVIIe siècle où trône le trésor de Preuschdorf découvert en janvier 2005. Ce trésor enterré dans un pot de terre cuite en 1610 est composé de 7 270 monnaies d'alliage d'argent et de cuivre. 80 % des monnaies ont été identifiées, elle proviennent de 64 autorités monétaires situées dans la région de Haguenau, c'est-à-dire de Strasbourg, le Palatinat du Rhin et du Hanau, ainsi que Saint-Empire, la plus éloignée provient de Wschowa en Pologne. Le plus grand nombre de pièces datables provient des années 1560-1589. La plus ancienne serait de 1610, date de l'enfouissement du trésor. L'Alsace, région commerçante n'avait donc pas assez de monnaie et recourait aux monnaies d'autres villes. Haguenau frappait sa propre monnaie sous la forme d'une rose entourée d'un cercle de points. Le cœur de la rose est quadrillé. On trouve également une monnaie de Haguenau avec une rose dans un écusson. 36 fausses monnaies ont été identifiées composées de cuivre ou du laiton recouvert d'argent. Le trésor révèle le mauvais état de l'économie alsacienne marqué par la faillite de nombreuses banques. Les monnaies étrangères de mauvaise qualité ou de monnaies refondues avec un poids moins important que la valeur signalée envahissent les campagnes et les villes.

#### Les jésuites et la contre-réforme catholique
Depuis 1567, les jésuites de Molsheim viennent prêcher régulièrement à Haguenau. En 1604, ils administrent l'église Saint-Georges de Haguenau. Ils réinstaurent les processions de la Fête-Dieu en 1606 et le pèlerinage à la basilique Notre-Dame de Marienthal à 5 km de la ville. Ils prennent en charge l'instruction des enfants de la bourgeoisie et fondent un collège jésuite à l'emplacement de la Burg (actuelle maison de retraite du centre-ville) en 1730. Par leurs méthodes, ils arrêtent la progression du luthéranisme à Haguenau. Sous Louis XV, les jésuites sont suspectés de n'être fidèles qu'au pape, à la suite de la suppression de la Compagnie de Jésus en 1763, les biens des jésuites sont inventoriés et en 1766, le collège jésuite de Haguenau est dissous et les bâtiments servent de caserne de cavalerie.

#### Ville impériale ou ville royale?

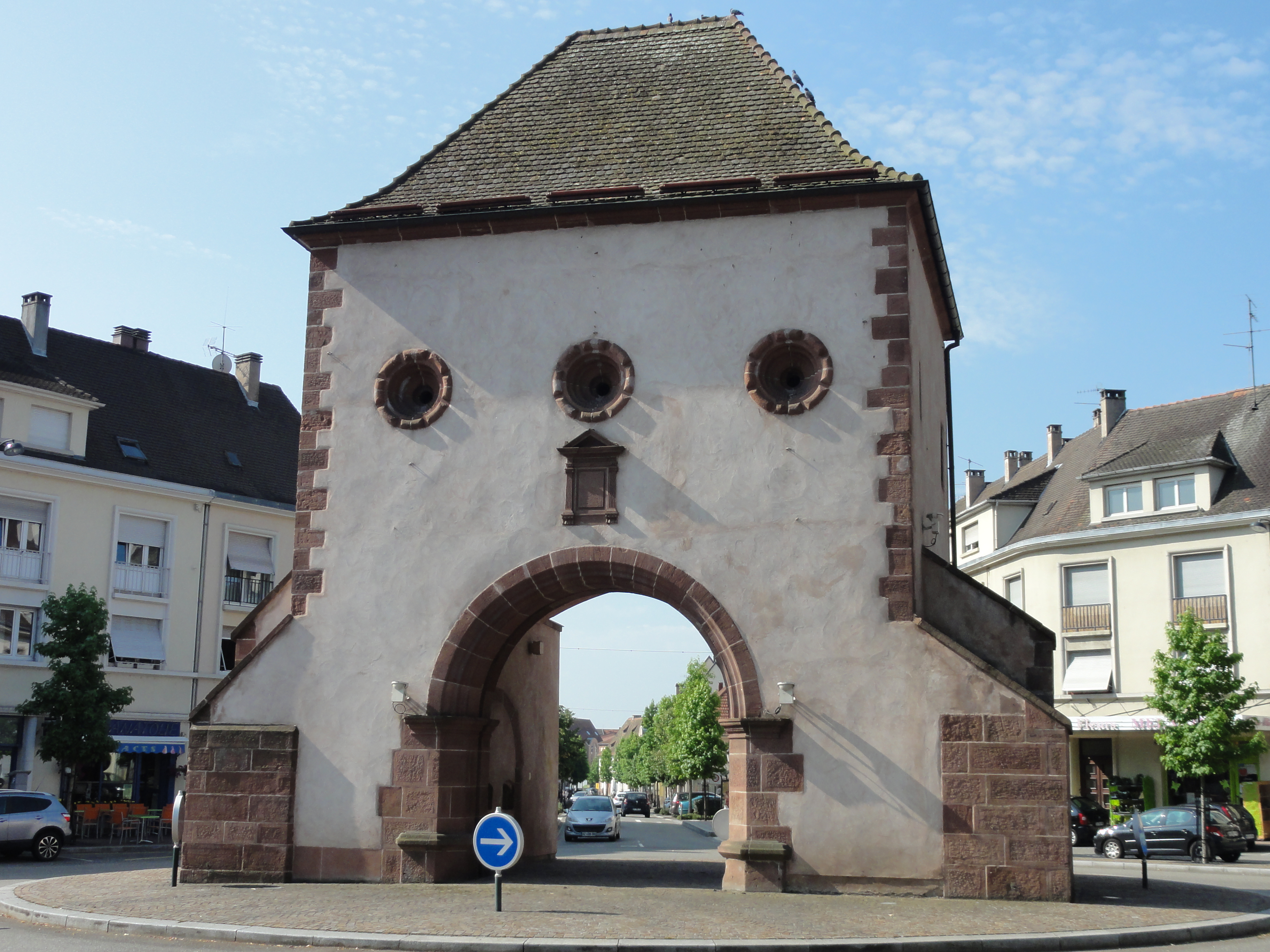
Porte de Wissembourg datant de 1574 ayant survécu aux nombreux sièges et destructions des XVIIe siècle et XVIIe siècle siècles.

Siège de Haguenau en 1705.

Assiégée par les troupes impériales en 1636, la ville est ravitaillée par le régiment de Rambures et les troupes du cardinal de La Valette et le siège fut levé
Haguenau perd, selon l'interprétation qui est faite par les Français du très ambigu traité de Münster, son statut de ville impériale en 1648. Or, avec les villes de la Décapole, Haguenau ne l'entend pas de cette oreille, dans la mesure où ce traité garantit également aux villes leur immédiateté d'Empire. Haguenau veut résister et rester une ville impériale indépendante. Dans le contexte de la guerre de Hollande (1672-1678), un nouveau traité en 1676 donne définitivement la souveraineté au roi de France.
Pour empêcher les Impériaux de prendre l'Alsace, les troupes françaises mènent une politique de la terre brûlée appliquée dans toute la vallée du Rhin, comme le montre le ravage du Palatinat avec l'incendie de nombreuses villes, comme Heidelberg ou Landau. Louis XIV donne l'ordre de brûler Haguenau en 1677. La ville est brûlée une première fois, le 10 février 1677, par les soldats du maréchal de François de Créquy, puis une deuxième fois, le 16 septembre 1677, par les troupes du général Montclar, il ne reste qu'une trentaine de maisons et quelques églises. La population réduite à quelques centaines de personnes est chassée avec interdiction de revenir. La population n'est autorisée à revenir dans la ville qu'en juillet 1678.
Sébastien Le Prestre de Vauban (1633-1707), architecte militaire de Louis XIV, décide de faire protéger l'Alsace du Nord des Impériaux en construisant deux forts, Landau et Fort-Louis. En 1687, la Burg (le château impérial) de Haguenau est détruite et les pierres servent à construire Fort-Louis. Des places secondaires complètent le dispositif de Vauban comme le château de Lichtenberg (Alsace) et Haguenau. Les murailles de la ville sont donc réparées et des demi-lunes sont construites. Un chemin couvert est aménagé. Pourtant, malgré les fortifications, les Impériaux s'emparent de la ville en 1705, mais un an après, les Français reprennent la ville. Jusqu'en 1715, Haguenau ne connaît que la guerre.

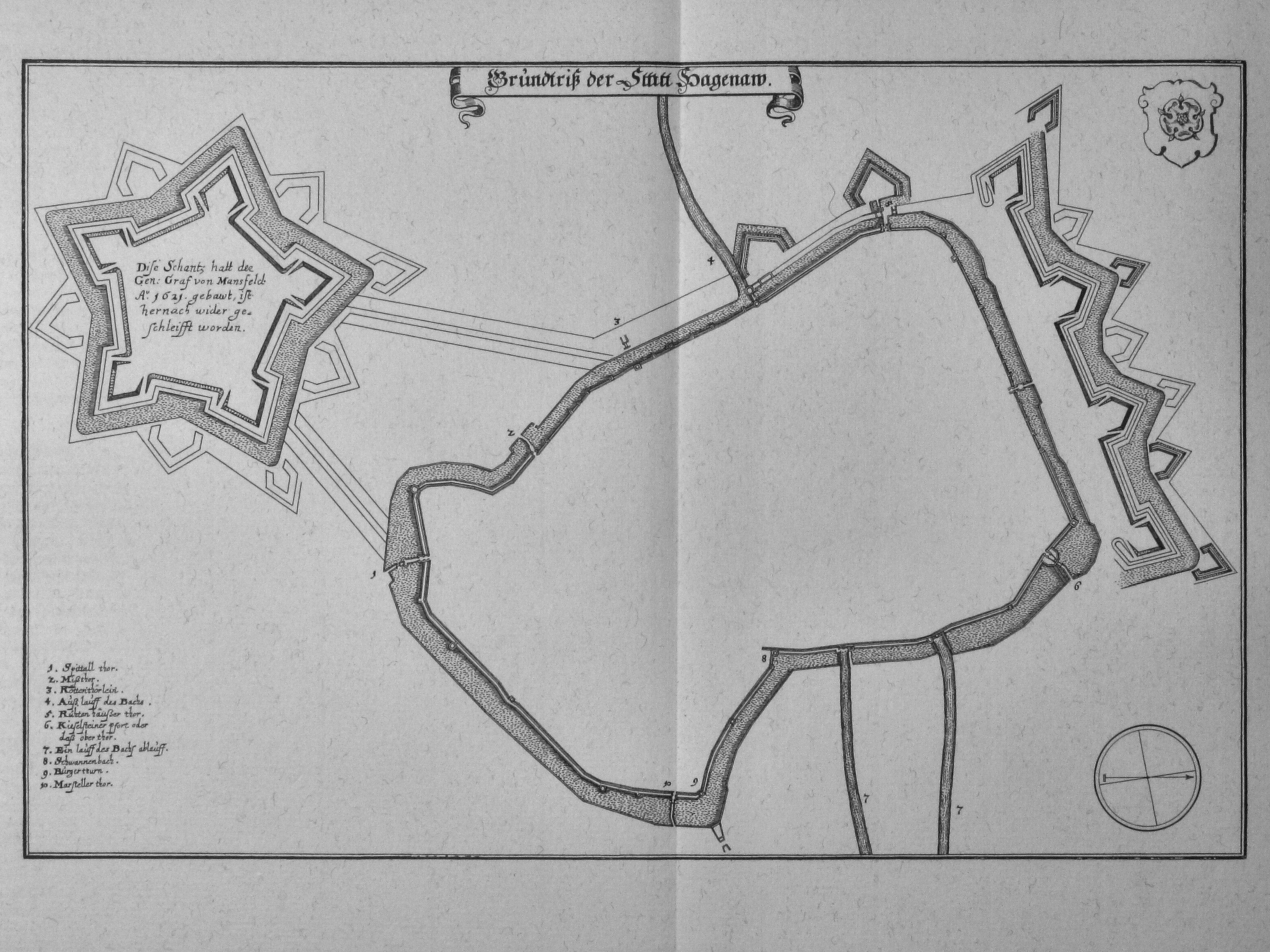
Fortification de Haguenau en 1663 avant sa destruction[106].
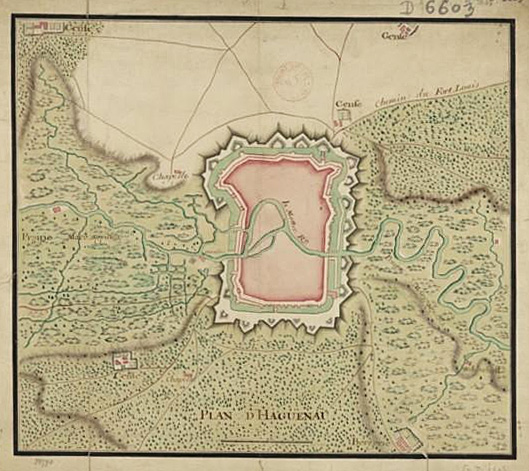
Fortification Vauban à Haguenau en 1700.

#### Les transformations de la ville auXVIIIesiècle
En 2019, le Musée historique de Haguenau a inauguré la nouvelle salle consacrée à l'histoire architecturale, industrielle, sociale et politique de la ville au XVIIIe siècle.

##### L'Hôtel de ville: de la chancellerie à l'hôtel du préteur royal

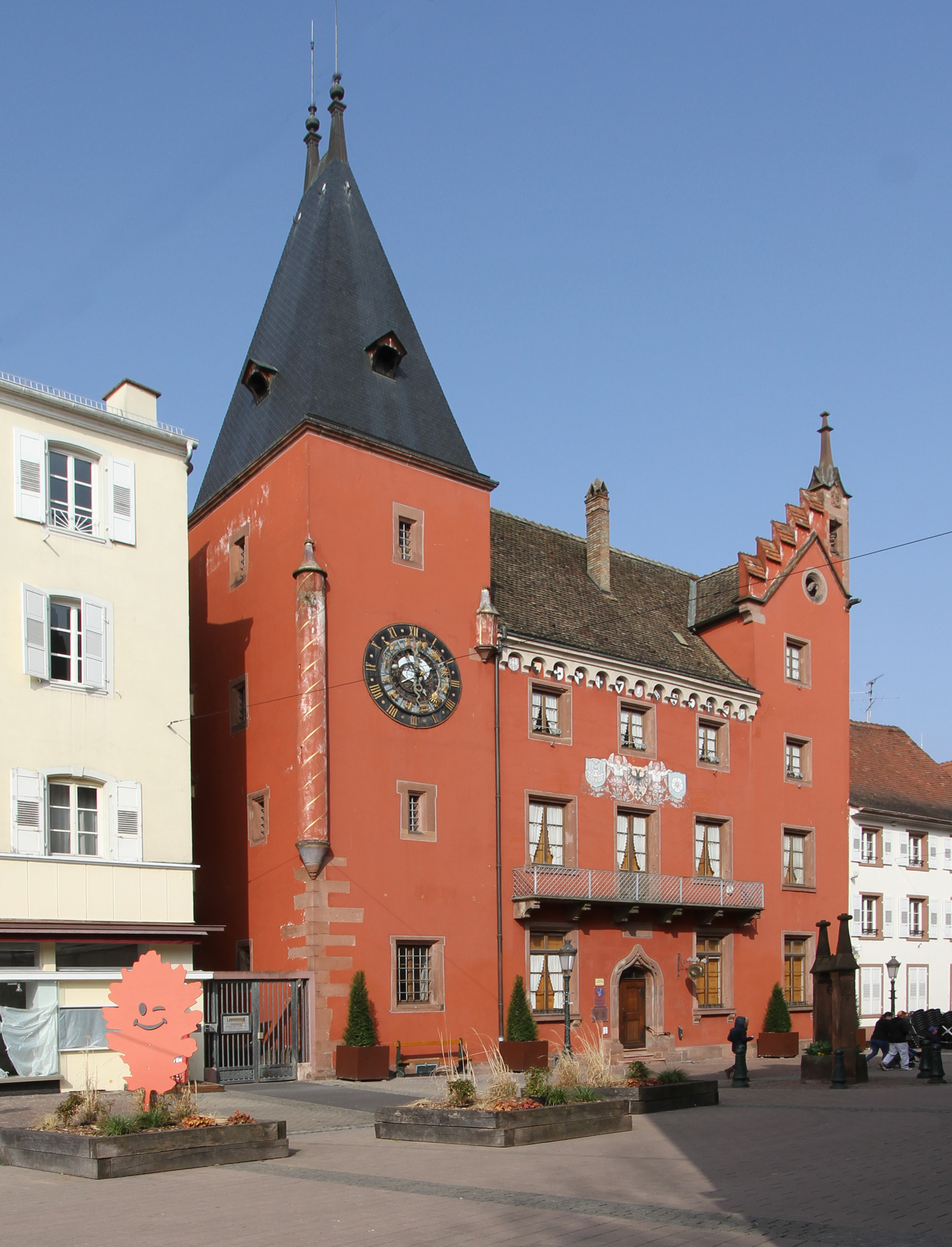
Ancienne chancellerie devenue le Musée alsacien de Haguenau.

Le Conseil de 36 membres s'occupe de fournir du travail aux artisans et de surveiller leur travail, de crédit et de banque, et de battre monnaie. Les activités nécessitent de recruter des employés administratifs et de construire une nouvelle chancellerie municipale qui se trouvait, dans une rue de traverse entre la rue Georges-Clemenceau et la rue du Bouc, elle fut transférée dans l'immeuble "Au loup". Malgré cela, on se retrouva à l'étroit, si bien que le Magistrat décida d'acquérir la maison voisine du "Panthier", dite "zum Bracken", afin de pouvoir agrandir dans cette direction. Le corps du bâtiment daterait de 1330-1340. Au milieu du XVe siècle, l'hôtel de ville dut subir un premier agrandissement par l'incorporation de la maison voisine.
La ville avait atteint l'apogée de sa prospérité, lorsque le Magistrat décida de transformer l'ensemble immobilier de fond en comble entre 1540 et 1544,et de décorer la façade dans le style de la Renaissance : de nouveaux travaux sont menés en 1641 et seraient dus à Frédéric Hammer tailleur de pierre ; les différents éléments d'architecture conservés au Musée historique proviendraient de l'hôtel de ville (porte datée de 1541, colonne galbée datée de 1541, fenêtres avec médaillons à l'antique, autoportrait de Hammer de 1542 et marches de l'escalier ornées de motifs de ferrures postérieurs à 1560).
L'hôtel de ville garda le nom "zum Engel" jusqu'à la fin du XVIe siècle, faisant allusion aux démêlés religieux de cette époque, selon la chronique des franciscains. C'est là qu'on délibéra pendant 400 ans de la destinée de la ville, avec parfois des débats tumultueux. À l'occasion de mariages de notables ou d'autres festivités, on y organisait des bals, pour lesquels il fallait solliciter une autorisation spéciale.

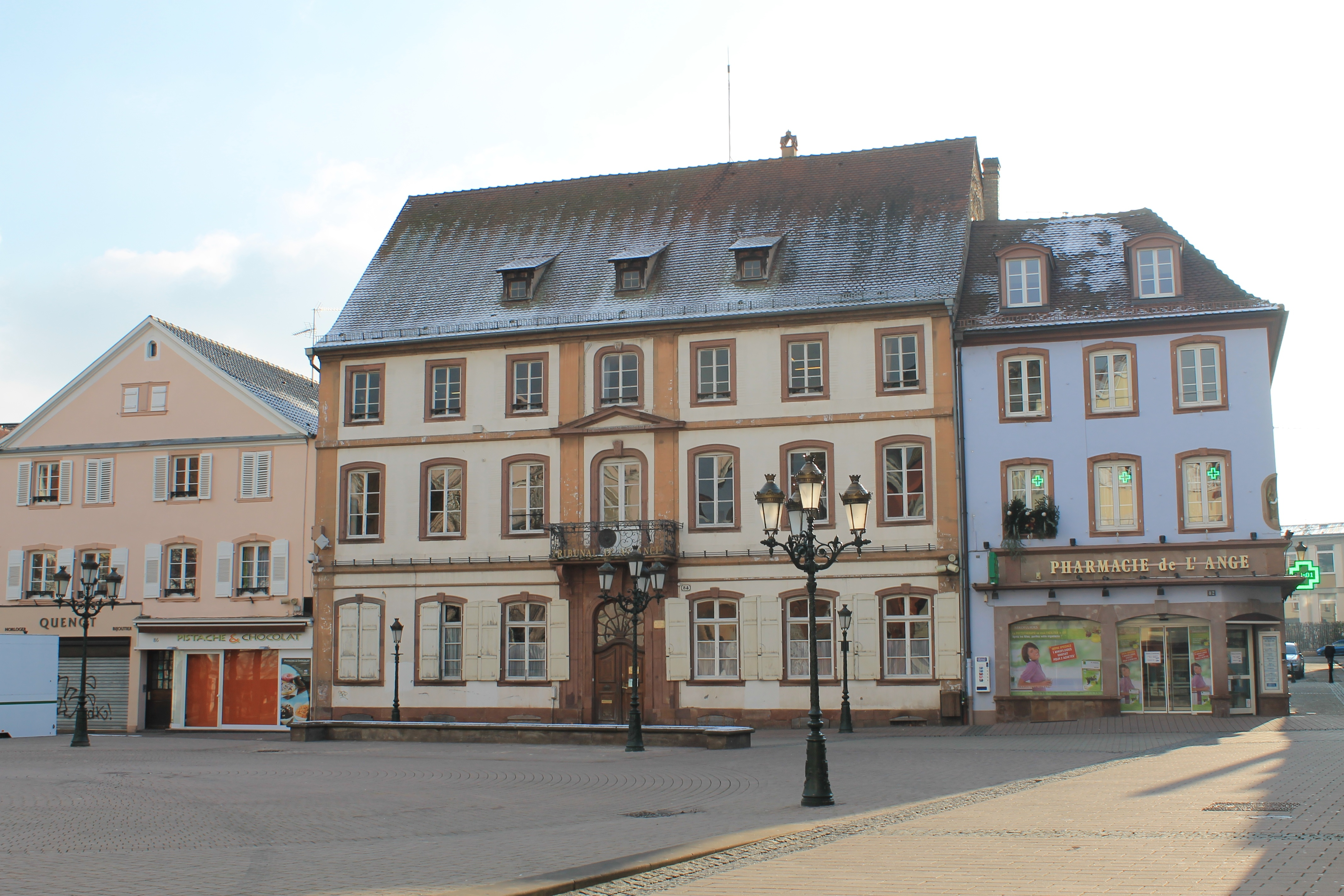
Ancien hôtel du préteur royal devenu Hôtel de ville jusqu'en 1955.

Lors de l'incendie de la ville en 1677, l'intérieur de l'hôtel de ville brûla entièrement. Entre 1677 et 1681, on le remit en état et on l'utilisa à nouveau. Mais bientôt on décela de tels dégâts, qu'on pensait au milieu du XVIIIe siècle, à une nouvelle construction. Finalement, la vénérable construction, ne fut démolie pour vétusté qu'en 1784 avec pour consignes de conserver les éléments d'architecture les plus intéressants, alors que l'aile droite fut conservée et passa entre les mains privées. Cet immeuble était au début réuni avec la chancellerie, puis passa plus tard entre des mains privées et fut racheté à la fin du XVIIe siècle par la ville pour des usages communaux et comme logement pour "Unterwachtmeister". En 1791 la maison fut vendue aux enchères et acquise par le "Stadtprokurator". En 1802, l'hôtel de ville s'installe dans l'ancien hôtel du préteur royal construit par Jean Philippe Antoine de Cointoux (1741 à 1775) sans doute dans le troisième quart du XVIIIe siècle.
En 1955, l'hôtel de ville s'installe à la place du palais de justice de la place Charles-de-Gaulle et le tribunal s'installe dans l'hôtel de ville avant son déménagement dans l'éco-quartier Thurot en 2015.

##### L'hôtel du Commandant de la Place

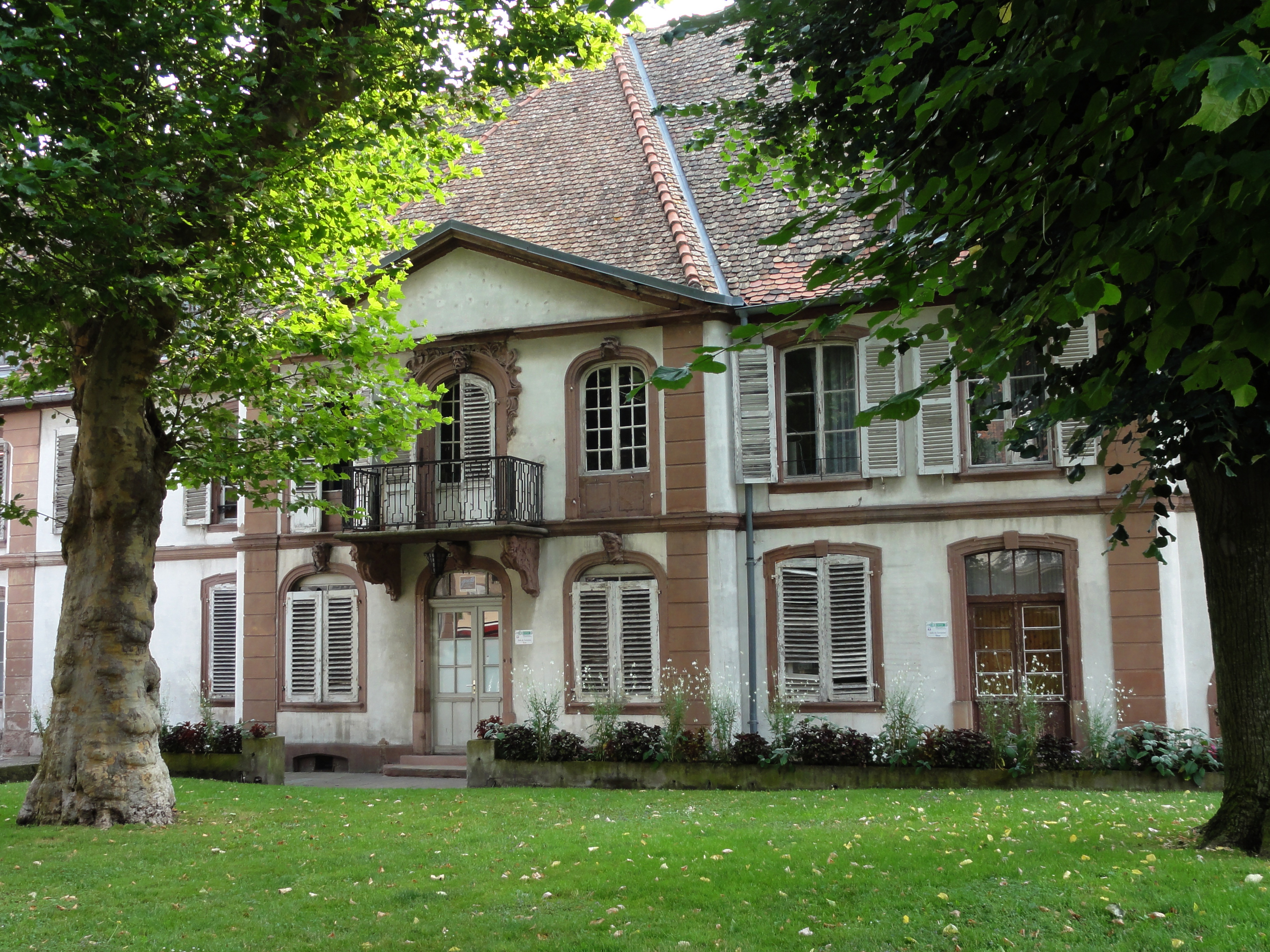
Hôtel du Commandant de la Place de Haguenau.

L’hôtel du Commandant de la Place, situé au 11, rue Georges-Clemenceau, fut construit en 1700. Il se compose à l’origine, d’un long bâtiment, dont la façade sur jardin s’interrompt d’un avant-corps central à fronton triangulaire enrichi de baies en anse de panier à mascarons. Ce balcon, situé dans la quinzième travée de la façade sur jardin, en est l’un des derniers vestiges. Il porte encore sa ferronnerie d’origine et ses consoles en forme de personnages simiesques accroupis.
Rénové au style rocaille (rococo) au début du XIXe siècle, il appartient à Xavier Hallez. En 1815, après la bataille de Waterloo, des conférences réunissant le duc de Wellington, le roi de Prusse et le prince de Hohenzollern sont organisées pour décider du sort de la France. Il fut transformé en hôtel accueillant des voyageurs, connu sous le nom d'hôtel de l’Europe au début du XXe siècle, où il était fréquenté par la bonne société haguenovienne, civile ou militaire.

##### L'épopée de la faïence Hannong à Haguenau
Avant les Hannong, une manufacture a déjà tenté de s'implanter à Haguenau en 1696. Elle obtient un privilège du roi le 10 juillet 1696, par lequel les faïences produites ne paient que 10 livres du cent pesant à l'entrée, conformément au tarif de 1664. Mais un mémoire de 1698 du marquis de La Grange, intendant d'Alsace, indique que « le manque d'un chef pour conduire cet ouvrage et la difficulté d'animer des ouvriers ont été la cause de ce qu'elle a cessé depuis environ un an » [donc en 1697]. « Les terres et sables y sont très-propres et ont produit des émaux aussi considérables que ceux de Hollande, ce qui fait qu'il y a lieu d'espérer qu'elle pourra se rétablir à la paix »,.
Charles-François Hannong, un Hollandais installé à Strasbourg, obtient l'autorisation d'ouvrir sa deuxième manufacture de faïence à Haguenau en 1724 en raison de la présence d'argile et de forêt, exploitées depuis le Moyen Âge par le village de Soufflenheim. Dix-huit personnes travaillent dans la manufacture spécialisée dans la production de faïences blanches à décor bleu.[réf. nécessaire]
En 1732, Charles-François prend sa retraite et Paul-Adam et Balthazar sont associés pour les deux manufactures de Strasbourg et de Haguenau. Le 20 avril 1737, les deux frères se séparent et la société est dissoute. Paul-Adam prend la tête de la manufacture de Strasbourg et Balthazar celle de Haguenau. En 1738 Paul-Adam rachète la manufacture de Haguenau et la loue à Balthazar pour 500 florins à partir de Noël 1738, pour neuf années consécutives. Le bail est daté du 13 janvier 1739 ; Balthazar a l'intention de racheter la faïencerie de Jean Henri Wachenfeld (de) (ancien associé de son père) à Durlach, mais sa tentative se solde par un échec. Puis Paul-Adam reprend la direction de la manufacture de Haguenau en 1742.
Paul-Adam introduit la polychromie sur les faïences. Il perfectionne la fabrication de la porcelaine de Saxe (dont son père a découvert le secret), mais la manufacture nationale de Sèvres ayant obtenu le monopole en 1745, il "délocalise" la production à Frankenthal en Rhénanie-Palatinat. Il laisse la direction de la manufacture de Haguenau à son peintre Löwenfinck (de) (1714-1754) qui multiplie les décors floraux sur les faïences de Haguenau.
La troisième génération, Joseph-Adam Hannong prend la direction de la manufacture de Haguenau en 1762. Il se place sous la protection du cardinal archevêque de Strasbourg, le prince Louis-Constantin de Rohan (1697-1779) et se fait prêter de l'argent pour trouver de nouveaux modèles qui sont coûteux à la fabrication. En 1775, les décors perdent en qualité. À la mort de son protecteur, il doit rembourser ses dettes, ce qui le conduit à la faillite en 1782.
De ce passé industriel de la faïence, il reste de nombreuses pièces qui sont exposées au Musée historique de Haguenau.

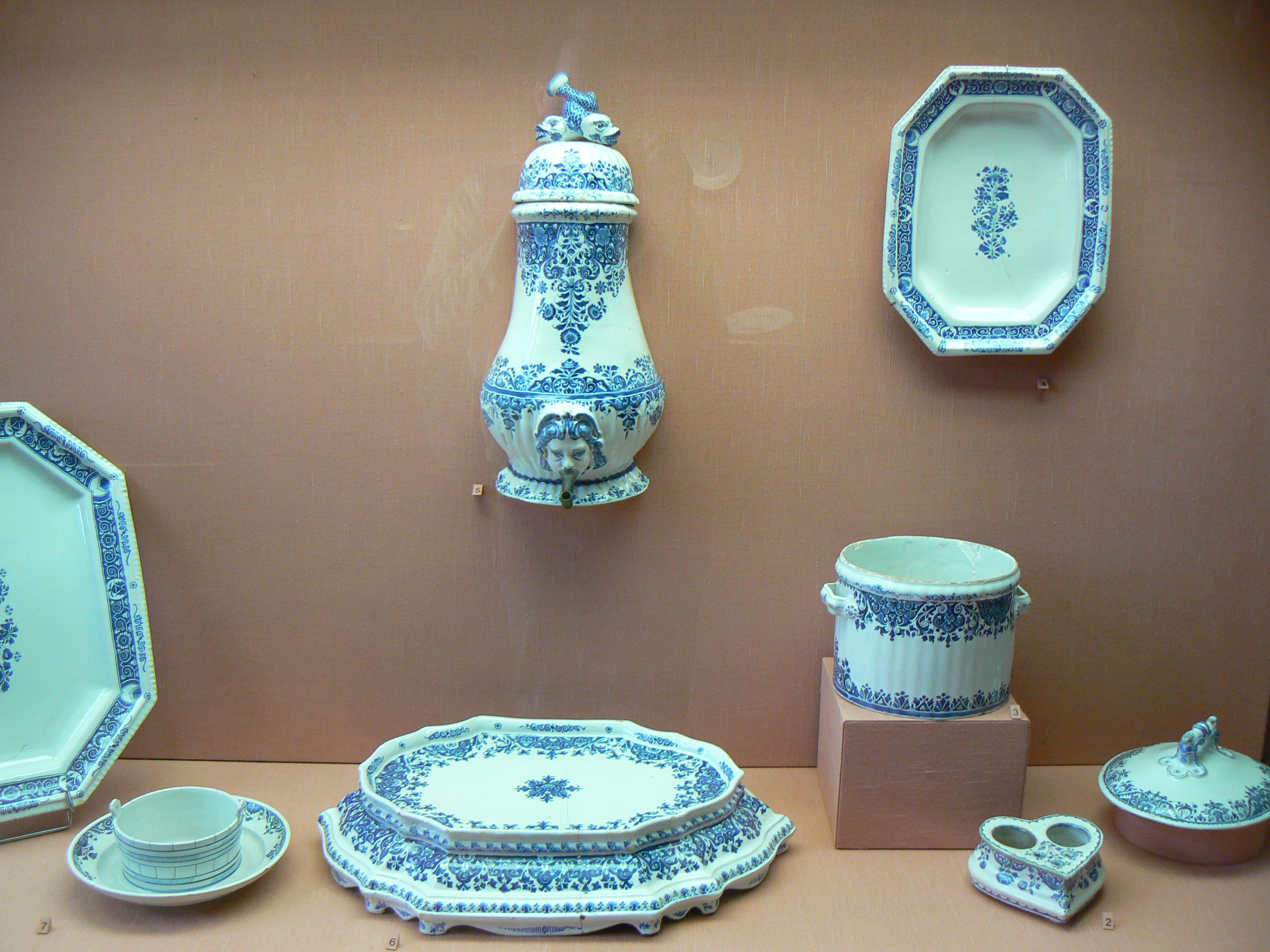
Faïence Hannong, musée historique de Haguenau.
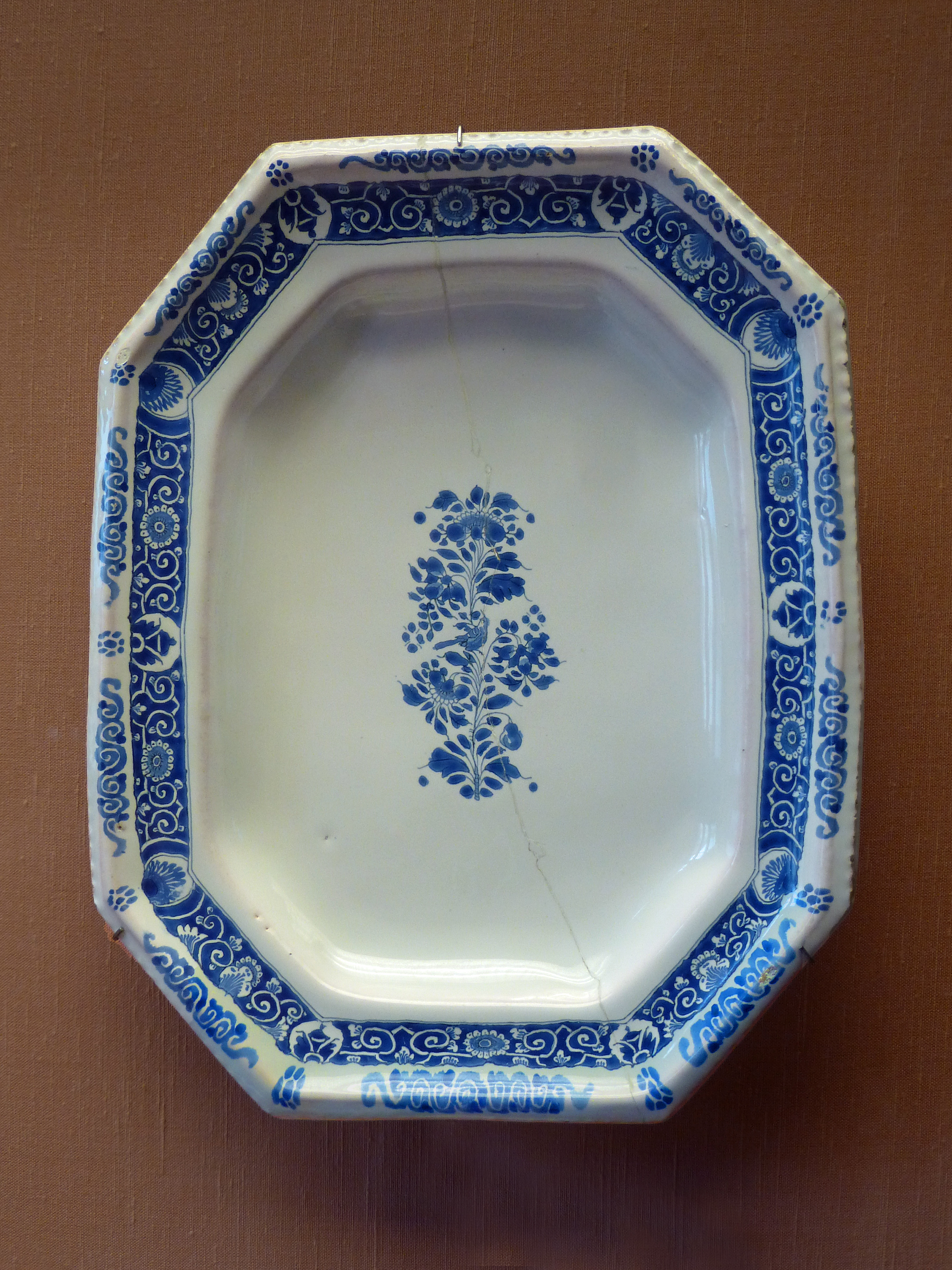
Plat en faïence, Charles-François Hannong.
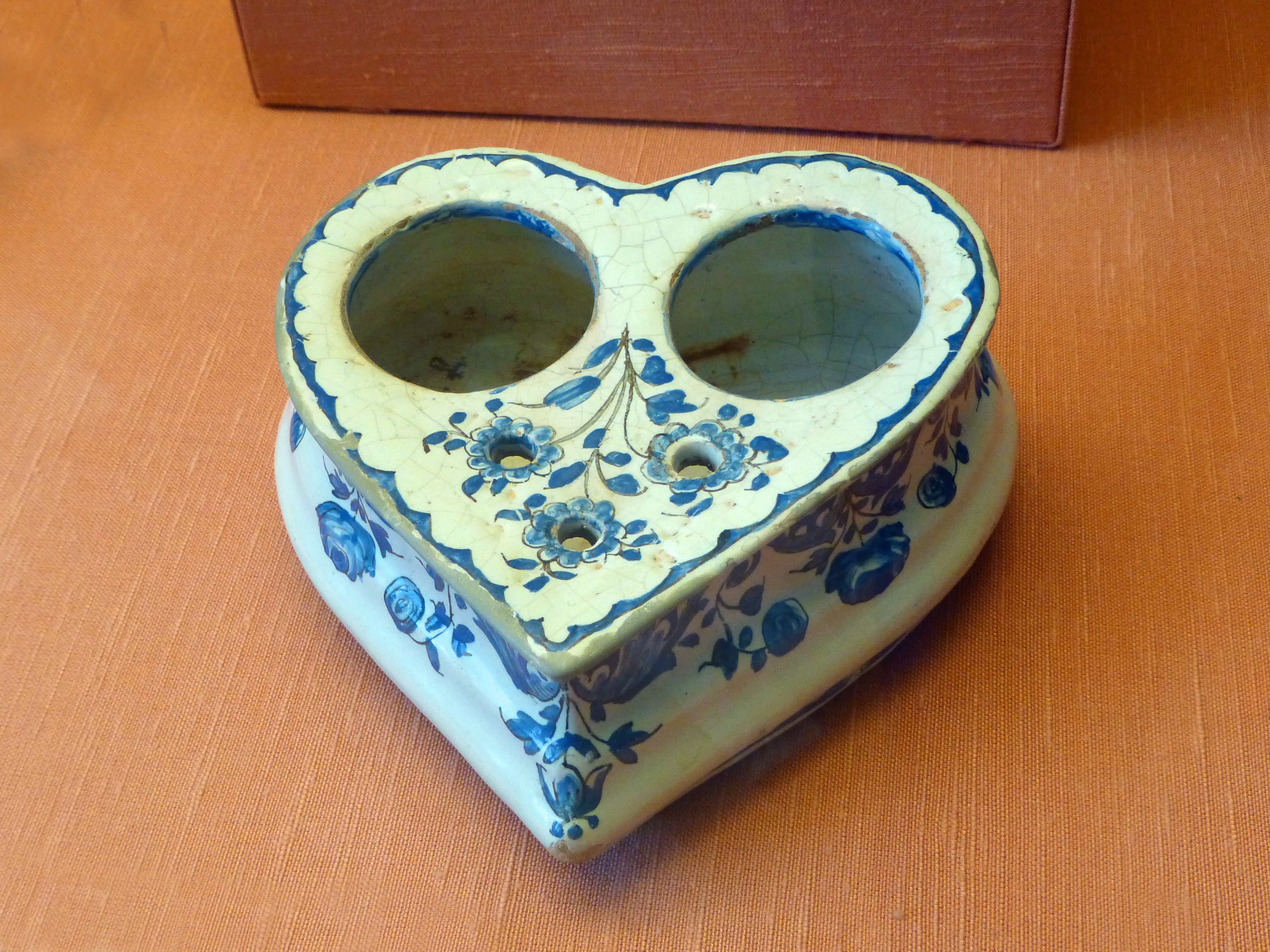
Encrier en faïence, Paul-Adam Hannong.
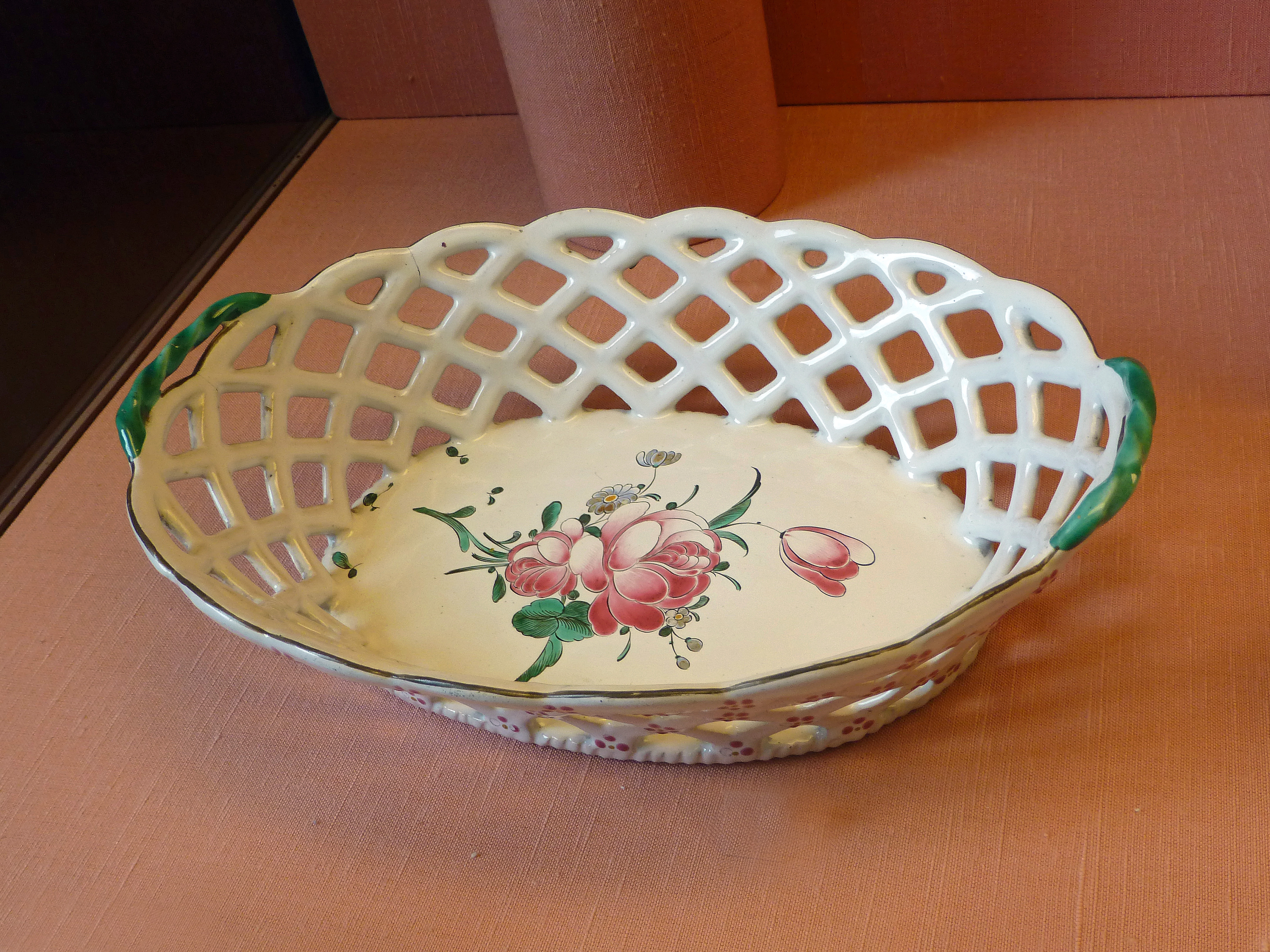
Panier en faïence de Joseph Hannong.

##### Le canal de décharge de la Moder
En 1751, le canal de décharge de la Moder est construit pour empêcher les nombreuses inondations de la rivière qui passait alors au centre de la ville (jusqu'en 1949). À l'emplacement de la Douane, deux inscriptions rappellent les inondations de 1544 et 1734.

##### Deux hôpitaux pour Haguenau auXVIIIesiècle

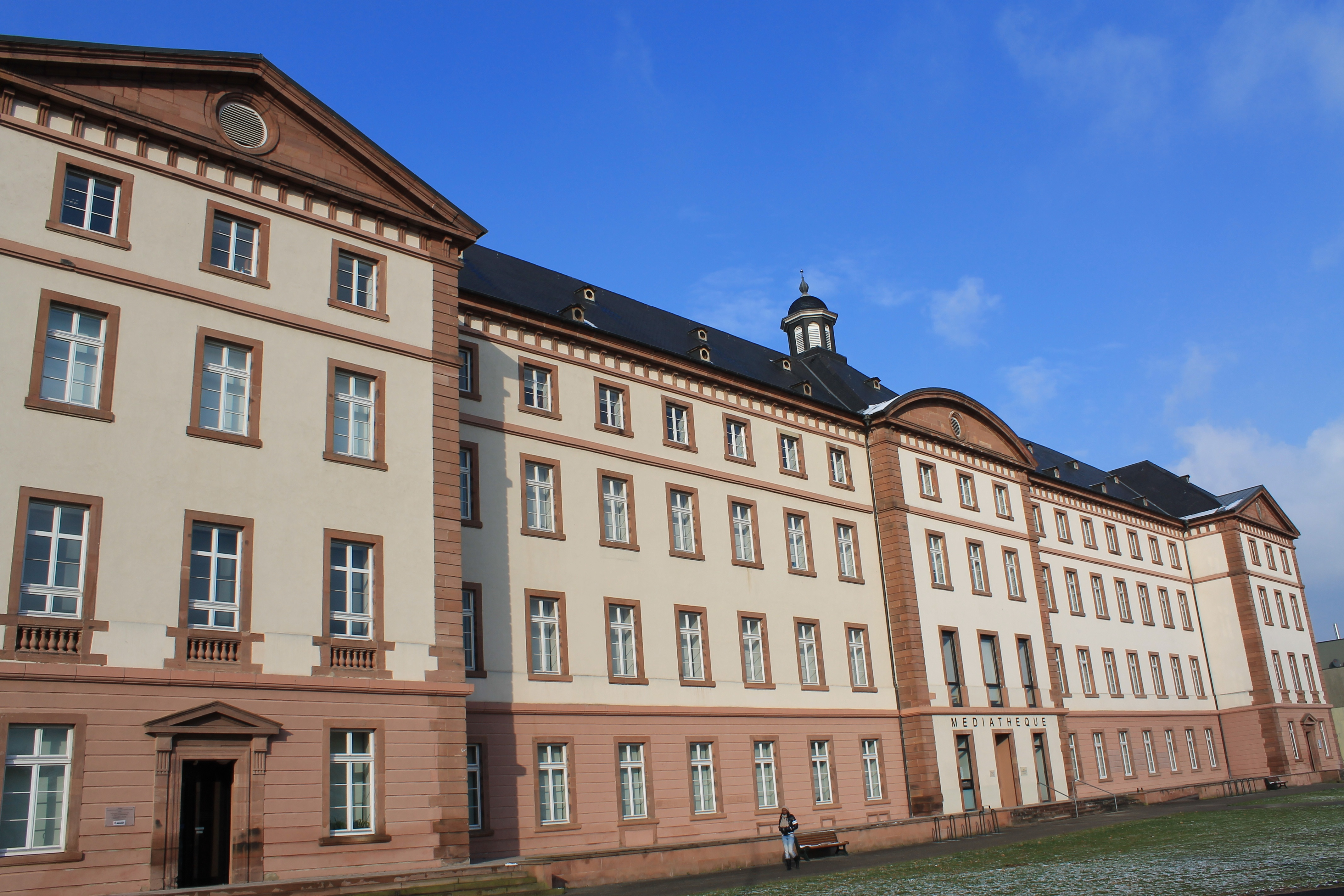
Hôpital bourgeois et militaire, actuelle médiathèque (1788).

L'hôpital bourgeois de Haguenau ou hôpital civil de Haguenau, actuelle résidence Saint-Martin, qui existe depuis 1328, est reconstruit en 1757 par l'architecte municipal Georges Joseph Barth (dont l'hôtel particulier est situé au no 59, Grand'rue) s'inspirant des plans de Joseph Massol, architecte de l'hôtel de Klinglin, actuelle préfecture de Strasbourg. Une chapelle, la chapelle Saint-Martin, est intégrée au centre de l'édifice en 1759 par l'architecte Jean-Baptiste Chassain.
L'hôpital militaire et bourgeois de Haguenau, actuelle médiathèque, est construit entre 1783 et 1788 à la demande d'Antoine-Martin Chaumont de La Galaizière, l'intendant d'Alsace. Ce bâtiment de style de Louis XVI a été réalisé par l'architecte Charpentier, directeur adjoint des Ponts et Chaussées d'Alsace et Jean-Baptiste Pertois, maître d'œuvre ; la ville a financé sa construction. Il comporte des motifs néo-classiques composés de triglyphes (frises), de guirlandes et de pommes de pin sur le portail central. Les bâtiments de trois étages sont construits en grès, briques, pierres avec des briques de remplissage, avec un toit à longs pans, et croupe, recouvert d'ardoise et de tuile.

##### Deux prestigieux hôtels particuliers

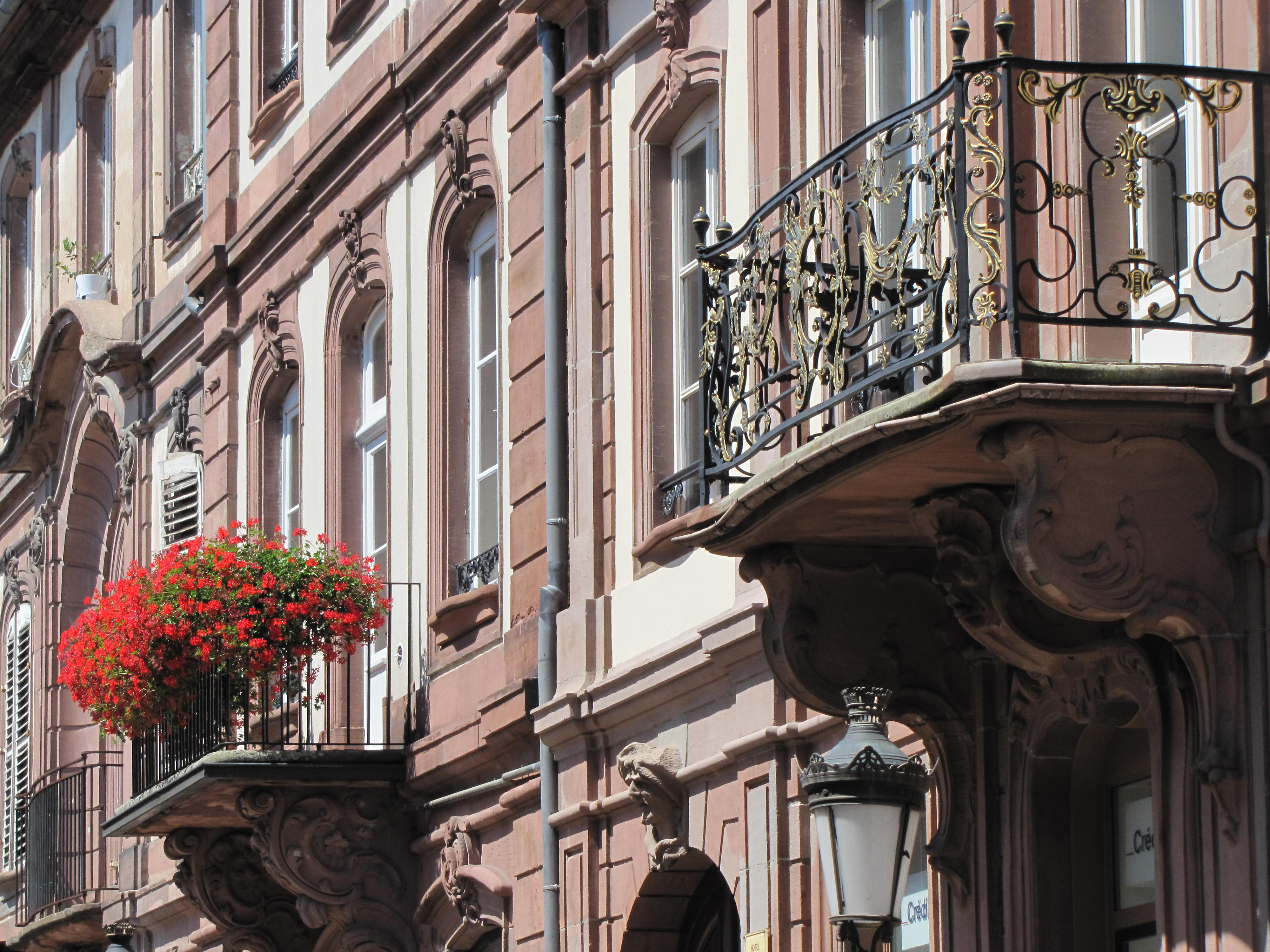
Hôtel du Bailli Hoffmann (1770).

La culture de la garance pour réaliser la couleur rouge est pratiquée depuis le XVe siècle, mais elle connaît une expansion importante au XVIIIe siècle. Les Hoffmann développent la culture et l'industrie de la garance, ce qui leur permet de s'enrichir. Le bailli François Joseph Ignace Hoffmann (1730-1793) introduit les fours hollandais pour la transformation de la garance et construit 120 fours dans la région, à Brumath, Geiselbronn, Molsheim, Reichshoffen, Schweighouse-sur-Moder, Wasselonne, produisant 6 000 quintaux de teinture rouge par an. En 1770, le bailli Hoffmann se fait construire un hôtel particulier, l'hôtel du bailli Hoffmann, aux no 55-57, Grand'rue. En 1779, la société Hoffmann est en déclin en raison de la multiplication des investissements, du nombre d'emprunts et d'un mode de vie trop luxueux.
L'hôtel Barth, situé au no 59, Grand'rue, a été construit en 1760.

### Révolution française et Empire

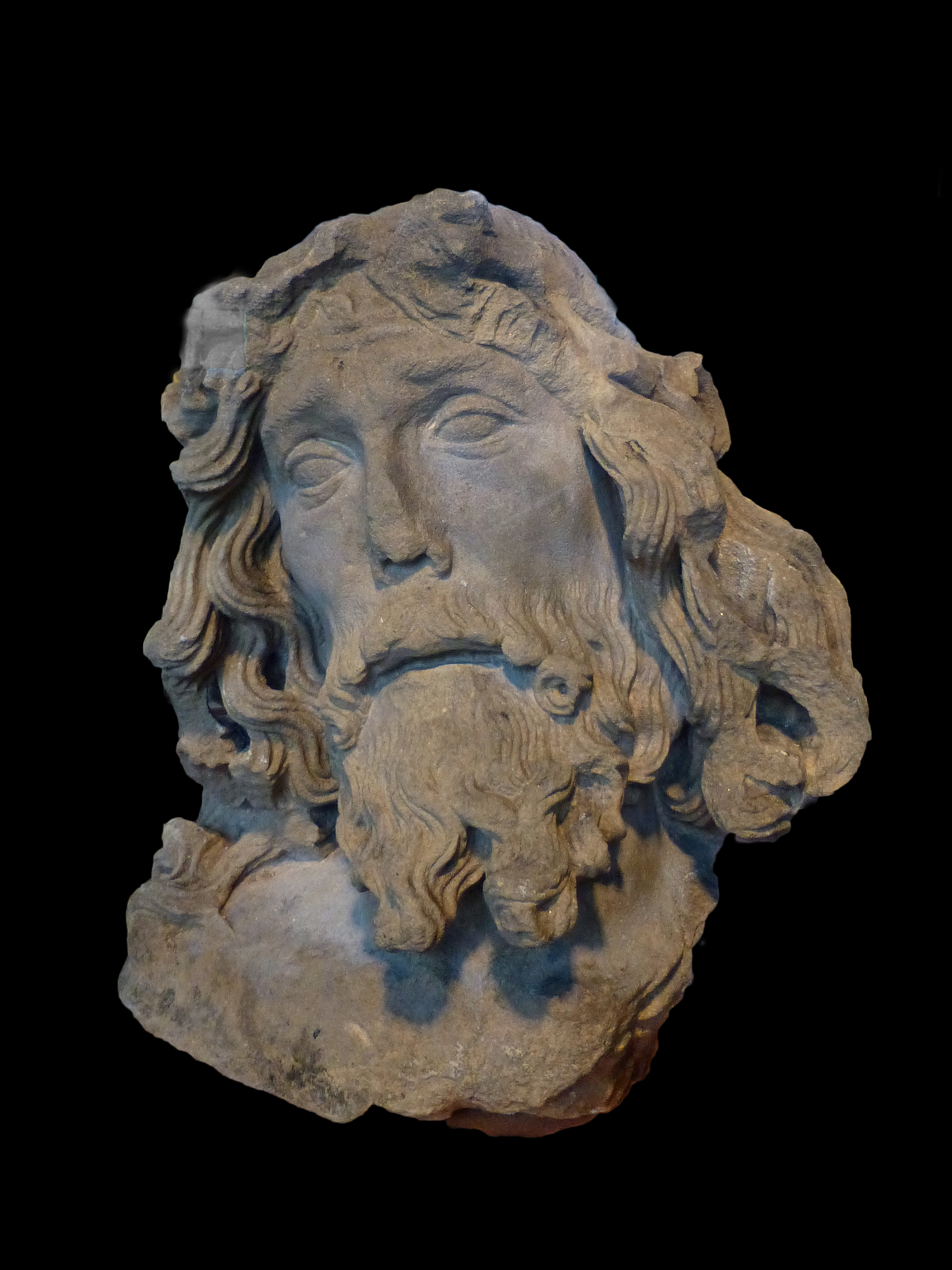
Tête du Christ victime de l'iconoclasme révolutionnaire.

#### Guerre et Terreur à Haguenau
En 1789, Haguenau compte environ 4 600 habitants. L'Armée de Condé, constituant une Armée des émigrés contre-révolutionnaires, commandée par Louis V Joseph de Bourbon-Condé occupe la ville en octobre 1793. Après la bataille de Berstheim du 2 décembre 1793 et la bataille de Wœrth-Frœschwiller (1793), Haguenau est reprise le 22 décembre 1793 par les troupes françaises. Lors de la première bataille, 250 militaires de l'armée de Condé décédés d'une épidémie sont enterrés dans cinq fosses communes au cimetière juif de Haguenau.
L'aumônier ayant accompagné les troupes émigrées, est exécuté à Strasbourg et un habitant ayant mis la cocarde blanche est dénoncé et est guillotiné à Strasbourg. Les biens de l'Église (églises, monastères, fermes, terres) sont vendus comme biens nationaux. Deux prisons sont créées dans les monastères des cordeliers et des augustins pour les suspects (familles des émigrés, soldats déserteurs, prêtres réfractaires, paysans refusant de livrer leurs récoltes à l'armée). Pendant la Terreur, les autels et la chaire de l'église Saint-Nicolas sont brûlés par les révolutionnaires. Les cloches, à l'exception de deux, ont été fondues. La fête de la déesse Raison est célébrée dans l'église Saint-Georges. Par la suite, les églises Saint-Georges et Saint-Nicolas sont transformées en temples de l'Être Suprême. En janvier 1795, les émigrés sont amnistiés. En 1801, grâce au Régime concordataire français, les églises sont rouvertes. Un collège est installé dans les bâtiments du monastère des Annonciades (1804).
En 1810, le bâtiment principal de la sous-préfecture de Haguenau est construit. Il comporte toujours l'aigle impérial au-dessus de l'entrée. L'hôpital bourgeois, actuelle résidence Saint-Martin, sert d'hôpital militaire à partir de 1812 jusqu'en 1940.

#### Les conférences de paix de Haguenau (1815)
Le 24 juin 1815, après l'abdication de Napoléon Ier, une délégation française est envoyée à Haguenau auprès des dirigeants de la coalition. Elle est composée de Gilbert du Motier de La Fayette, Laforest, ami de Talleyrand et ancien ambassadeur de Berlin, le comte Pontecoulant, membre de la chambre des Pairs, le général Sebastiani, Voyer d'Argenson, député de Colmar et Benjamin Constant, le secrétaire de la délégation. Ces négociations de paix sont appelées "les conférences de Haguenau".
François Ier (empereur d'Autriche) est hébergé à la Maison Weinum (la sous-préfecture), Frédéric-Guillaume III, roi de Prusse habite à la maison de Xavier Hallez (Hôtel du commandant de la place), Alexandre Ier (empereur de Russie) loge à la maison Lauer (place du Manège), le roi de Saxe Frédéric-Auguste Ier de Saxe loge au presbytère Saint-Georges et Frédéric Ier de Wurtemberg (roi) dans la Grand'rue. la délégation française annonce l'abdication de l'empereur, la fin de la guerre et demande de négocier la paix. Le représentant anglais n'étant pas là, la délégation ne peut aboutir car les coalisés refusent de négocier séparément.

### Époque contemporaine

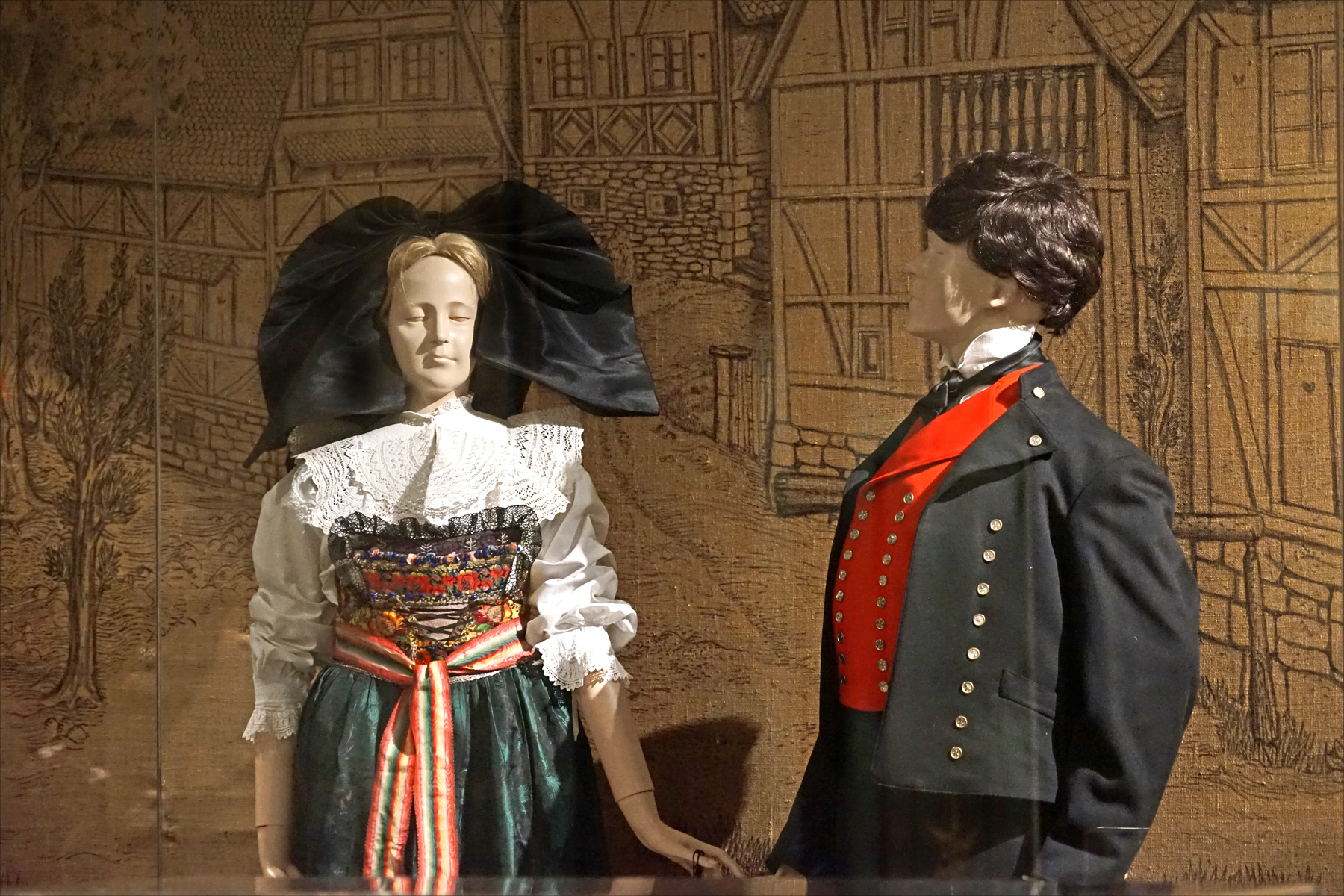
Costumes traditionnels au Musée alsacien.

Le Musée alsacien de Haguenau, créé en 1972, situé aux premier et deuxième étages de l'office du tourisme (l'ancienne chancellerie), au 1, place Joseph-Thierry, retrace la vie quotidienne de Haguenau et de sa région aux XVIIIe et XIXe siècles. On peut y voir de l'artisanat métallurgique (plaques, poêles de cheminées et serrurerie), de la poterie de Soufflenheim et de Betschdorf, des peintures souvent religieuses sous verre, les costumes traditionnels des hommes ou des jeunes filles catholiques et protestantes (habits, coiffes, rubans), l'habitat et le mobilier alsacien.

#### Haguenau sous la monarchie parlementaire (1815-1848)

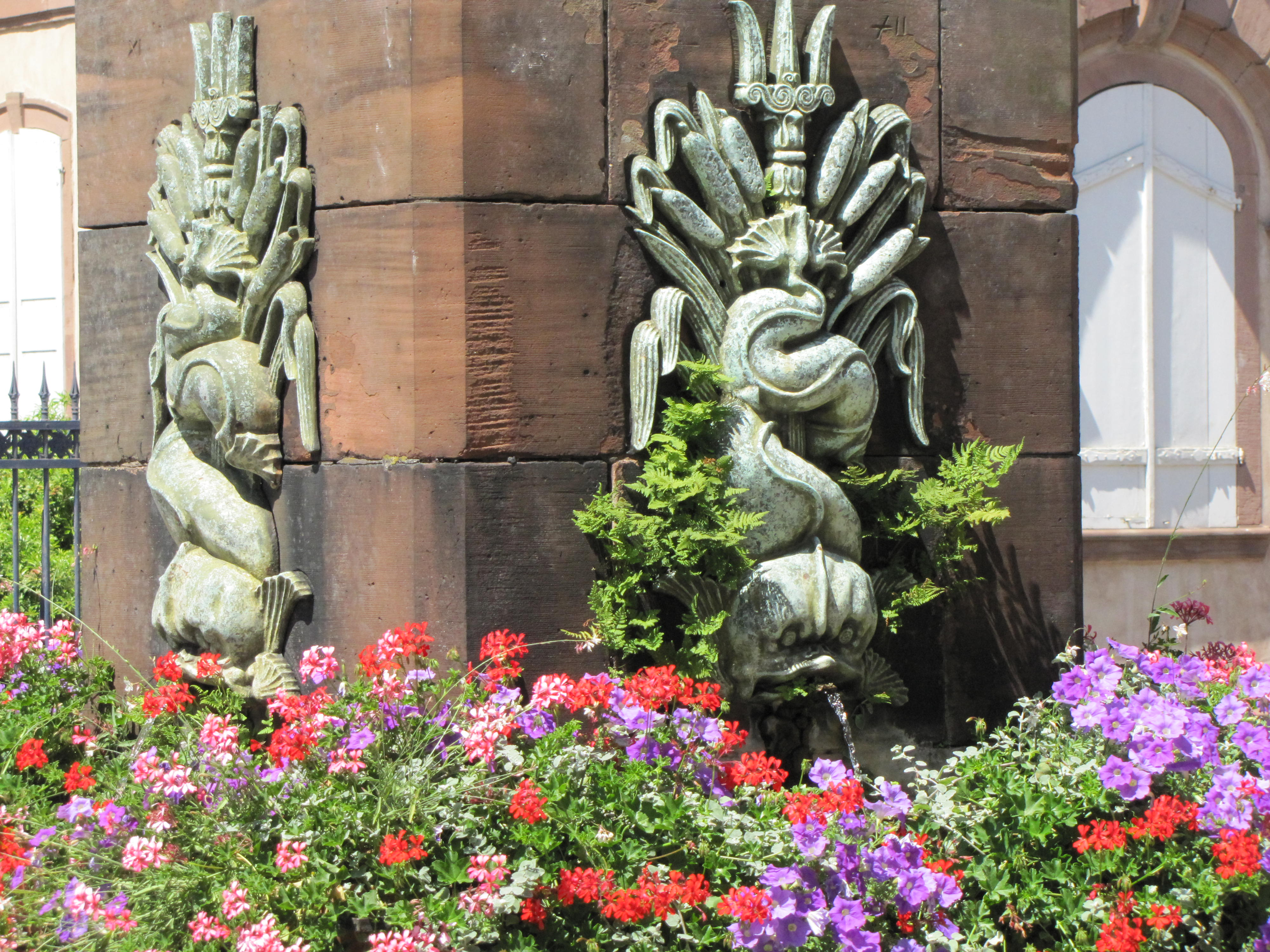
Fontaine en l'honneur de Charles X, place d'Armes (1825).

Haguenau compte 7 000 personnes. La ville vit de la culture de la garance et du tabac, de la fabrication de l'amidon. Mais en 1830-1840, la culture de la garance est en déclin, le houblon prend le relais. C'est le brasseur François-Ignace Derendinger (son nom est francisé en Rendinger) qui prend l'initiative de planter du houblon en 1802. À la suite d'une pénurie de houblon, il part en Bohême et achète 800 pousses de houblon qu'il plante autour de Haguenau. En 1837, 56 hectares sont plantés avec du houblon, on atteindra même 436 hectares. Cette culture devient emblématique de la culture de la région de Haguenau en 1860 jusqu'en 1950. Au XIXe siècle, la région de Haguenau emploie massivement de la main-d'œuvre étrangère à la région pour aider les cultivateurs dans leur travail (plus de 7 000 saisonniers), notamment des Bavarois et des Lorrains germanophones.
En novembre 1820, on assiste à la création officielle du corps des sapeurs-pompiers de Haguenau, la fonction était remplie du Moyen Âge jusqu'au XVIIIe siècle par des corporations. Cette tradition perdure puisque le sapeur-pompier volontaire se recrute dans les métiers du bâtiment.
La synagogue de Haguenau est construite no 3, rue du Grand-Rabbin-Bloch par l'architecte Léopold entre 1819 et 1821, en effet la communauté juive est très nombreuse dans la ville (autour de 700 personnes) et les deux autres lieux (une synagogue et un logement loué) sont trop petits.

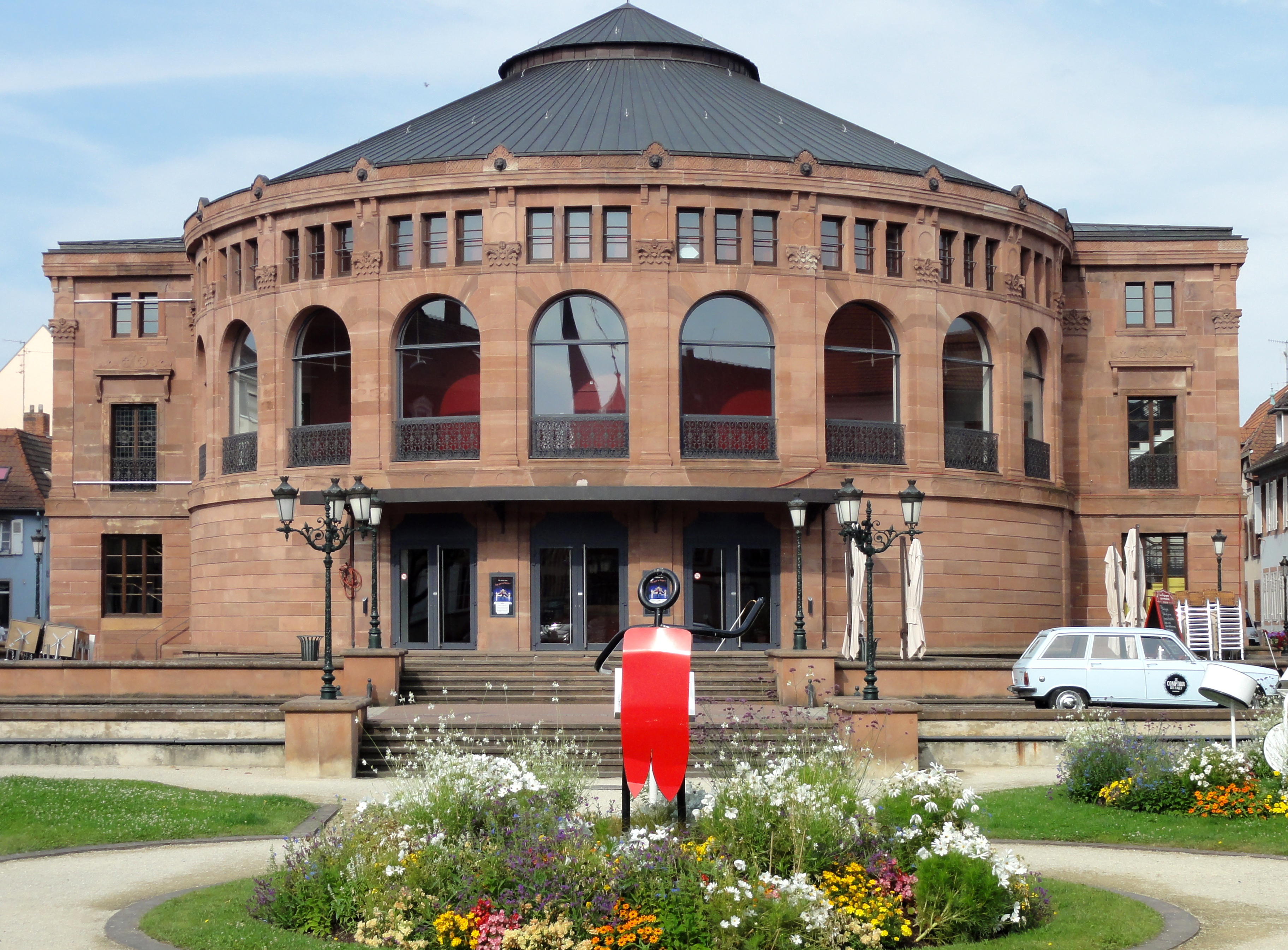
Théâtre à l'italienne de C. Morin (1846).

En 1822, l'hôpital militaire (actuelle médiathèque) est transformé en prison de femmes.
En 1823, le tribunal de Wissembourg est transféré à Haguenau.
En 1825, la ville édifie la fontaine aux Dauphins sur la place d'Armes en l'honneur de Charles X : le buste du roi était en haut de la colonne cannelée en grès rose. Avec la Révolution des Trois Glorieuses, le buste est enlevé et est remplacé par un panier de fleurs et de fruits sculpté. Quatre dauphins ornent les différentes parties de la fontaine.
Le maire Henri Guntz améliore l'administration municipale en créant une caisse d'épargne et une garde nationale. La municipalité tente, en 1836, de centraliser l'enseignement en créant une école de garçons et une école de filles au détriment d'une organisation par paroisses, c'est un échec.
Sur le plan culturel, une société philharmonique est subventionnée par la Ville (1827), puis une école de musique est créée en 1831, et en 1839 une bibliothèque voit le jour. Une salle de spectacles est envisagée : entre 1842 et 1846, l'architecte Charles Morin, architecte de la ville de Haguenau de 1838 à 1842, construit le théâtre municipal de Haguenau. Il s'agit d'un théâtre à l'italienne de grès rose situé au no 2 de la place du maire Guntz. La structure métallique, témoin de la révolution industrielle, est utilisée pour la première fois à Haguenau. Cet architecte va, par la suite, restaurer le Grand Séminaire de Strasbourg et édifier la basilique Notre-Dame de Marienthal de Haguenau. Haguenau compte alors 10 000 habitants.

#### Haguenau sous le Second empire (1852-1870)

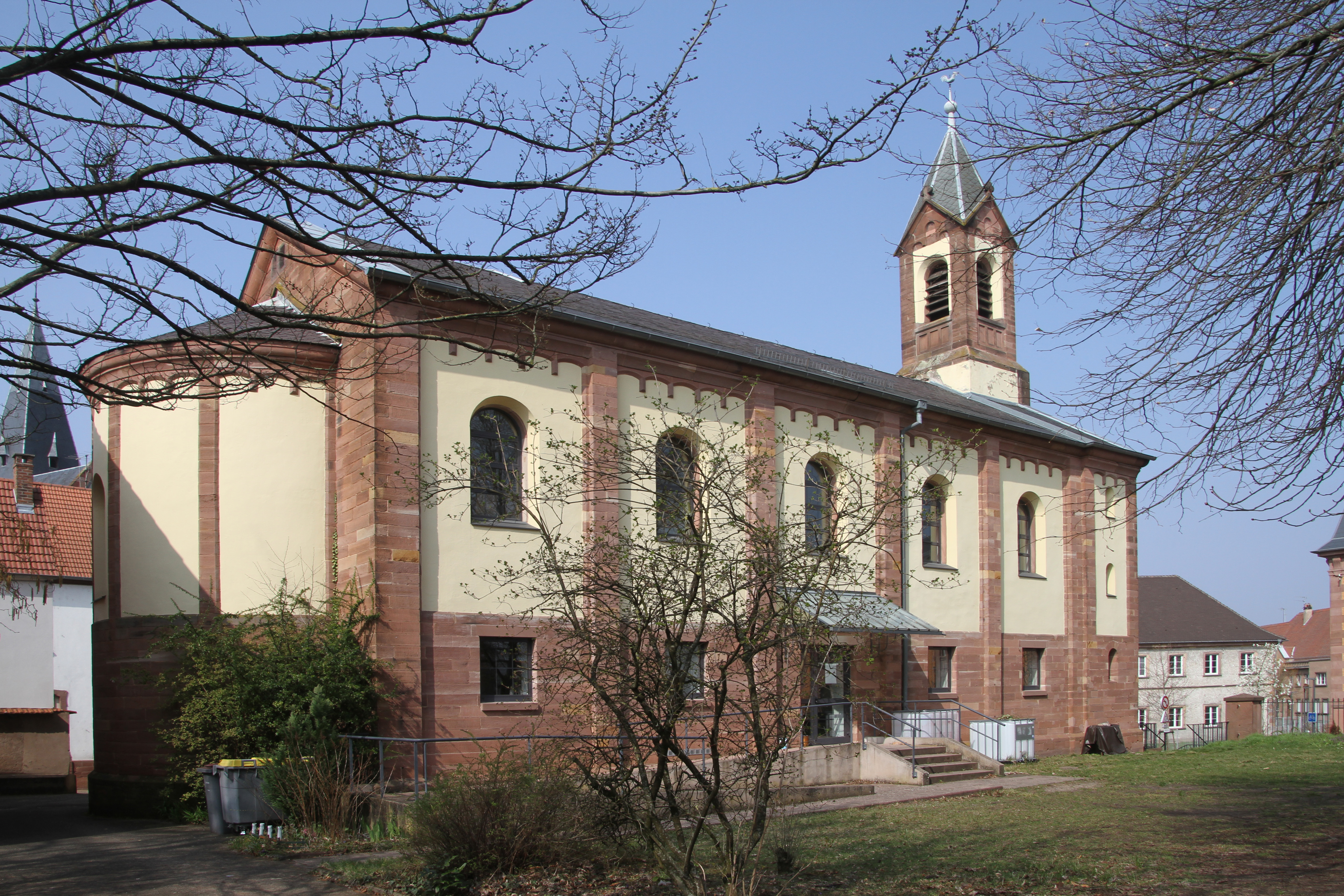
Église paroissiale protestante (1860).

Sous la direction du maire Dominique Maurice Chompré (1853-1866), ancien colonel, la ville connaît de nombreux aménagements. Les rues de Haguenau sont dotées d'égouts, recouvertes de pavées et disposent d'un éclairage au gaz (1865). Le maire favorise la mise en place d'une gare dès 1855. En 1860, une église protestante est construite pour la communauté luthérienne de 226 personnes.
Un magasin à tabac est construit en 1866, puis un an plus tard, en 1867, une halle aux houblons est construite sous la direction de l'architecte municipal Guntz. En effet, la ville cherche à devenir le marché international du houblon : la halle permet d'abriter la récolte des intempéries et sert de lieu de stockage pendant les trois mois d'automne. La halle et encadrée d'un bâtiment à droite servant de télégraphe et à gauche d'une aile servant au syndicat des planteurs.
Depuis 1837, la municipalité demandait le déclassement de l'enceinte pour donner plus d'espace à la ville et permettre une meilleure circulation. La demande est acceptée en 1867 : les murailles sont détruites (les rues du Marché-aux-Grains et du Maréchal-Foch).
La municipalité a le souci de l'instruction des jeunes filles. Entre 1865 et 1867, une école primaire de filles Saint-Nicolas et une école maternelle, rue des Roses, sont construites par l'architecte Eugène Petiti. Le maire demande aux sœurs de Ribeauvillé d'ouvrir un pensionnat de jeunes filles, c'est la naissance de l'école Sainte-Philomène.
Dans le domaine culturel et des loisirs, l'école de musique fermée en 1849 ouvre à nouveau en 1863. Le chant choral a beaucoup de succès à Haguenau : "Une enquête de 1868 révélait que 12 000 habitants de Haguenau animaient plusieurs chorales paroissiales (il doit s'agir de la paroisse protestante et des paroisses catholiques Saint-Georges et Saint-Nicolas), trois sociétés de musique, dont une société philharmonique et une société de chorale mixte". Parmi ces sociétés de musique, il y a la fanfare des sapeurs-pompiers créée en 1830 et la société philharmonique (1827). Parmi ces chorales, on trouve la chorale de 1857 qui existe encore de nos jours.

#### "Hagenau" sous le Reichsland (1871-1918)

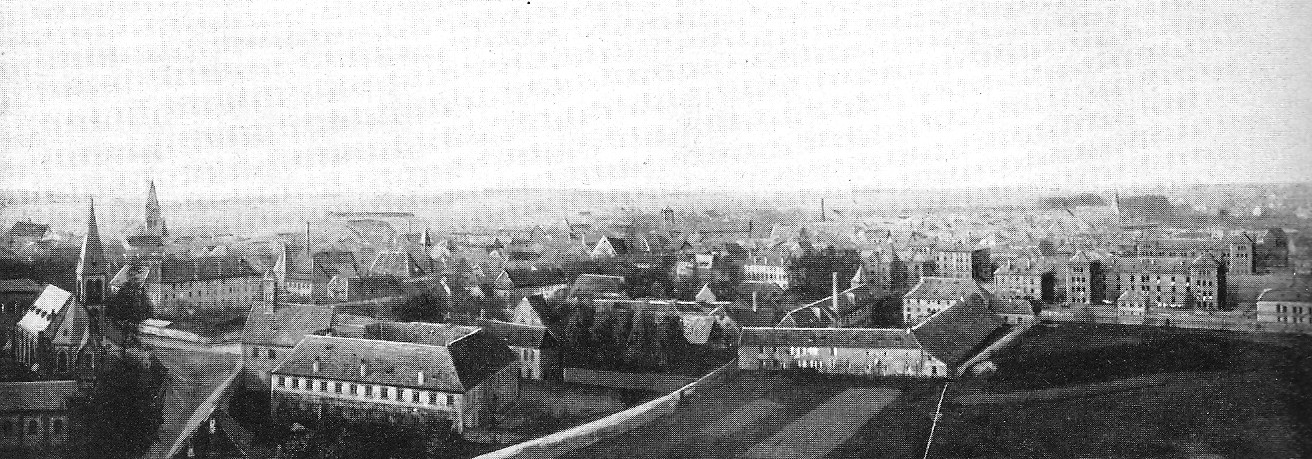
Hagenau avant 1903.

À la suite de la bataille de Frœschwiller-Wœrth (1870), la ville sert d'hôpital pour les blessés allemands et français du champ de bataille, les habitants doivent aussi héberger les soldats de l'armée prussienne. La salle de la Douane sert d'hôpital pour les militaires blessés où officie le célèbre chirurgien Charles-Emmanuel Sédillot, inventeur de l'anesthésie au chloroforme au lieu de l'éther diéthylique. 301 militaires blessés originaires de métropole et de l'empire colonial (Algérie : Constantine, Mostaganem, Sétif) sont enterrés dans une fosse commune au cimetière Saint-Georges. Parmi les soldats tués lors de cette bataille, on trouve Antoine Heyer, originaire de Haguenau. 15 autres Haguenoviens seront tués lors de la guerre de 1870,.
Le 7 août 1870, les troupes prussiennes entrent à Haguenau qui n'est pas défendue. La nouvelle administration allemande d'Alsace dirigée par le gouverneur militaire le comte Friedrich Alexander von Bismarck-Bohlen et le commissaire civil, Friedrich von Kühlwetter y installe son siège provisoire du 14 août 1870 jusqu’au 28 septembre 1870 pendant le siège de Strasbourg.
À la suite de la défaite de la guerre franco-allemande de 1870, l'Alsace a le statut de territoire impérial Alsace-Lorraine ou Reichsland Elsaß-Lothringen. Les Alsaciens doivent soit rester, soit opter pour la France et quitter l'Alsace ; à Haguenau, c'est le cas de l'architecte Georges Morin, constructeur du théâtre, qui opte pour la France et devient architecte diocésain de Fréjus et de Digne, puis architecte du département de la Gironde. Le maire Joseph Thierry (1866-1870), jugé trop francophile est expulsé. Un de ses fils Joseph Thierry deviendra plusieurs fois ministre entre 1913 et 1917. Certains Juifs haguenoviens marchands de houblon et francophiles, décident de quitter l'Alsace, comme la famille Eisenmann (le fils Louis Eisenmann, né à Haguenau, deviendra un historien spécialiste de l'Autriche-Hongrie), Abraham Ephraïm, Isidore Gougenheim…
Entré au conseil municipal en septembre 1860 puis adjoint en 1865 sous le mandat du maire Joseph Thierry, Xavier Nessel est nommé premier magistrat par décret impérial, poste qu'il occupe de 1870 à 1902.

##### Les principaux aménagements urbains

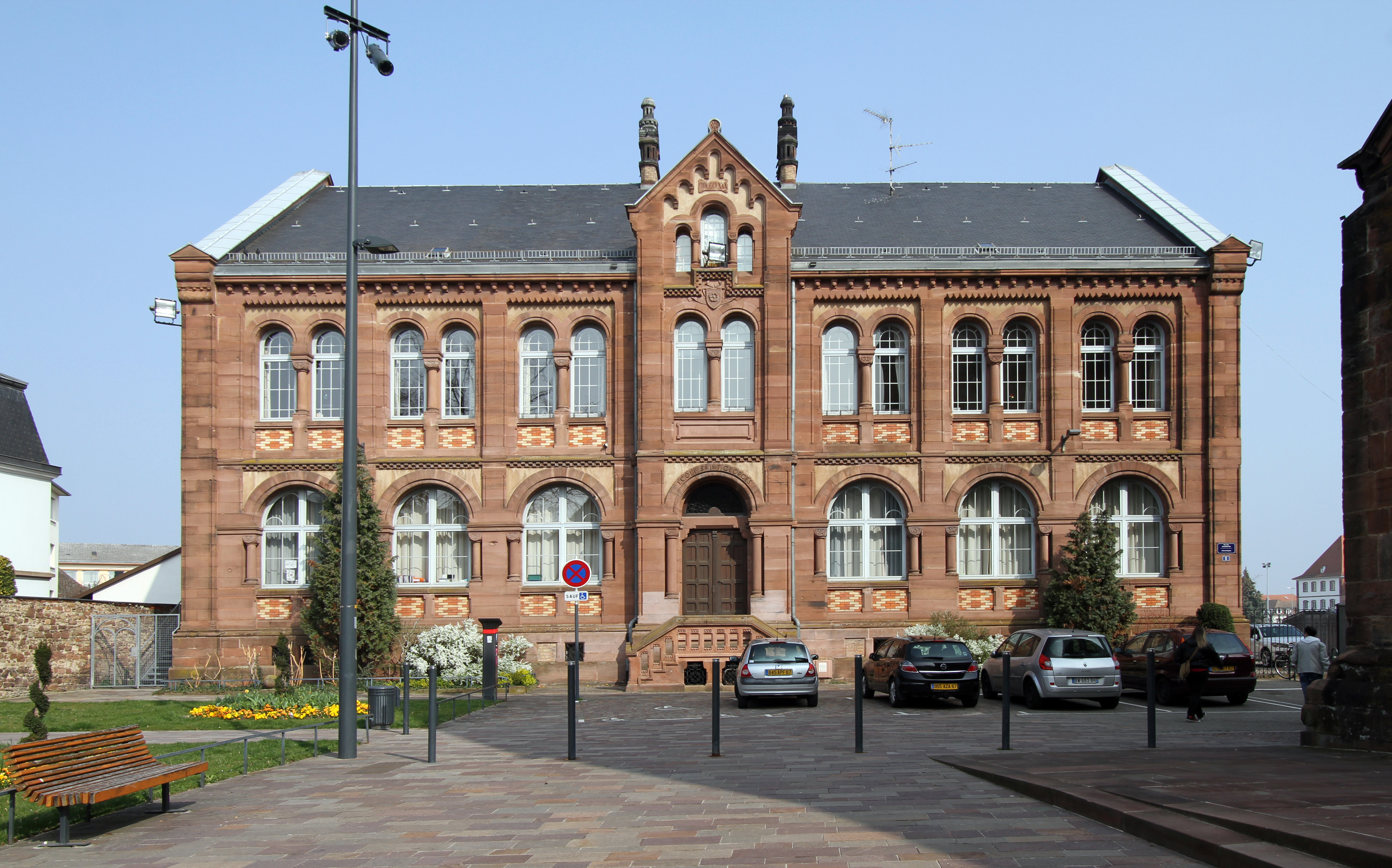
École Saint-Georges (1880).

Deux écoles primaires sont construites, l'école Saint-Nicolas en style néo-classique (1875) et l'école Saint-Georges par l'architecte Jean Stoll en style néo-roman (1880). En 1878, un établissement de rééducation pour les jeunes en difficultés est créé, la « d'kolonie », il s'agit de l'actuel bâtiment des Missions africaines.
Les autorités allemandes font de Haguenau une importante ville de garnison. Deux vastes casernes sont construites à proximité du centre-ville. En 1895, une église protestante de garnison est érigée pour accueillir les soldats.

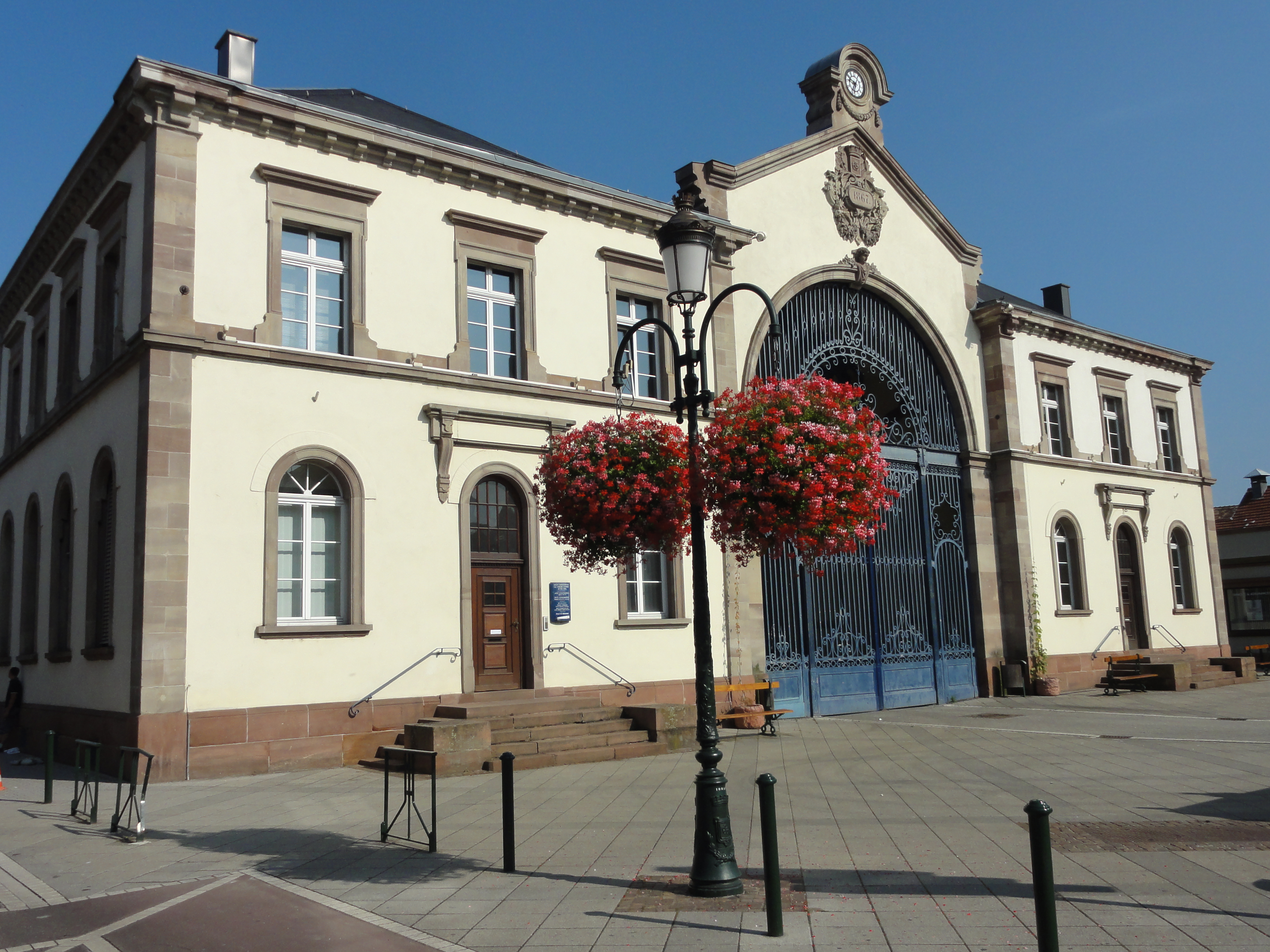
Halle aux Houblons (1867-1881).

En 1881, le maire Xavier Nessel fait agrandir la Halle aux Houblons par l'architecte Charles Stoll qui rajoute quatre travées et un avant-corps car le marché hebdomadaire se tenant à l'extérieur, les paysans réclament l'accès au lieu. Les deux ailes servent alors de tribunal jusqu'en 1910 pour celle de droite et d'école de musique pour celle de gauche. La date de 1881 est indiquée sur le portail métallique à l'arrière. Le bâtiment étant insuffisant, un deuxième bâtiment est construit en 1908, il s'agit de la salle des corporations. Le commerce du houblon s’étant considérablement étendu en basse-Alsace, ses cultures atteignant 4 689 hectares ; Haguenau rivalisait avec les grandes villes allemandes, en attestent les nombreuses voies ferrées encore visibles qui desservaient la gare de Haguenau. En 1909, la culture du houblon commence à décliner.
En 1886, l'alimentation en eau de Haguenau est améliorée et un château d'eau de style néo-Renaissance, situé place Schuman, est construit par Jean Stoll, dont il ne reste que les deux lions. Le Musée historique conserve une maquette du château d'eau. En 1892, une nouvelle gare est construite. La gare et le château d'eau seront détruits en 1944 par les SS pour ralentir la progression des troupes alliées.
En 1893-1894, le premier étage de la salle de la Douane est restauré par l'architecte Charles Stoll. Les murs et les plafonds sont décorés par Auguste Spinner et Paul Martignon.
Les empereurs allemands feront trois visites de Haguenau, Guillaume Ier en mai 1877 et octobre 1879 et Guillaume II en avril 1890 où il se rendra en visite chez le maire Xavier Nessel rue de la Mare-aux-Canards, pour y voir sa célèbre collection d'objets préhistorique et de l'époque romaine.

##### Un lycée pour la ville

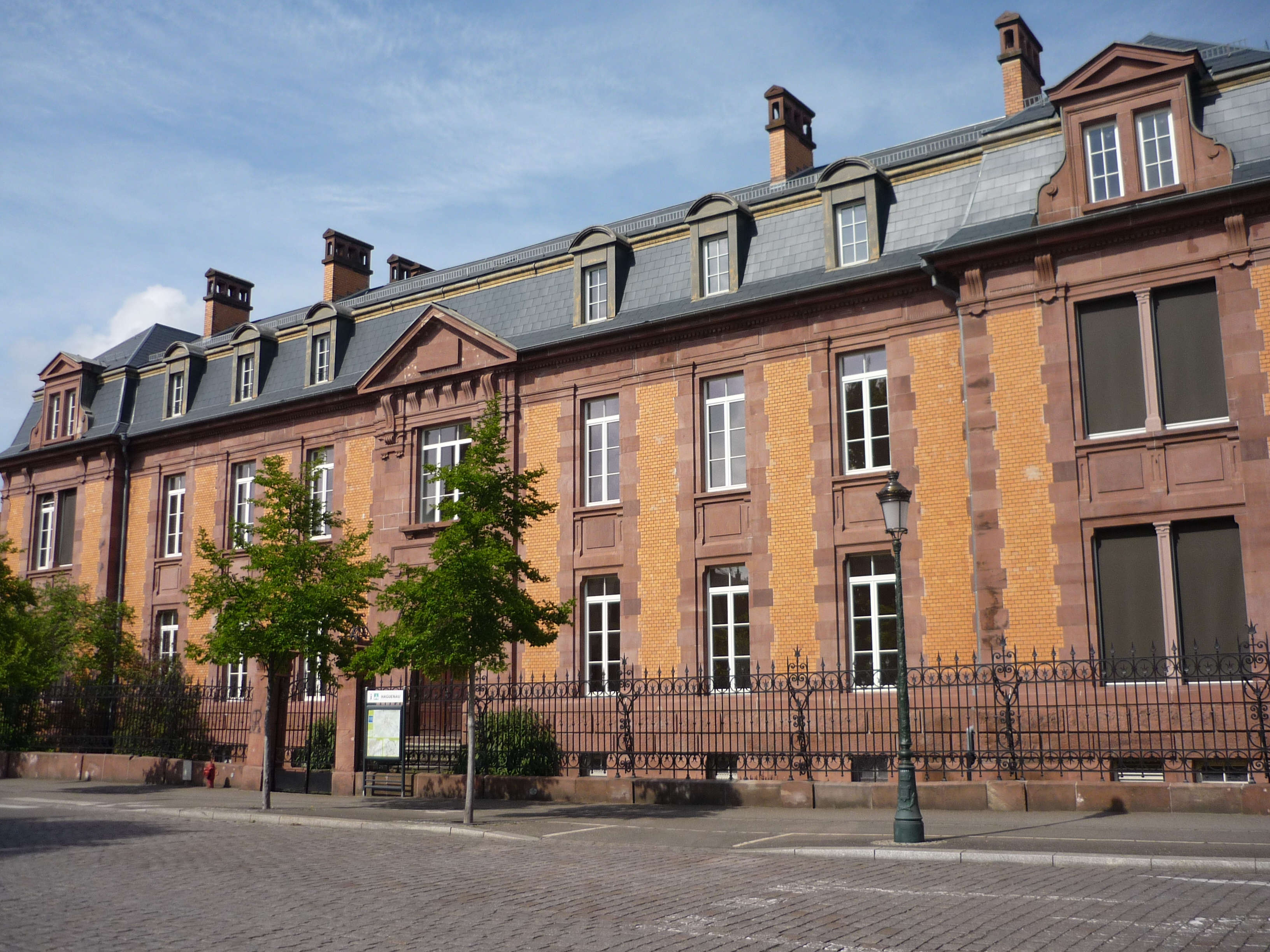
Gymnasium (1900), collège Foch.

Un « Humanistische Gymnasium de Hagenau » est créé, le 10 octobre 1871, pour 43 élèves. Entre 1875 et 1896, 151 lycéens sont devenus bacheliers. Certains de ces élèves feront une brillante carrière, comme l'architecte Paul Bonatz (bachelier en 1896), qui réalise le lycée Louis-Pasteur de Strasbourg, quelques bâtiments de l'Hôpital civil de Strasbourg, la Gare centrale de Stuttgart, le Kunstmuseum de Bâle et l'opéra d'Ankara ou le musicologue européen Emile Schneider, spécialiste de musique de la Renaissance et professeur aux universités de Barcelone, Cologne et Amsterdam ou Johannes Stroux (bachelier en 1903), professeur de philologie et recteur de l'université de Berlin-Est, fils du professeur de mathématiques du lycée de Haguenau, Heinrich Stroux.
Les lycéens étaient dans les mêmes locaux que le collège. En 1900, un nouveau bâtiment de briques orange, est construit à côté du couvent des Annonciades qui sert de collège.

##### La Poste impériale

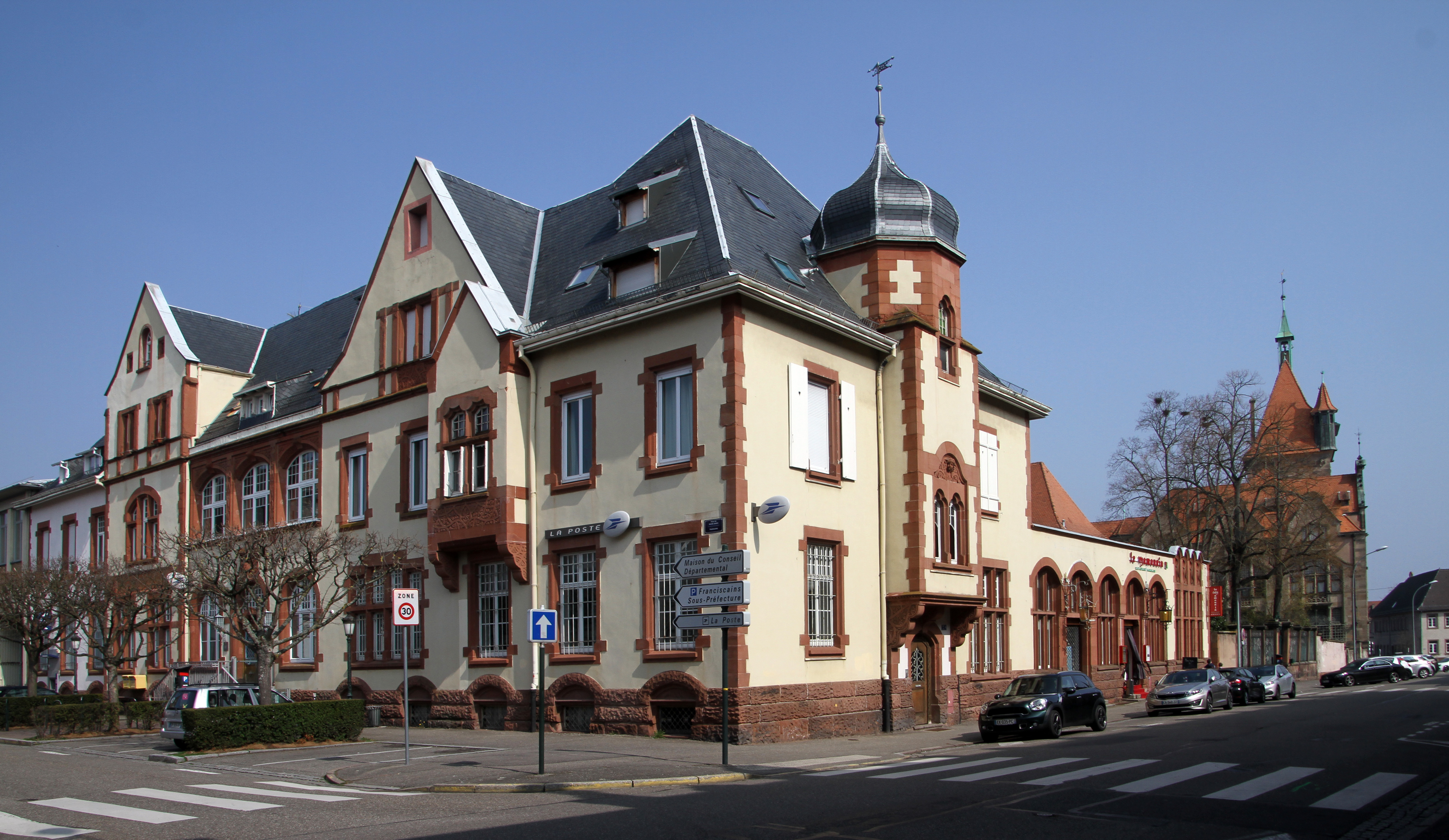
La Poste de L. Bettcher (1902).

En 1901-1902, une nouvelle Poste est construite par l'architecte Ludwig Bettcher, architecte responsable des bâtiments postaux en Alsace-Lorraine, construit la Poste de Haguenau dans un style néo-Renaissance pour un coût de 27 500 marks. 67 employés travaillent à la Poste de Haguenau. L’ancienne Poste (la Caisse d’épargne à côté de la halle aux Houblons) ne suffisant plus pour le trafic postal : 35 800 cartes et lettres en 1880 à 1 455 000 cartes et lettres, sans compter les 18 000 télégraphes en 1900. Le télégraphe est arrivé en 1879. La Poste est décorée de grès rose des Vosges à ses angles et à chaque ouverture. Une tête de femme (symbole de Germania ?) ayant pour coiffe la Burg (le château de Haguenau) entourée de végétaux. Sur le côté, on remarque un oriel doté d’un toit en bulbe. Le balcon est décoré de végétaux et d’une tête de jeune fille avec une grande chevelure. Au-dessus, il y avait un immense aigle impérial enlevé en 1919. L’immense tour télégraphique (le câble) et téléphonique située à l’arrière a été démantelée en 1960. Ludwig Bettcher est également l’architecte superviseur des Postes de l'hôtel des Postes de Metz, Mulhouse, Ribeauvillé, Saverne, Thionville, Wissembourg et de l'hôtel des postes dans la Neustadt (Strasbourg).

##### Le musée et la bibliothèque

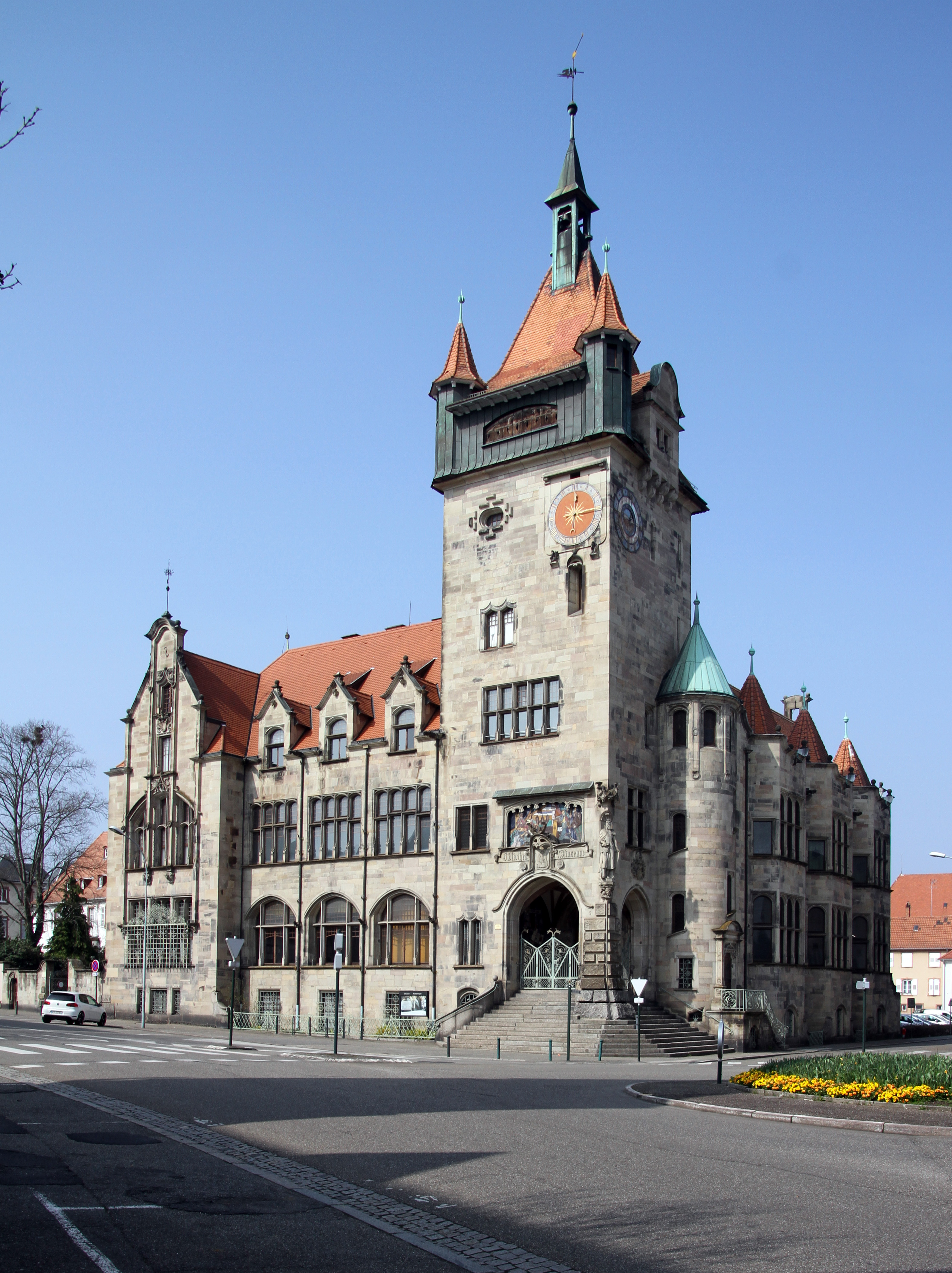
Musée historique des architectes Kuder et Müller.

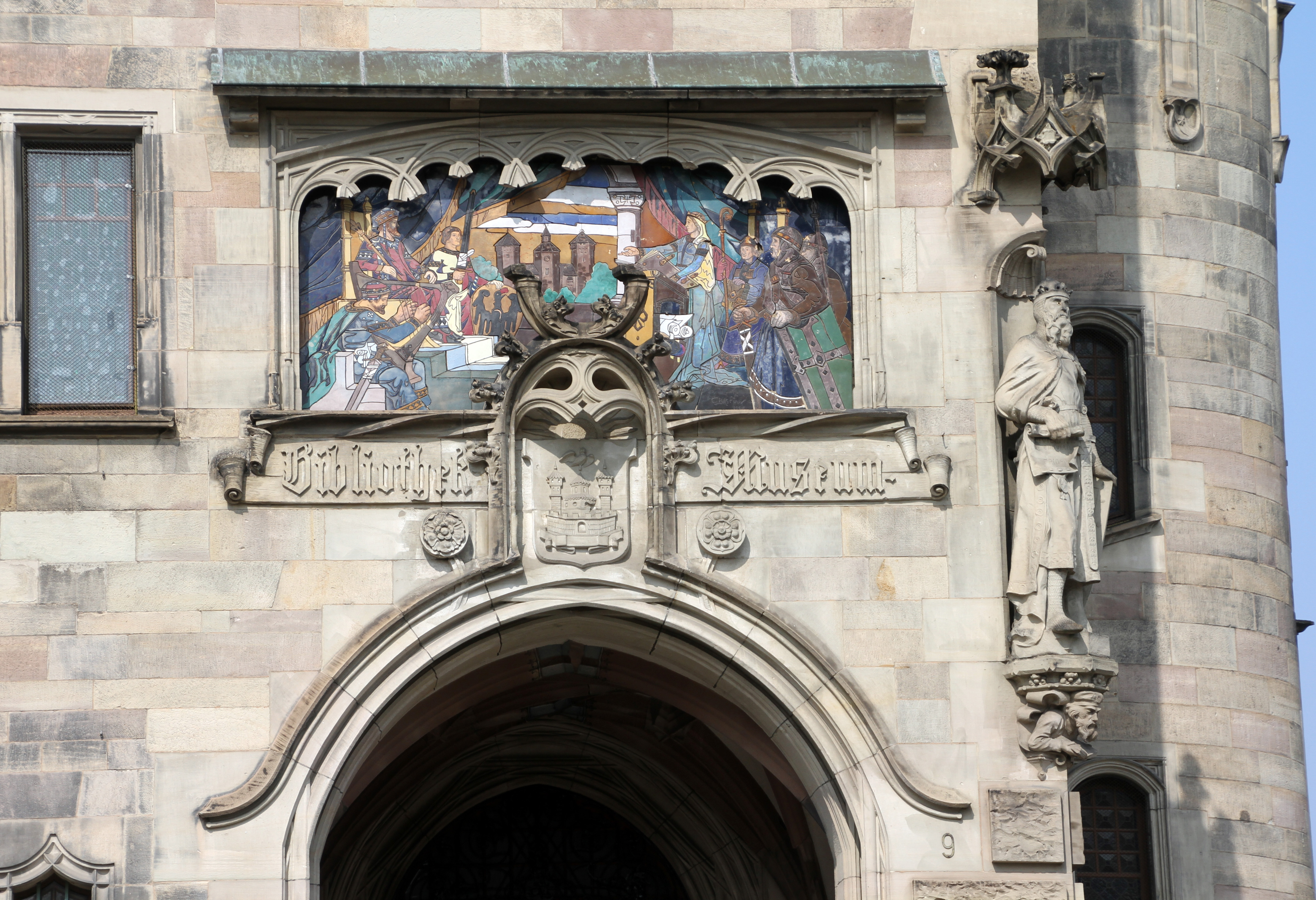
La Cour de l'empereur, dessin de L. Schnug, céramique de C. Bastian et statue de F. de Barberousse d'A. Schültz.

Entre 1900-1905, le maire Xavier Nessel décide de construire le Musée historique. Cet édifice de styles néo-gothique et néo-Renaissance construit par le cabinet d'architectes strasbourgeois Kuder et Müller est destiné à conserver les résultats des fouilles (le musée), ainsi que les ouvrages et les archives municipales (la bibliothèque).
- À l'extérieur, on trouve à l'angle de l'entrée du musée la sculpture de Frédéric Barberousse du sculpteur Charles Albert Schultz, une céramique au fronton de l'entrée du musée de "la cour de l'empereur" de Charles Bastian sur un modèle de dessin de Léo Schnug et sous le porche de l'entrée une autre céramique de Charles Bastian représentant l'atelier du copiste Diebold Lauber inspiré d'un dessin de Léo Schnug.
- À l'intérieur du musée, il y a de nombreuses décorations : on peut admirer une statue d'Herrade de Landsberg (dans le hall sous les escaliers) de Charles Albert Schultz, des fresques des entrées de Haguenau d'Auguste Spinner (porte de Wissembourg à la date de 1870, porte de Strasbourg…) et des verrières héraldiques d'Auguste Schüler. De ce même peintre verrier Auguste Schüler, on trouve à droite à l'entrée la verrière du jugement de Richard Cœur de Lion par l’empereur Henri VI du Saint-Empire qui s'inspire d'un dessin de Léo Schnug[169].

Le sculpteur Charles Albert Schultz a également réalisé les deux statues du cadran solaire sur la façade de la Douane et le peintre Auguste Spinner a décoré les murs et le plafond de la salle de réception du premier étage de la Douane. De 1908 à 1910, un palais de justice (actuelle mairie, Place Charles- de-Gaulle) est construit en style néo-baroque par l'architecte strasbourgeois Wendel. Il remplace le tribunal communal qui siégeait dans l'aile droite de la halle aux Houblons.

##### Le quartier des millionnaires(Millioneviertel)
Ce quartier composé de maisons de jugendstil ou de style néo-historicisant est situé dans les rues de l'Aqueduc et de Wintershouse, parallèles à la rue de Strasbourg. En 1900, la bourgeoisie, enrichie par le commerce, le houblon ou le tabac, construit leur villa ou des vastes maisons spacieuses qu'elles proposent à la location pour les officiers allemands qui servent dans les trois casernes de la ville.
Des personnalités y ont habité comme la baronne Hilla de Rebay, née von Ehrenwiesen, peintre abstraite, à l'initiative de la fondation Guggenheim de New York qui habite au no 35 de la rue de l'Aqueduc. Le dentiste Alfred Kantorowicz (à ne pas confondre avec l'historien), qui a découvert que les bactéries étaient à l'origine des caries dentaires, a vécu au no 22 de la rue de l'Aqueduc. Pierre Haarhoff habitait également dans le quartier, il a été licencié au Racing Club de Strasbourg, a été champion d'Europe au 400 mètres et a été deux fois champion de France entre 1954 et 1960.

#### La révolution industrielle à Haguenau

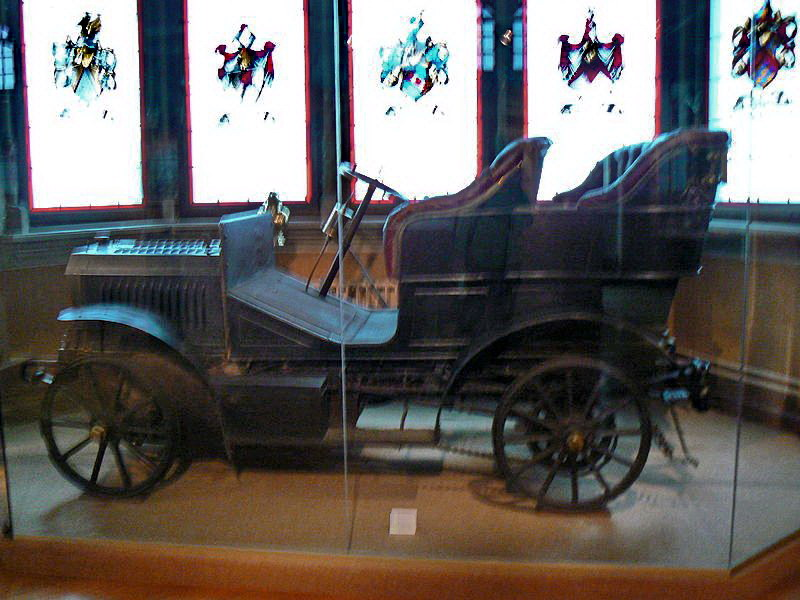
Première voiture achetée, en 1900, par J. Grusenmeyer et vendue au maire X. Nessel (Musée historique).

Cette période est également importante pour la révolution industrielle. André Grusenmeyer, mécanicien, répare les machines agricoles : il invente la batteuse (éjecte la paille non broyée) qu'il perfectionne (séparation du grain, de la paille et des saletés) entre 1878 et 1889 donnant naissance à la moissonneuse batteuse. Il invente la charrue-buteur et des scies. N'arrivant pas à transformer ses inventions en entreprise viable, il s'endette et quitte Uhlwiller pour Haguenau. Il vend ses inventions à l'entreprise de machines agricoles Kuhn de Saverne. Son fils aîné, Joseph Grusenmeyer, invente une scie de deux mètres de haut dans son atelier du 22 boulevard De Lattre-de-Tassigny. Il achète la première voiture en 1900 à l'usine Benz à Mannheim qu'il revend au maire X. Nessel que l'on peut voir au Musée historique. Il perfectionne les machines agricoles en leur mettant des bandes de protection amovible leur permettant de rouler sur la route (1926).

#### La Première Guerre mondiale à Haguenau

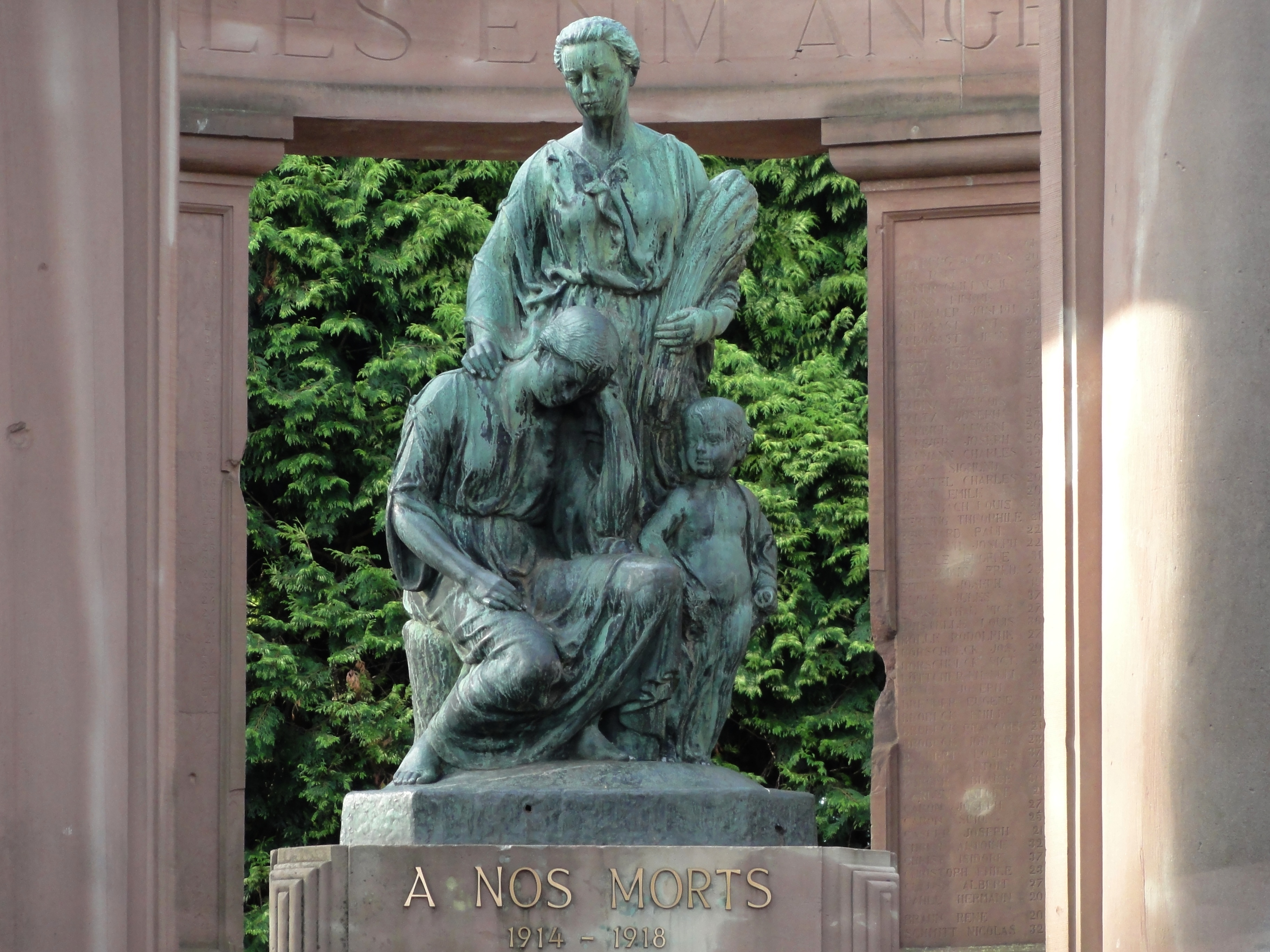
Monument aux morts du sculpteur E. Preiser à Haguenau.

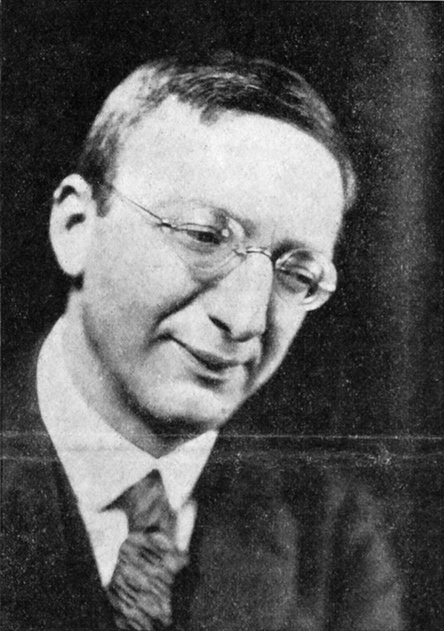
L'écrivain Alfred Döblin, médecin militaire à Haguenau de 1917 à 1918.

Les Haguenoviens sont mobilisés dans l'armée allemande pendant la Première Guerre mondiale. On trouve parmi eux les quatre frères de la famille Aveline. Aloïs sert comme matelot dans la flotte de guerre de Wilhelmshaven, Joseph dans un régiment d'artillerie chargé de protéger le port militaire de la même ville. Louis est mobilisé dans l'artillerie de la 5e armée du Kronprinz. Il est gravement blessé d'une balle à proximité du cœur lors des combats de l'Argonne lors de la bataille de Champagne. Quant à Charles, il sert dans une unité allemande en Lorraine.
L'écrivain Alfred Döblin, auteur de Berlin Alexanderplatz (roman) (1929), est médecin militaire dans deux hôpitaux militaires de Haguenau de 1917 à 1918, ces hôpitaux militaires sont situés à côté de l'aérodrome au Lazaret militaire, actuelle résidence des Platanes en direction de Kaltenhouse et au lazaret de réserve installé dans la Maison des Sourdes et Muettes de Marienthal. Proche des fronts de Lorraine et de Haute-Alsace, la ville comptait huit hôpitaux militaires, dont le Carmel de Marienthal et un bâtiment des Missions africaines a ainsi servi d'hôpital militaire. C'est pendant la guerre qu'il termine d'écrire une partie de son roman Wallenstein, publié en 1920.
L'aérodrome de Haguenau, à vocation initialement militaire, est construit par des prisonniers de guerre russes, entre avril 1916 et juin 1917, sur une centaine d'hectares entre Haguenau, Kaltenhouse et Marienthal pour protéger les usines pétrolières de Merkwiller-Pechelbronn de raids de bombardements. L'aérodrome est composé de dix hangars et de deux pistes en herbe de 1 000 mètres. En 1918, une école de pilotage « Arthur-Sasse » destinée à une centaine d'élèves est créée sur le site. De juin à octobre 1918, l'aviation britannique bombarde l'aérodrome de Haguenau et la ville de Haguenau (le 22 août 1918) causant ainsi la mort de quatre enfants,.
424 Haguenoviens sont morts pendant la Première Guerre mondiale. Neuf sont morts sous l'uniforme français. Pendant la guerre de 14-18, 92 soldats français (blessés et décédés dans les hôpitaux militaires allemands de Haguenau ou décédés de la grippe espagnole en 1918-1919), 595 militaires étrangers (472 Roumains, 122 Russes et 1 Britannique), 188 soldats allemands décédés, des suites de leurs blessures à l'hôpital, ont été enterrés dans la nécropole militaire de Haguenau.

#### Haguenau durant la période française des années 1920 et 1930

##### Le retour à la France
Le 9 novembre 1918, un soviet de soldats mutins prend le pouvoir à Haguenau, comme dans d'autres villes alsaciennes. Alfred Döblin, médecin militaire à Haguenau, en fera le récit dans le premier livre Bourgeois et soldats de sa tétralogie novembre 1918. Ce mouvement éphémère né à la suite de la vacance du pouvoir entre la disparition de l'administration allemande et avant l'arrivée de l'administration française, disparaît le 13 novembre. Le maire Louis Müller organise une garde civique destinée à éviter le pillage des casernes allemandes. Le 26 novembre 1918, la ville accueille l'entrée des troupes françaises commandées par le général Augustin Gérard : celui-ci met en avant le général Duport, commandant du 6e corps, originaire de Haguenau. Une rue de Haguenau porte le nom du général Gérard en souvenir de cet événement.
Le 22 août 1919, Raymond Poincaré, président de la République, visite Haguenau à cette occasion un album de photos de la ville lui est offert. Le 23 août 1919, Georges Clemenceau, Président du Conseil (Premier ministre) et ministre de la Guerre de 1917 à 1920, visite Haguenau avant d'aller à Wœrth et à Wissembourg. Une rue porte le nom de G. Clemenceau en souvenir de son passage.
De 1919 à 1935, la ville est dirigée par l'UPR, Union populaire républicaine (1919-1946), du maire Georges Weiss qui se divise entre une tendance autonomiste (l'UPR) et une tendance francophile (l'APNA), Action populaire nationale d'Alsace, en raison d'un malaise alsacien dû à une méconnaissance de l'histoire et de la culture alsaciennes par les nouvelles autorités françaises. Le secrétaire général Jean Keppi soutenu par l'abbé Gromer, conservateur du Musée historique de Haguenau, soutiennent la revendication autonomiste. Les tensions au sein du conseil municipal sont tellement importantes que le gouvernement français le dissout le 24 janvier 1928. Les nouvelles élections donnent la totalité des sièges à la liste UPR. Mais en 1935, la crise économique prend le pas sur le malaise identitaire, la liste francophile de l'APNA du maire Désiré Brumbt remporte les élections municipales.

##### Le «Rodin alsacien» Alfred Marzolff et l'embellissement de la ville

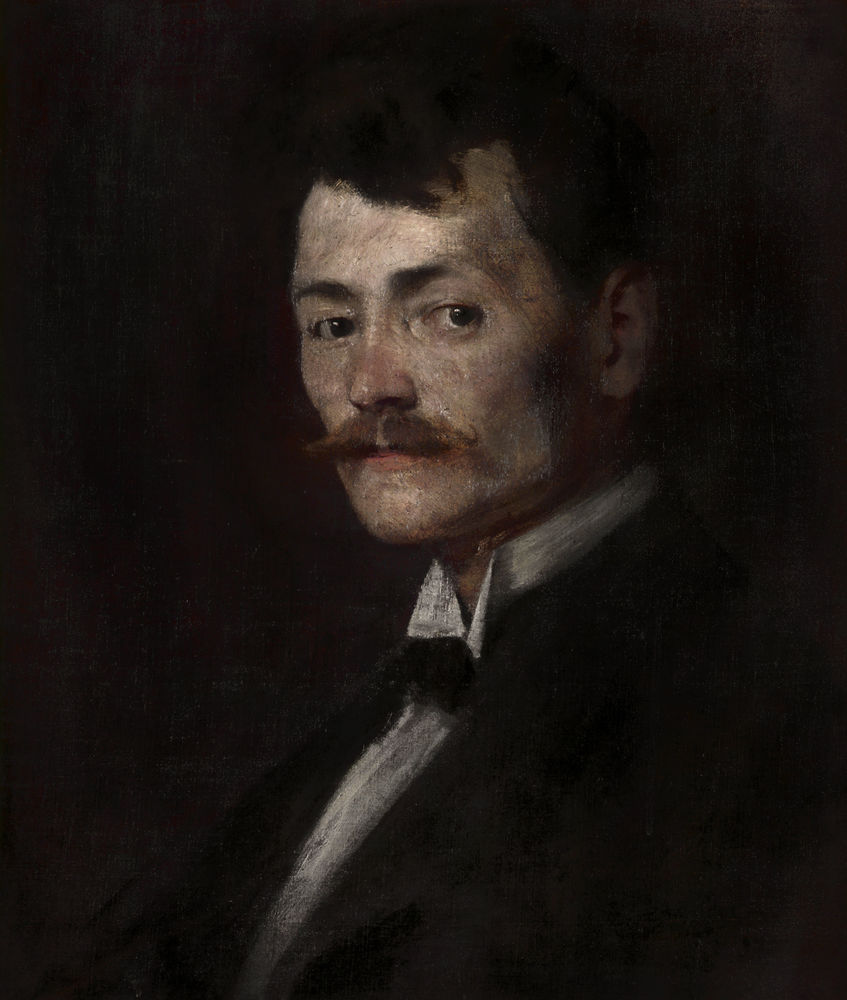
A. Marzolff, sculpteur peint par E. Schneider.

En 1918, à la demande de la municipalité, Alfred Marzolff, sculpteur considéré comme « le Rodin alsacien », réalise deux bustes du maire Xavier Nessel (décédé en 1918) et de l'archiviste et abbé Charles Hanauer (1828-1908). Les deux bustes décorent le Musée historique. Le buste en marbre de Xavier Nessel est installé dans le sous-sol à l'entrée de la salle d'archéologie. Le bas-relief de l'abbé Charles Hanauer est accroché dans la bibliothèque. En 1919, Alfred Marzolff propose comme monument aux morts La Marseillaise composé de deux soldats de 1792 brandissant un drapeau français. L'œuvre ne faisant pas l'unanimité parmi le conseil municipal, elle sera installée, en 1922, sur la place Broglie à Strasbourg.
En 1928, la municipalité décide de construire des bains municipaux, actuel centre social et culturel Robert-Schuman, sur la place Robert-Schuman. En effet il n'existe aucune douche pour les écoliers et les 3 000 militaires des casernes de la ville. Elle fait appel à l'architecte Gustave Oberthür qui s'inspire des Bains municipaux de Strasbourg pour réaliser les Bains de Haguenau. Gustave Oberthür a également réalisé le Magasin Moderne, appelé Magmod racheté par la suite par les Galeries Lafayette, situé derrière la fontaine de l'église Saint-Georges de Haguenau dans la Grand'rue. Alfred Marzolff est chargé de réaliser les décorations, les deux angelots sur le toit, les décors de l'entrée principales avec les pilastres et les rosettes, ainsi que les six corbeilles de fruits, les mêmes que celles qu'il a sculptées devant sa maison de Rountzenheim, dont il ne reste que deux exemplaires à l'entrée gauche du bâtiment.
En 1929, l’École de perfectionnement artisanal et commercial, actuel bâtiment du collège Foch, est construite par l'architecte de la ville Adolphe Dollmeyer pour accueillir les 500 élèves du premier établissement professionnel d'Alsace-Moselle créé en 1919. Alfred Marzolff est sollicité en 1931 pour construire les statues du Bûcheron et de la Cueilleuse de houblon, allégories de l'artisanat et du commerce, devant l'établissement sur la place Robert-Schuman. Ses statues ressemblent à celles qu'il avait édifiées pour le pont des Quatre-Hommes ou pont Kennedy de Strasbourg. Il puise le thème des travailleurs et du style de sculpture en s'inspirant de Constantin Meunier et Auguste Rodin.
En 1951, la municipalité achète le lion à sa veuve datant des années 1920 ou 1930 et qui était dans sa propriété de Rountzenheim. La statue du Lion Marzolff est actuellement au carrefour du boulevard Nessel et de la rue de la Vieille-Île.
En 2017, la Neustadt (Strasbourg) a été classée au patrimoine mondial de l'UNESCO, ce sont dix œuvres d'Alfred Marzolff qui sont intégrés dans le périmètre ; à Haguenau, les œuvres du sculpteurs sont au nombre de cinq.

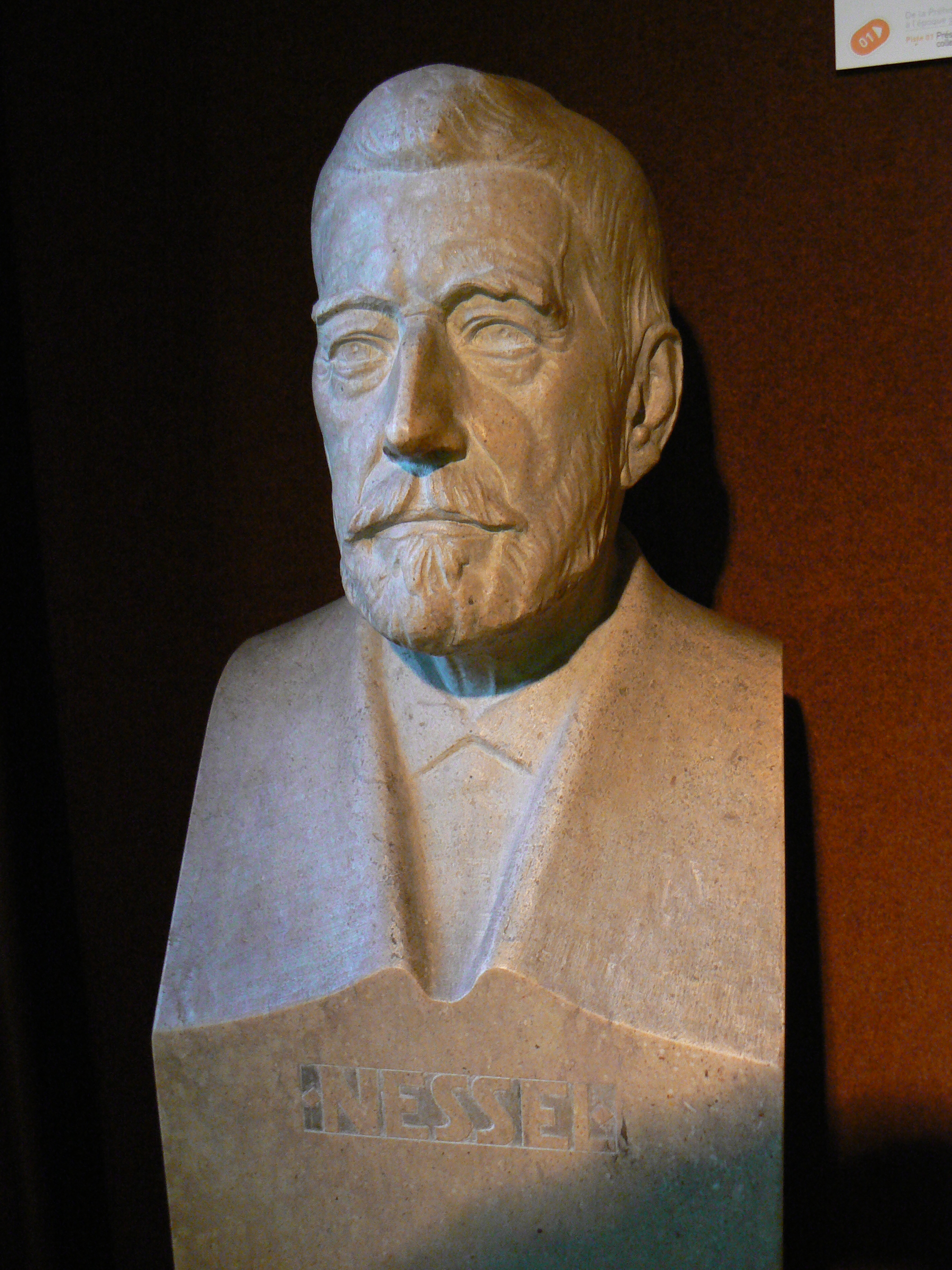
Buste du maire X. Nessel par A. Marzolff.
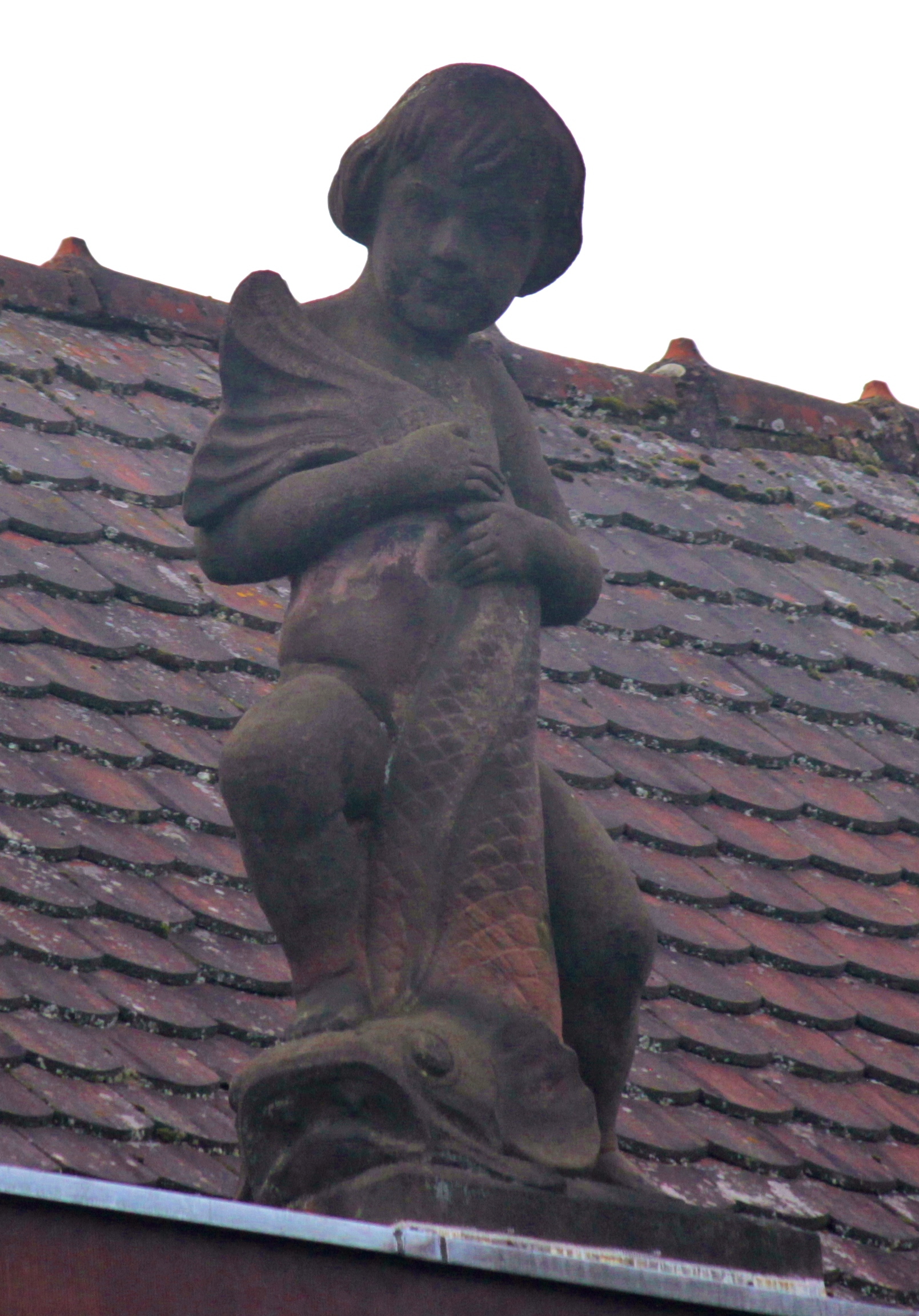
Angelot avec poisson d'A. Marzolff.
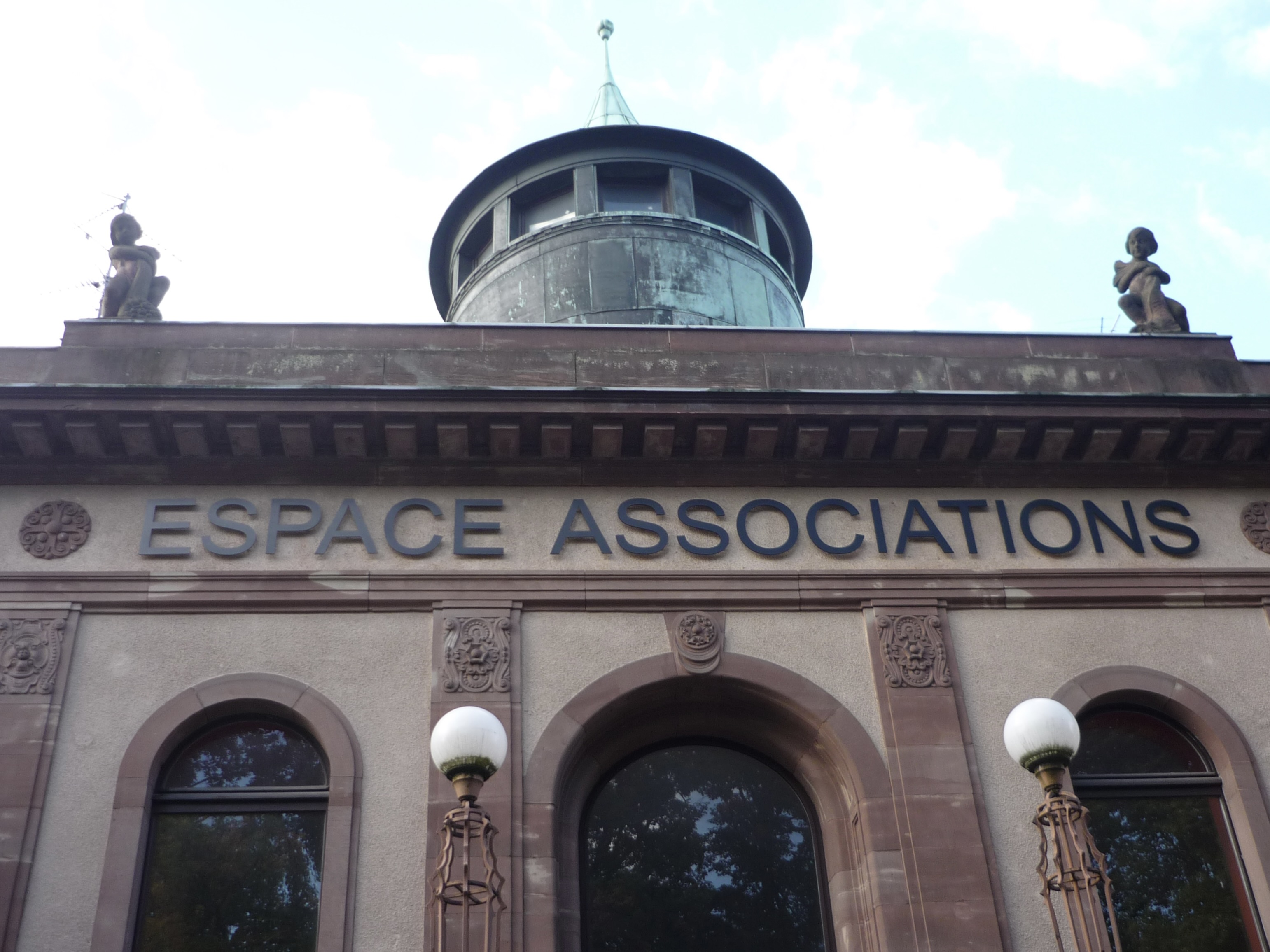
Bains municipaux de G. Oberthür, décorations d'A. Marzolff.
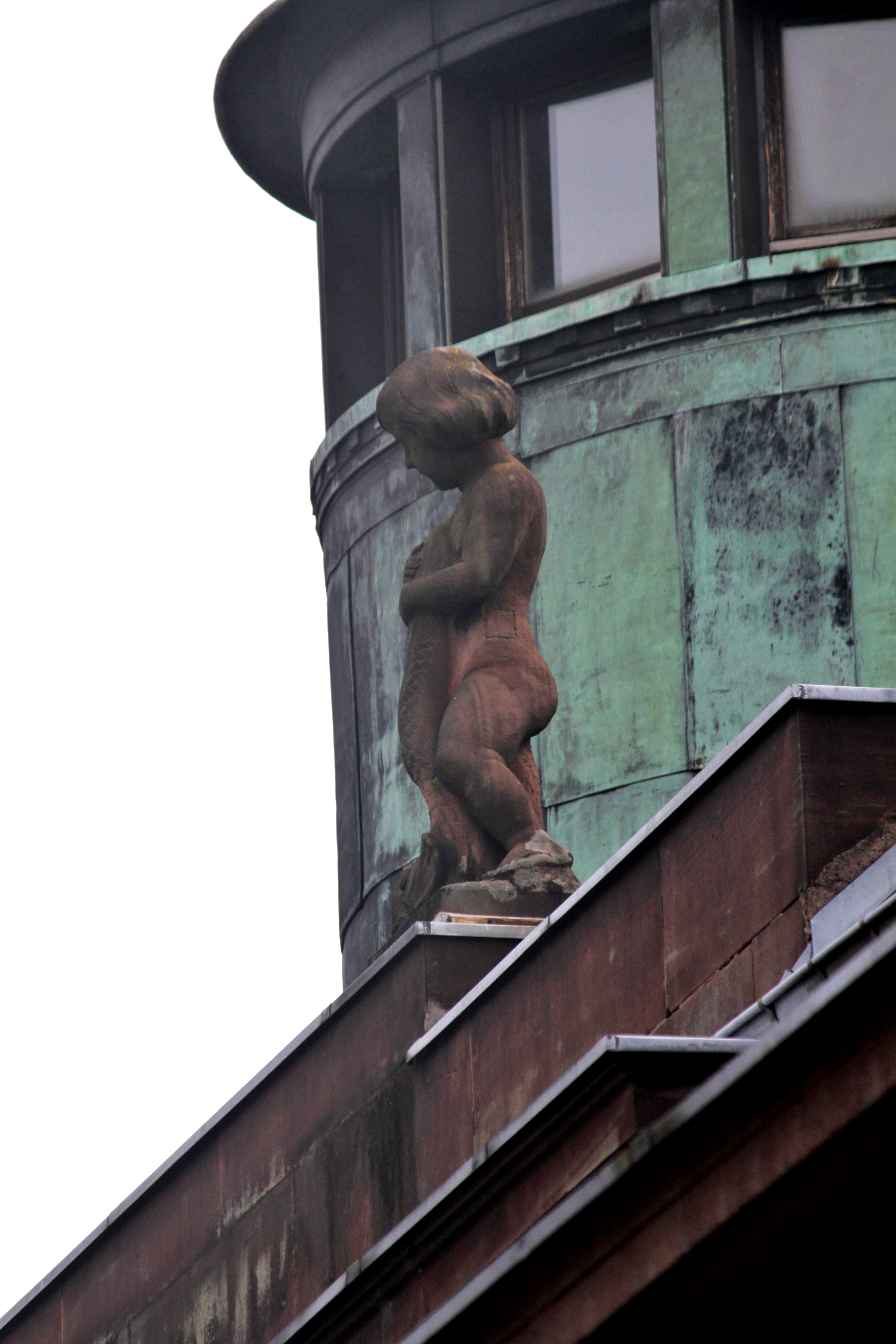
Angelot avec corne d'abondance d'A. Marzolff.
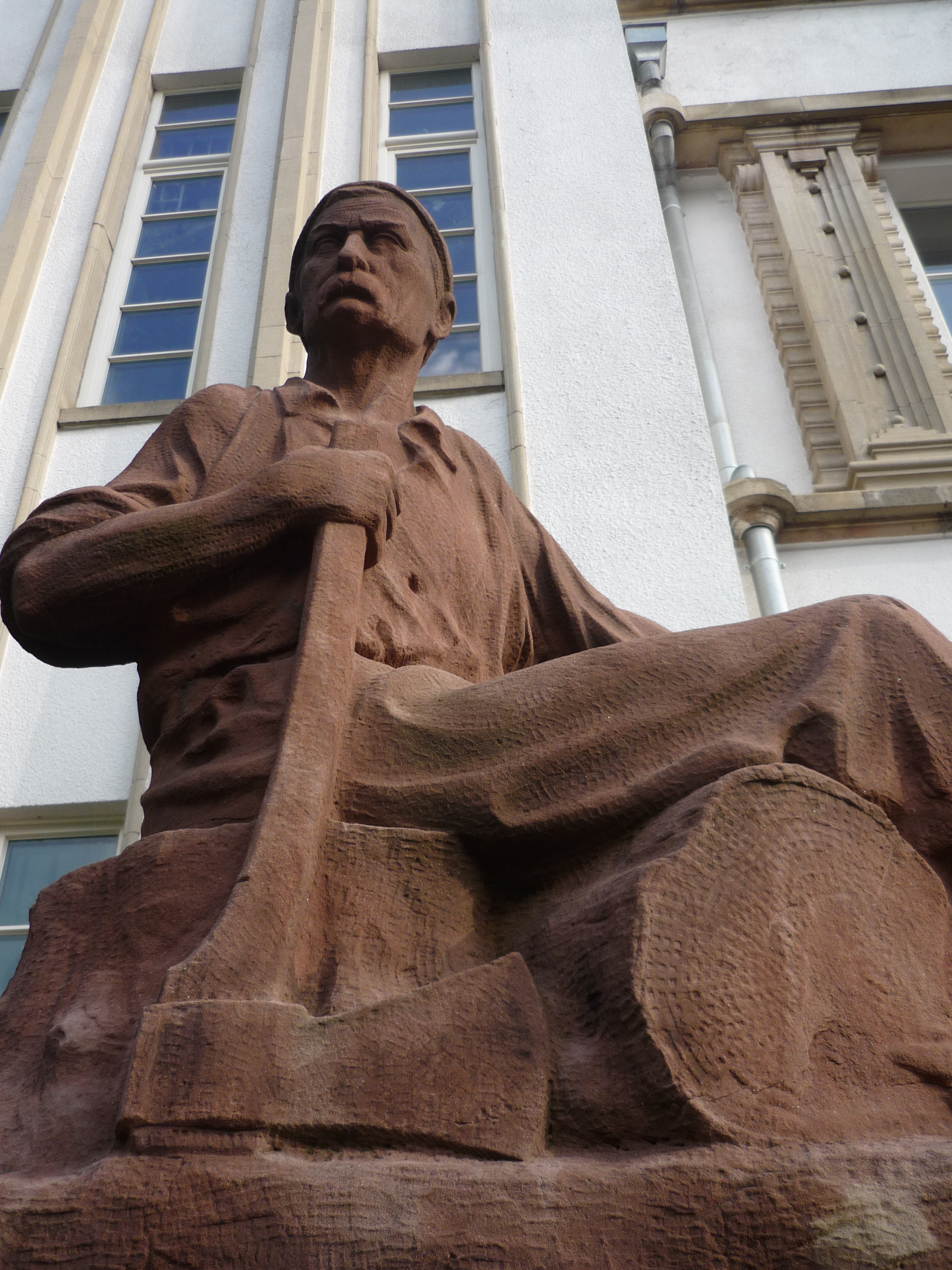
Bûcheron d'A. Marzolff (École de perfectionnement).
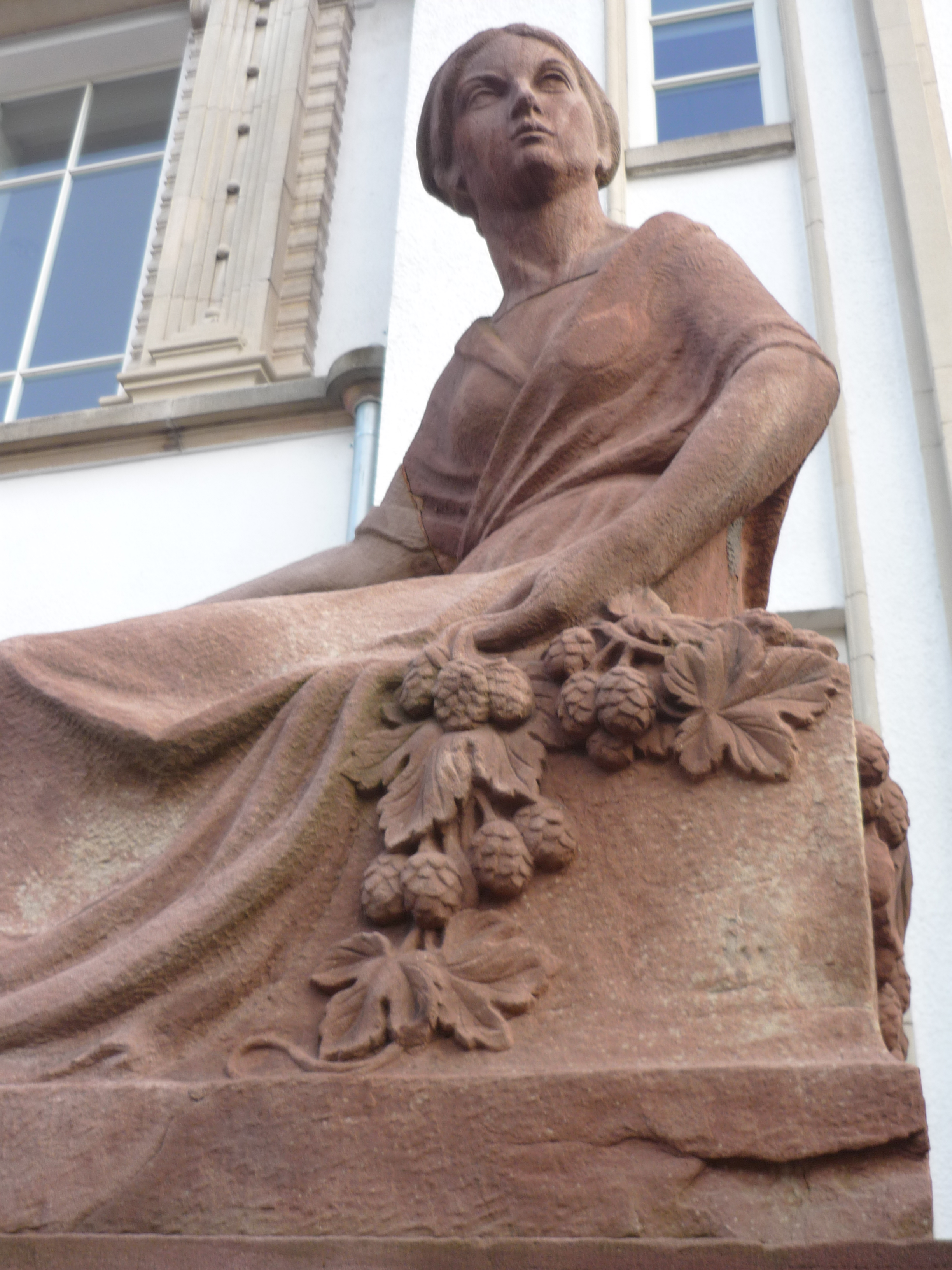
Cueilleuse de houblon d'A. Marzolff (École de perfectionnement).
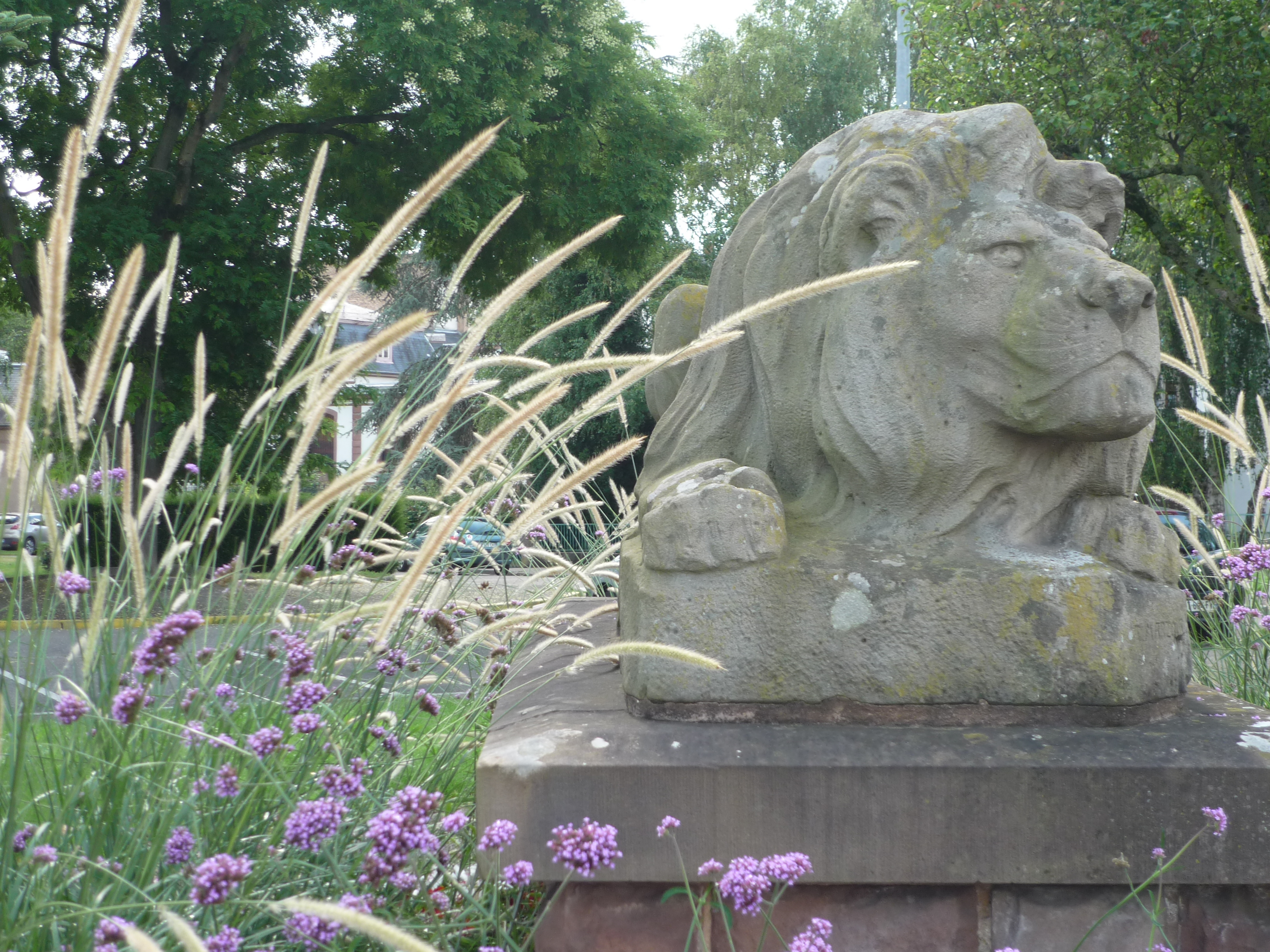
Lion d'A. Marzolff (acheté en 1951).

##### L'atelier de vitraux Bohl et Schneller

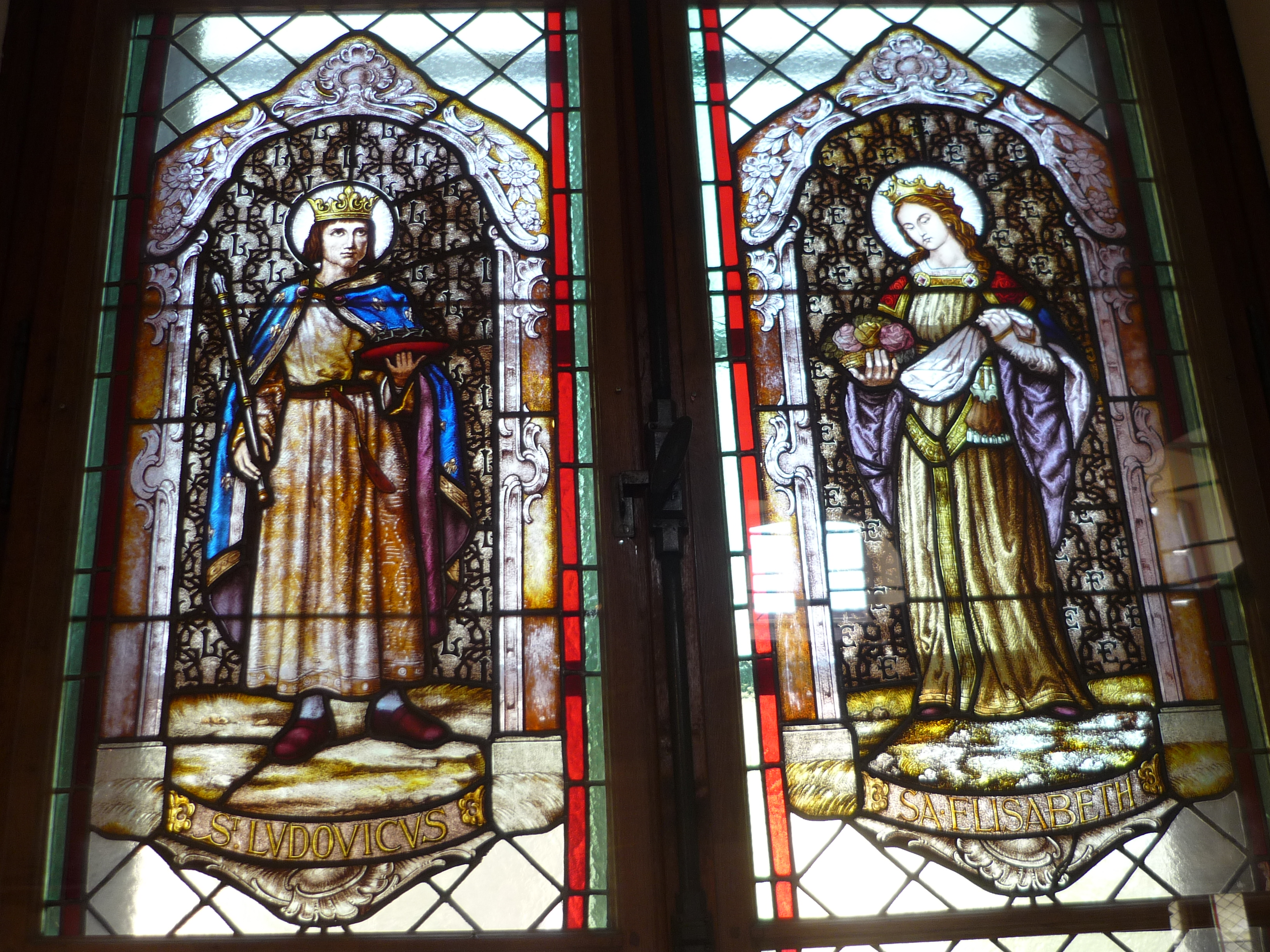
Vitraux de T. Bohl à l'Espace Saint-Martin.

Théophile Bohl installe, après la Grande guerre, son atelier de verre, rue de la Ferme-Falk à Haguenau. Il réalise des vitraux pour vingtaine d'églises et de chapelles d'Alsace et de Moselle.
À Haguenau, cet atelier réalisera les vitraux aux Bains municipaux (1927, conservés dans les réserves du musée historique), de la chapelle Saint-Martin de l'hôpital civil (1924), de la chapelle des Annonciades (1948) en face du musée historique et les vitraux de saint Arbogast, saint François Xavier, saint Pierre Claver et saint Louis de Gonzague de la chapelle des Missions africaines (1937).
Dans la région de Haguenau, il réalise les vitraux dans des dizaines d'églises, comme les médaillons de la nef de l'église Saint-Jean-Baptiste à Saessolsheim (1924), les vitraux de l'église Saint Jean-Baptiste de Hochfelden, de l'église Saint-Ulrich de Wittersheim, l'église Saint-Georges de Schnersheim, l'église Sainte-Barbe de Westhouse-Marmoutier et la chapelle Saint-Gall de Thal-Marmoutier. Dans le Haut-Rhin, on lui doit de nombreux vitraux à l'église Saint-Pierre et Saint-Paul de Durlinsdorf, l'église Saint-Léger Manspach, les chapelles de la Litten à Aspach et de Mariabrunn. En Moselle, l'atelier verrier réalise de nombreux vitraux, comme l’archange saint Michel et sainte Catherine à Hellimer, deux œils-de-bœuf à Lengelsheim. Théophile Bohl décède en 1942. Le maître-verrier Tristan Rulhmann en assure la gérance juste après la guerre.

##### La Maison Saint-Gérard
La Maison Saint-Gérard, détruite en 2017, a été construite à Haguenau par les architectes Horn (Strasbourg) et Voegtin (Mulhouse), en 1929, par la Congrégation du Très Saint Rédempteur plus connue sous le nom des rédemptoristes. En 1826, les rédemptoristes étaient venus en mission religieuse dans la ville et avaient souhaité s’y installer. En 1932, la chapelle est consacrée par l'archevêque de Strasbourg Charles Ruch.
Le nom du lieu est donné en hommage à Gérard Majella, rédemptoriste italien du XVIIIe siècle. En 1960, Tristan Ruhlmann est chargé de réaliser les 30 vitraux de la chapelle des hôtes, les vitraux ont été transférés au sanctuaire Notre-Dame des Trois-Épis animé par des rédemptoristes et à la Maison des rédemptoristes de Paris. Il peint les Noces de Cana.
Des retraites spirituelles sont organisées pour les hommes et les jeunes hommes dans les années 1930, puis dans l’après-guerre, pour les jeunes filles, les veuves, les scouts, les jeunes de la Jeunesse ouvrière chrétienne (JOC) ou de la Jeunesse agricole catholique (la JAC), les prêtres et les servants de messe, tous viennent s’y détendre et y méditer.
Dans les années 1970 avec l’essoufflement religieux, la Maison s’ouvre aux séminaires et aux vacances de groupes. En 1986, elle devient une sorte d’hôtel bon marché en modernisant les chambres et sanitaires. Au début des années 1990, la communauté se réduit à quatre rédemptoristes et elle accueille des personnes âgées dépendantes, puis des personnes handicapées. En 2007, l’église est fermée avec la disparition du dernier prêtre. En 2013, le domaine est vendu, puis transformé en 139 logements en 2019.

##### Les transformations économiques et l'installation de nouvelles institutions

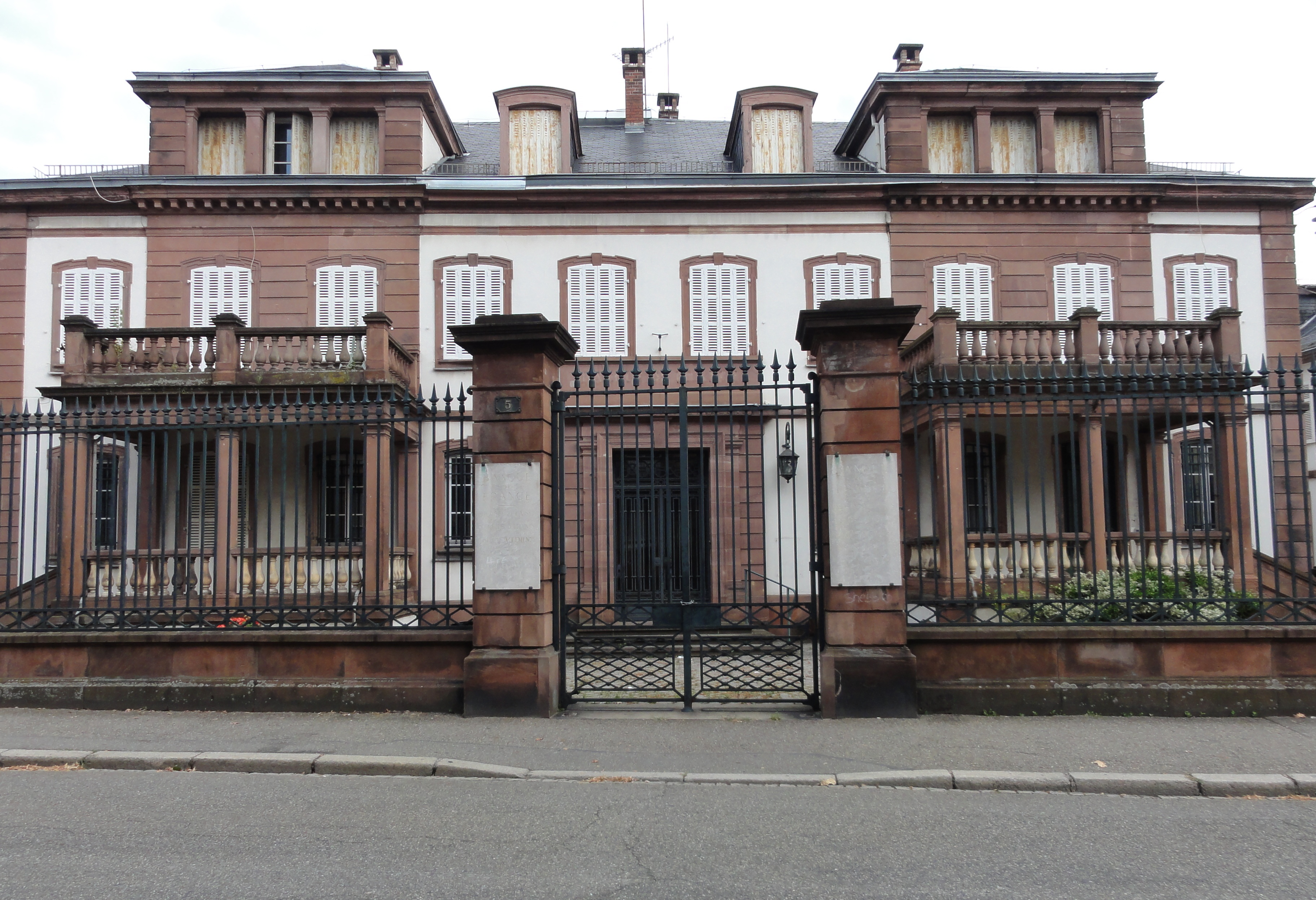
Ancienne Banque de France devenue Musée du Bagage.

Dans les années 1920, la culture du houblon est en recul, la halle aux Houblons est utilisée uniquement pour les marchés hebdomadaires.
En 1922, la Banque de France s'installe dans une vaste maison individuelle datant de 1840 au 5 rue Saint-Georges. En 2015, le Musée du bagage s'installe dans les locaux de l'ancienne Banque de France.
En 1930, la gendarmerie s'installe route de Marienthal sur un terrain de l'ancienne maison de redressement de jeunes.
De 1933 à 1940, la Maison Centrale de Haguenau accueille une prisonnière accusée de parricide Violette Nozière qui sera condamnée à mort, la peine sera transformée en travaux forcés. Le 14 mai 1940, face à l'avancée allemande, Violette Nozière est transférée à la maison d'arrêt de Rennes en Bretagne.
En 1936, un kiosque à musique est construit en face de la gare dans le parc. La Mandolinata, orchestre de mandoline et de guitares créé en 1920, donne des concerts avec la chorale de 1857 et la Musique municipale de Haguenau.

##### Haguenau et l'empire colonial français
François Ignace Rendinger (1837-1904), fils de François-Ignace Derendinger, est général de division. Il est né à Haguenau dans la maison située en face de la sous-préfecture, au no 3, rue des Sœurs. Une plaque commémorative rappelle sa carrière militaire. Il sert en Cochinchine de 1867 à 1868. En 1870, il est officier d'état-major à l'Armée du Rhin. Il est officier de Génie à Orléansville en Algérie de 1871 à 1875. Il est nommé gouverneur d'Alger de 1895 à 1898.
En 1927, la Société des missions africaines de Lyon fait du centre de rééducation un séminaire Saint-Arbogast, actuel collège des Missions africaines, pour former les missionnaires de l'Afrique.

#### Haguenau sous l'annexion allemande (1940-1945)

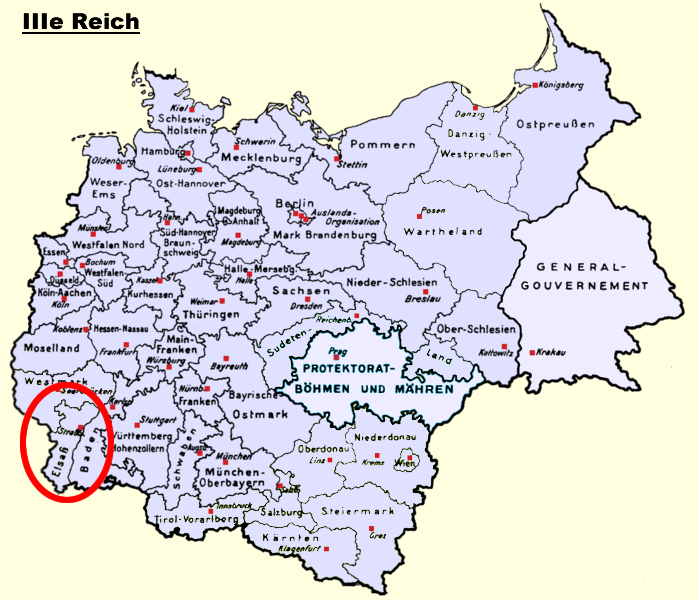
L'Alsace annexée.

Le totalitarisme nazi s'applique à Haguenau. La Gestapo s'installe au 24 rue de l'Aqueduc pour pourchasser les résistants et francophiles. La politique antisémite nazie est mise en œuvre : sur les 564 Juifs de Haguenau, 120 sont déportés ; il s'agit des familles Bloch, Blum, Gross, Halff, Israël, Kahn, Kauffmann, Klein, Levy, Mandel, Marx, Roos, Seligmann, Sommer, Stern et Weill. Les jeunes sont mobilisés de force, dès 1942, dans l'armée allemande ; on les appelle les Malgré-nous. 266 Haguenoviens ne reviendront pas des fronts russe et normand, et des camps de détention en URSS. Un monument dédié aux Malgré-Nous détenus et décédés au camp de prisonniers de Tambov en URSS, le Camp 188 a été inauguré au cimetière Saint-Nicolas. L'aérodrome de Haguenau est utilisé par la Luftwaffe pour protéger les villes allemandes des raids nocturnes de bombardement des Alliés.
Des actes de résistance sont organisés, comme la filière d'évasion de prisonniers de guerre évadés et de réfractaires. Cette filière connue sous le nom de « Tante Jeanne » était dirigée par le docteur Flesch et Caroline Muller (résistante), commerçante de laines et tissus à Haguenau avant de devenir secrétaire du docteur Flesch. Les membres du réseau ont été arrêtés en mars 1942 et mis en détention au camp de Schirmeck. Caroline Muller sera déportée au camp de concentration de Ravensbrück et reviendra vivante mais malade des conditions de détention, dont elle décèdera en 1958.
En novembre 1944, les Allemands de la 256e division d'infanterie minent le parc près de la gare, détruisent la gare, l'usine à gaz, la station d'électricité, le château d'eau de la place Robert-Schuman, les ponts ferroviaires et routiers. Les soldats américains du 314e régiment d'infanterie de la 79e division de la 7e armée mènent l'offensive : quelques combats ont lieu au niveau du château Walk à l'entrée de Haguenau. La ville est évacuée sans résistance le 10 décembre 1944, le lendemain, les Américains s'emparent de Haguenau. Une vidéo illustrée de trois témoignages de Haguenoviens et d'images d'archives rappellent les combats de la libération de la ville.

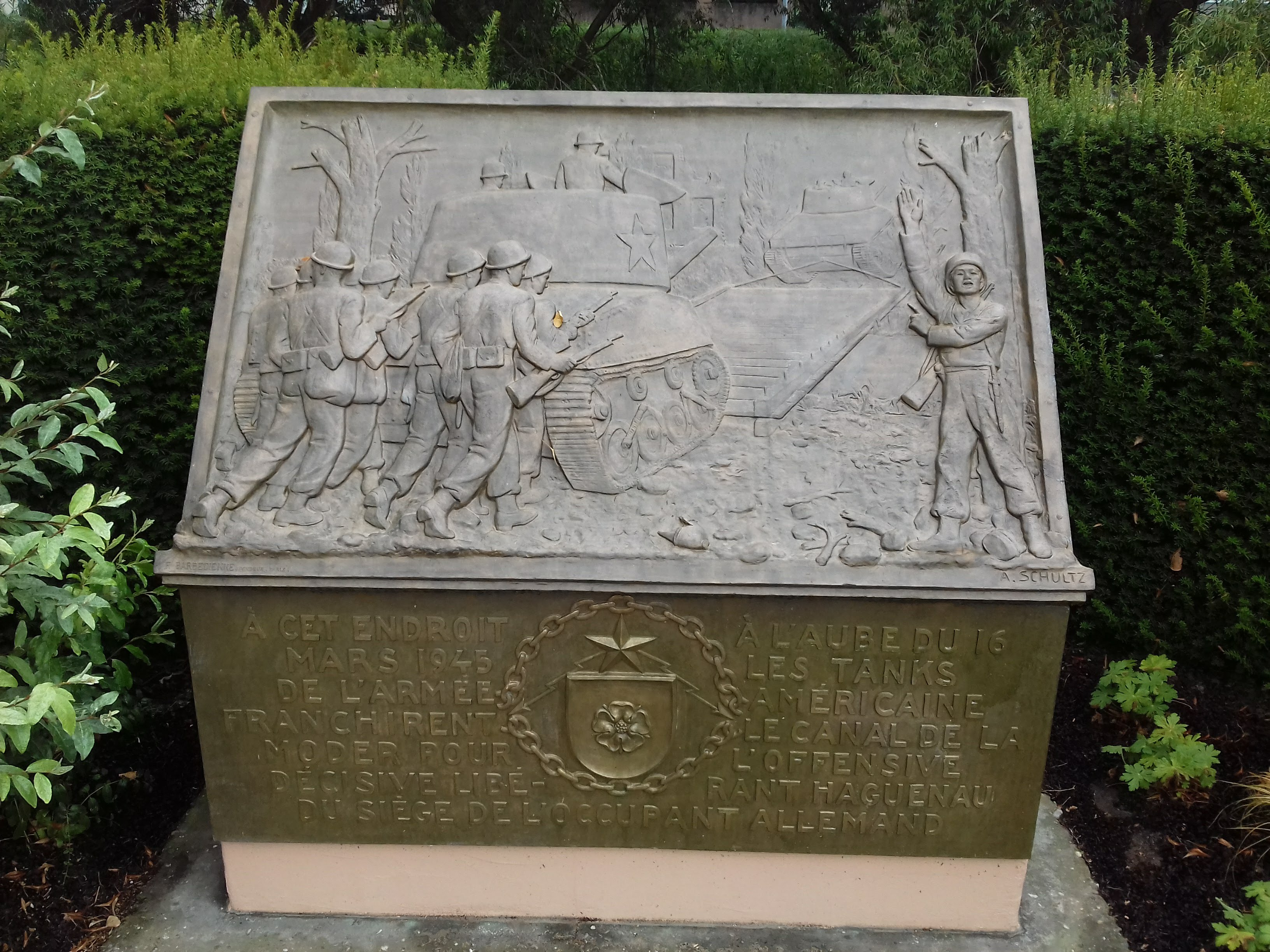
Monument de libération de Haguenau par les Américains par Albert Schultz.

Une équipe cinématographique accompagne la VIIe armée américaine et filme la libération de Haguenau : on y voit le bombardement de la Porte de Wissembourg, des combats le long du canal de décharge de la Moder, des images de la destruction de la gare, fuite de la population et l'entrée des troupes d'infanterie accompagnées de jeeps et de chars. Le 31 décembre 1944, Hitler lance l'opération Nordwind. Des combats ont lieu à Haguenau, du 22 au 24 janvier, cinq membres des Forces françaises de l'intérieur de Haguenau sont tués, un sixième sera tué le 9 février 1945 (la stèle commémorative est au cimetière Saint-Nicolas). Le 506e régiment d'infanterie parachutiste de la 101e division aéroportée défend la ville le 5 février en établissant une ligne de défense sur la Moder. Le 23 février 1945, l'unité est remplacée par la 16e division d'infanterie. De janvier à mars 1945, les Allemands bombardent Haguenau et les Américains ripostent. 7 000 civils se terrent dans la ville. Les clochers des églises Saint-Georges et Saint-Nicolas sont détruits. L'opération Undertone menée par la 1re armée française et la 7e armée américaine est une vaste offensive pour sécuriser la rive occidentale du Rhin. C'est dans ce contexte militaire que le 16 mars, les Américains reprennent la totalité de la ville.
Un monument du sculpteur Albert Schultz rappelle l'endroit où les troupes américaines ont franchi le canal de décharge de la Moder.
Pendant les combats, le sergent Morris E. Crain, sergent à la compagnie E du 141e régiment d'infanterie de la 36e division d'infanterie, est tué le 13 mars 1945 à Haguenau. Il recevra à titre posthume pour ses actions héroïques dans les combats de Haguenau la plus haute décoration de l'armée américaine, la Medal of Honor. L'épisode 8 de la série Band of Brothers de Tom Hanks et Steven Spielberg, sorti en 2002 en France, traite des combats à Haguenau.
Pour les 75 ans de la libération de Haguenau, la Haguenovienne Germaine Kandel raconte ses souvenirs des deux libérations de Haguenau. Son témoignage est illustré d’images d’archives de l’armée américaine.
480 maisons sont détruites dans les combats et 2 000 logements sont inutilisables.
Des photos et des rédactions des élèves haguenoviens rappellent ce que furent les destructions de la ville.
353 soldats français et étrangers sont enterrés au cimetière Saint-Georges.

#### Les résistants ou opposants au nazisme
- Voir Résistants ou opposants au nazisme à Haguenau.

À la Libération, le camp de Haguenau est spécialisé dans l’internement de femmes soupçonnées de collaboration (voir collaboration féminine). Deux camps sont réservés aux femmes collaboratrices, à Jargeau et Haguenau. En 1946, elles sont internés dans 14 centres spécialisés, dont deux centrales (Rennes et Haguenau).

#### L'histoire récente de Haguenau
La Ville a tourné, en 2017, une vidéo aérienne montrant Haguenau et ses environs : [vidéo] Ville de Haguenau, « Haguenau, vue du ciel », sur YouTube

##### Le recouvrement de la Moder, rivière à l'origine de la fondation de la ville

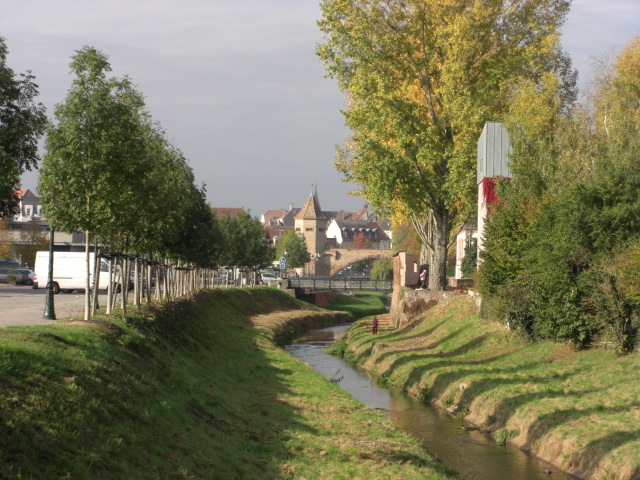
Emplacement où coulait la Moder après la Tour des Pêcheurs.

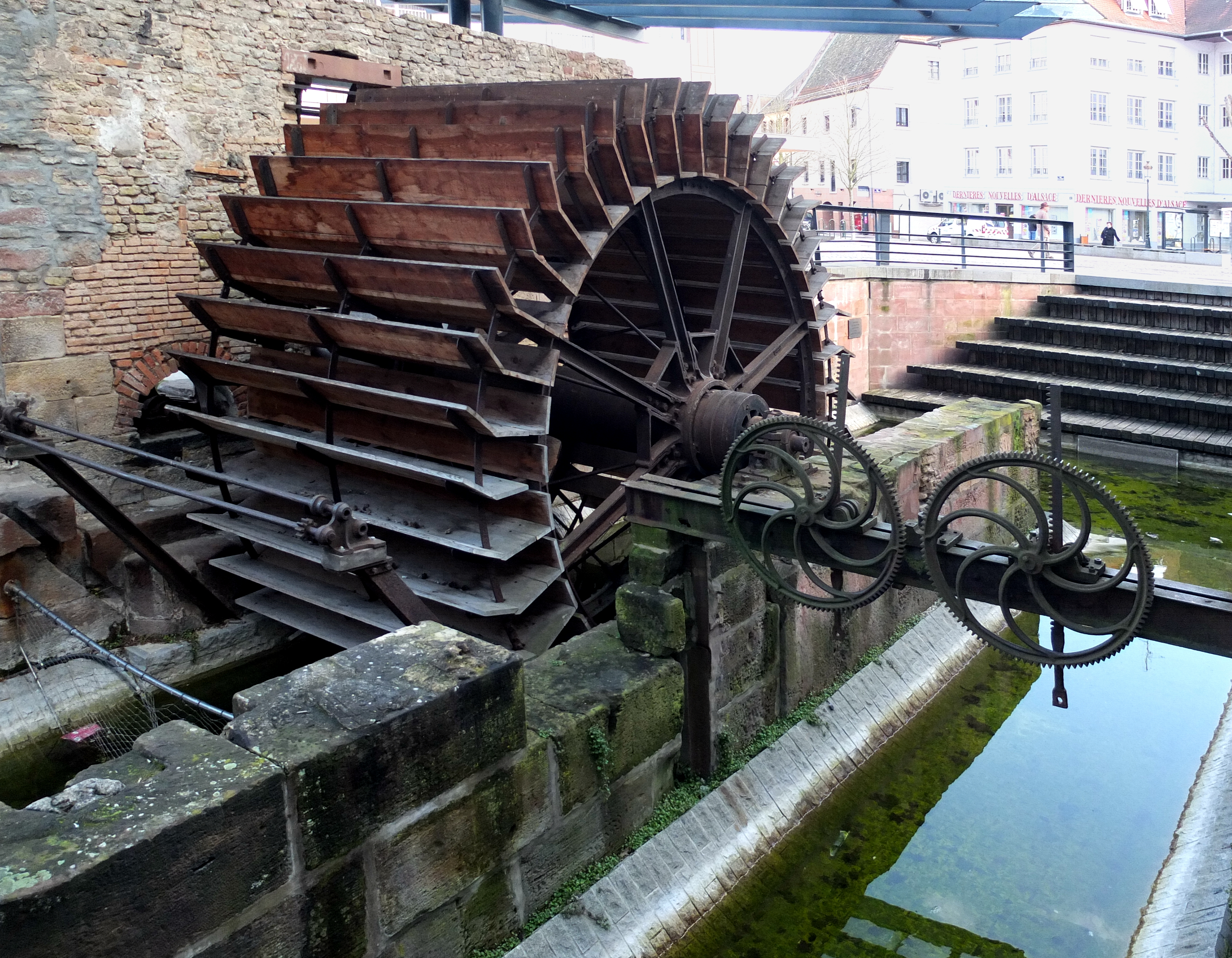
L'ancien moulin.

Le maire Désiré Brumbt souhaite recouvrir la Moder de la gare jusqu'à l'ancienne Douane en raison des mauvaises odeurs provenant de l'usine de papier de Schweighouse-sur-Moder et des égouts qui se déversent directement dans la Moder rendant l'air putride en plein centre de Haguenau et à proximité de l'hôpital. De plus, le passage sur la Moder était limité à trois ponts rendant la circulation difficile au centre-ville. Mais Paris refuse de financer le projet (80 % l’État, 20 % la ville), si la rivière n'est pas totalement couverte jusqu'à la Tour des Pêcheurs (Haguenau).
De la fin 1948 à avril 1951, la Moder est progressivement recouverte de la gare jusqu'à la Tour des Pêcheurs (Haguenau). De cette présence de la rivière au cœur de la ville, il ne reste que le nom de la rue (rue de la Moder), le moulin du cours de la Décapole et le nom du parking et de l'école (la Vieille-Île).

##### Deux dynasties de maîtres verriers haguenoviens, les Ruhlmann et les Werlé

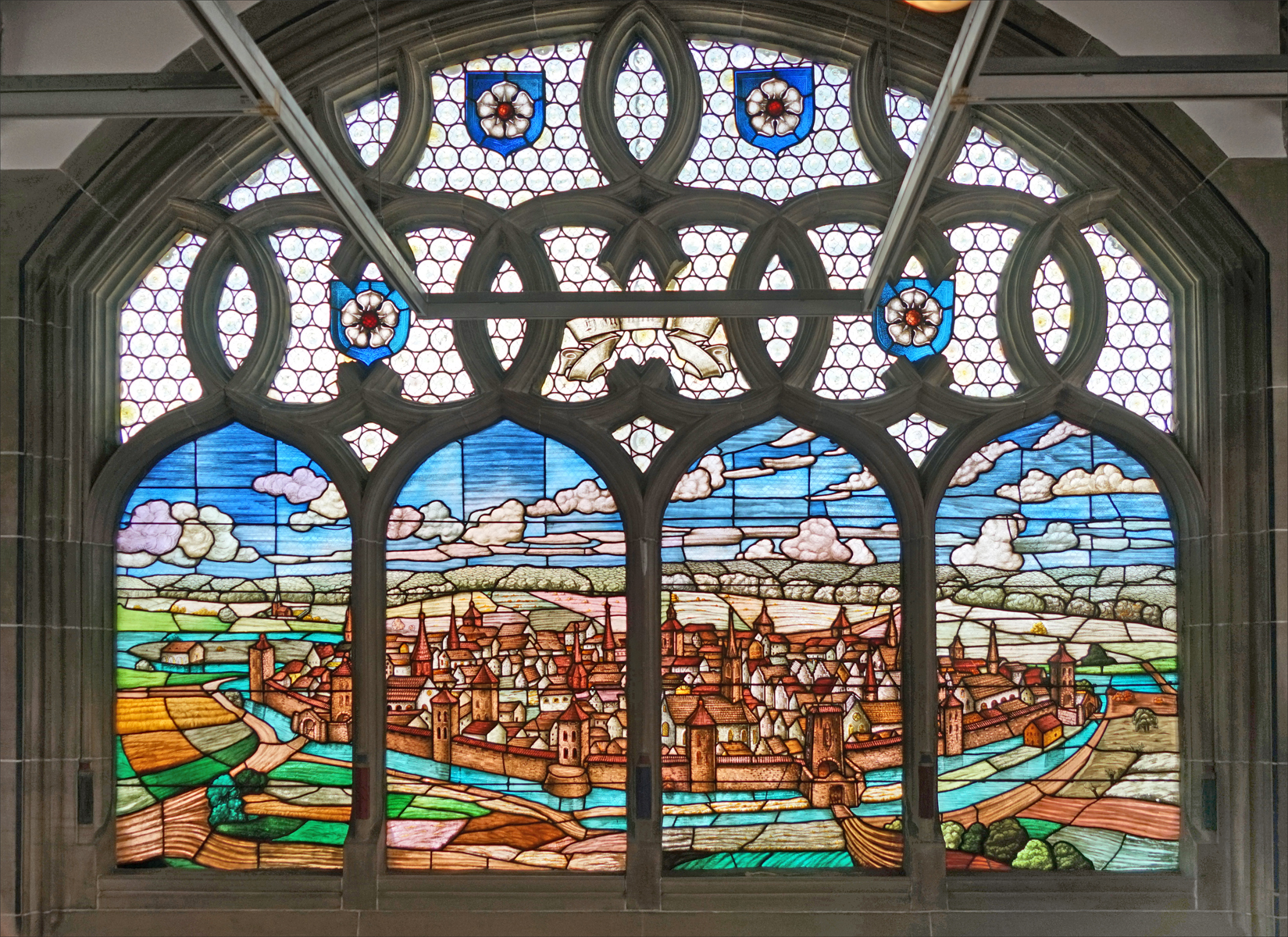
Vitraux du Musée historique restaurés par le maître-verrier T. Ruhlmann.

Tristan Ruhlmann (1923-1982) est un célèbre maître verrier. Arrivé en 1946 à Haguenau, il commence sa carrière à l'atelier Bohl qu'il gère. Il ouvre son propre atelier en 1948, 3, rue de la Redoute dans la villa de l'aumônier protestant Heindorf (l'actuelle clinique du sommeil) jusqu'en 1964, date à laquelle il s'installe à Schweighouse-sur-Moder jusqu'en 1972.
À Haguenau, il réalise par la technique des verrières à réseaux de plomb peintes en grisaille le vitrail de la mairie de Haguenau (1955) et la chapelle de la clinique Saint-François (1966). Il utilise la technique en dalle de verre serties de ciment pour les vitraux de la chapelle de la Maison Saint-Gérard (1961, chapelle détruite en 2017, les vitraux ont été récupérés par les rédemptoristes), la chapelle de l’Institution Sainte-Philomène (1961) et l'église Saint-Joseph (1967, 100 m2 de dalles de verre).
À l'étranger, Tristan Ruhlmann a fait les vitraux de la nouvelle cathédrale Saint-Michel de Coventry en Angleterre. De nombreux musées ont acquis ses vitraux comme le Musée d'art moderne de la ville de Paris, Bâle, Karlsruhe, Munich, Stockholm, Birmingham, Toronto, Chicago et New York. Après deux années à Haguenau de 1972 à 1974, Tristan Ruhlmann part en Sarre et doit arrêter ses activités artistiques pour des raisons de santé.

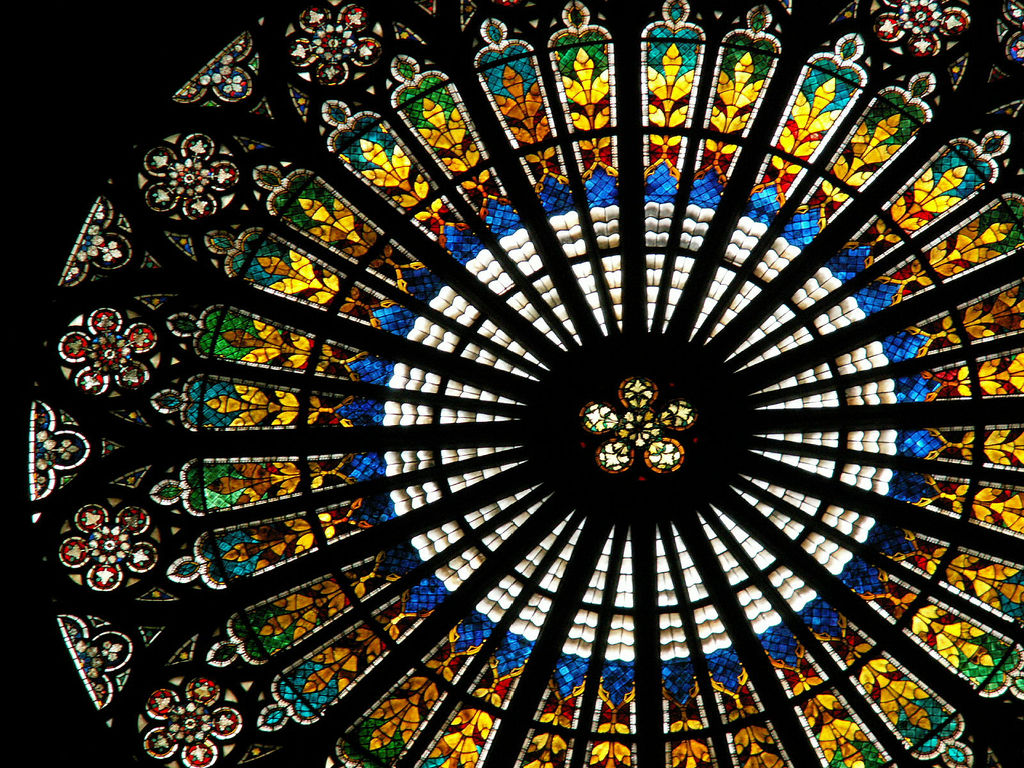
H. Werlé, maître-verrier à Haguenau, restaurateur de la rosace de la cathédrale.

Son fils Thierry Tristan Ruhlmann (1950-2018), poursuit la tradition paternelle en créant son entreprise en 1973. Récompensé par de nombreux prix pour ses vitraux, il est installé à une quinzaine de kilomètres de Haguenau à Alteckendorf. Il a restauré des vitraux de nombreuses églises à Strasbourg, comme l'église Saint-Thomas de Strasbourg et l'église protestante Saint-Pierre-le-Jeune de Strasbourg et ceux du Musée historique de Haguenau et de l'église Saint-Joseph de Haguenau.
Ernest Werlé (1912-1998), artiste peintre et maître verrier, né à Haguenau, effectue un apprentissage de peintre verrier dans l'entreprise Ott Frères de Strasbourg. Il étudie ensuite à l'École supérieure des arts décoratifs de Strasbourg. Sa réputation internationale se vérifie tant dans le domaine des vitraux d'art, que dans celui de la peinture. Membre de la Société des Artistes indépendants d'Alsace dès 1946, il devient également membre de l'Académie des beaux-arts (France) en 1960. Il ouvre son atelier en 1949 situé 9, boulevard Hanauer et utilise la technique de la dalle de verre pour le vitrail, comme à Offendorf ou à Gambsheim ou la technique du verre teinté serti dans le plomb, comme le montrent les vitraux de l'église Saint-Jean de Strasbourg. On lui doit la réalisation des vitraux d'une centaine d'églises tant en France qu'à l'étranger. De nombreuses peintures ont été acquises par les Musées d'art moderne et contemporain.
Hubert Werlé, son fils cadet né en 1946 à Haguenau, reprend l'entreprise familiale en 1980. Il réalise notamment les vitraux des églises de Reipertswiller, de Saverne et de Wissembourg ou de l'hôpital de Haguenau. On lui confie la restauration de vitraux prestigieux, comme la rosace, des figures de saints ou celle du pape Urbain V de la cathédrale de Strasbourg de 1983 à 2003,.
Hubert Werlé prend sa retraite en 2018, c'est la fin de près de 100 ans de travail du vitrail à Haguenau (T. Ruhlmann ayant pris la succession de l'atelier Bohl).

##### Haguenau pendant la Guerre froide
Au quartier Estienne d'Oberhoffen-sur-Moder, le 32e régiment d'artillerie est doté de l'arme nucléaire. Au début le 32e RA était doté de missiles de type Honest John jusqu'en 1974 en Allemagne. L'unité du 32e RA est ensuite chargée, dans le cadre de la Force de dissuasion nucléaire française, du Missile Pluton de 1977 à 1992. Le régiment est composé de trois batteries de deux chars. Les missiles Pluton d'une puissance de 10 ou 25 kilotonnes, étaient montés sur des chars français AMX-30 et avaient une portée de 17 à 120 km. En cas de danger des forces du Pacte de Varsovie, l'unité devait se déployer dans la région de Munich.
Pour des raisons de sécurité, l'acheminement sur les lieux de l'exercice ou de l'intervention se faisait en séparant les trois composantes de l'arme nucléaire (le propulseur, l'explosif et le plutonium).

##### Trois visites présidentielles
Le Président de la République Charles de Gaulle (1958-1969) fait une tournée des villes d'Alsace et prononce un discours à Haguenau, le 21 novembre 1959, devant l'actuelle mairie. Pour rappeler le souvenir de cette visite, la place porte le nom de Charles de Gaulle.
Le Président de la République Valéry Giscard d'Estaing (1974-1981) fait un déplacement officiel dans la ville, le 15 mai 1979, débloquant des fonds pour le contournement routier de la ville, la rénovation du Musée historique et la construction du centre hospitalier.
Le Président de la République Emmanuel Macron (2017-2022), après s'être rendu au Parlement européen de Strasbourg pour présenter le programme de la présidence française de l'Union européenne, s'est rendu, le 19 janvier 2022, au camp militaire d'Oberhoffen-sur-Moder dans le cadre de ses vœux aux armées pour rencontrer les trois unités sur place.

##### Le pôle administratif et politique d'Alsace du Nord
La ville devient un pôle tertiaire important en Alsace du Nord dans le domaine de la santé, des secours, de l'enseignement et de la culture. En 1983, le centre hospitalier de Haguenau est inauguré. Il est composé d'un service mobile d'urgence et de réanimation (SMUR) et de six pôles médicaux : un pôle neuro-cardio-vasculaire, un pôle Gériatrie et des Soins palliatifs, un pôle Pédiatrie-Gynécologie-Obstétrique, un pôle Chirurgie, un pôle Réanimation, Néphrologie et Hémodialyse, un pôle laboratoire et radiologie. Le centre hospitalier a une capacité de 712 lits et a 236 personnels de santé. Dans le domaine des secours, Haguenau est le siège du groupement d'Alsace du Nord des sapeurs-pompiers du Service départemental d'incendie et de secours. L'unité de sapeurs-pompiers de Haguenau comprend 25 sapeurs-pompiers professionnels et 90 sapeurs-pompiers volontaires. L'unité dispose de véhicules spécifiques comme un groupe d'intervention de feux de forêts, un groupe de dépollution et un groupe d'assistance respiratoire.
En 1996, un Institut universitaire de technologie (IUT) est créé à Haguenau dans une aile de l'ancienne maison centrale de femmes. Plus de 2 000 étudiants ont été diplômés dans les 3 filières de génie électrique et informatique industrielle, dans les métiers du multimédia et de l'internet multimédia et en logistique industrielle. En 2001, la Médiathèque de Haguenau, auparavant installée au musée historique, déménage dans le bâtiment de l'ancienne maison centrale de femmes. C'est la plus grande médiathèque d'Alsace du Nord.
Haguenau possède un tribunal d'instance et un tribunal du conseil des prud'hommes (France) depuis 1955. Installé dans l'écoquartier Thurot depuis 2015, le palais de justice comprend huit magistrats, un juge de proximité et 36 fonctionnaires.

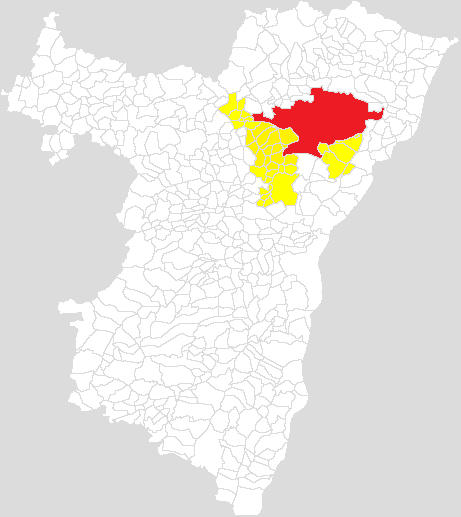
La communauté d'agglomération de Haguenau née en 2017.

L'agglomération de Haguenau accroît progressivement son influence politique. En 2002, la communauté de communes de la région de Haguenau apparaît : elle regroupe 14 communes en 2012. Dans le cadre de la nouvelle organisation territoriale, la loi NOTRe, Loi portant nouvelle organisation territoriale de la République, qui donne naissance à la communauté d'agglomération de Haguenau (1er janvier 2017). Les communautés de communes de Bischwiller et environs, de la région de Brumath, de la région de Haguenau et du Val de Moder ont fusionné en une seule structure administrative. La communauté d'agglomération de Haguenau qui regroupe 95 000 habitants et 36 communes a de nombreux domaines de compétences depuis le 1er janvier 2018 :
- le programme local de l'habitat
- le développement économique (26 zones d'activités, 8 500 entreprises, 44 000 emplois)
- l'équipement du territoire : la gestion et la construction de complexes sportifs, de structures périscolaires (150 places à créer), les écoles intercommunales, les cantines scolaires (11 sites) et les aires d'accueil pour la communauté des gens du voyages
- la collecte et le traitement des déchets
- la gestion de la voirie
- les transports : le projet de réhabiliter la voie ferrée de Beinheim pour relier Haguenau à Karlsruhe par les gares d'Oberhoffen et de Soufflenheim ; doter les gares de parkings ; contournement de Mertzwiller et le soutien au GCO[242].
- la protection de l'environnement
- la prévention des inondations et la lutte contre l'incendie
- la fourrière des animaux et des voitures

##### Le lieu de tournage de trois films, d'un téléfilm et de deux séries
En 1967, le film La Motocyclette de Jack Cardiff est tourné en partie à Haguenau. Il sera dans la sélection officielle Festival de Cannes 1968.
En 1960, la Maison Centrale de Haguenau est fermée et transformée en centre de pénitentiaire de réadaptation pour les détenus souffrant de troubles psychiatriques. Le film la Fille de l'air de Maroun Bagdadi avec Béatrice Dalle, sorti en 1992, est tourné à la Maison centrale de Haguenau.
En 2009, le film Le jour de la Comète (sorti en 2015) est tourné à Haguenau. Les lieux sont transformés pour rappeler l'année 1986, date du passage de la comète de Halley.
Un téléfilm Famille et turbulences d'Éric Duret diffusé en 2014 sur France 3 a été tourné à Haguenau.
Un épisode de la série de Frères d'armes ou Band of Brothers a été tourné à Haguenau. Une Affaire française sur l'Affaire Grégory, diffusée en septembre 2021, a été tournée par le réalisateur Christophe Lamotte pour TF1 dans l'ancien tribunal d'instance au centre-ville en juillet 2020.

## Politique et administration

### Tendances politiques et résultats
De tradition démocrate-chrétienne, Haguenau apporte en moyenne 60 à 70 % des voix à la droite et au centre. La gauche, peu présente sur le plan local, atteint 30 % des voix lors des présidentielles. Le FN, devenu RN, obtient des scores autour de 20 % pour des scrutins locaux jusqu'à 39 % pour des scrutins nationaux. Le taux d'abstention aux élections locales ou nationales est systématiquement supérieur de deux à huit points à la moyenne nationale.

#### Élections municipales

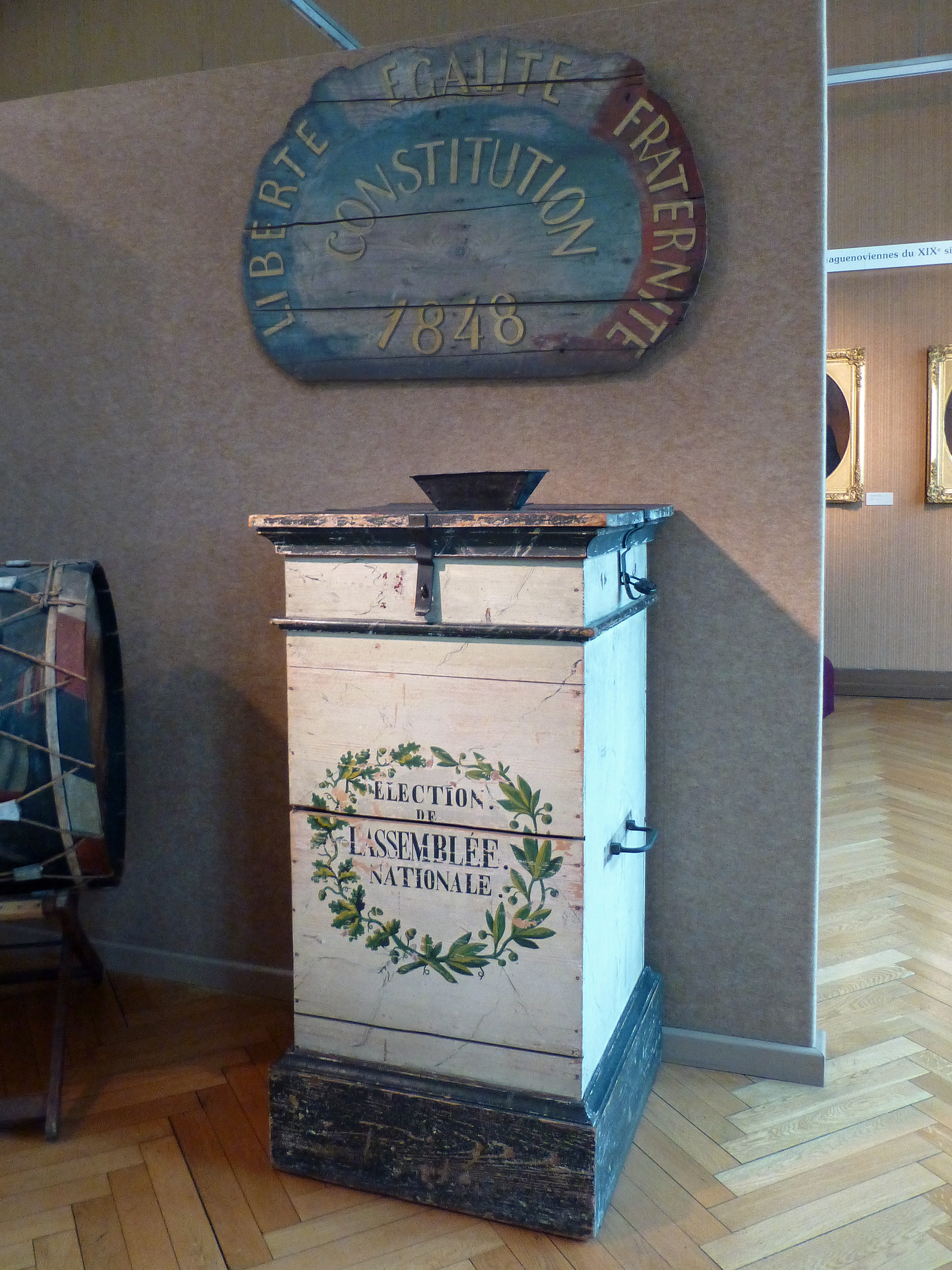
Urne électorale de 1848 (Musée historique).

En 2008, Claude Sturni (DVD, divers droite) est élu maire au deuxième tour avec 38,28 % des voix contre Hugues Heinrich (UMP) avec 29,21 % des voix et Denis Garcia (DVD) avec 23,21% des voix.
En 2014, Claude Sturni est réélu maire (DVD) avec une liste sans étiquette au premier tour avec 54,72 % des voix contre Jean-Claude Altherr (FN) devenu Rassemblement national avec 20,67 % des voix et Luc Lehner (Parti républicain, radical et radical-socialiste) avec 16,94 % des voix. Le taux d'abstention a atteint 47,28 %, soit huit points au-dessus du taux national qui s'élevait à 38,72 %.
En 2020, Claude Sturni (DVD, divers droite) est réélu maire avec une liste sans étiquette au premier tour avec 65,7 % des voix contre Armand Marx (liste divers gauche et écologiste) avec 22,3 % des voix et Patrick Muller du Rassemblement national avec 12 % des voix. Le taux d'abstention a atteint les 70,61 %, soit 16 points au-dessus du taux national qui s'élevait à 54 %. Le fort taux d'abstention s'explique en raison de la Pandémie de maladie à coronavirus de 2020 en France et des mesures nationales de confinement prises les 12 et 14 mars 2020.

#### Élections départementales
Appelées auparavant les élections cantonales, celles-ci ont vu la victoire, en 2008, de Jean-Paul Wirth, pour un quatrième mandat, appartenant à l'UMP, avec 60 % des voix contre Leilla Witzmann Parti socialiste (France) avec 24 % des voix et Jean-Claude Altherr (FN) avec 14 % des voix. Le taux d'abstention atteignait les 35 %, ce qui correspondait à la moyenne nationale. En 2015, le binôme Isabelle Dollinger et André Erbs de l'Union de la Droite remportait les élections au deuxième tour avec 66 % des voix contre 33 % au binôme Bernard Kocher et Nadia Lemoine (FN). Le taux d'abstention atteignait les 55 %, soit cinq point au-dessus de la moyenne nationale.
En 2021, le binôme Isabelle Dollinger et André Erbs, soutenu par Les Républicains a été réélu pour un deuxième mandat avec 74 % des voix contre le binôme Catherine Leclerc et Marc Wolff du Rassemblement national avec 25 % des voix. Le taux d'abstention atteignait les 71 %, soit six points au-dessus de la moyenne nationale (65 %).

#### Élections régionales
En 2010, aux élections du Conseil régional d'Alsace, la liste de la majorité alsacienne de Philippe Richert obtient au deuxième tour, 53,58 % des voix, la liste d'alliance du Parti socialiste (France) et d'Europe Écologie Les Verts Alsace de Jacques Bigot (homme politique) obtient 32,95 % des voix et FN de Patrick Binder recueille 13,47 % des voix. Le taux de participation était de 48,47 % des voix, soit trois points en dessous de la moyenne nationale.
En 2015, aux élections destinées à élire les conseillers régionaux de la nouvelle région Grand Est, la liste Les Républicains dirigée par Philippe Richert obtient à Haguenau, au deuxième tour, 59,32 % des voix contre 31,92 % à la liste du FN de Florian Philippot et 8,76 % pour la liste du Parti socialiste (France) de Jean-Pierre Masseret. Le taux de participation du deuxième tour est de 56,28 % pour Haguenau, soit deux points en dessous de la moyenne nationale. Au premier tour, la liste régionaliste Unser Land de Jean-Georges Trouillet arrive en troisième position avec 12,67 % des voix devant la liste du PS à 8,17 %.
En 2021, aux élections régionales pour le Grand Est, la liste Les Républicains dirigée par Jean Rottner obtient 44 % des voix dans le canton de Haguenau. Le sénateur de Haguenau Claude Kern, 3e sur la liste de Jean Rottner, et le maire Claude Sturni, 11e sur la liste, sont élus conseillers régionaux. Arrivent ensuite avec 25 % Laurent Jacobelli du Rassemblement national (le Haguenovien Thierry Hans, 4e sur la liste, est élu conseiller régional), puis à 16 % la liste de la ministre déléguée à l'Insertion Brigitte Klinkert soutenue par La République en marche. Le député LREM de Haguenau Vincent Thiébaut, 6e sur la liste de B. Klinkert, est élu conseiller régional. En quatrième position, on trouve avec 12 % la liste d'Eliane Romani soutenue par Europe Écologie Les Verts et une alliance des partis de gauche (Parti socialiste (France) et le Parti communiste français). Armand Marx, conseiller municipal de l'opposition à Haguenau, en 6e position sur la liste d'E. Romani, est élu conseiller régional. Le taux d'abstention atteignait les 71 %, soit six points au-dessus de la moyenne nationale (65 %).

#### Élections législatives
Le maire Claude Sturni est élu député en 2012 sous l'étiquette DVD avec 68,17 % des voix au second tour contre Nicole Thomas, maire de Bischwiller qui se présente sous l'étiquette de l'UMP ; cette dernière n'obtient que 31,83 % des voix. En 2017, en raison du non-cumul des mandats, Claude Sturni ne se représente pas et soutient Étienne Wolf, maire de Brumath, qui se présente sous l'étiquette Les Républicains ; il est battu par le Haguenovien, néophyte en politique, Vincent Thiébaut (En Marche!) par 51,81 % des voix contre 48,19 %. Le taux d'abstention au deuxième tour a été de 62,68 % dans la circonscription, soit cinq points au-dessus du taux d'abstention national qui s'élevait à 57,36 %.
Aux élections législatives de 2022, Vincent Thiébaut, ayant rejoint le parti Horizons d'Édouard Philippe remporte les élections avec 59,79 % des voix contre Laurent Gnaedig du Rassemblement national avec 40,21 % des voix. Le taux d'abstention a atteint les 59 %.

#### Élections présidentielles
En 2007, lors de l'élection présidentielle qui a vu la victoire de Nicolas Sarkozy, celui-ci a obtenu 69,31 % des voix à Haguenau tandis que son adversaire Ségolène Royal obtenait 30,69 % des voix. À l'élection présidentielle de 2012 qui a vu la victoire de François Hollande, au deuxième tour, Nicolas Sarkozy obtient à Haguenau 66,55 % des voix et François Hollande 33,45 % des voix.
Les résultats du 2e tour de l'élection présidentielle de 2017 donnent à Haguenau : Emmanuel Macron (En Marche!) qui est en tête du scrutin, crédité de 61,13 % des suffrages. En deuxième position, Marine Le Pen (FN) obtient quant à elle 38,87 % des voix. Parmi les votants, 7,5 % ont glissé un bulletin blanc dans l'urne, tandis que l'on décompte 2,56 % de votes nuls. Le taux d’abstention a été de 27,58 % à Haguenau, soit deux points au-dessus de l'abstention électorale en France de 25,44 %.
Les résultats du 2e tour de l'élection présidentielle de 2022 donnent à Haguenau : Emmanuel Macron (En Marche!) est arrivé en tête du scrutin avec 56,65 % des suffrages. En deuxième position, Marine Le Pen (RN) obtient, quant à elle, 43,35 % des voix. Le taux d'abstention a été de 29,14 % soit un point au-dessus de la moyenne nationale qui se situe à 28,2 %.

#### Élections européennes
En 2009, aux élections européennes, Joseph Daul, liste d'alliance des Centristes et de l'Union pour un mouvement populaire obtient 36,44 % des voix, Europe Écologie Les Verts de Sandrine Bélier arrive en deuxième position avec 15,07 % des voix, la liste du Parti socialiste (France) de Catherine Trautmann obtient 12,77 % des voix et en quatrième position, on trouve la liste du Centre et du Mouvement démocrate (France) de Jean-François Kahn avec 10,27 % des voix. Le Front national de Bruno Gollnisch arrive en cinquième position avec 8,98 % des voix. Le taux d'abstention est de 62,96 % des voix, soit plus de trois points au-dessus de l'abstention nationale qui se monte à 59,37 %.
En 2014, les élections européennes donnent les résultats suivants : la liste conduite par Nadine Morano de l'Union pour un mouvement populaire obtient la première place à Haguenau avec 28,55 % suivie, en deuxième position, par la liste Rassemblement bleu Marine de Florian Philippot du Front national à 25,26 % et en troisième position, la liste de Nathalie Griesbeck, alliance de l'Union des démocrates et indépendants et du Mouvement démocrate (France) de 11,81 % des voix. La liste d'Édouard Martin (syndicaliste) du Parti socialiste (France) arrive en quatrième position avec 10,83 % des voix. Le taux d'abstention à Haguenau a atteint 62,18 % des voix, soit cinq points supérieurs à l'abstention en France qui atteint 56,5 %.
Aux élections européennes de 2019, la liste Renaissance soutenue par La République en marche, le MoDem de Nathalie Loiseau arrive en première position avec 24,44 %. Prenez le pouvoir, liste soutenue par le Rassemblement national de Jordan Bardella atteint 23,80 %. Europe Écologie d’Europe Écologie Les Verts de Yannick Jadot arrive en troisième position avec 12,80 % des voix. L’Union de la droite et du centre soutenue par Les Républicains de François-Xavier Bellamy obtient 11,96 % des voix. Les autres partis ne dépassent pas 5 % des voix. Une des listes se revendiquant explicitement du Mouvement des Gilets jaunes, l’Alliance Jaune de Francis Lalanne comportant deux Haguenoviennes ne dépasse pas 0,52 % des voix.
Malgré une participation en hausse de 10 points par rapport à 2014, le taux d’abstention à Haguenau atteint 52,87 % des voix, soit cinq points au-dessus de la moyenne nationale qui atteint 48,70 %.

### Liste des maires

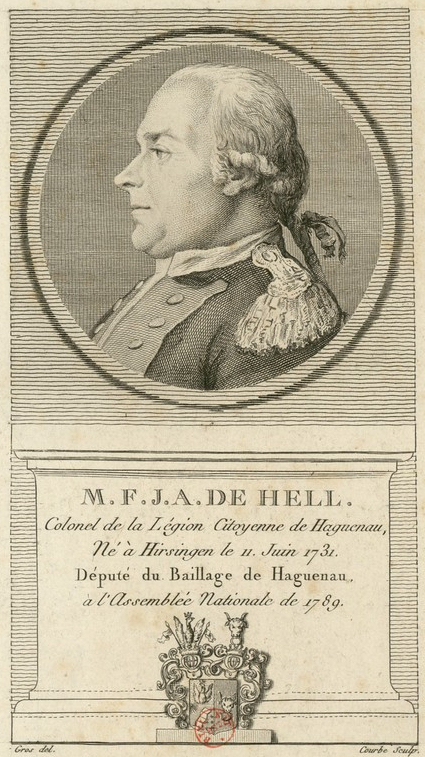
J. Hell, député de Haguenau aux États généraux puis à l'Assemblée nationale.

### Politique de développement durable
La ville a engagé une politique de développement durable en lançant une démarche d'Agenda 21 en 2008.
Pour aider les habitants à faire des économies d'énergie, la ville a donné des aides pour isoler des logements et modifie progressivement l'éclairage public (les lampes boules et les lampes à vapeur de mercure sont remplacées) et les équipe de lampes de réducteur d'énergie. Les illuminations de Noël sont formées de leds. La part de l'énergie renouvelable de la Ville de Haguenau représente 47 % de la consommation totale contre 10 % au niveau national.
En plus du réseau de bus Ritmo, Haguenau possède 60 km de pistes ou de bandes cyclables réparties sur 11 itinéraires, dont la voie de liaison Sud (VLS) achevée en 2022 avec ses 5,6 km de piste cyclable. Cinq abris à vélos fermés et sécurisés ont été installés (Médiathèque, Vieille-Île, Pêcheurs, Cloutiers, Thurot) et 500 arceaux sont installés dans toute la ville. Des vélos Ritmo peuvent être loués pour la journée ou le week-end. En 2017, ce sont 12 600 jours de location de vélos Ritmo qui ont été réalisés.
Des parkings de covoiturage sont proposés au niveau de la gare (devant et derrière la gare), sur la route de Strasbourg (le parc Bellevue), le parking de la zone commerciale de Taubenhof et à Schweighouse-sur-Moder (sur le parking Sonoco).
Des bornes électriques sont placées dans les parkings de la ville pour les voitures électriques.
Haguenau possède 95 hectares d'espaces verts et 13 parcs urbains. Plus de 5 000 arbres sont recensés dans la commune. Pour la pollinisation des plantes, le système de l'Hôtel à insectes a été adopté : 20 hôtels à insectes ont été installés dans les écoles et les parcs publics, ainsi que des ruches existent à quatre endroits de la ville. Les Abeilles produisent 2 tonnes de miel par an. De plus, la ville gère dans les 210 km2 de la Forêt de Haguenau, deux sites Natura 2000.

### Jumelages

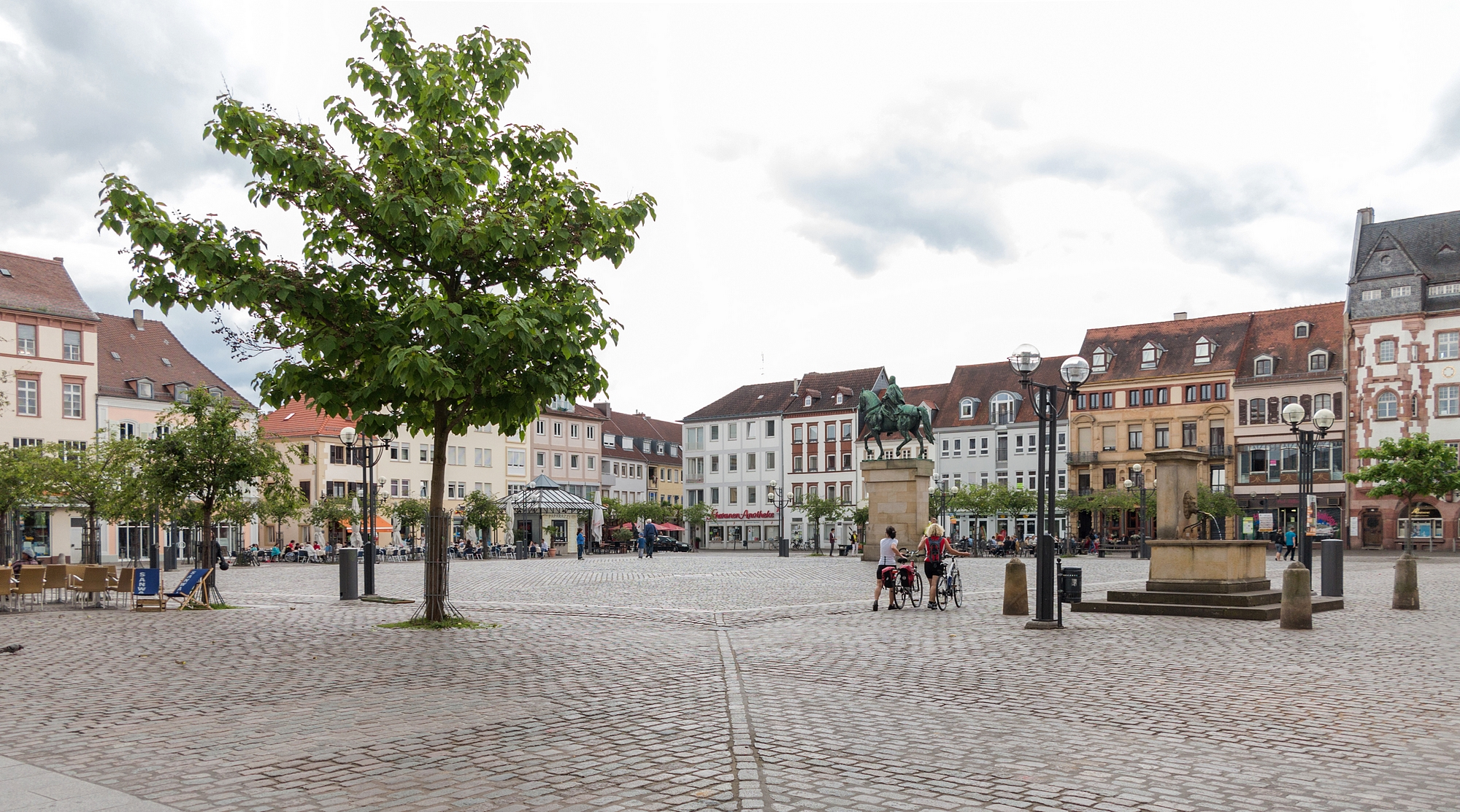
Place la mairie à Landau.

La charte de jumelage a été signée, le 19 janvier 1964, entre le maire de Haguenau Frédéric North et le maire (Oberbürgermeister) de Landau in der Pfalz Aloïs Kraemer. La signature avait été précédée une année auparavant, le 13 octobre 1963, à Landau d'un serment de jumelage. En 2013, Haguenau et Landau ont fêté les 50 ans du jumelage.
Il y a de nombreux points communs entre les deux villes partenaires. Landau in der Pfalz est une ville de 40 000 habitants, c'était une cité impériale appartenant à la Décapole et qui de 1648 à 1815, était également française. Ravagée comme Haguenau durant la guerre de Trente Ans, elle a longtemps été une ville de garnison et une place forte du royaume de France. Comme Haguenau, elle est au centre d'une vaste région agricole au sud du Palatinat rhénan et a procédé à la reconversion de ses casernes en bâtiments administratifs, commerciaux et en habitations.
Pour concrétiser ce jumelage dans le paysage urbain, un rond-point situé au nord de la porte de Wissembourg porte le nom de rond-point du Landau.

## Garnison
Haguenau est une importante ville de garnison depuis la période du « Reichsland ». Les autorités allemandes construisent plusieurs casernes en bordure du centre-ville et aménagent un terrain de manœuvres dans la forêt à proximité d'Oberhoffen-sur-Moder.

### Les unités du camp militaire d'Oberhoffen-sur-Moder
Les travaux du camp militaire d'Oberhoffen-sur-Moder débutent en 1872. Ce vaste terrain d'entraînement, comportant aussi des baraquements, est utilisé par l'armée allemande puis par l'armée française jusqu'au début de la Seconde Guerre mondiale. À la fin du conflit, le camp est entièrement détruit. C'est finalement dans la première moitié des années 1970 que le quartier Estienne est construit en bordure sud-ouest du camp militaire.
Le 54e régiment de transmissions (54e RT) est créé à Haguenau le 1er juillet 1986. Il occupe le quartier Thurot (situé au centre-ville) jusqu’à son installation au quartier Estienne en 2004. Le 2e régiment de hussards (2e RH) arrive à Haguenau en août 2009 en remplacement du 12e régiment d'artillerie qui est dissout le 31 juillet 2009.
En août 2010, le 28e groupe géographique (28e GG) s'installe également au quartier Estienne.
La garnison de Haguenau comprend également la 39e antenne médicale et une antenne du groupement de soutien de la base de défense de Strasbourg - Haguenau - Colmar.

### Autres unités militaires ayant tenu garnison à Haguenau

#### Unités allemandes pendant la période du Reichsland (1871-1918)

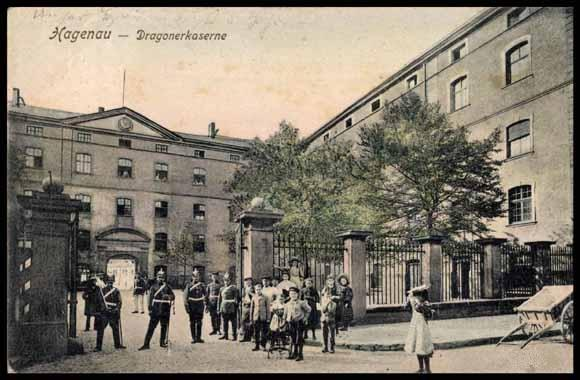
Dragoner Kaserne Hagenau (carte postale de 1900).

- 31e brigade d'artillerie (31. Feldartillerie-Brigade) (1899-1918)[278] ;
- 3e batterie du 31e régiment d'artillerie de campagne (Feldartillerie Regiment Nr. 31), 1882 devenu en 1902, le 1er régiment d'artillerie de Basse-Alsace no 31 (1. Unter-Elsässisches Feldartillerie-Regiment Nr. 31) (1881-1918)[279] ;
- 67e régiment d'artillerie de campagne[280], le 2e Régiment d'artillerie de Basse-Alsace no 67 (2 Unter-Elsässisches Feldartillerie-Regiment Nr. 67 (1899-1918)[281] au quartier Thurot ;
- 60e régiment d'infanterie (de) (1872) ;
- 2e bataillon du 25e régiment d'infanterie (de) (1872-1876) ;
- 2e bataillon du 129e régiment d'armée territoriale (129e Landwehr) (1878) ;
- 137e régiment d'infanterie (de) (Infanterie Regiment Nr. 137), 1887 devenu en 1902, le 2e Régiment d'infanterie de Basse-Alsace no 137 (2. Unter-Elsässisches Infanterie-Regiment Nr.137) (1887 à 1918)[282] à Oberhoffen-sur-Moder ;
- 9e bataillon de chasseurs à pied (de) (Lauenburgisches Jäger-Bataillon Nr. 9) (1876-1882) ;
- 11e bataillon de chasseurs à pied (de) (Kurhessisches Jäger-Bataillon Nr. 11) (1882-1887) ;
- 15e régiment de dragons (le 3. Schlesische Dragoner-Regiment 15) (1871 ; 1914-1918)[283],[284];

#### Unités françaises dans l'Entre-deux-guerres
- 158e régiment d'infanterie (1919-1921) au quartier Aimé ;
- 29e bataillon de chasseurs à pied (1920-1922) au quartier Aimé ;
- 18e régiment de chasseurs à cheval (1921-1930) aux quartiers Dahlmann et Keck[285],[284];
- Garde républicaine mobile no 236 de la 4e légion, ancêtre de la gendarmerie mobile au quartier Keck (1934).

#### Unités françaises pendant "la Drôle de Guerre" (1939-1940)

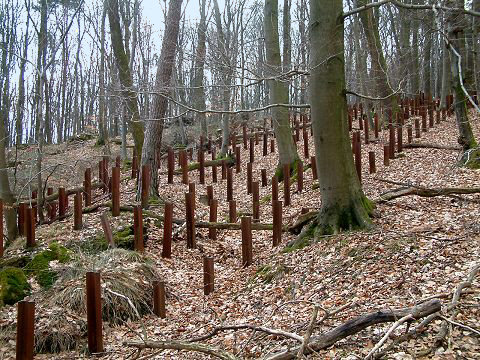
Obstacles anti-chars de la casemate no 9 du Hochwald du Secteur Fortifié de Haguenau-Hoffen.

- 23e régiment d’infanterie de forteresse (1929-1939) au quartier Aimé ; un jeune appelé Marcel Bigeard, futur général, y fait son service militaire de 1936 à 1938[286]. Le 23e devient 22e régiment d’infanterie de forteresse, le 22 août 1939. Il appartient au secteur fortifié de Haguenau et sert dans l'Ouvrage de Schœnenbourg qui ne se rend que le 1er juillet 1940, soit six jours après l'armistice sur ordre du haut commandement français.
- 12e régiment d’artillerie divisionnaire (1923-1929) au quartier Thurot dirigé par le colonel Allard à partir de 1929, résistant, commandant de l'Armée secrète (France) en Bretagne en 1943, puis de la Normandie en 1944 et nommé à la tête de la région militaire de la Bretagne au moment de la Libération[287].
- 5e régiment de cuirassiers (1939–1940) ;
- 155e régiment d’artillerie du Régiment d’artillerie de position (1930-1939) au quartier Dahlmann ;

#### Unités françaises après 1945
- 8e régiment d'artillerie (1945 à 1946) au quartier Aimé ;
- 16e régiment de dragons (1952-1955) au quartier Thurot ;
- 406e bataillon du train puis 406e bataillon des services au quartier Aimé ;
- 2e régiment de dragons (1961 à 1984) au quartier Thurot ; un jeune lieutenant Pierre de Villiers, futur général et Chef d'État-Major des armées (France), y sert de 1978 à 1982[288]. Un appelé au 2e régiment de dragons montre les photographies de l'activité du régiment de blindés au quartier Thurot et les manœuvres sur le terrain pendant sa période de service militaire de 1982 à 1983. [vidéo] DIEVFA, « 2 eme regiment de dragons », sur YouTube.
- 22e bataillon du matériel (en 1989) ;
- 3e compagnie de transmissions d'infrastructure et centre de transmission du 43e régiment de transmissions (en 1989)[289] ;
- 32e régiment d'artillerie (1976 à 1999) au quartier Estienne à Oberhoffen-sur-Moder ;
- 12e régiment d'artillerie (1976 à 2009) au quartier Estienne à Oberhoffen-sur-Moder ;

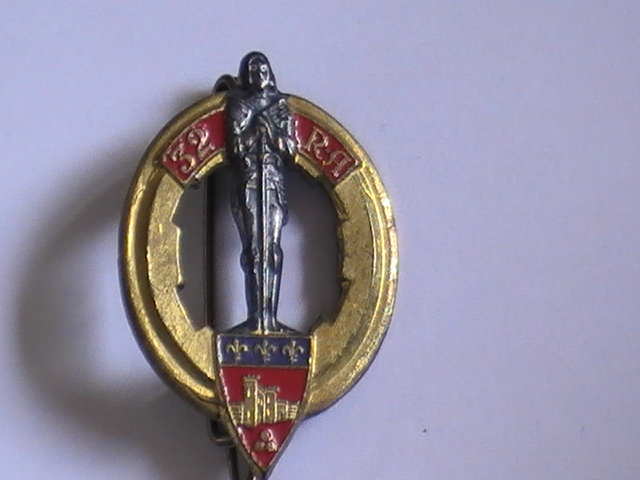
Insigne du.

- Commandement d'appui spécialisé de l'artillerie (1997-1998) puis état-major de la brigade d'artillerie (1998 à 2010) ;
- État-major de la brigade de renseignement (2010 à 2016).

### Reconversion des anciennes casernes

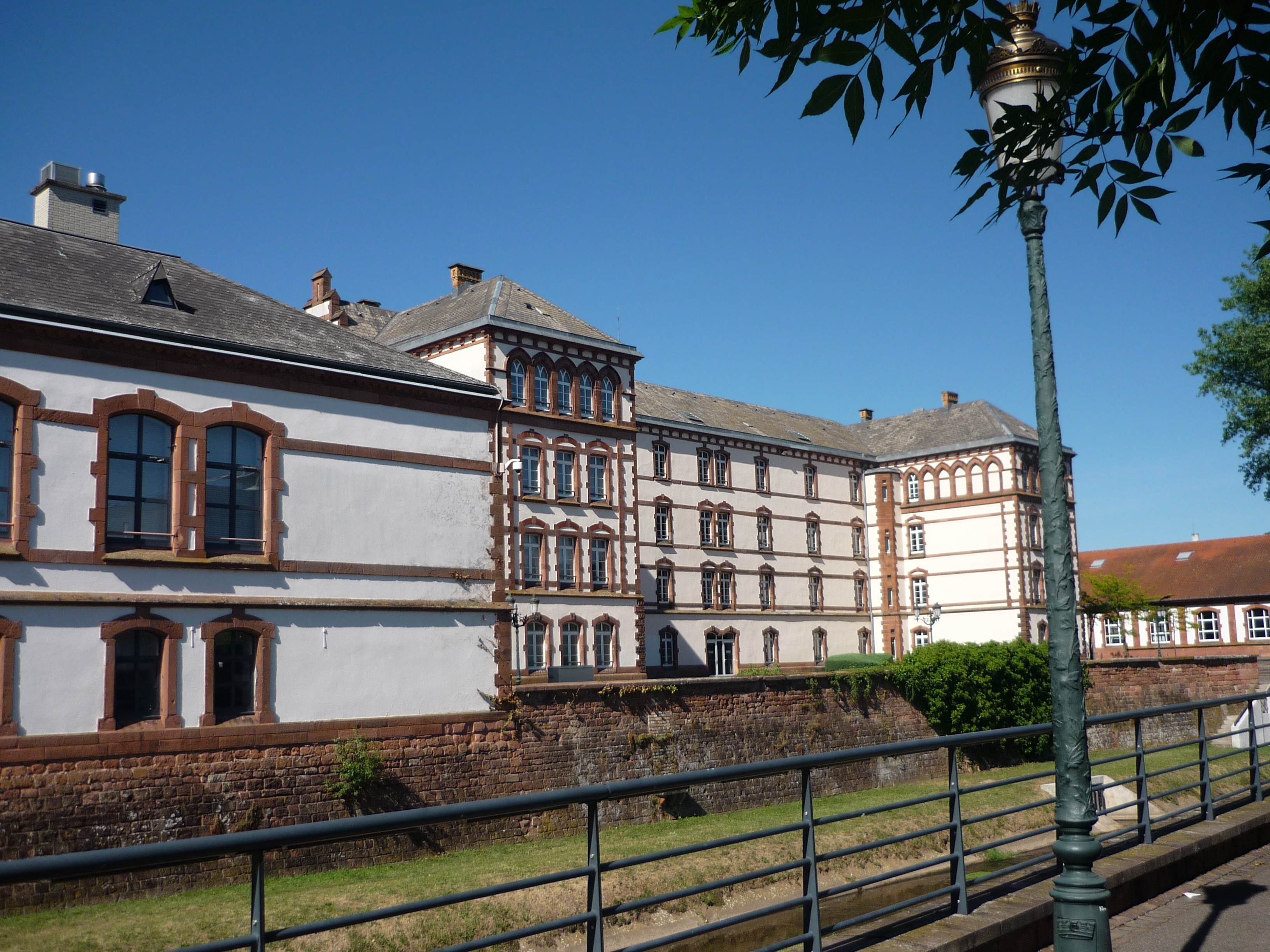
Lycée professionnel André-Siegfried et école de musique (reconversion de l'ancienne caserne d'infanterie du quartier Aimé).

La caserne Dahlmann (ancienne caserne des dragons) a été reconvertie en maison de retraite en 1960.
Le quartier Aimé (ancienne caserne d'infanterie) est construit en 1876 puis est agrandi en 1887. Situé à l'emplacement de l'ancien couvent des Dominicains, il comptait une vingtaine de bâtiments. Après le départ des militaires, certains bâtiments ont été détruits et d'autres rénovés. Le site accueille aujourd'hui le commissariat de Police, la maison de la musique, le lycée André-Siegfried et le centre aquatique Nautiland (décembre 1984), l'un des premiers centres aquatiques de France,.
Le quartier Rondony ou quartier Thurot (ancienne caserne d'artillerie) est construit au sud du centre-ville en 1892. Laissé à l'abandon après le départ du 54e régiment de transmissions vers le quartier Estienne en 2004, la ville a entrepris sa transformation en écoquartier. Les travaux ont débuté en 2013, six bâtiments, dont le mess des officiers, au style caractéristique de l'architecture militaire prussienne de la fin du XIXe siècle ont été préservés. Le nouveau palais de justice de Haguenau, ouvert le 17 février 2015, est le premier occupant de l'écoquartier. Il occupe un ancien bâtiment de commandement entièrement rénové et agrandi. En 2017, Pôle Emploi, le Centre d'Information et d'orientation (CIO), la Mission locale et l'Institut de Formation en Soins Infirmiers se sont installés sur le site, ainsi que la Résidence Junior Alter et Toit (habitations pour jeunes travailleurs) et un parc à l'arrière des bâtiments. Pour les années 2018-2020, un parking silo, des bureaux (bâtiments 002 et 005), une résidence de personnes âgées, une centaine de logements ont vu le jour. Une école primaire est envisagée sur le site.

## Économie

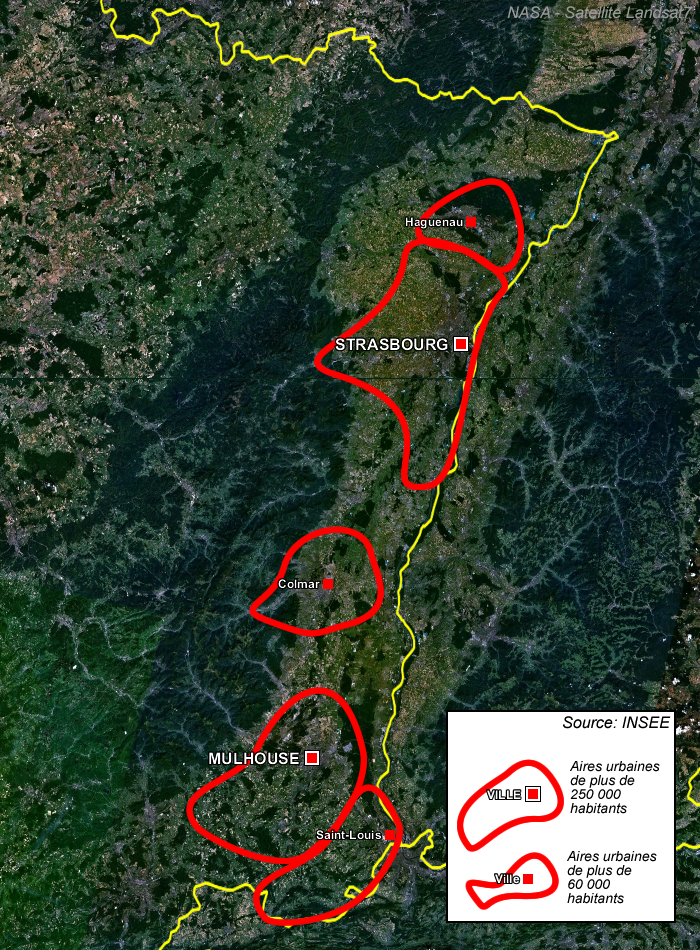
Image satellite de l'Alsace avec les principales aires urbaines dont Haguenau.

dans la commune de Haguenau, on trouve de nombreuses entreprises (4 500) installées sur ses zones d'activités et commerciales, offrant plus de 27 500 emplois.
On trouve trois zones d'activités :
- La zone d'activités de la Sandlach, créée en 1978, est située route de Bitche (à l'ouest de la ville). Elle est partagée avec la commune voisine, Schweighouse-sur-Moder. On y trouve 5 000 emplois sur 128 hectares[298]. Les entreprises les plus importantes sont Mars, groupe agroalimentaire américain propriétaire de la barre chocolatée Mars (970 emplois), installé à Haguenau depuis 1974, Schaeffler Gruppe (2 200 emplois) (INA en 1957 devenue Schaeffler en 2001), Siemens - pôle mécatronique du groupe (800 emplois) à Schweighouse-sur-Moder (1970) et Trumpf.
- La zone d'activités de la route de Soufflenheim est au nord-est de la ville. Elle regroupe 1 300 emplois sur 17 hectares. L'entreprise la plus importante est SEW-Usocome (1 260 emplois) présente depuis 1961.
- La zone d'activité de l'aérodrome est située au sud-est de la ville sur 128 ha. Elle regroupe 3 100 emplois et de nombreuses entreprises comme Traction Levage qui est spécialisée dans le levage et la manutention et qui appartient au groupe suédois Axel Johnson International[299].
- Le label « Vitrine Industrie du Futur » a été attribué aux entreprises Schaeffler (2018), Sew-Usocome (2019) et Siemens (2019).

Il existe deux grandes zones commerciales :
- Une zone commerciale, créée en 1981, est située à l'est au Taubenhof, route du Rhin (550 emplois sur 25 hectares) avec l'hypermarché Cora (grande distribution). L'Arboiseau, extension de Taubenhof aménagée, en 2018, sur 14 hectares[300], regroupe une dizaine d'enseignes consacrée essentiellement à l'aménagement de la maison[301].
- Une zone commerciale est située à l'ouest dans la commune voisine Schweighouse-sur-Moder avec l'hypermarché Auchan[302].

La [vidéo] Communauté d'Agglomération de Haguenau, « La Communauté d'Agglomération de Haguenau : Le territoire pour entreprendre », sur YouTube possède de nombreuses potentialités qui expliquent l'implantation de 8 500 entreprises et de 44 000 emplois. Les entreprises peuvent s'installer dans la zone d'activités de l’aérodrome de Haguenau, les deux zones d'activités Nord et Sud de Niedermodern, la zone commerciale Ouest du Val de Moder à Pfaffenhoffen, la zone d'activités d'Hirschaecker au Val de Moder à Uberach et dans la plateforme départementale d’Activité de Bernolsheim et Mommenheim.

### Budget et fiscalité 2021

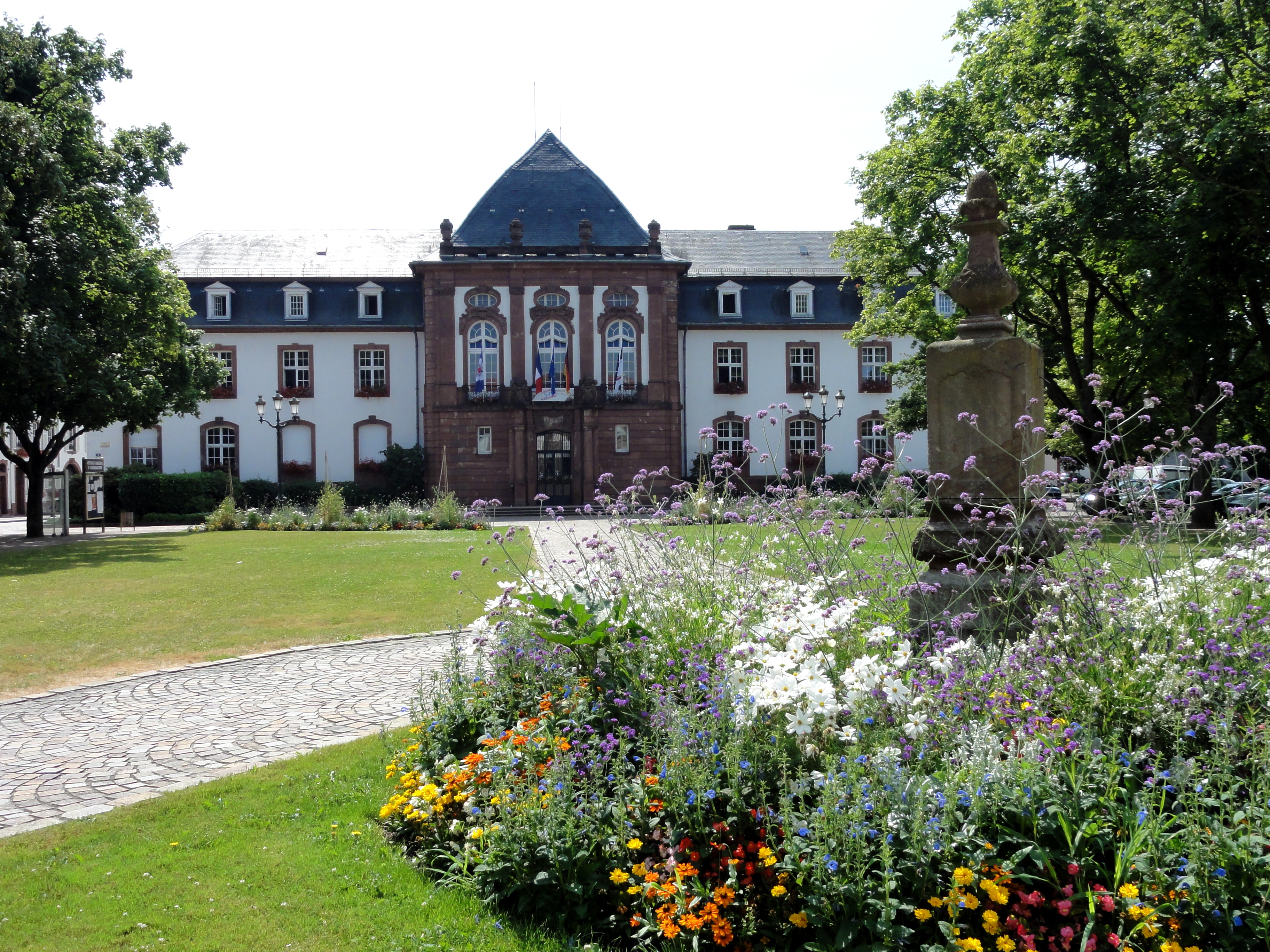
Hôtel de Ville (1908), place du Général-De-Gaulle.

En 2021, le budget de la commune était constitué ainsi :
- total des produits de fonctionnement : 32 496 000 €, soit 919 € par habitant ;
- total des charges de fonctionnement : 29 765 000 €, soit 842 € par habitant ;
- total des ressources d'investissement : 20 807 000 €, soit 588 € par habitant ;
- total des emplois d'investissement : 23 681 000 €, soit 670 € par habitant ;
- endettement : 46 137 000 €, soit 1 305 € par habitant.

Avec les taux de fiscalité suivants :
- taxe d'habitation : 13,17 % ;
- taxe foncière sur les propriétés bâties : 24,17 % ;
- taxe foncière sur les propriétés non bâties : 52,82 % ;
- taxe additionnelle à la taxe foncière sur les propriétés non bâties : 0,00 % ;
- cotisation foncière des entreprises : 0,00 %.

Chiffres clés Revenus et pauvreté des ménages en 2020 : médiane en 2020 du revenu disponible, par unité de consommation : 22 380 €.

## Population et société

### Démographie

#### Évolution démographique
L'évolution du nombre d'habitants est connue à travers les recensements de la population effectués dans la commune depuis 1793. Pour les communes de plus de 10 000 habitants les recensements ont lieu chaque année à la suite d'une enquête par sondage auprès d'un échantillon d'adresses représentant 8 % de leurs logements, contrairement aux autres communes qui ont un recensement réel tous les cinq ans,.

En 2022, la commune comptait 36 070 habitants, en évolution de +4,67 % par rapport à 2016 (Bas-Rhin : +3,17 %, France hors Mayotte : +2,11 %).
| 1793  | 1800  | 1806  | 1821  | 1831  | 1836  | 1841   | 1846   | 1851   |
| ----- | ----- | ----- | ----- | ----- | ----- | ------ | ------ | ------ |
| 6 426 | 7 094 | 7 395 | 9 002 | 9 697 | 9 694 | 10 349 | 11 196 | 11 351 |

| 1856   | 1861   | 1866   | 1871   | 1875   | 1880   | 1885   | 1890   | 1895   |
| ------ | ------ | ------ | ------ | ------ | ------ | ------ | ------ | ------ |
| 11 417 | 11 071 | 11 427 | 11 388 | 11 786 | 12 688 | 13 469 | 14 752 | 17 039 |

| 1900   | 1905   | 1910   | 1921   | 1926   | 1931   | 1936   | 1946   | 1954   |
| ------ | ------ | ------ | ------ | ------ | ------ | ------ | ------ | ------ |
| 17 968 | 18 737 | 18 868 | 15 803 | 17 671 | 19 514 | 22 523 | 17 337 | 19 531 |

| 1962   | 1968   | 1975   | 1982   | 1990   | 1999   | 2006   | 2011   | 2016   |
| ------ | ------ | ------ | ------ | ------ | ------ | ------ | ------ | ------ |
| 20 457 | 22 944 | 25 147 | 26 629 | 27 675 | 32 242 | 34 891 | 34 619 | 34 460 |

| 2021   | 2022   | - | - | - | - | - | - | - |
| ------ | ------ | - | - | - | - | - | - | - |
| 35 715 | 36 070 | - | - | - | - | - | - | - |

#### Pyramide des âges
La population de la commune est comparable à celle du département. En 2020, le taux de personnes d'un âge inférieur à 30 ans s'élève à 35,6 %, soit un taux légèrement inférieur à la moyenne départementale (35,7 %). Le taux de personnes d'un âge supérieur à 60 ans (25,5 %) est supérieur au taux départemental (24,9 %).
En 2020, la commune comptait 17 430 hommes pour 18 018 femmes, soit un taux de 50,83 % de femmes, inférieur au taux départemental (51,35 %).
Les pyramides des âges de la commune et du département s'établissent comme suit :
| Hommes | Classe d’âge | Femmes |
| ------ | ------------ | ------ |
| 0,6    | 90 ou +      | 1,5    |
| 6,3    | 75-89 ans    | 8,8    |
| 16     | 60-74 ans    | 17,7   |
| 20,7   | 45-59 ans    | 22,2   |
| 17,7   | 30-44 ans    | 17,3   |
| 23     | 15-29 ans    | 18,2   |
| 15,6   | 0-14 ans     | 14,3   |

| Hommes | Classe d’âge | Femmes |
| ------ | ------------ | ------ |
| 0,6    | 90 ou +      | 1,6    |
| 6,6    | 75-89 ans    | 8,7    |
| 16,2   | 60-74 ans    | 16,7   |
| 20,7   | 45-59 ans    | 20     |
| 19     | 30-44 ans    | 18,8   |
| 19,5   | 15-29 ans    | 18,5   |
| 17,5   | 0-14 ans     | 15,7   |

### Enseignement
Établissements d'enseignements :

#### Douze écoles maternelles
- École maternelle Bellevue.
- École maternelle Bildstoeckel.
- École maternelle Françoise-Dolto.
- École maternelle Les Pins.
- École maternelle Marxenhouse.
- École maternelle Metzgerhof.
- École maternelle Moder.
- École maternelle Saint-Joseph.
- École maternelle Saint-Nicolas.
- École maternelle Schloessel.
- École maternelle bilingue A.B.C.M. Zweisprachigkeit.
- Institution Sainte-Philomène (privé), boulevard Hanauer.

#### Neuf écoles élémentaires
- École élémentaire Saint-Nicolas.
- École élémentaire des Roses.
- École élémentaire Saint-Georges.
- École élémentaire de la Vieille-Île[311].
- Groupe scolaire de la Musau.
- Groupe scolaire Marienthal.
- École Harthouse.
- École élémentaire bilingue ABCM-Zweisprachigkeit.
- Institution Sainte-Philomène (privé), boulevard Hanauer.

#### Quatre collèges, dont deux privés
- Collège Foch, rue du Tournoi.
- Collège Kléber, rue de Kléber.
- Collège des Missions Africaines (privé), rue des Missions-Africaines.
- Institution Sainte-Philomène (privé), boulevard Hanauer.

#### Quatre lycées, dont un privé
- Lycée Heinrich-Nessel : LEGT Alphonse-Heinrich et lycée CFA Xavier-Nessel, route de Strasbourg.
- Lycée Robert-Schuman (LEGT), quai des Pêcheurs.
- Lycée André-Siegfried (lycée professionnel, à côté de l'École de musique, rue des Dominicains).
- Institution Sainte-Philomène (lycée privé) boulevard Hanauer.

#### Enseignement supérieur
- Un IUT : l'institut universitaire de technologie de Haguenau qui dépend de l'université de Strasbourg, à côté de la médiathèque.
- Un Institut de formation en soins infirmiers au quartier Thurot.

### Santé
Haguenau possède de nombreux professionnels de santé (médecins généralistes et spécialistes) et onze pharmacies. Elle compte trois établissements de santé : le centre hospitalier de Haguenau (qui fait partie du Groupement Hospitalier de Territoire (GHT) « Coopération Hospitalière Nord-Alsace » qui regroupe les centres hospitaliers de Haguenau, Bischwiller et Wissembourg), situé au sud de la ville, et deux cliniques privées situées en centre-ville, la clinique Saint-François de la Fondation Saint-François, et la clinique Sainte-Odile du groupe ELSAN
À une trentaine de kilomètres, se trouvent les Hôpitaux de Strasbourg, l'Hôpital civil, les Hôpitaux universitaires de Strasbourg et le Nouvel Hôpital civil.

### Cultes
- - Le culte catholique[313],[314] se déroule dans les paroisses de l'église Saint-Georges de Haguenau, de l'église Saint-Nicolas de Haguenau, de l'église Saint-Joseph, la chapelle des Missions africaines, au carmel de Marienthal et à la basilique Notre-Dame de Marienthal de Haguenau.
- Le culte protestant[315] se tient à l'église protestante (ancienne chapelle de garnison).

Il existe également trois Églises évangéliques à Haguenau : l'Église évangélique de Pentecôte (route de Strasbourg), l'Église évangélique du Centre biblique (boulevard de l'Europe) et l'Église néo-apostolique (rue de la Musau).
- Le culte musulman[316] se déroule à la mosquée El Fath dans la zone artisanale de l'aérodrome de Haguenau, l'ancienne mosquée à côté de l'église Saint-Nicolas étant trop petite. Pour la communauté musulmane turque, les cérémonies religieuses se déroulent à la mosquée Ulu Camii (rue du Foulon).
- Le culte israélite se tient à la Grande synagogue de la Paix de Strasbourg, la Synagogue de Haguenau est utilisée parfois pour des concerts et non pour les cérémonies religieuses car la communauté n'est pas assez nombreuse.

### Médias

#### Presse
- DNA Dernières Nouvelles d'Alsace, pages locales Édition Haguenau-Wissembourg[317] ;
- L'Ami du peuple hebdo ;
- Magazine municipal : Haguenau infos Mag[318] devenu Haguenau Magazine[319] à partir du no 148 de janvier 2021 ;
- Magazine de la Communauté d'Agglomération de Haguenau : Le M'Hag[320] ;
- Revue historique de la Société d'histoire et d'archéologie de Haguenau : Études haguenoviennes[321] ;
- Journal satirique : Tonic Magazine[322] ;
- Journal de petites annonces et d'informations locales : Maxi Flash (siège local d'Alsace du Nord à Haguenau)[323].

#### Radios
La ville accueille une webradio (numérique) HITPLUS radio.
Des radios alsaciennes sont présentes :
- Top Music 91.1 FM à Haguenau, radio locale commerciale indépendante (B), studios à Strasbourg ;
- Radio DKL Liberté 91.5 FM à Haguenau, radio locale commerciale indépendante (B), studios à Haguenau[324] ;
- Phare FM 92.5 FM à Haguenau, et en DAB+ depuis 2021, radio locale associative thématique, studio à Haguenau, faisant partie d'un réseau associatif de radios (A) ;
- France Bleu Alsace 101.4 FM sur le Bas-Rhin, station locale de la région Alsace, basée à Strasbourg, du réseau radiophonique public Radio France ;
- Virgin Radio Alsace 102.4 FM à Haguenau, programme de la station locale de Strasbourg, radio commerciale en réseau (C);
- La mise en place de la radio numérique terrestre du DAB+ va permettre d'écouter à Haguenau de nouvelles radios, comme Azur FM, Cerise FM, Chante France, DKL Dreyeckland, Frequence Verte, Magnum la radio, Planète, OKLM RADIO, Skyrock Klasisic et Studio 1.

## Culture locale et patrimoine
Les foires et marchés
- Les quatre foires annuelles (un mardi) : la foire de la Chandeleur, la foire de Mai (début / mi-mai), la foire de la Saint-Michel (fin septembre / début octobre) et la foire de la Saint-Martin (fin octobre / première semaine de novembre).
- Les marchés traditionnels bi-hebdomadaires, les mardis matins et les vendredis matins à la halle aux Houblons.
- Le Marché des Terroirs, annuel, sur la place Charles-de-Gaulle, le premier week-end de juillet.
- Les salons (immobilier, mariage, gastronomie) ou les expositions à la salle du 1er étage de l'Ancienne Douane, l'Espace Saint-Martin, la Halle aux Houblons, la salle des Corporations et à la Médiathèque de Haguenau.

La musique
- La voix ou un instrument « dans tous ses états », série de concerts autour de la voix ou d'un instrument de musique (l'accordéon en 2015, la voix en 2016, guitares et mandolines en 2017) un week-end fin mars ou début avril.
- Le Festival « l’Humour des Notes » (première ou deuxième quinzaine de mai) [325]
- La Fête de la musique, le 21 juin.
- La Fête nationale les 13 et 14 juillet : défilé, concerts, feu d'artifice et bal des pompiers.
- Le Festival du Houblon (ou des Folklores du Monde), créé en 1960, se déroule l'avant-dernière semaine d'août, du mardi au dimanche, dans tout le centre-ville en extérieur et dans plusieurs lieux en intérieur [326].
- Les concerts instrumentaux ou vocaux à l'église protestante, à l'église Saint-Georges, à l'église Saint-Nicolas, à l'église Saint-Joseph, à la basilique de Marienthal et au théâtre.
- Le Millenium : scène fixe de 84 m2 pour un public de 300 personnes pour les musiques actuelles [327].
- Les orgues de Haguenau[328],[329],[330],[331],[332]

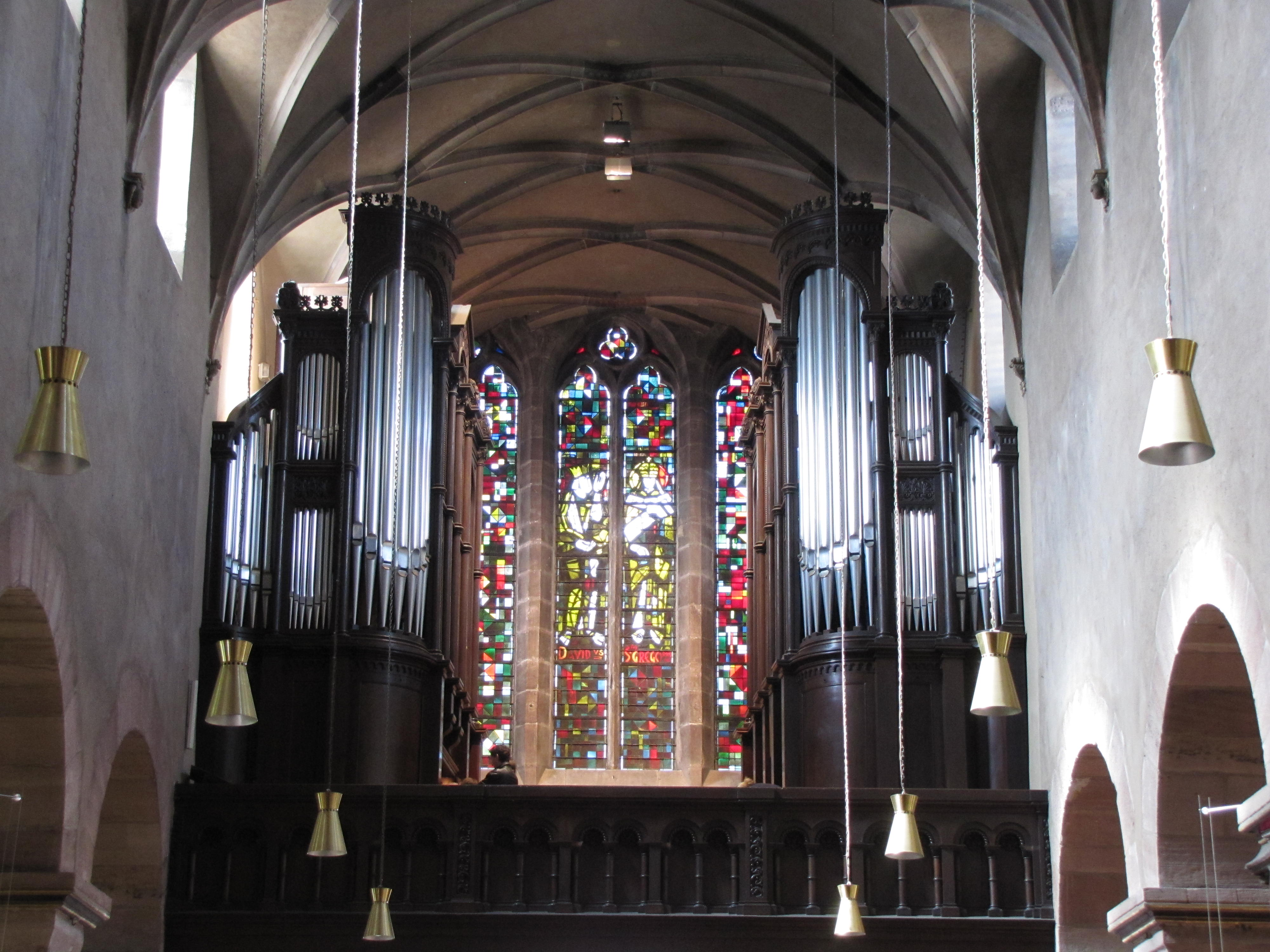
Église Saint-Georges : orgue néo-roman Walcker avec buffet de Klem (1867).
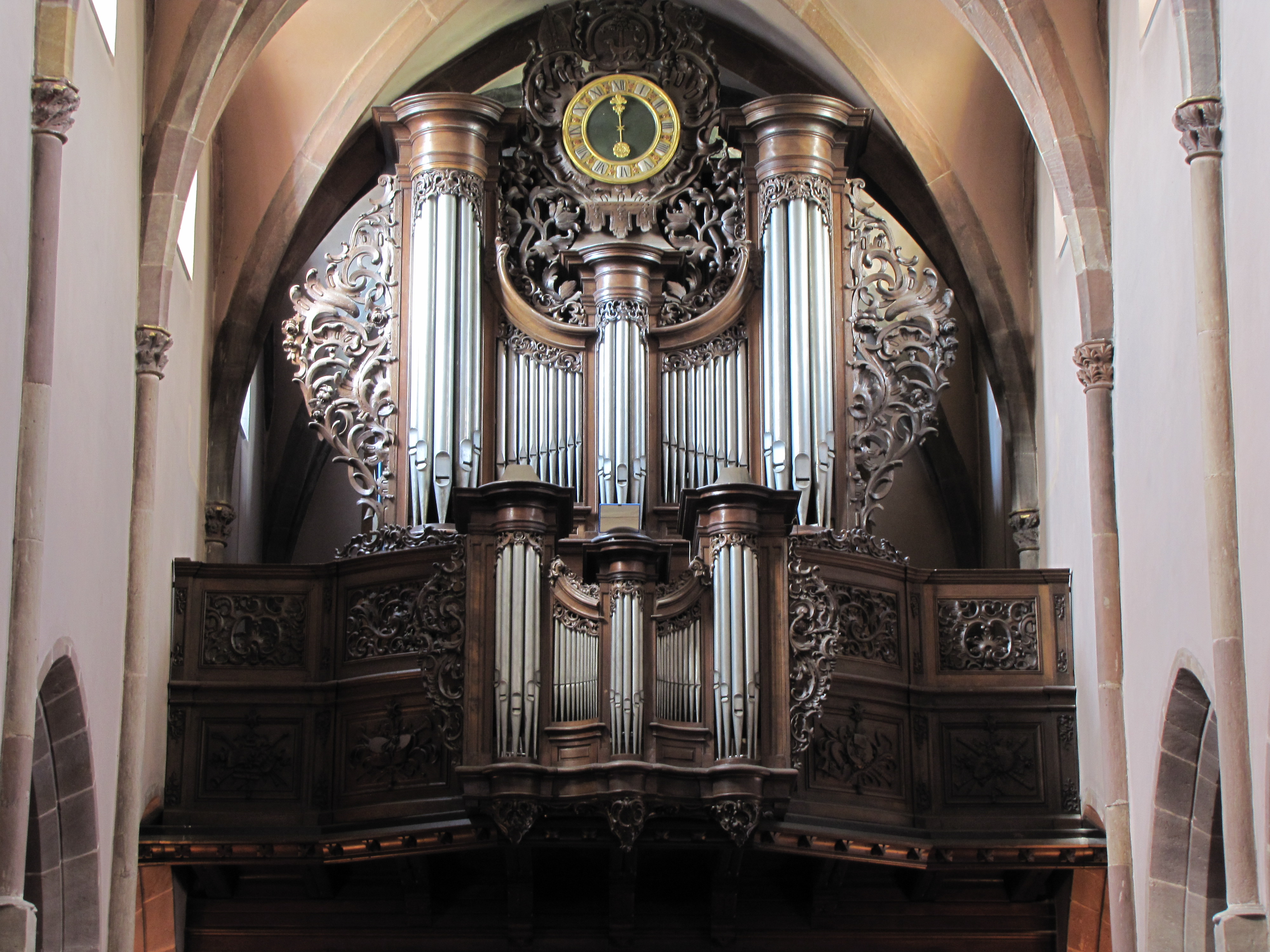
Église Saint-Nicolas : orgue baroque Rohrer (1747).
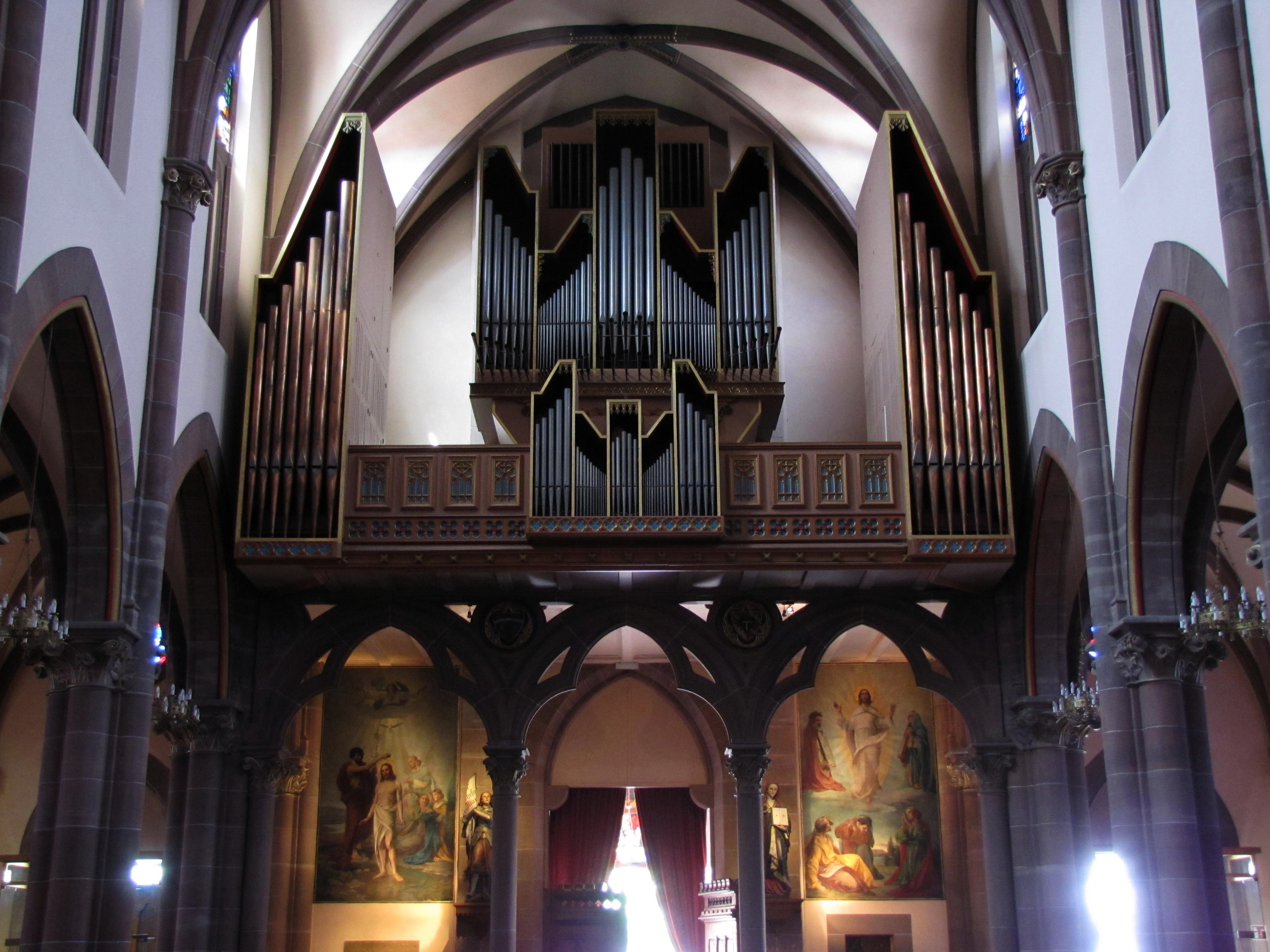
Basilique Notre-Dame-des-Douleurs de Marienthal : orgue de Curt Schwenkedel (1962).

Les festivités de fin d'année
- Le marché de Noël, un concert des Noëlies [333] et des animations (expositions, concerts) de fin novembre à début janvier  [334].

Le théâtre
- Le théâtre municipal (420 places) [335]
- Le Théâtre Alsacien[336]
- Environ 150 associations sportives, de loisirs, caritatives, d'entraide, et culturelles[337].

Activités sportives
- L'Espace Sportif Sébastien-Loeb est utilisé pour le handball, le basket, le badminton, le volley, le tennis de table et dispose d'un mur d'escalade. Il a été sélectionné par le label « Terre de Jeux 2024 » pour les Jeux olympiques d'été de 2024 pour l'entraînement des équipes de hand-ball et de basket-ball sélectionnées.
- Le Gymnase de l'Union est utilisé par la gymnastique artistique. Il a été sélectionné par le label « Terre de Jeux 2024 » pour les Jeux olympiques d'été de 2024 pour l'entraînement des équipes gymnastiques artistiques sélectionnées.
- La Maison des Sports (basket, handball, athlétisme, karaté, aïkido, boxe).
- Le dojo, situé à côté de la Maison des Sports, rénové en 2020-2021, est utilisé pour le judo. Il a été sélectionné par le label « Terre de Jeux 2024 » pour les Jeux olympiques d'été de 2024 pour l'entraînement des équipes de judo olympique et paralympique sélectionnées.
- Le Hall du Grand Manège (football, athlétisme en salle, roller)[338].
- Le Petit Manège (polyvalent, tir à l'arc).
- la salle polyvalente de Marienthal (basket, tennis de table, goshindo, danse).
- Le Centre Socio-Culturel (anct. Foyer Club) du Langensand - Église St-Joseph (dojo, musculation)[339].
- Le centre aquatique municipal Nautiland et la piscine municipale de plein air Les Pins.
- Le « Bowl d'Hag », un skatepark d’intérieur de 900 m2, le seul skatepark indoor de l'Est de la France. Une vidéo de la Ville de Haguenau montre le bâtiment et les infrastructures de 900 m2 pour le roller, le skateboard, les BMX et les trottinettes. Des cours et des locations de matériel (casque, skate et roller) sont proposés : [vidéo] Ville de Haguenau, « Le Bowl d'Hag », sur YouTube.
- Le parc des sports sert au football, au football américain, au rugby, à l'athlétisme. Il a été sélectionné par le label « Terre de Jeux 2024 » pour les Jeux olympiques d'été de 2024 pour l'entraînement des équipes de rugby à 7 et de football sélectionnées[340].
- Les stades du Réal Schloessel (Château Fiat) et de Marienthal servent au football.
- L'aérodrome de Haguenau.
- La forêt de Haguenau.

### Lieux et monuments
Près de deux-cents bâtiments sont recensés sur la base Mérimée :
- La porte de Wissembourg, située sur un rond-point, à l'extrémité nord de la Grand'Rue[342],[343] ;
- La tour des Pêcheurs, située sur le Quai des Pêcheurs en bordure de la Moder[344] ;
- La tour des Chevaliers, située en face de l'Hôtel de Ville[345] ;
- Le Grenier de l'hôpital, XIIIe siècle, rue de la Filature ;
- Le grenier Saint-Georges (grange dîmière), XVIe siècle, rue du Grenier ;

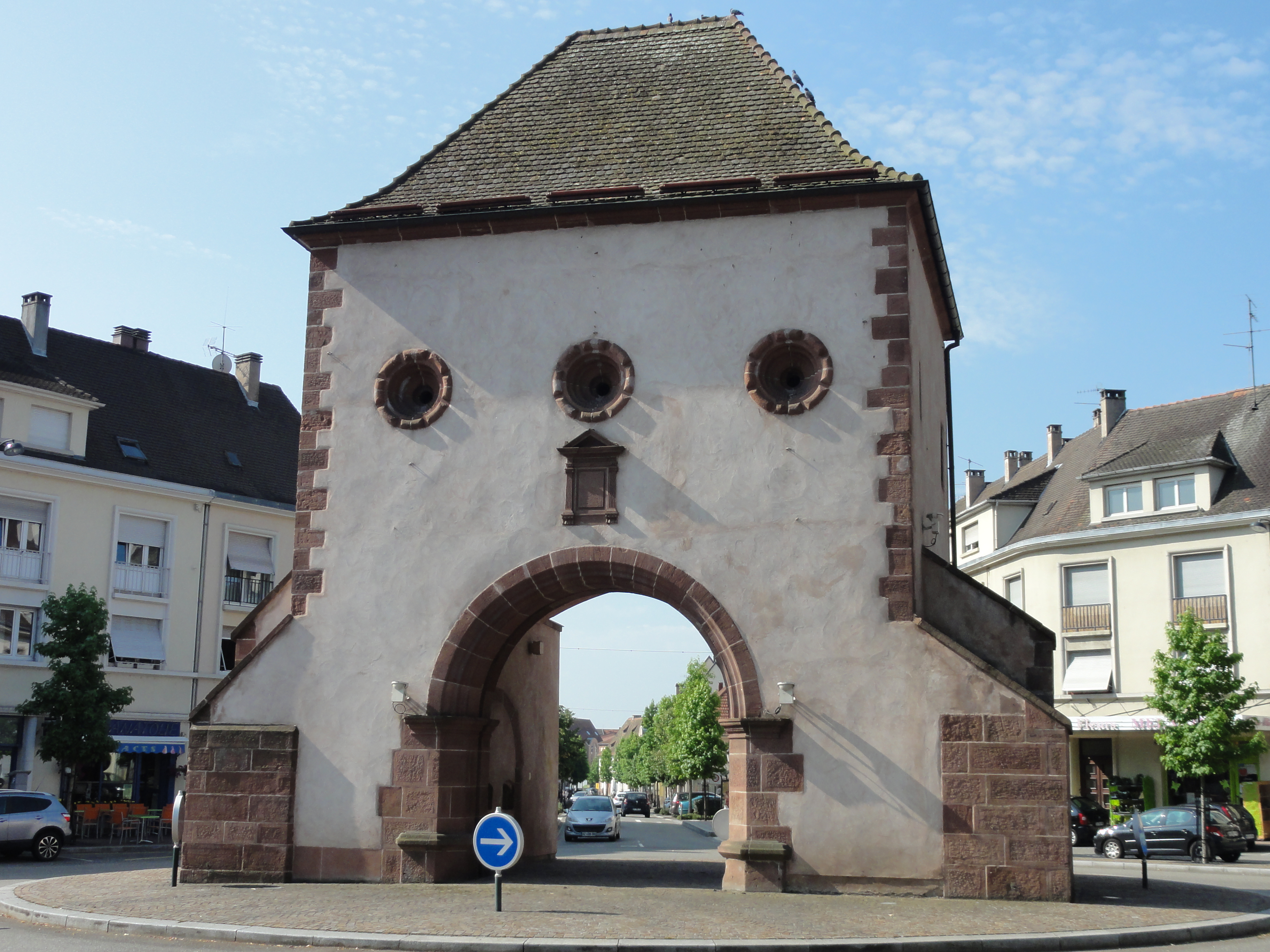
Porte de Wissembourg (XIVe et XVIe siècles).
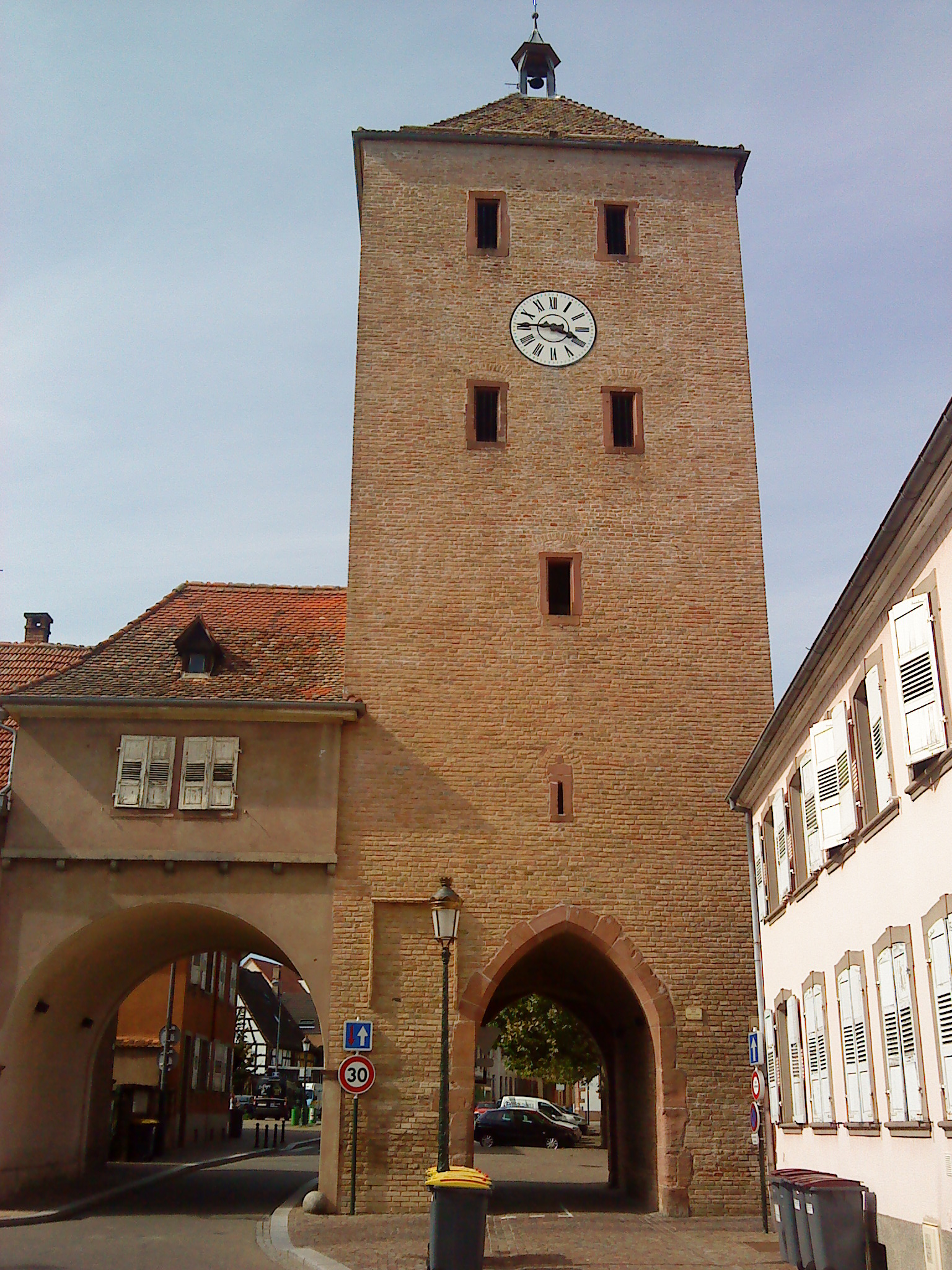
Tour des Chevaliers (XIIIe siècle).
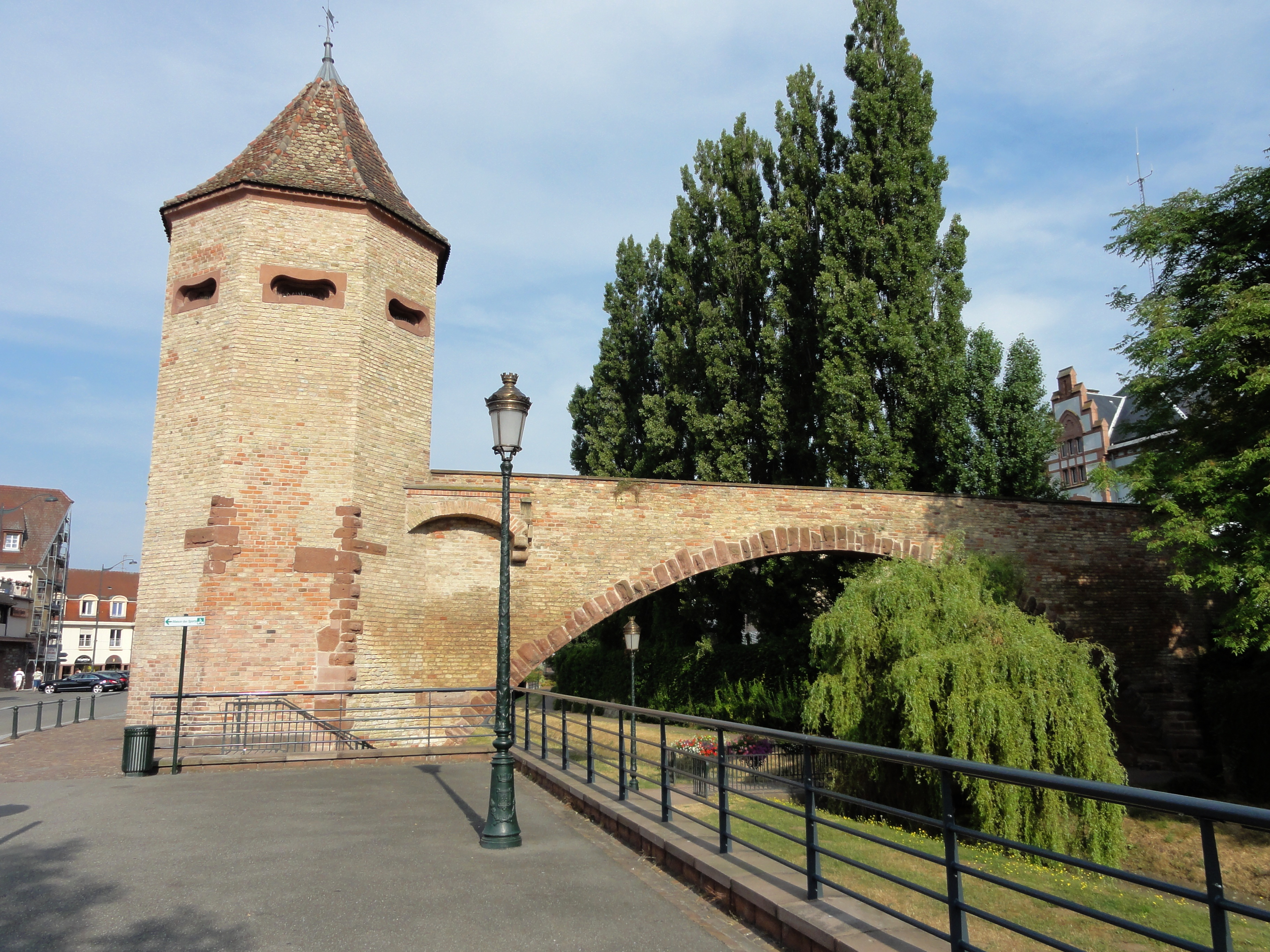
Tour des Pêcheurs (XIIIe siècle).
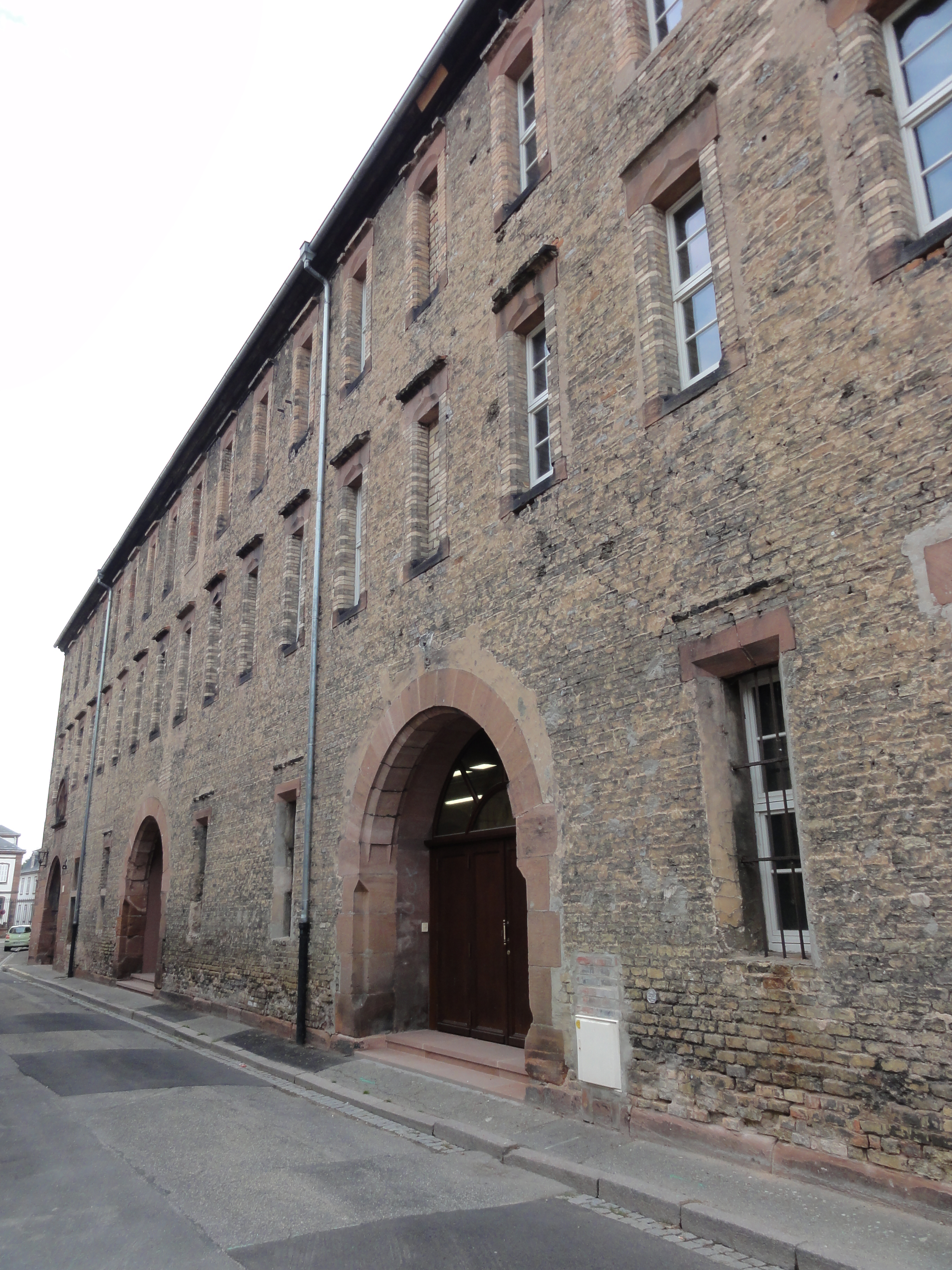
Grange dimiaire Saint-Georges (1527).

- Hôtel Fleckenstein[346],[347], l'une des demeures les plus anciennes de Haguenau, avec une tourelle d'escalier qui date de 1544 ;
- La maison Zuckmantel[348] avec son oriel de 1565 ;
- L'hôtel du préteur royal[349] (représentation du roi dans la ville), datant du XVIIIe siècle ;

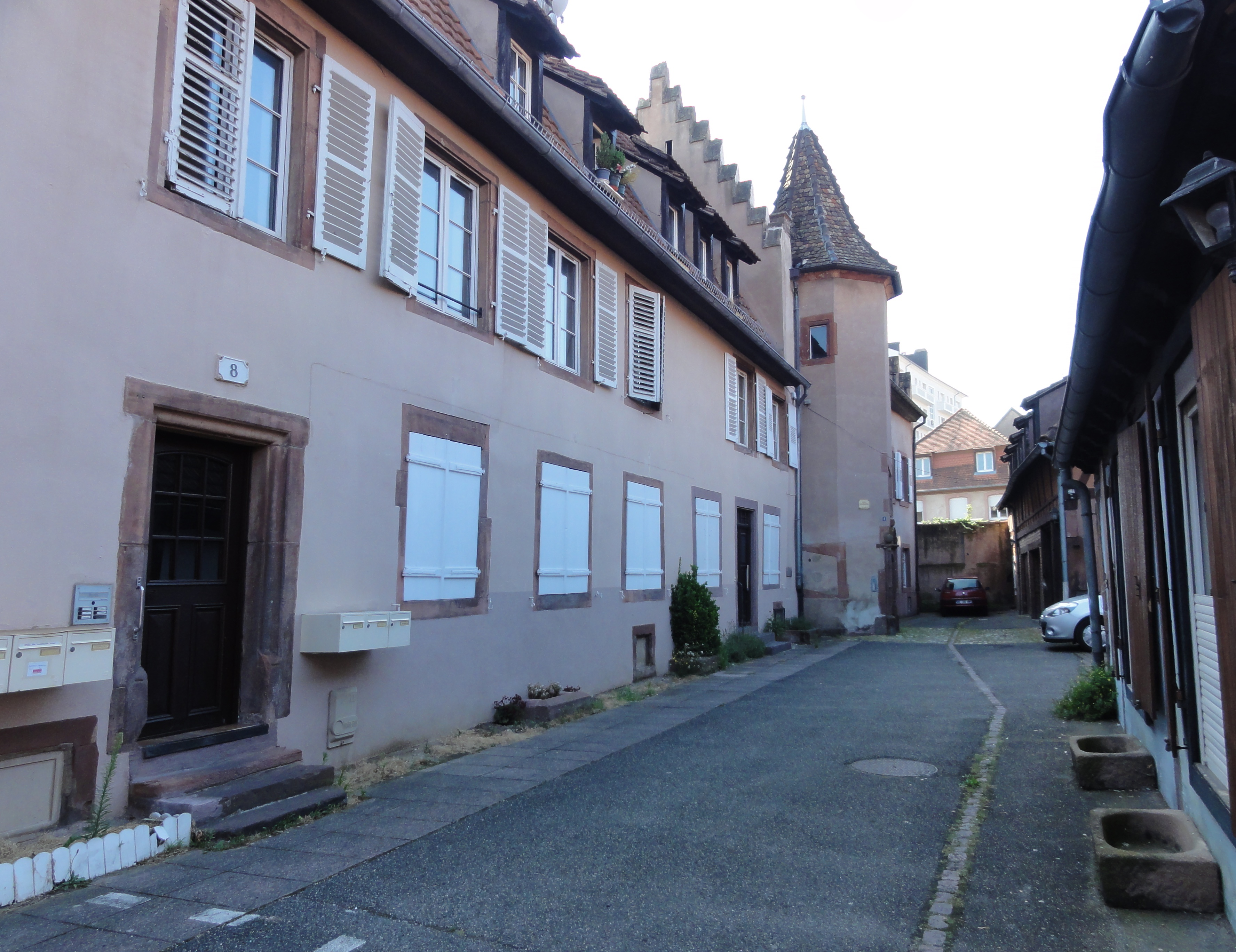
Ancien Hôtel des Fleckenstein (XVIe siècle), 6-8 impasse des Fleckenstein.
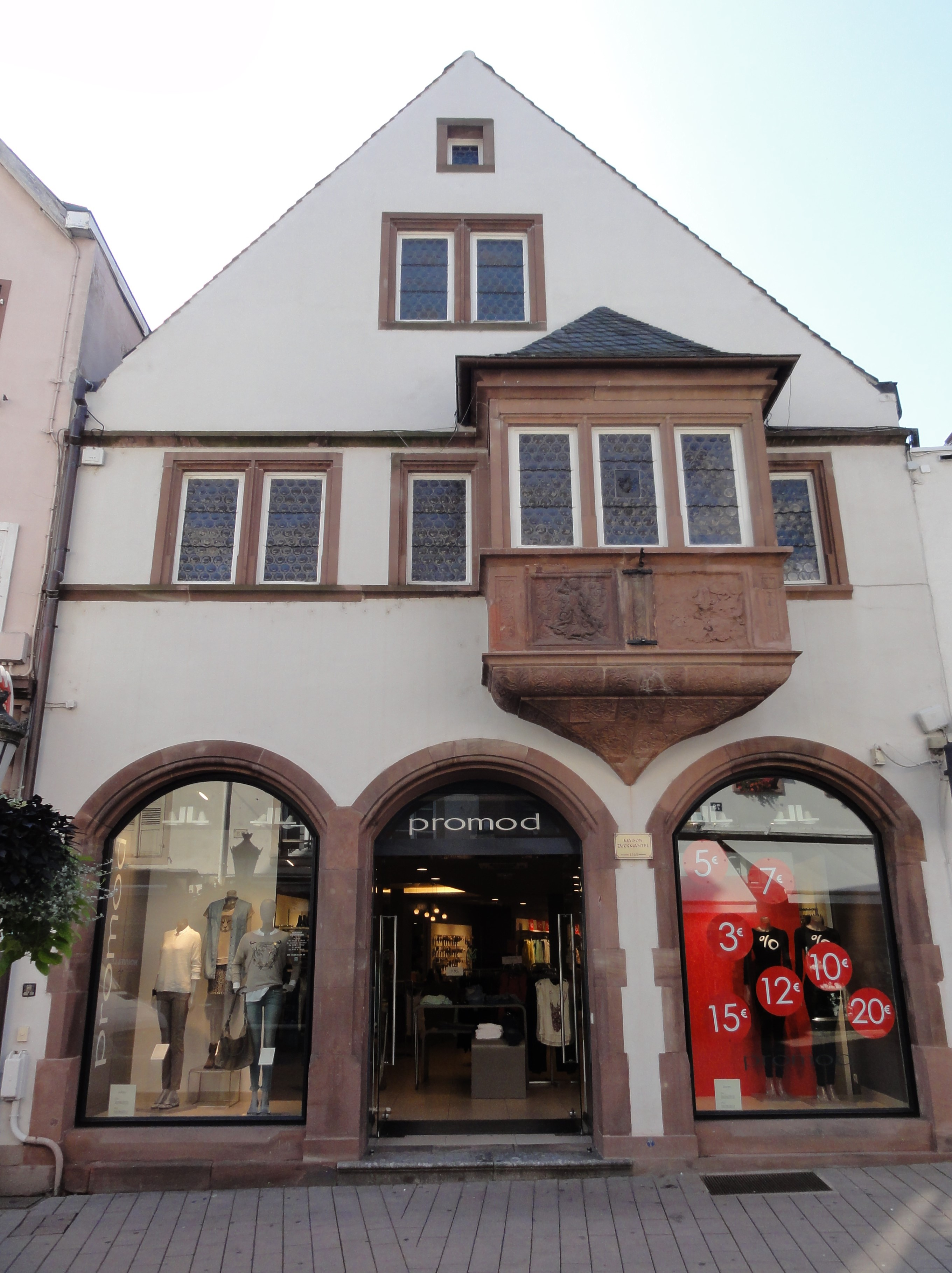
Maison Zuckmantel (XVIe siècle), 104 Grand'Rue.

- L'hôtel du Bailli Hoffmann[350] et l'hôtel Barth, XVIIIe siècle[351] ;
- L'hôtel du Commandant de la Place[352],[353], XVIIIe siècle. Ce monument se trouve au no 11, rue Georges-Clemenceau[114] ;
- L'hôpital Saint-Martin dit hôpital bourgeois[354],[355] ;
- L'ancienne prison ou hôpital militaire dit aussi Raspelhus, aujourd'hui médiathèque et une partie de l'I.U.T. ;
- L'emplacement de l'ancien château impérial ou « Pfalz », puis hôpital militaire, aujourd'hui la maison de retraite Saint-Joseph. Des fouilles effectuées en 2005, ont permis de découvrir l’organisation et l’évolution du château impérial à partir de 1150 ainsi que la ville médiévale séparée du château par la Moder. Un dépotoir de potiers datant de la fin du XVIIe siècle a été découvert[356] ;
- La fontaine aux Abeilles[357],[358], provenant de l'abbaye de Neubourg. XVIIIe siècle, restaurée en 1991[359] ;
- Le monument aux morts d'Edouard Preiser[360], sculpteur du monument aux morts de Weitbruch. Le projet de monument aux morts d'Alfred Marzolff est le monument de la Marseillaise situé dans les jardins de l'Hôtel de ville de Strasbourg ;
- Le monument aux morts érigé pour les soldats français blessés en 1870 à Froeschwiller et morts à Haguenau[361] ;
- Le monument aux morts pour l'association des anciens combattants allemands de Haguenau, érigé en 1886 et exécuté par Ch. Steffan[362] ;
- L'hôtel de ville ;

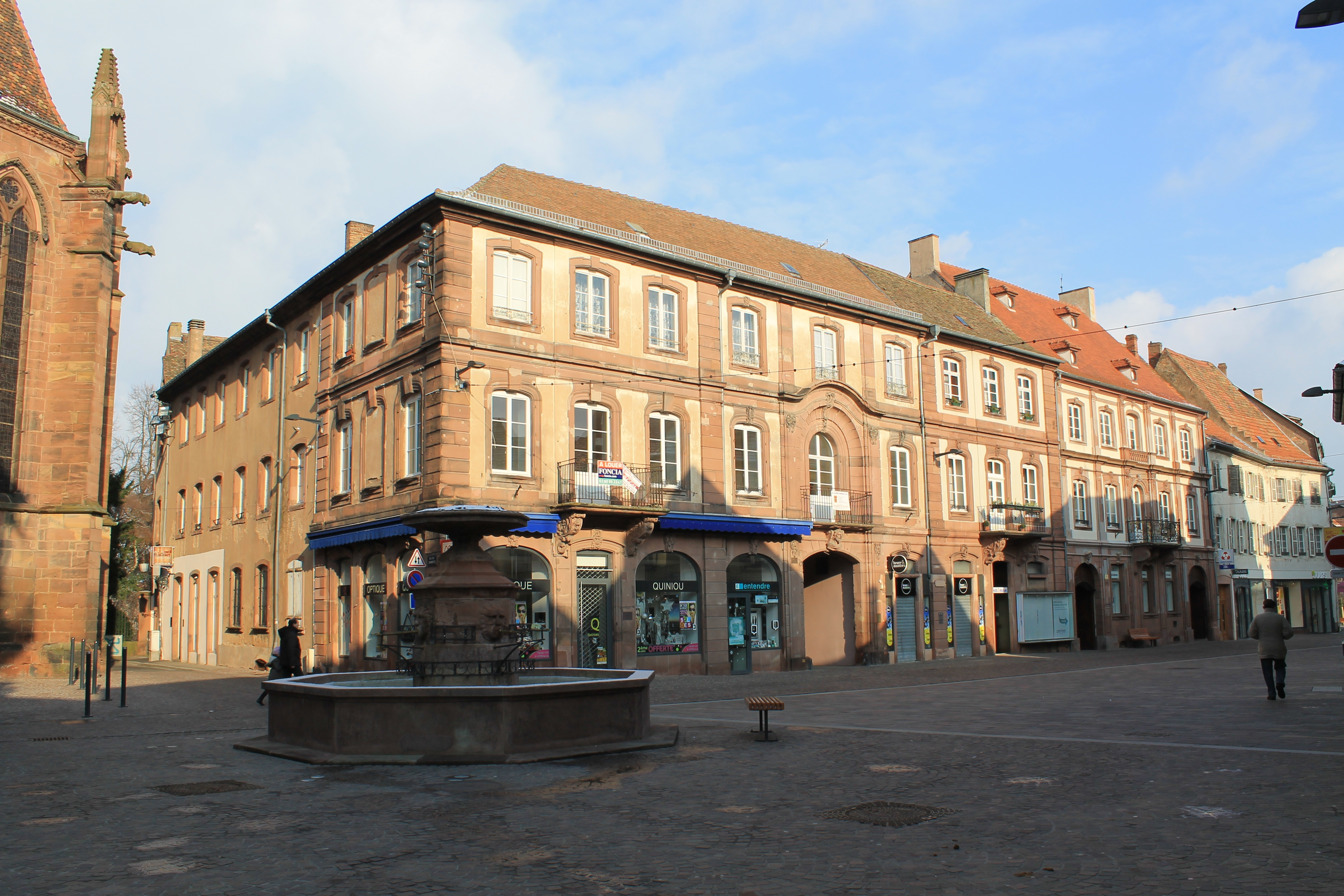
Ancien hôtel du bailli Hoffmann (XVIIIe siècle).
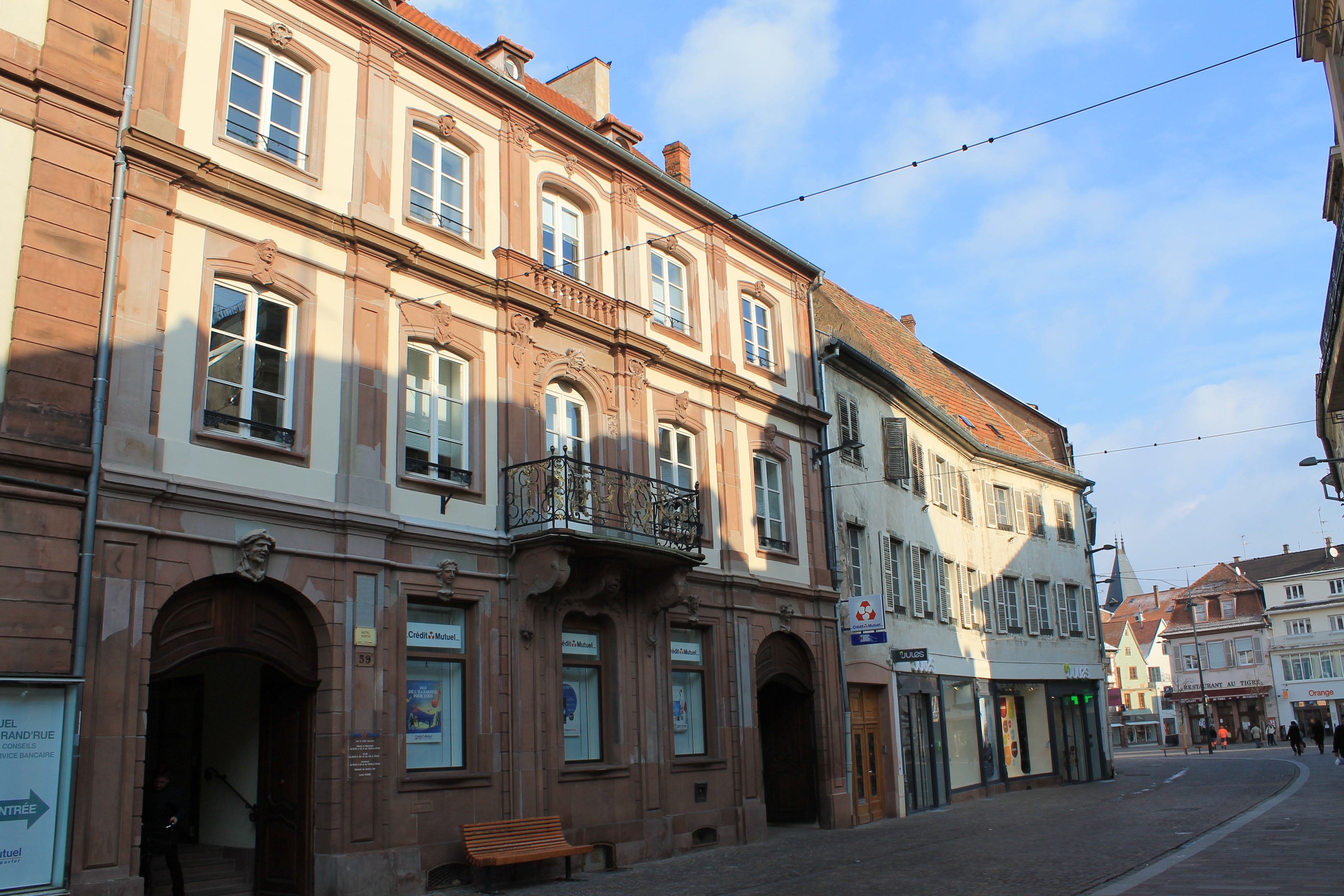
Ancien hôtel Barth (XVIIIe siècle).
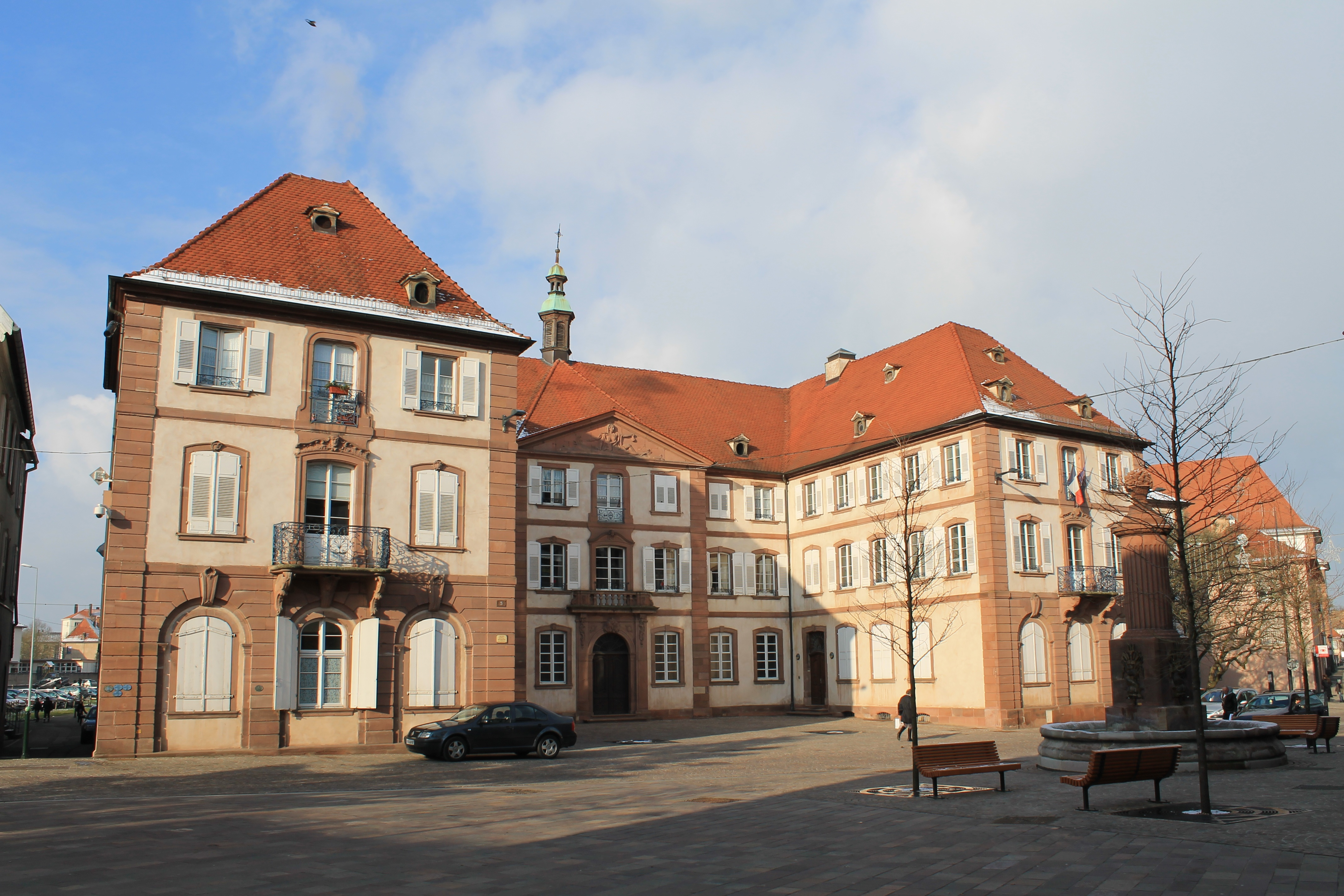
Hôpital Saint-Martin (XVIIIe siècle).
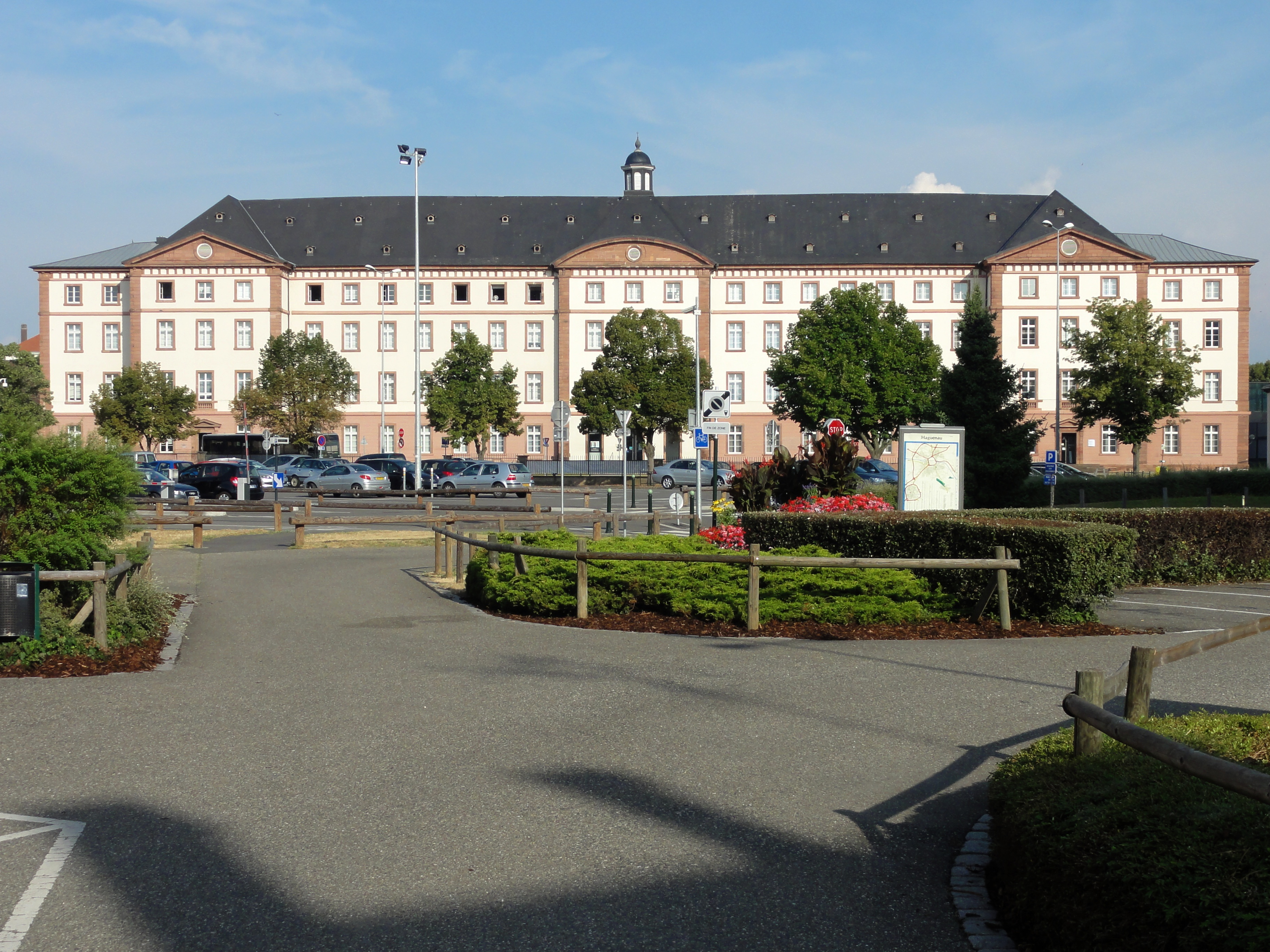
Ancien hôpital militaire (XVIIIe et XIXe siècles).
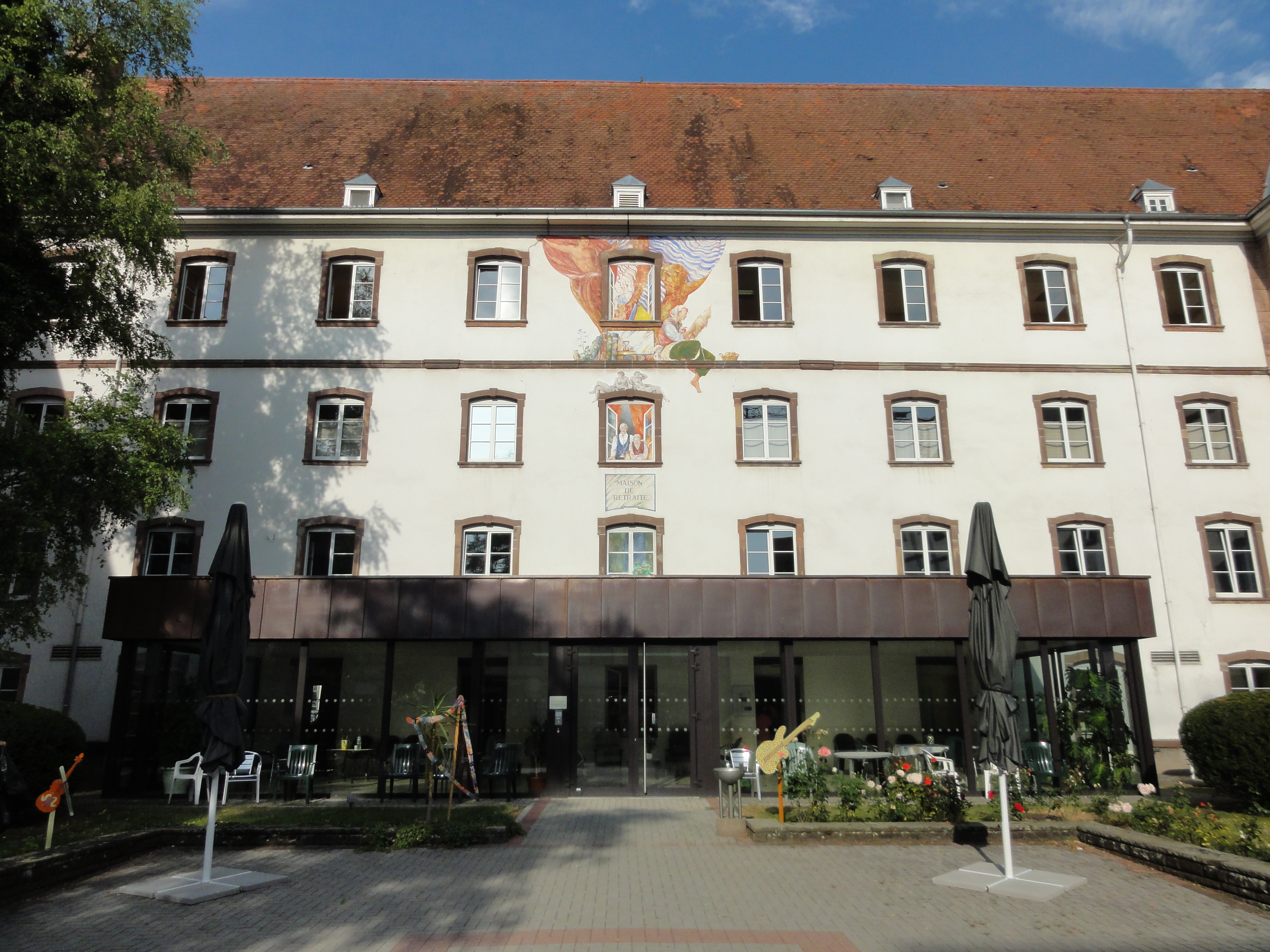
Maison de retraite, ancien emplacement du château impérial, 1 rue du Château (XVIIIe et XIXe siècles).

### Patrimoine culturel

#### Musées
- Le Musée historique, 9, rue du Maréchal-Foch, présente l'Histoire de Haguenau du néolithique à la Seconde Guerre mondiale[363].
- Le Musée Alsacien, 1, place Joseph-Thierry, conserve des costumes traditionnels, collection de peintures religieuses des XVIIIe et XIXe siècles, du mobilier et des poêles alsaciens. Copie de l’horloge à astrolabe réalisée en 1581 pour Ulm par le Suisse Isaac Habrecht[364].
- Le Musée du Bagage, 5, rue Saint-Georges, présente 600 malles et valises du XVIIIe siècle aux années 1960.

#### Bâtiments publics
- Le théâtre municipal (théâtre à l'italienne) de 420 places.
- La Halle aux Houblons, lieu des marchés bihebdomadaires (mardi et vendredi de 7 h 30 à 12 h) et de manifestations.
- La Médiathèque de Haguenau, 24, rue Traband et la bibliothèque des Pins, 44, rue des Carrières.

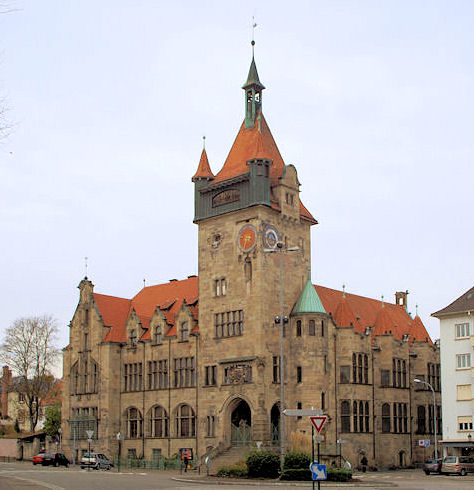
Le Musée historique (1904).
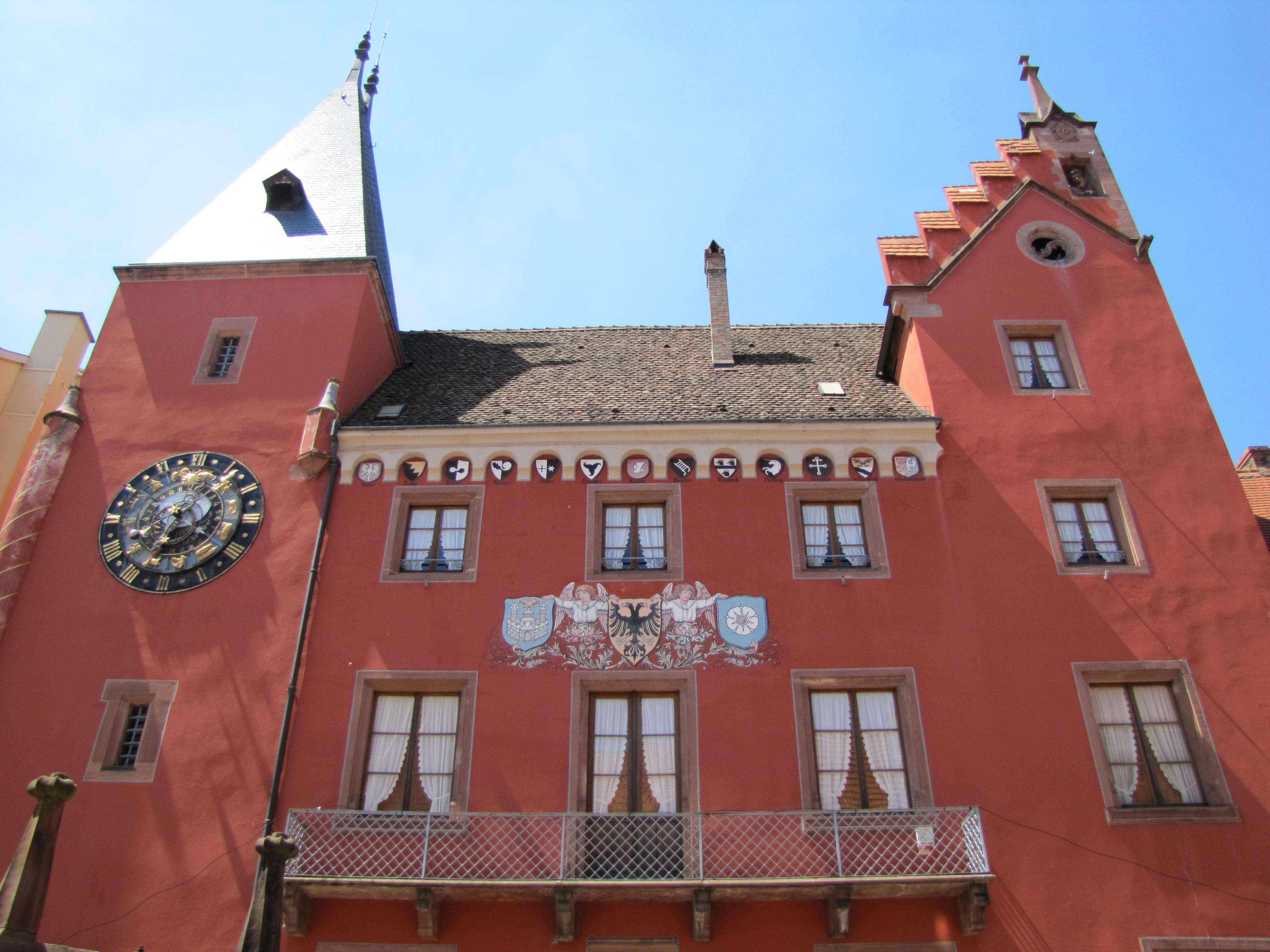
La maison de la chancellerie et musée alsacien (XVe siècle).
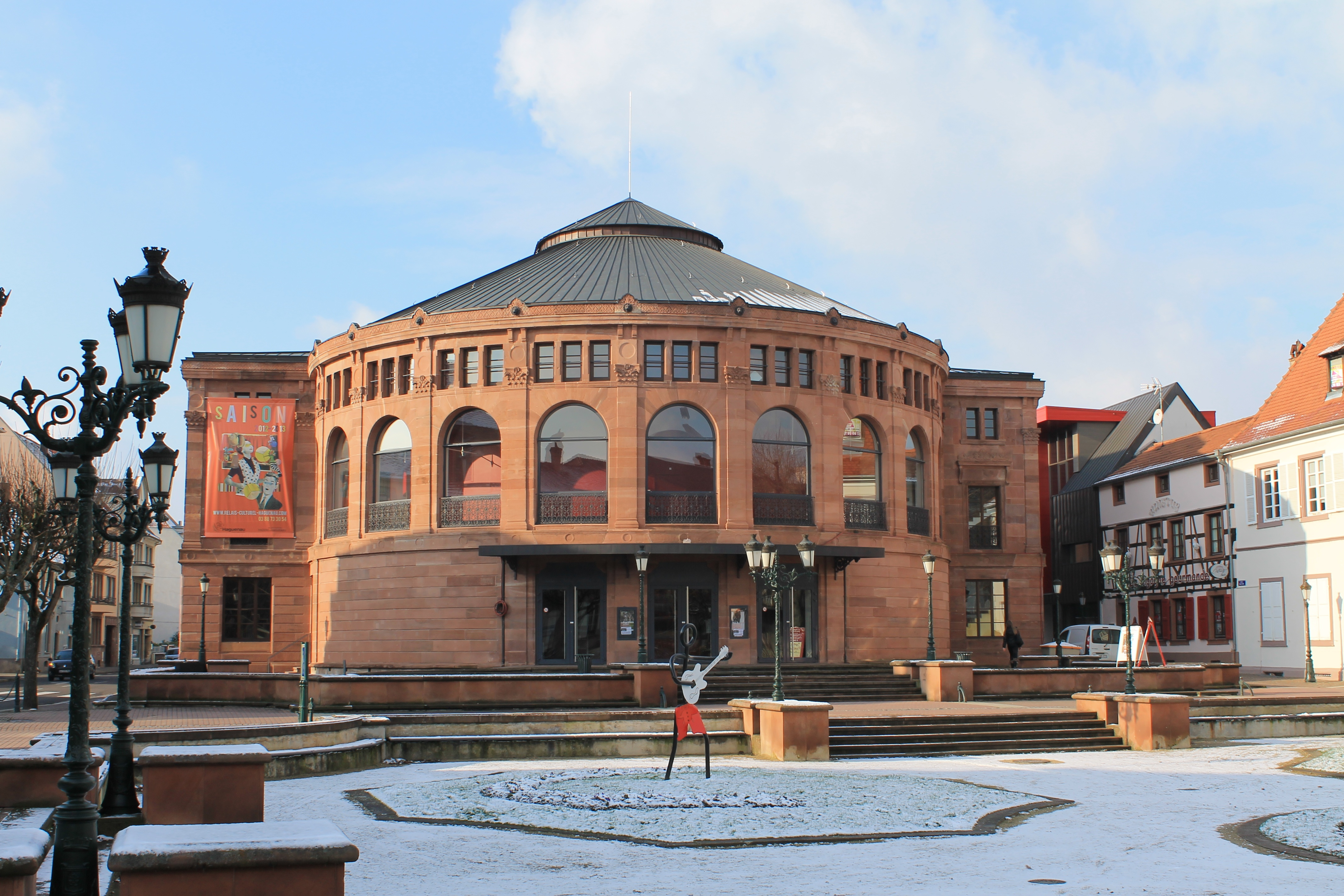
Le théâtre municipal (1846).
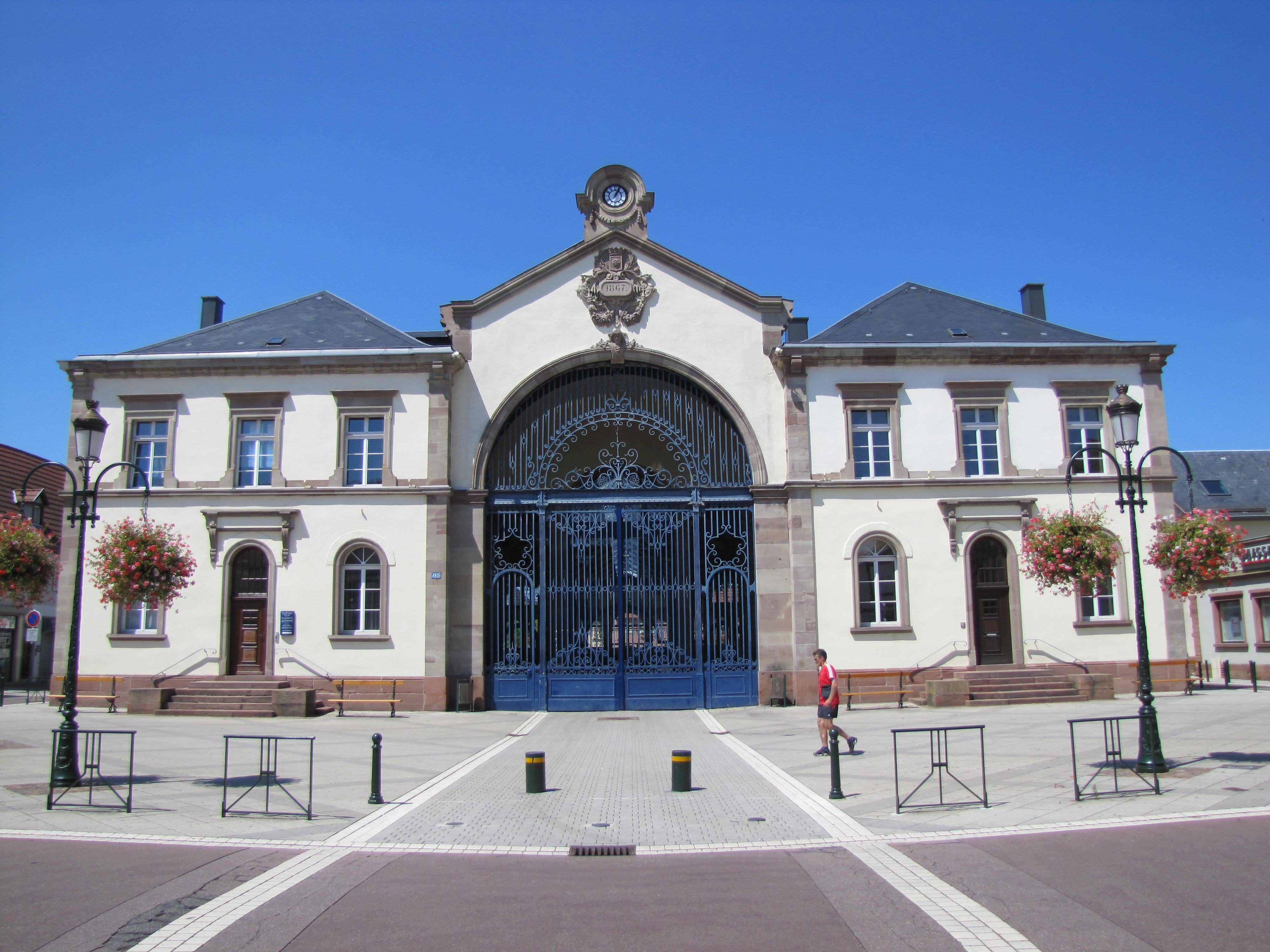
La halle aux Houblons (1867).

#### Édifices religieux
- L'église Saint-Georges[365], rue Saint-Georges[366],[367],

Orgue actuel d'Alfred Kern de 1988.
- L'église Saint-Nicolas[369], Grand-Rue[370],[371],[372],

Orgue de tribune Rohrer Johann Georg (facteur d'orgues) ; Boehm Wenceslas (?, ébéniste),,.
- L'église Saint-Joseph, rue de l'Église, construite en 1967[376] possède au fond du chœur un orgue de la manufacture alsacienne de Hattmatt et des vitraux et une fresque de Tristan Ruhlmann[377].
- L'église Saint-Wendelin, rue Principale, à Harthouse[378].
- L'église luthérienne, rue Foch[379] de garnison néo-gothique, datant de la fin du XIXe siècle, place Albert-Schweitzer[380].
- L'ancienne église paroissiale protestante ou la chapelle du foyer protestant, angle de la rue Foch et de la rue Capito[381].
- La basilique Notre-Dame de Marienthal, place de la Basilique, dans la commune de Haguenau. Vers 1240, Albert entend l'appel du Seigneur : « Viens et suis-moi ! » Il quitte alors le château pour mener une vie d’ermite au bord du Rothbach dans la forêt sainte de Haguenau. Une communauté de guillemites, puis de jésuites accueillent les pèlerins qui affluent, dont Marie Leszczinska, femme de Louis XV. Aujourd'hui, l’accueil du sanctuaire, l’animation spirituelle et l'hôtellerie pour les pèlerins sont aujourd’hui assurés par les bénédictines du Sacré-Cœur de Montmartre. Le prieuré de Marienthal est devenu la Maison des prêtres et le centre d'accueil des pèlerins.

- La synagogue rue du Grand-Rabbin-Bloch, construite en 1820 témoigne de l'importance de la communauté juive parmi les plus anciennes d'Alsace[382], saccagée durant l'Occupation, endommagée par un bombardement à la Libération, restaurée en 1959[383],[384],[385] et le cimetière Israélite fondé au XIIe siècle[386].

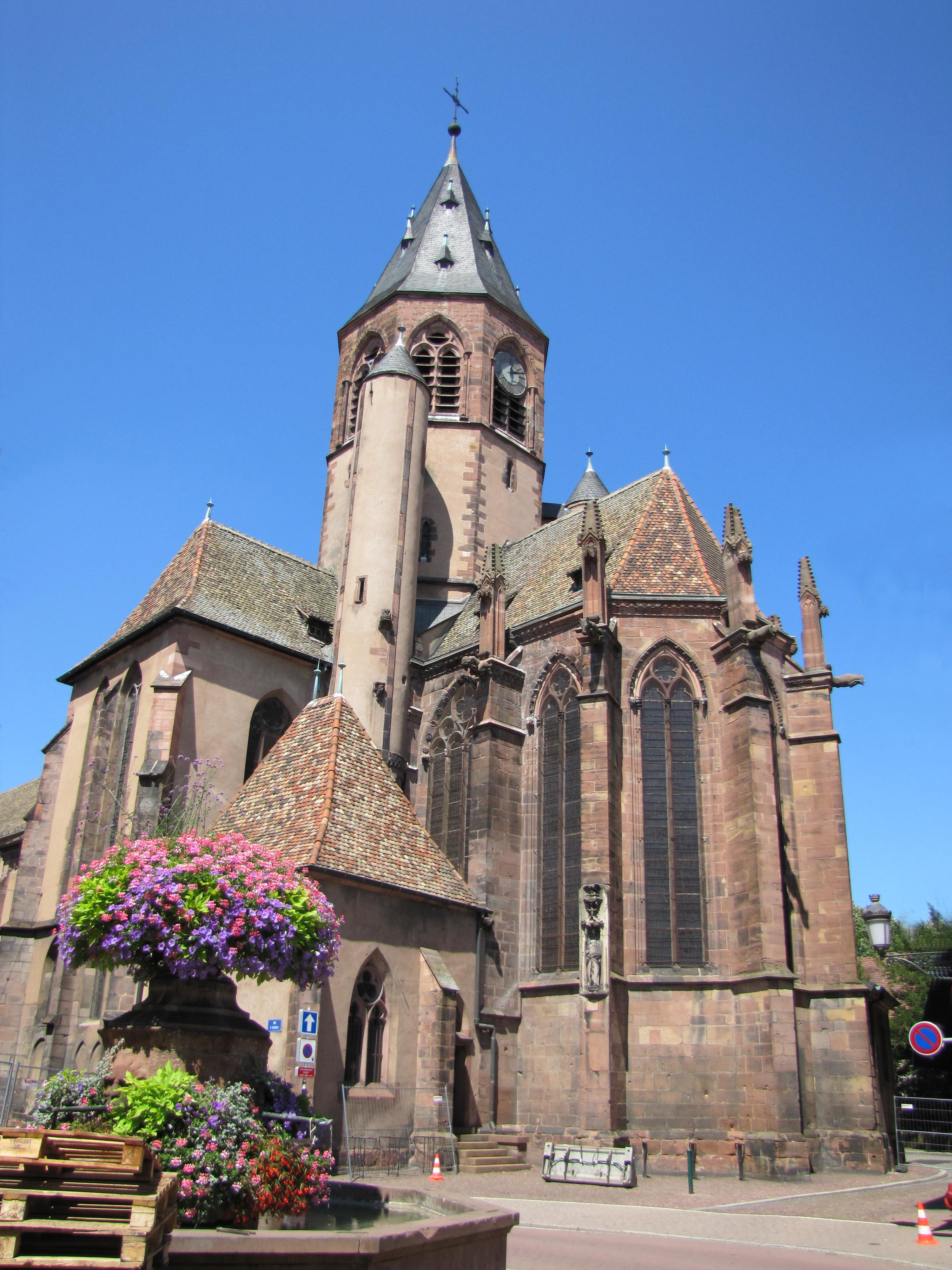
L'église Saint-Georges.
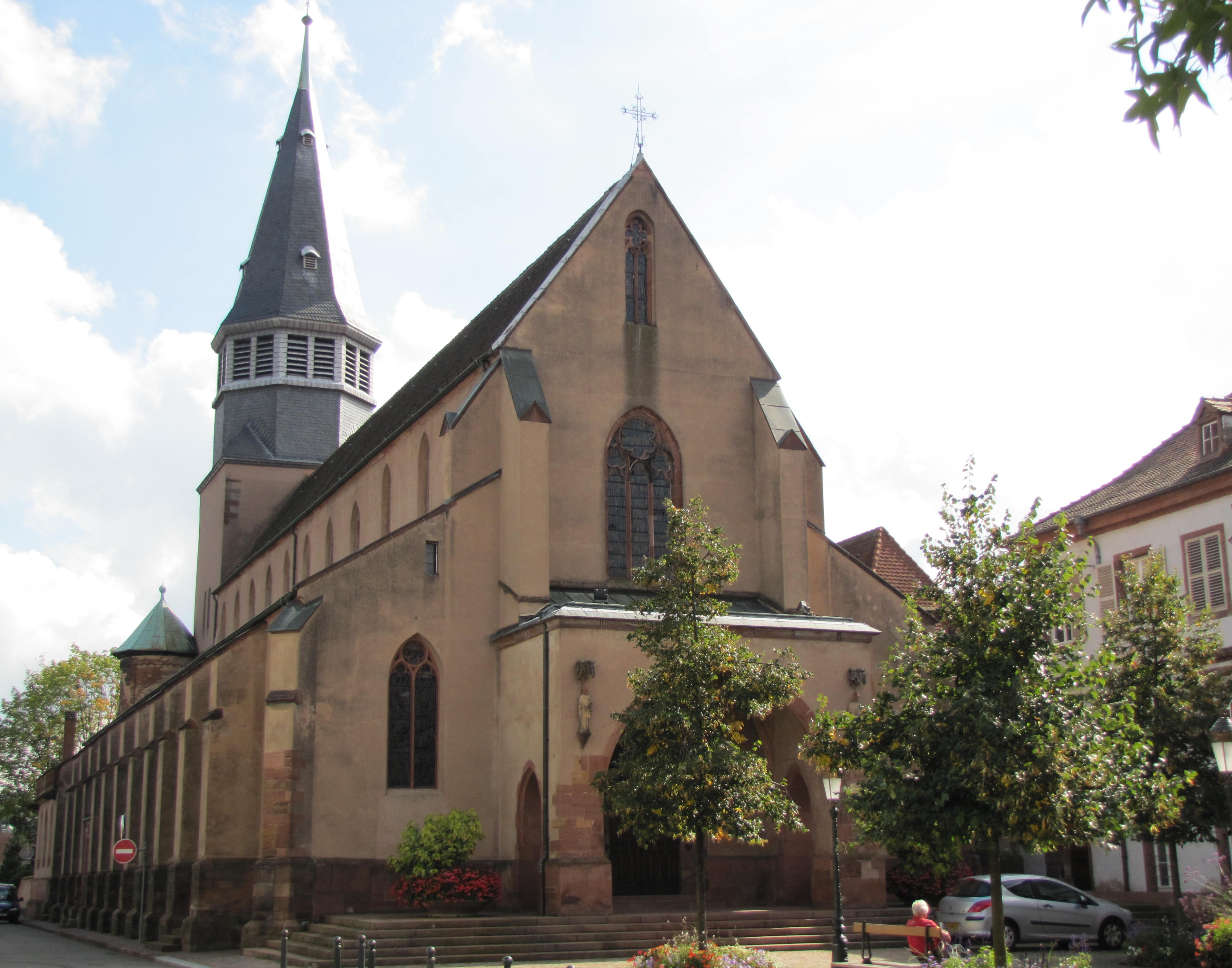
L'église Saint-Nicolas[387].
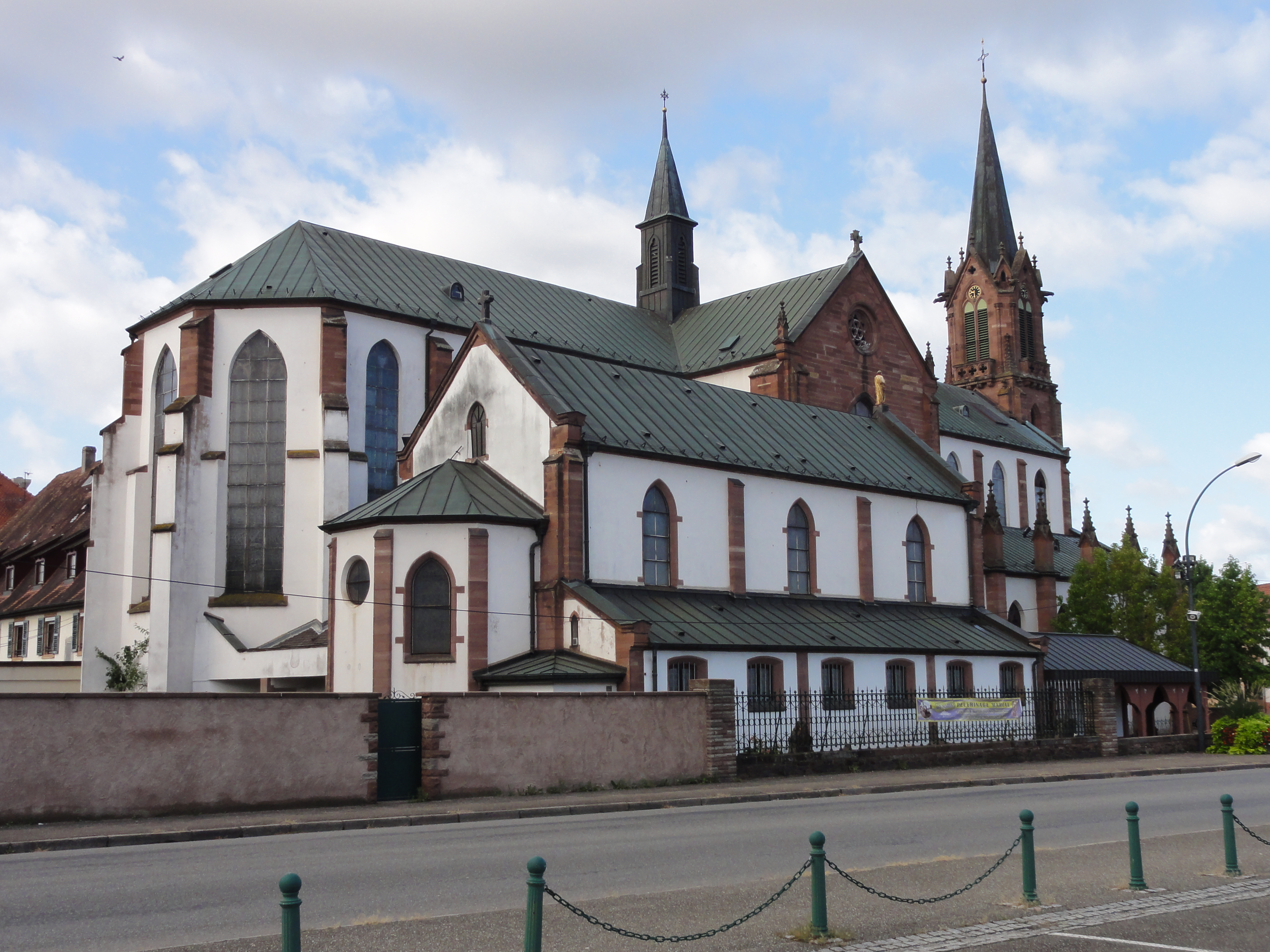
Basilique Notre-Dame-des-Douleurs de Marienthal[388].
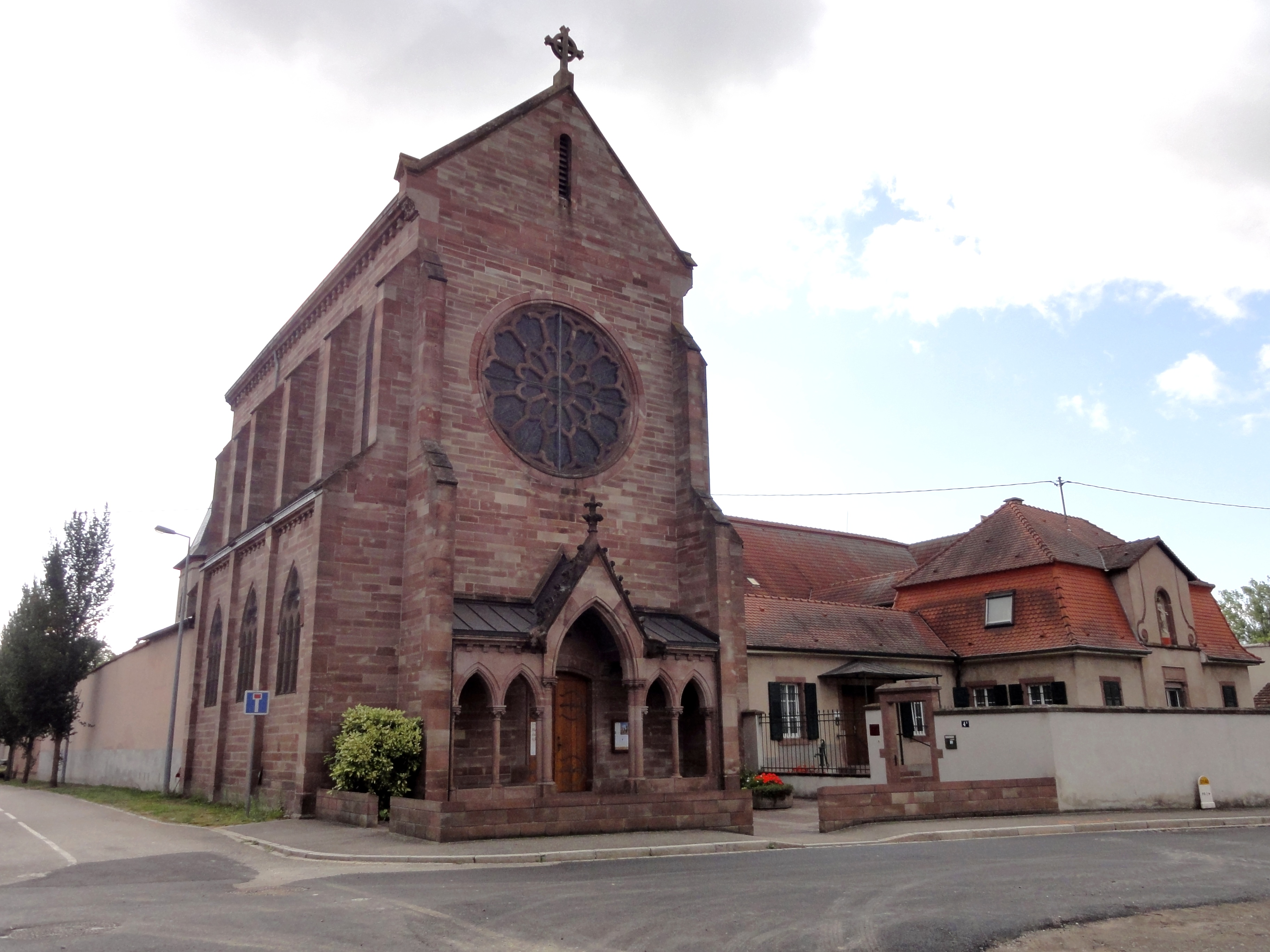
Chapelle du Carmel de Marienthal.
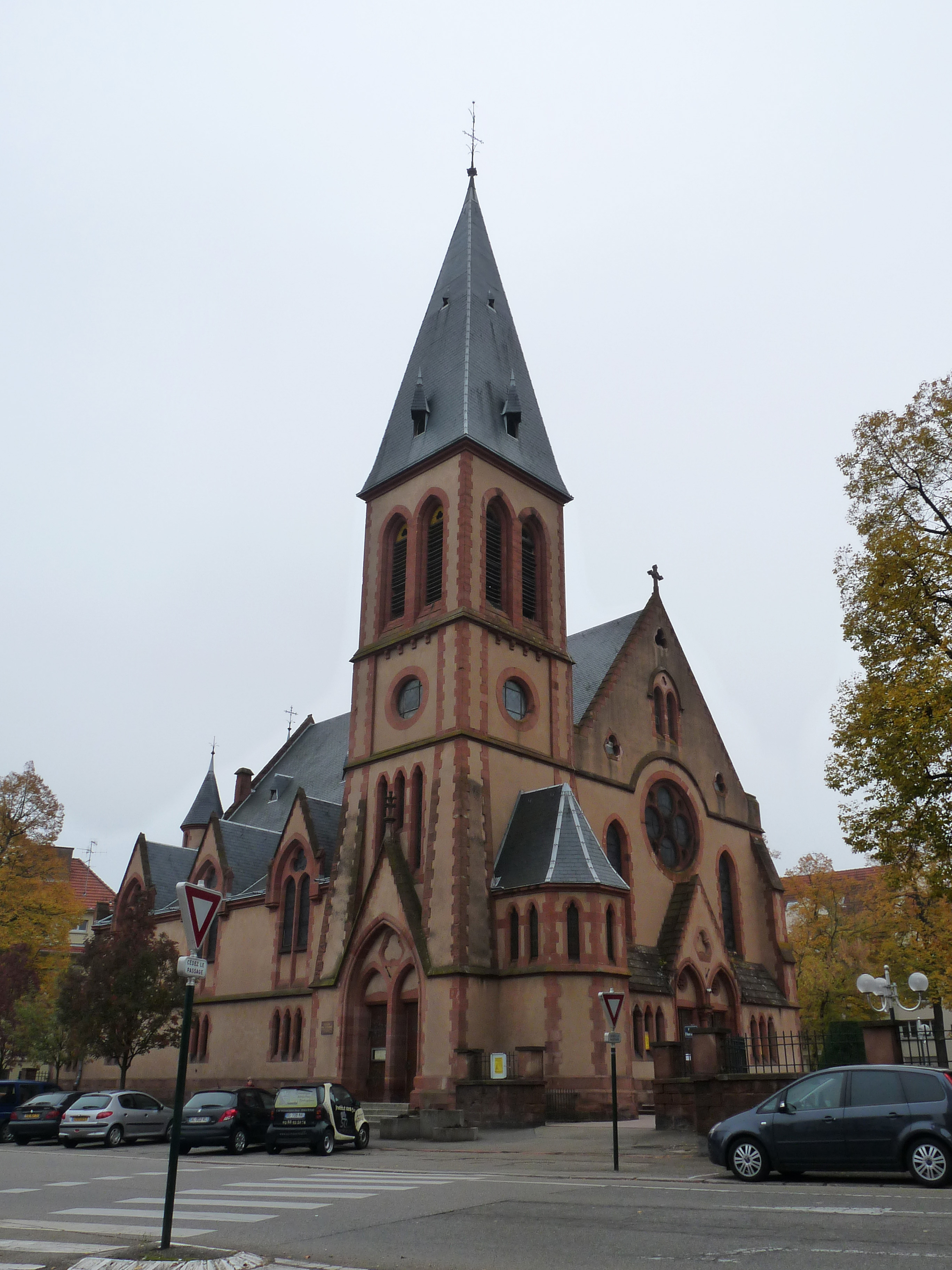
L'église protestante.
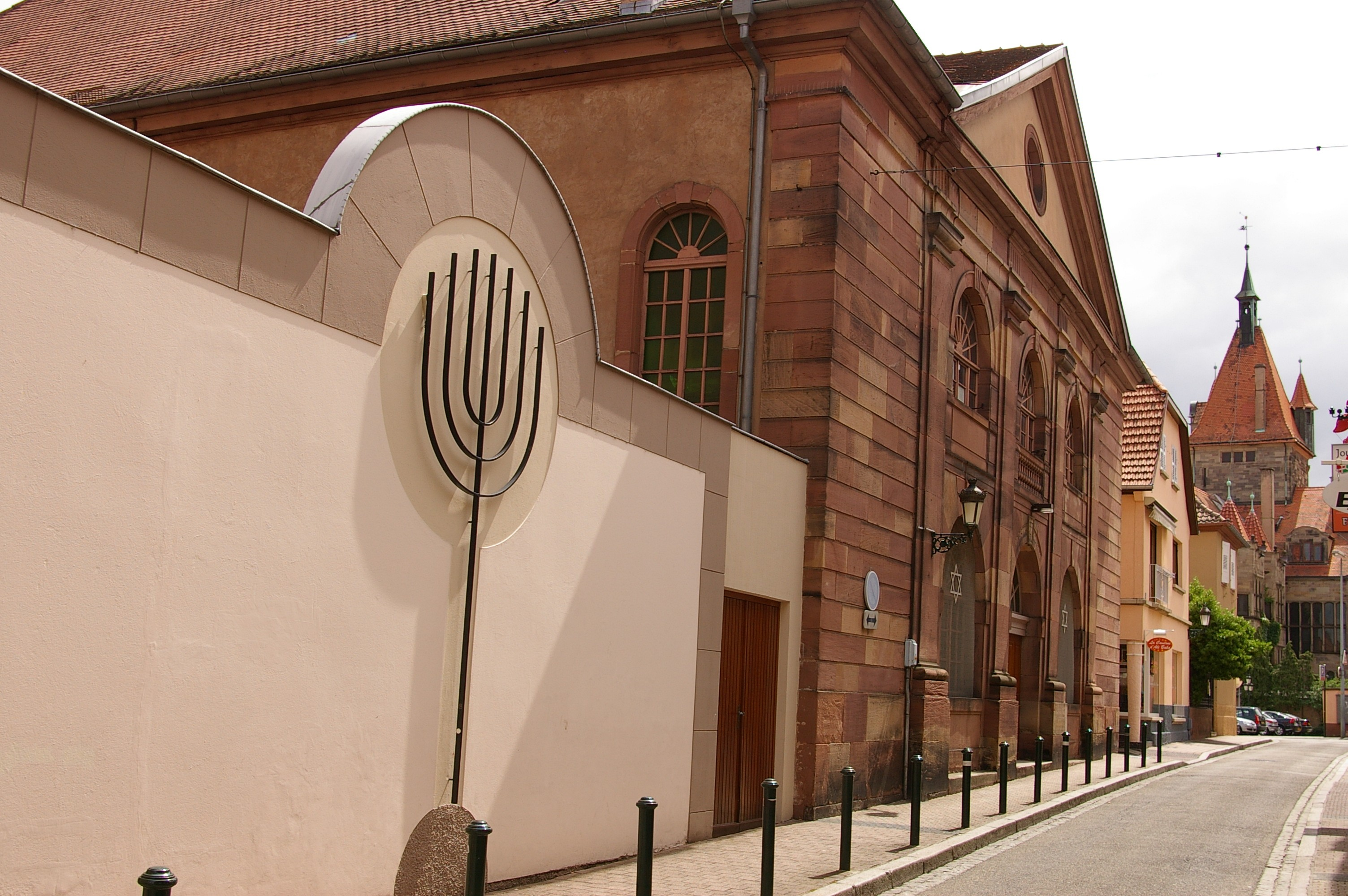
La synagogue.

* Chapelles :
La chapelle du Carmel de Marienthal, rue du Carmel.
La chapelle du château Walk, rue du Député-Hallez.
La chapelle du couvent des Annonciades, rue Foch.
La chapelle de l'Immaculée-Conception, Missions africaines, rue des Missions-Africaines.
La chapelle Saint-Arbogast, route de Schwabwiller au Gros-Chêne, et sa cloche de 1826.
La chapelle des Confessions à Marienthal, place de la Basilique située dans la basilique de Marienthal.
La chapelle du Cimetière, puis Chapelle du Parking, chemin des Pèlerins,. Face à la basilique, un grand parking a été réalisé là où se tenait autrefois un cimetière. Au fond du parking, se trouve une petite chapelle qui fut construite en 1865 dans le cimetière. Dédiée au Christ, au Sacré-Cœur d’après les sculptures en grès rose qui accompagne la grande statue du Christ dite « Ecce Homo ».
La chapelle Saint-François à la clinique Saint-François, boulevard du Maréchal-De-Lattre-De-Tassigny.
La chapelle de l'Hôtel Fleckenstein, impasse Fleckenstein.
La chapelle de l'ancien hôpital civil ou Espace Saint-Martin, actuel lieu d'expositions temporaires, place d'Armes.
La chapelle du centre médico-pédagogique, D1340.
La chapelle Saint-Gérard du couvent des rédemptoristes, route de Wintherhouse, détruite en juillet 2017.
- L'Église évangélique Agapé, rue de la Ferme-Falk.
- L'Église évangélique pentecôtiste, route de Strasbourg.
- L'Église évangélique, boulevard de l'Europe.
- L'Église néo-apostolique, rue de la Musau.
- La Salle du Royaume des témoins de Jéhovah, rue du Maréchal-Joffre.
- La mosquée El Fath dans la zone artisanale de l'aérodrome de Haguenau.
- La mosquée Ulu Camii, rue du Foulon.
- La mosquée, rue Chappe.

### Héraldique
| Blason de Haguenau | Blason  | D'azur à la quintefeuille d'argent boutonnée de gueules. |
| Blason de Haguenau | Détails | Les armes de Haguenau ont été établies d'après les sceaux de l'ancienne ville impériale qui fut fondée au XIIe siècle autour du château de Frédéric de Hohenstaufen. |

| Blason de Haguenau | Blason  | D'azur à la quintefeuille en abîme d'argent, boutonnée de gueules ; franc quartier des villes de seconde classe. |
| Blason de Haguenau | Détails | Blason de Haguenau sous le 1er Empire.                                                                           |